# Cuisine italienne
Pour les articles homonymes, voir Cuisine et Italie (homonymie).
La cuisine italienne est une cuisine traditionnelle à base de produits du terroir d'Italie, déclinée par une grande diversité régionale. Elle repose essentiellement sur le régime méditerranéen fait de produits frais, mais est aussi renommée pour sa production d'huile d'olive, de fromages, de charcuterie, de vins, de pâtes, de fruits et de desserts. 

## Histoire

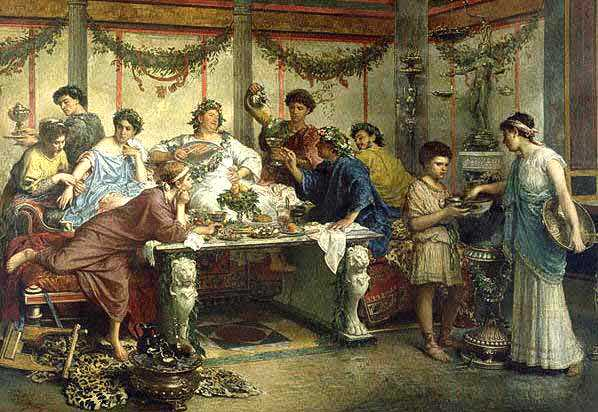
Repas à l'époque romaine.

Comme tous les pays du bassin méditerranéen, la cuisine italienne est héritière de la cuisine de la Rome antique (alimentation dans la Rome antique, par exemple, son goût pour les poissons salés — antipasti aux anchois, bottarga, sardella de Calabre — ou bien la colatura di alici, directement issue du garum romain), mais également de la cuisine arabe, qui y a apporté l'aubergine, et la confiserie. Les produits issus de la découverte de l'Amérique au XVe siècle (tomate, poivron, piment, pomme de terre) ont révolutionné la cuisine italienne (comme les cuisines provençale ou espagnole).

### Antiquité

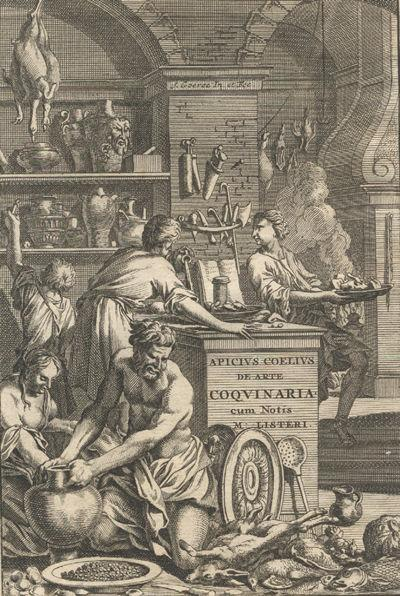
De re coquinaria, de Marcus Gavius Apicius (IVe siècle)

Selon la culture populaire ce serait le marchand-explorateur italien Marco Polo qui aurait rapporté les pâtes de Chine au XIIIe siècle. En réalité, la civilisation gréco-romaine connaissait déjà des pâtes fraîches du type lasagnes (laganon en grec, laganæ en latin). On trouve, près de Rome, une tombe du IIIe siècle av. J.-C., ornée d'un bas-relief représentant un rouleau à pâte et un coupe-pâtes. Par ailleurs, le terme romain nodus (« nœud ») désignait une de ces variétés de pâtes.

### Moyen Âge

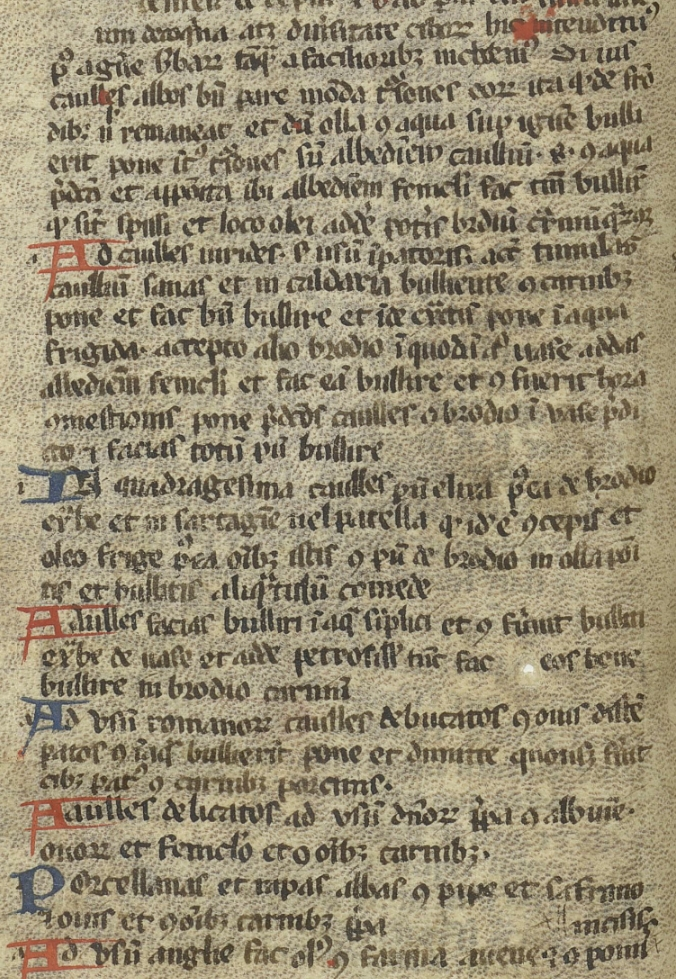
Liber de coquina de la cuisine médiévale du XIVe siècle, BNF Latin 7131 f 96v.Initium textus

Les pâtes sèches de la famille des vermicelles sont importées de Palestine, entre le IIIe et IVe siècles. Elles sont fabriquées dans le monde arabe, depuis au moins le IXe siècle, sous le nom d’itriyya. On trouve des recettes d’itriyya ou de fidaws dans les livres de cuisine arabe de Bagdad, à partir du Xe siècle et dans les livres de cuisine d'Al-Andalus de la péninsule Ibérique, au XIIIe siècle. En Sicile, au XIIe siècle, le géographe arabe Al Idrissi signale, en 1154, une fabrique importante de pâtes sèches à Trabia (à l'est de Palerme), qui contrôle toute la filière de la production et exporte des pâtes dans tout le bassin méditerranéen.
Le premier livre de cuisine italienne, Liber de coquina, est écrit vers 1300 à la cour angevine du royaume de Naples, sans doute d'après un modèle de la période souabe du Saint-Empire romain germanique, et voit le jour à Palerme à la cour du roi Frédéric II de Sicile. On y trouve déjà quelques plats essentiels de la cuisine italienne comme les lasagnes et d'autres variétés de pâtes.

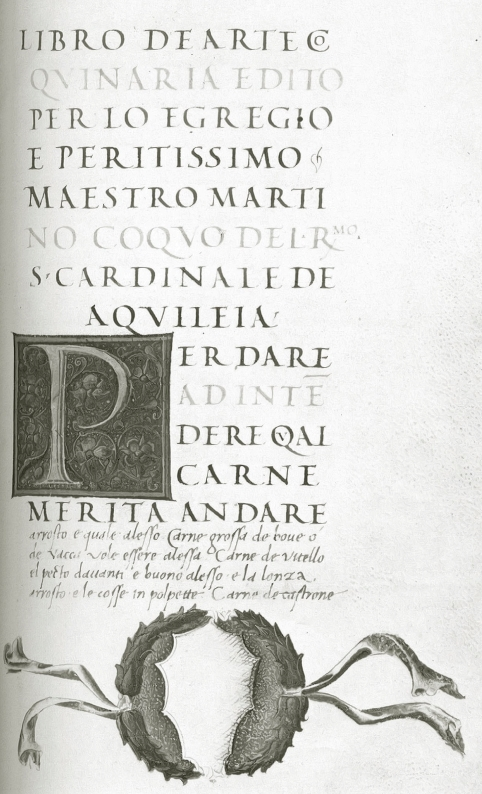
De Arte Coquinaria, de Maestro Martino, vers 1450

À partir du XVe siècle, la cuisine italienne devient le creuset du syncrétisme gastronomique, incluant dans son corpus de nombreuses recettes provenant de la cuisine catalane de Catalogne et de la cuisine espagnole du reste de l'Espagne, probablement sous l'influence des cuisiniers des États pontificaux.
Vers 1450, le cuisinier Maestro Martino, le plus célèbre auteur culinaire de l'Italie du Moyen Âge, écrit De Arte Coquinaria, ouvrage largement diffusé en Europe grâce à l'appui de son ami humaniste Bartolomeo Sacchi dit « Platine ». Ce dernier publie vers 1475 De honesta voluptate et valitudine (« Du plaisir honnête et de la bonne santé ») qui s'inspire sur le plan gastronomique du livre de cuisine de Maesto Martino, son ami et collaborateur, mais dont les recettes sont présentées de façon plus littéraire, comme un récit axé sur la diététique. En 1477, le médecin piémontais Pantaleone da Confienza publie la Summa lacticiniorum, le plus ancien traité d'Europe sur les laitages.

### Renaissance
En 1548, l'humaniste milanais Ortensio Lando publie le Commentario delle più nitabili e mustuose cose d'Italia (« Commentaires sur les choses les plus notables et les plus monstrueuses d'Italie »), un guide de voyage indiquant les principales spécialités culinaires régionales de l'Italie qui peut être considéré comme le premier guide gastronomique.
On a souvent dit que la cuisine italienne avait modifié la cuisine française grâce aux apports des reines Catherine ou Marie de Médicis. En fait, au XVIe siècle, les livres de recettes italiennes, comme Opera dell'arte del cucinare (« Ouvrage sur l'Art de cuisiner ») de Bartolomeo Scappi, un monument de la cuisine renaissance italienne publié en 1570, présentent une cuisine encore très proche de la cuisine médiévale.

### XVIIeetXVIIIesiècles

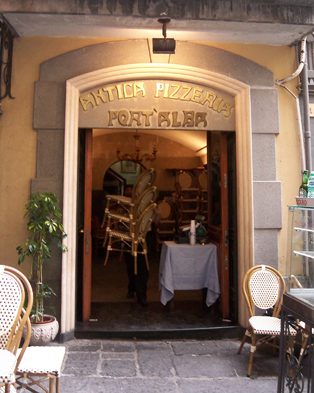
Antica Pizzeria Port'Alba de 1738 à Naples en Italie, présumée à ce jour comme la plus ancienne pizzeria connue du monde.

En 1630, alors que Naples connait une période de famine, les pâtes deviennent pour la première fois un élément essentiel de l'alimentation du peuple. Les Napolitains sont caricaturés de mangiamaccheroni ( « mangeurs de macaroni »), épithète qui sera ensuite appliqué à tous les Italiens.
En 1690, il est fait pour la première fois mention de la sauce tomate dite « à l'espagnole », dans le livre de cuisine d'Antonio Latini (en), Lo scalco alla moderna, publié posthume (« Le Maître-queux façon moderne »).
En 1716, Cosme III de Médicis définit les territoires où l'appellation chianti peut-être utilisée, premier exemple de protection des appellations d'origine.
La pizza, autre plat symbolique de la cuisine italienne sous sa forme actuelle avec de la tomate, n'existe que depuis 1700. Avant la pizza napolitaine, la pizza était un gâteau sucré ou salé, dont le nom est connu depuis 997. Au XVIe siècle, le cuisinier Bartolomeo Scappi en donne une recette. Elle est devenue un des plats mondiaux les plus connus, citée souvent comme plat national autochtone par beaucoup d'Italo-Américains.
En 1775, parait le premier livre italien consacré à la fabrication des crèmes glacées, apparues dès le XVIe siècle, De sorbetti de Filippo Baldini.

### XIXesiècle

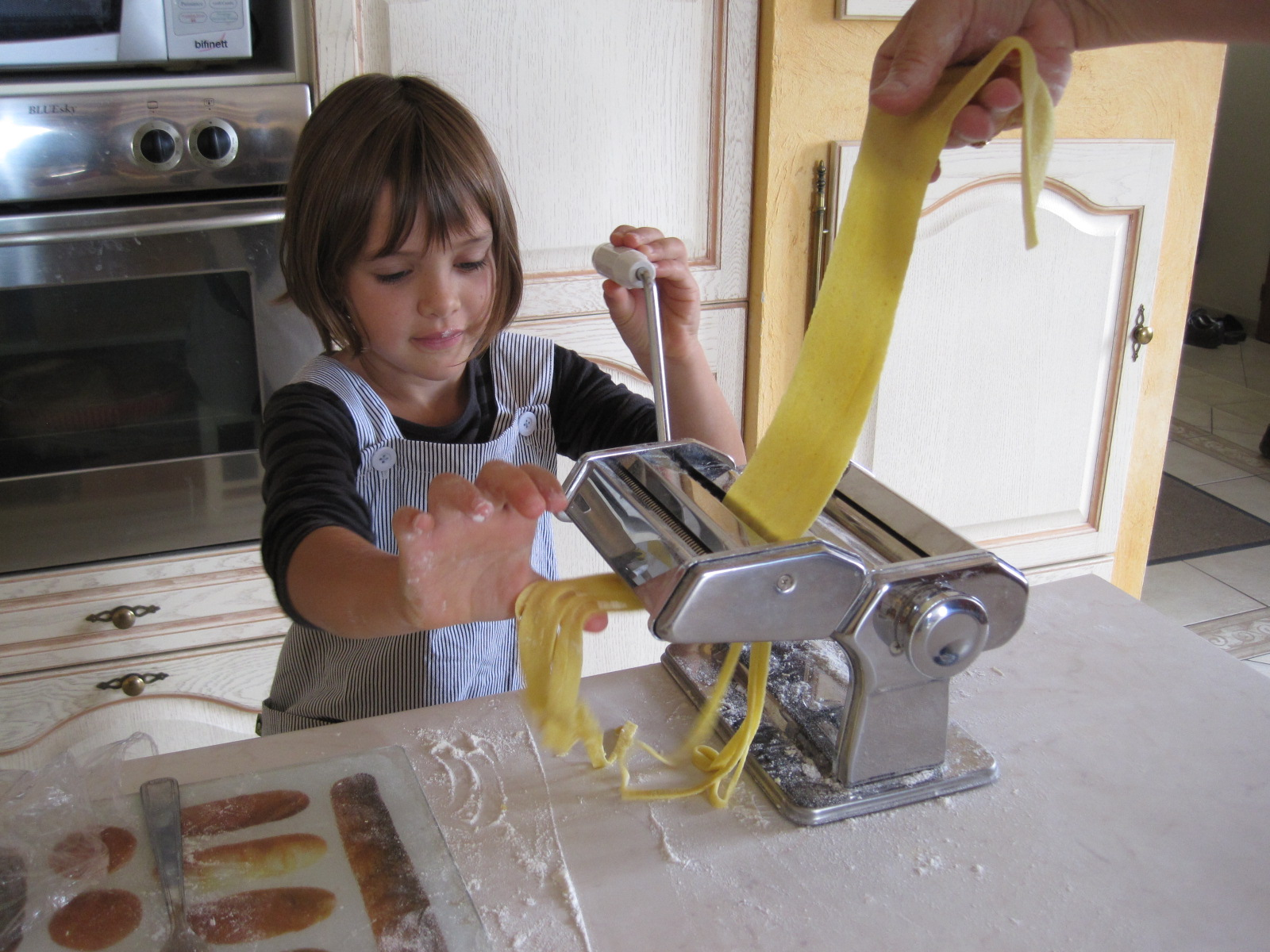
La machine à pâtes

La machine à pâtes brevetée en 1857 par l’inventeur italien Innocenzo Manzetti permet une première démocratisation de la consommation des pâtes en Italie, avant sa fabrication par l’industrie agroalimentaire du commerce et de la grande distribution.
Les pasta al pomodoro (it) (« aux tomates ») sont mentionnées pour la première fois en 1839, dans la Cucina teorico-pratica (« Cuisine théorique et pratique ») , dont la seconde édition comporte un appendice sur la cuisine populaire napolitaine. Cet assaisonnement vient y compléter l'association plus traditionnelle des pâtes et du fromage.

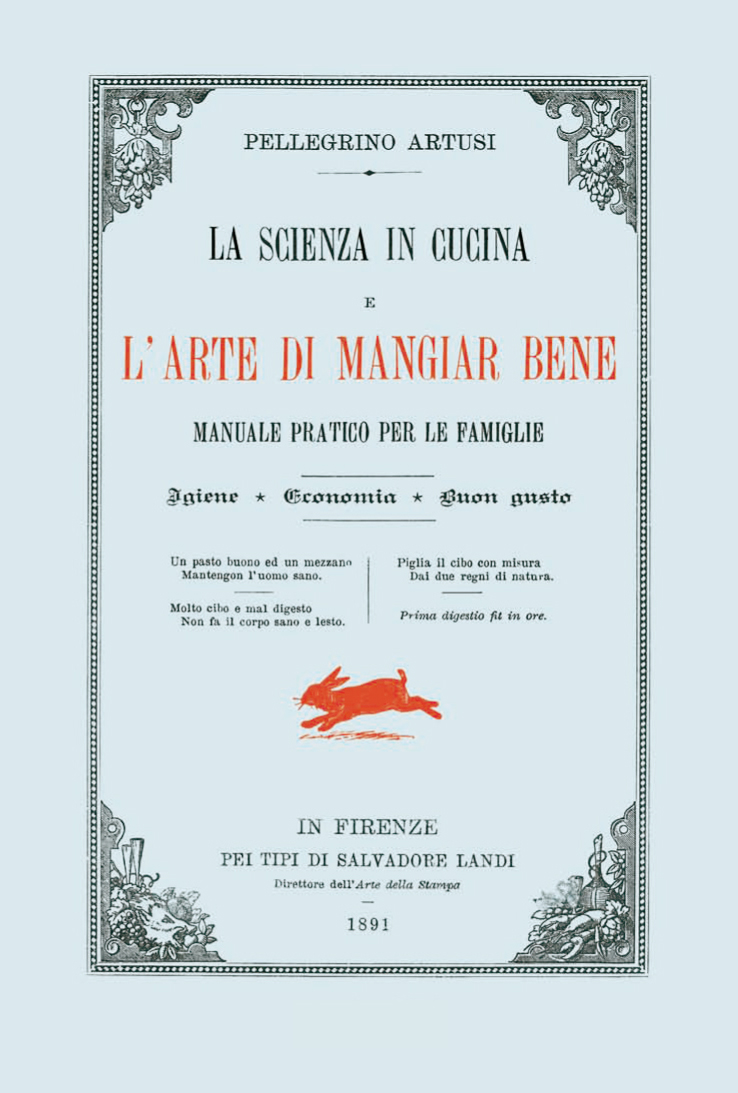
Artusi, La scienza in cucina e l'arte di mangiar bene, couverture de la 1re édition.

En 1891, Pellegrino Artusi publie la première édition de La scienza in cucina e l'arte di mangiar bene ( « La Science en cuisine et l'art de bien manger »), dans lequel il cherche à créer une culture commune dans un pays dont l'unité est toute récente (1861). Il fait connaitre les traditions culinaires d'un grand nombre de villes et de territoires. C'est le texte fondateur de la cuisine italienne moderne qui connaitra quinze rééditions enrichies par les apports des lecteurs jusqu'en 1911.

### XXesiècle
La revue mensuelle La Cucina Italiana (« La cuisine Italienne ») , qui demeure une référence importante de la culture gastronomique du pays, voit le jour en 1929. Deux années plus tard (1931), parait la Guida gastronomica d'Italia du Touring Club Italiano, qui recueille pour la première fois de façon systématique les traditions gastronomiques des régions et provinces italiennes.
En 1957, Mario Soldati tourne Viaggio nella valle del Po (« Voyage dans la vallée du Pô ») pour la télévision italienne où il parle des réalités agricoles et alimentaires du pays, ainsi que de l'industrie agroalimentaire naissante. Ce reportage marque l'entrée officielle de la gastronomie à la télévision publique.
Après des années de recherche dans le Mezzogiorno et notamment dans le Cilento en Campanie, le médecin américain Ancel Keys publie en 1959 Eat well ans stay well, qui ouvre la voie à la promotion internationale de ce qui sera appelé le « régime méditerranéen ».
En 1977, le chef italien Gualtiero Marchesi fonde la « nouvelle cuisine italienne » en ouvrant son premier restaurant gastronomique à Milan où il modernise la cuisine italienne, alliant nouvelle cuisine et traditions italiennes  (premier chef italien 3 étoiles du Guide Michelin en 1986). Le critique gastronomique Carlo Petrini fonde en 1986, à Bra (Italie) dans le Piémont, l'association Slow Food qui, en quelques décennies, s'affirme en Italie, puis partout dans le monde, pour contribuer à promouvoir les savoirs gastronomiques en faisant interagir la grande cuisine avec les traditions populaires.

### XXIesiècle

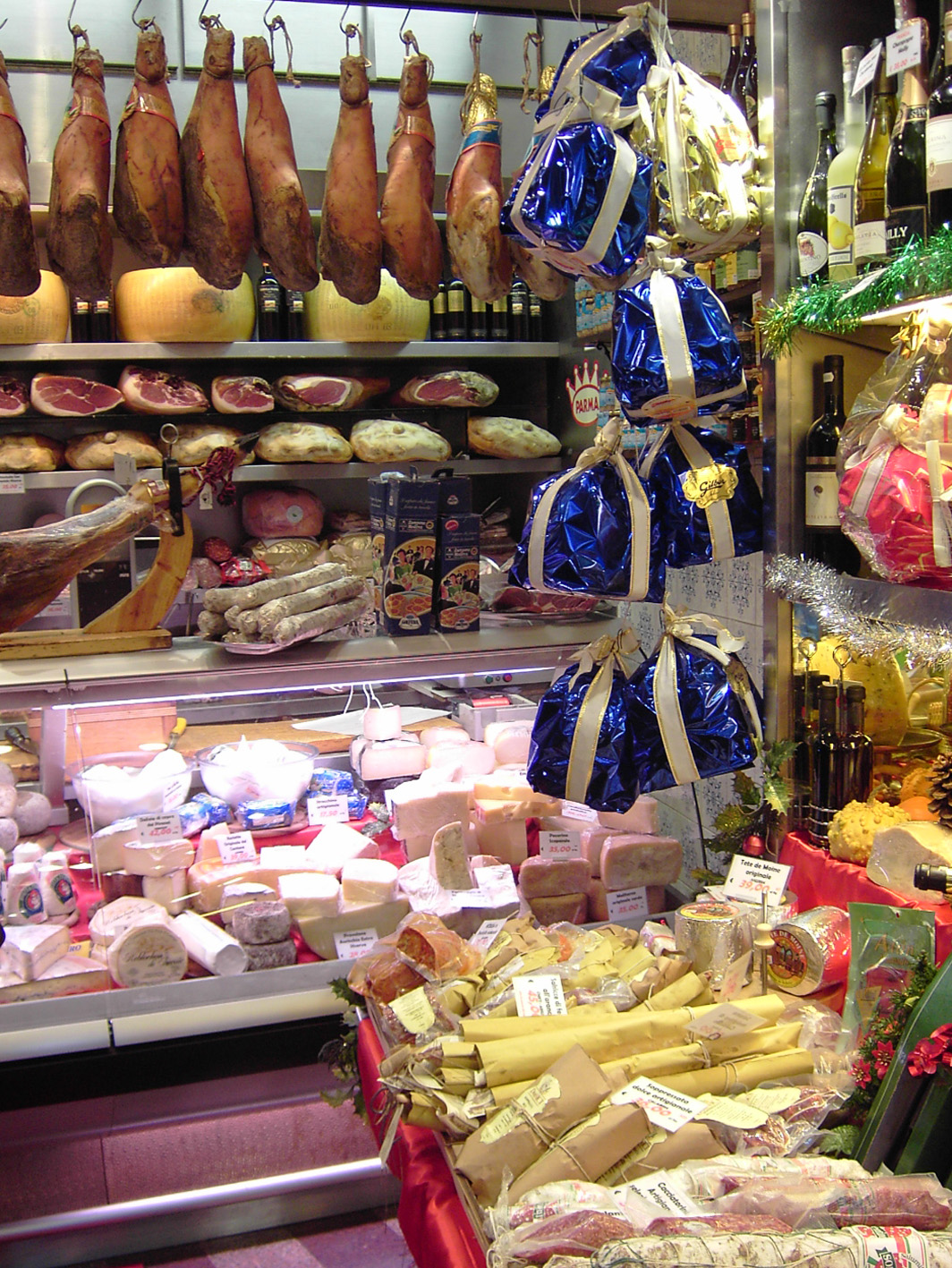
Charcuterie et fromages italiens.

Pour la première fois en 2016, le restaurant d'un chef italien, La Francescana de Massimo Bottura à Modène, est élu meilleur restaurant par The World's 50 Best Restaurants.

## Culture italienne

### Cuisines régionales

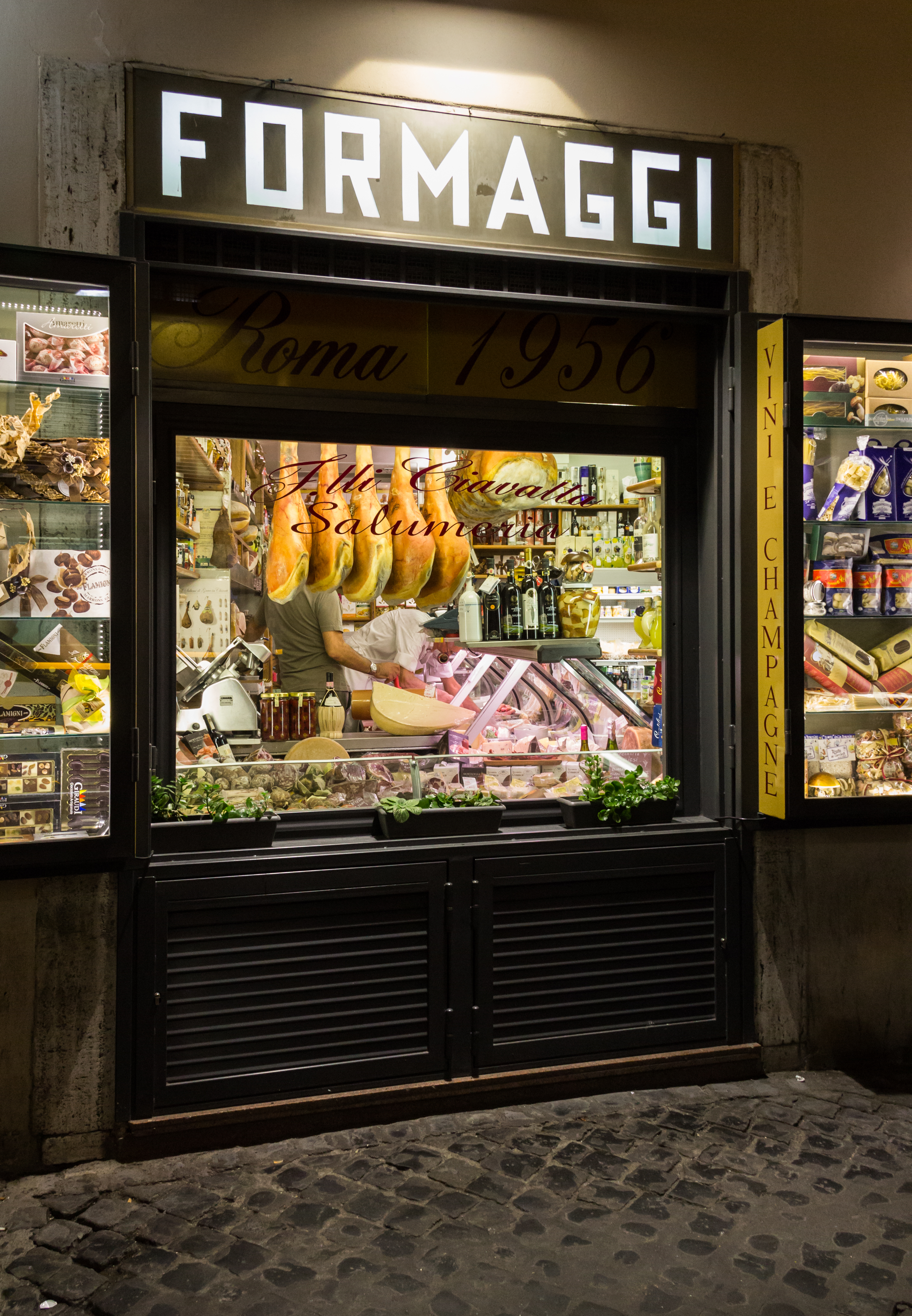
Boutique de produits culinaires italiens régionaux de Rome

On regroupe sous le nom de « cuisine italienne » toutes les cuisines régionales provenant de la péninsule italienne et de ses deux îles, cuisines qui ont été influencées par des cultures diverses : cuisines lombarde (riz, beurre), alpine (polenta, crème, fromages), autrichienne (viande séchée, speck, strudel, krapfen, sacher, zelten, presnitz, kaiserfleisch, canederli, bière, cannelle), slave (cevapcici, gubana, strucchi, putizza), ou berbère (couscous en Sicile).
L'Italie est un pays de vins et de fromages variés, ainsi que de nombreuses autres productions agricoles usuelles (truffe blanche du Piémont, parmigiano Reggiano, grana Padano, jambon de Parme et de San Daniele, riz de Verceil, grappa…). L'huile d'olive est la base de nombreuses cuisines régionales italiennes : les Italiens font partie des trois plus importants consommateurs d'huile d'olive dans le monde, avec les Grecs et les Libyens.
Le café préparé à l'italienne (cappuccino, expresso, lungo) et les gelati (glaces) font partie de ce savoir-faire culinaire.

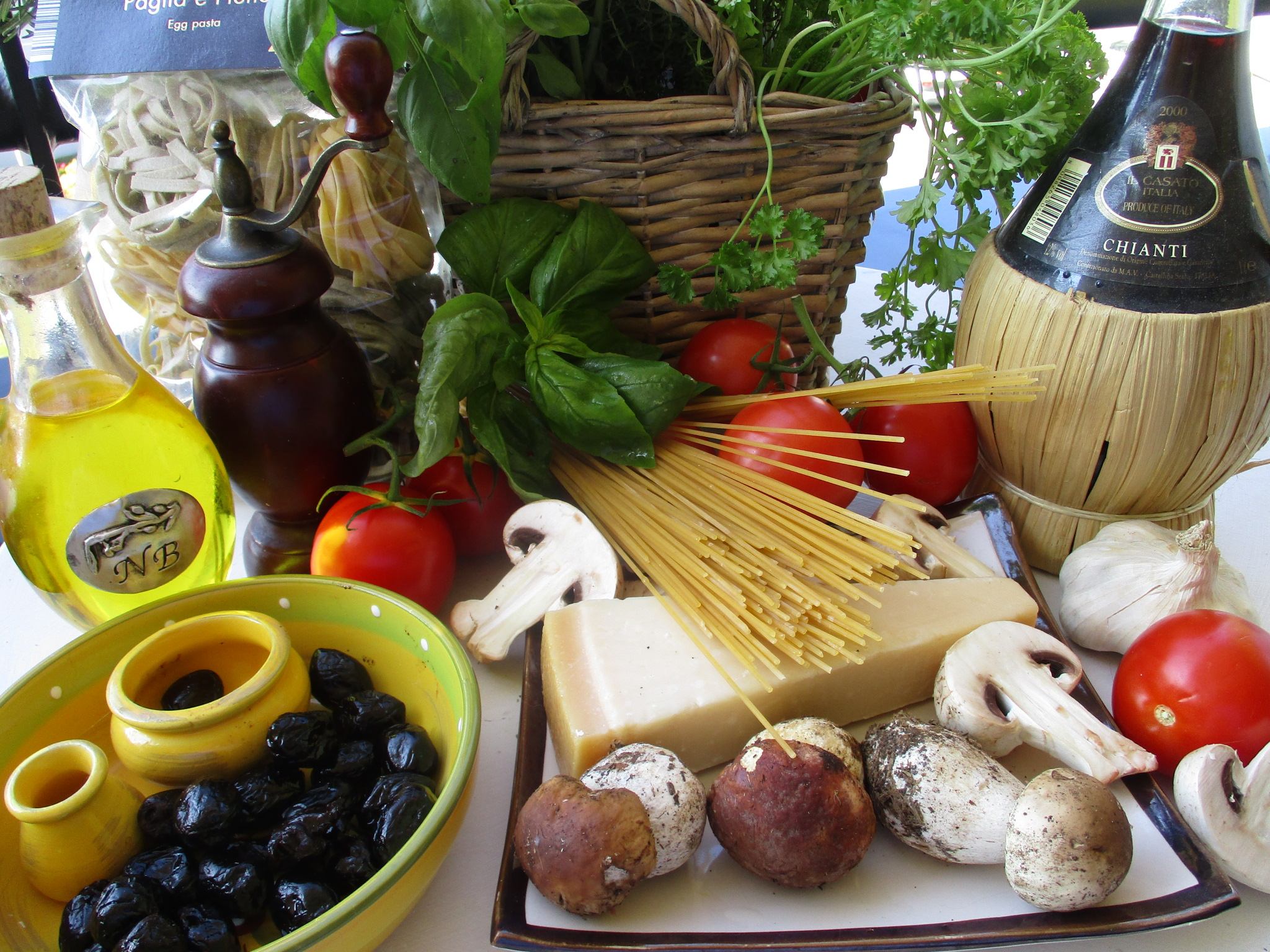
Quelques produits italiens emblématiques

Pour un non-Italien, la cuisine italienne a son épicentre quelque part entre la Toscane et l'Émilie-Romagne, et se résume à des plats classiques comme la pizza napoletana, les pâtes  accompagné de ragù bolonais ou le dessert réputé tiramisu, mais les nombreuses productions agricoles et transformations agroalimentaires des terroirs piémontais, de la vallée d'Aoste, de l'originalité de la cuisine vénitienne et frioulane, des cuisines populaires romaine, lombarde, calabraise, sicilienne, sarde, des Pouilles, ainsi que de nombreuses autres régions.

### «Gastronationalisme»

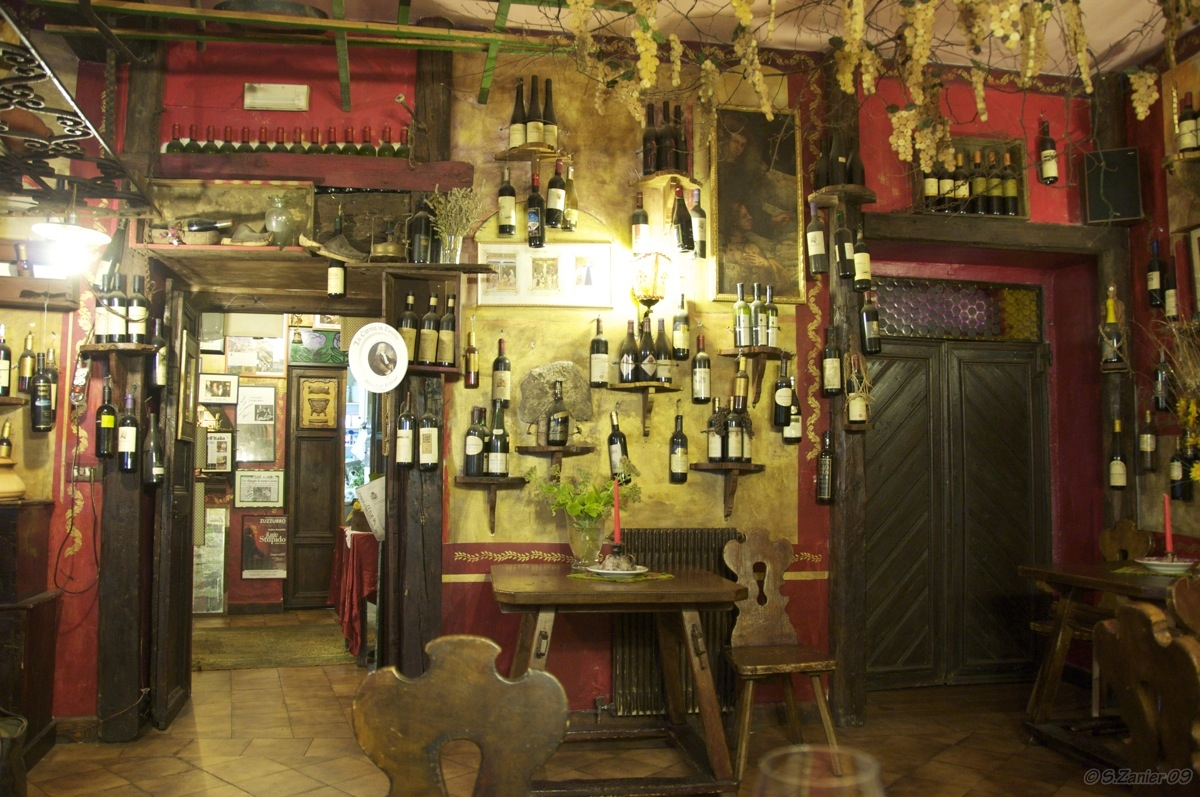
Trattoria italien

Depuis 2018, l'historien italien Alberto Grandi dénonce une dérive de « gastronationalisme ». Selon lui, après le choc de la Seconde Guerre mondiale, le pays a inventé des traditions culinaires qui agissent comme des mythes fondateurs. Le président de l’Académie italienne de cuisine, Paolo Petroni (it), confirme la véracité de certaines de ses affirmations. A titre d'exemple : « la carbonara récemment inventée après la guerre, ou le tiramisu datant des années 1960-1970 ».
Également, Alberto Grandi affirme que les spécialités italiennes les plus connues dans le monde aujourd'hui, proviennent surtout de la diaspora italienne qui a émigré aux États-Unis pour le travail au XXe siècle.
Alberto Grandi collabore avec un autre historien, Massimo Montanari, pour le dossier de la candidature de la cuisine italienne au patrimoine mondial de l’UNESCO.

## Plats typiques
Ci-dessous une liste des spécialités les plus célèbres de la cuisine italienne, avec des illustrations des plus connus au niveau international.

### Antipasti
Parmi les antipasti, on compte notamment : salade caprese, bruschetta, crostini, olive ascolane, mozzarella in carrozza, pizzette, fiori di Zucca, frico, supplì et parmigiana di melanzane.

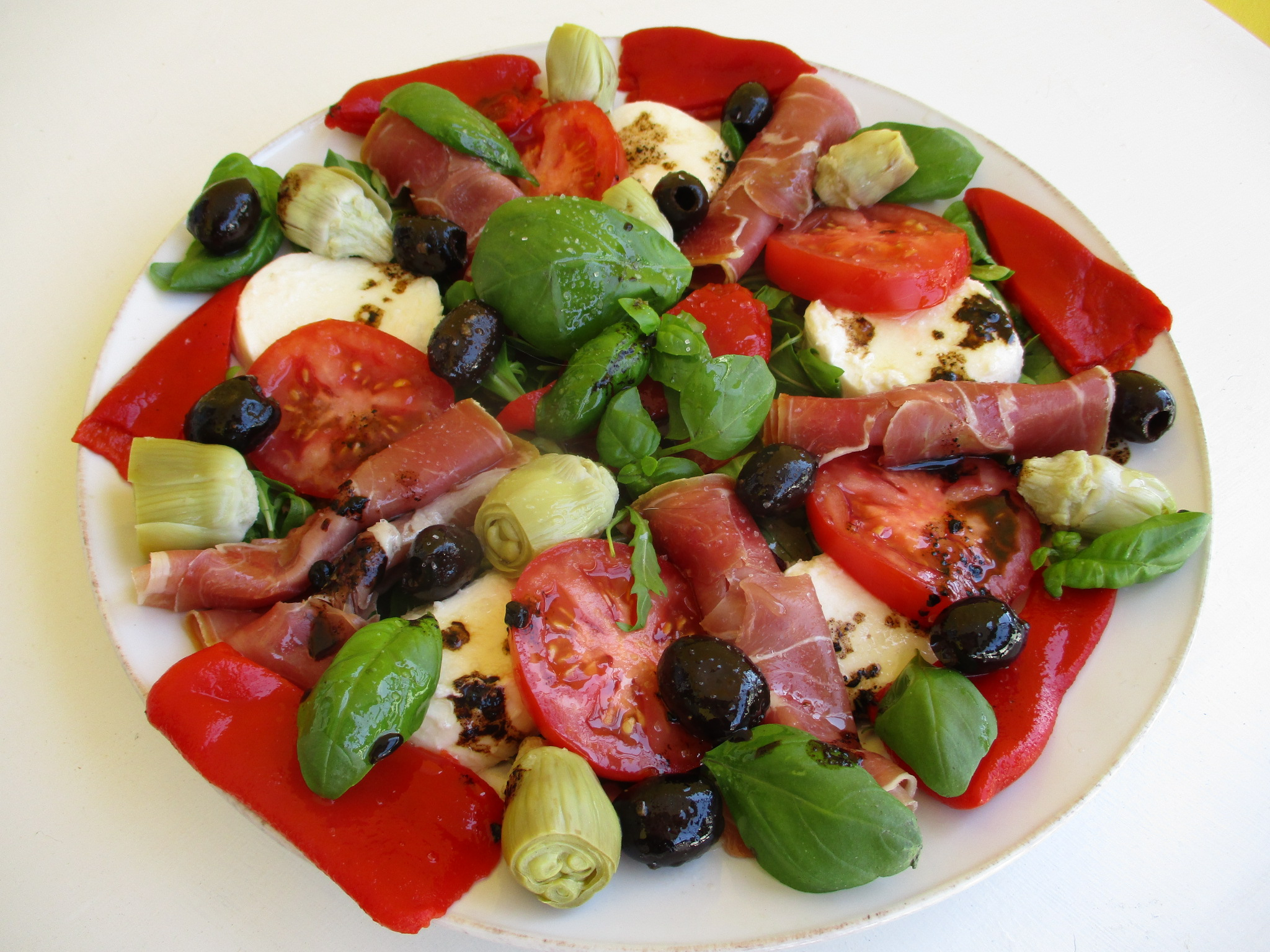
Antipasto
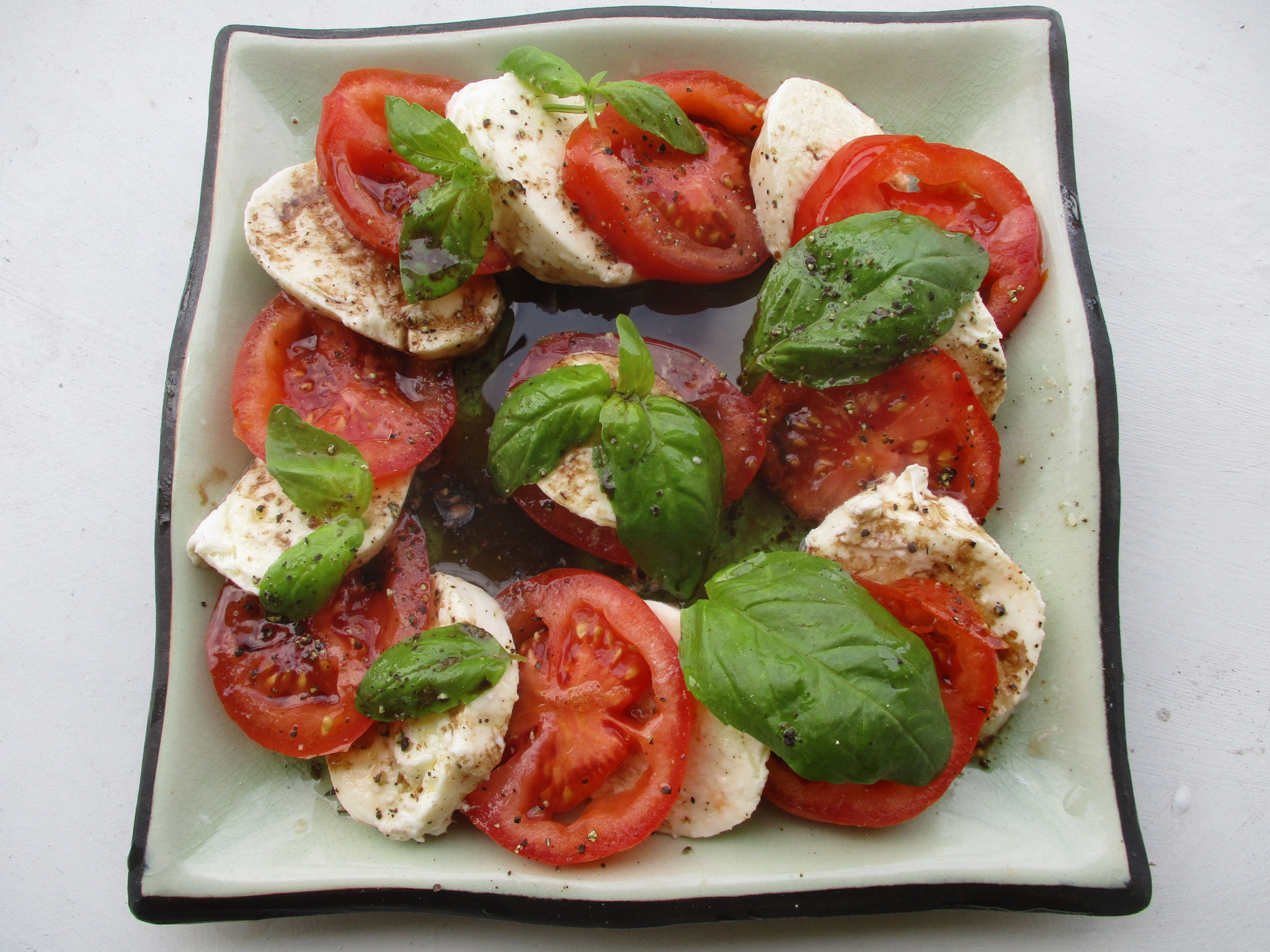
Salade caprese
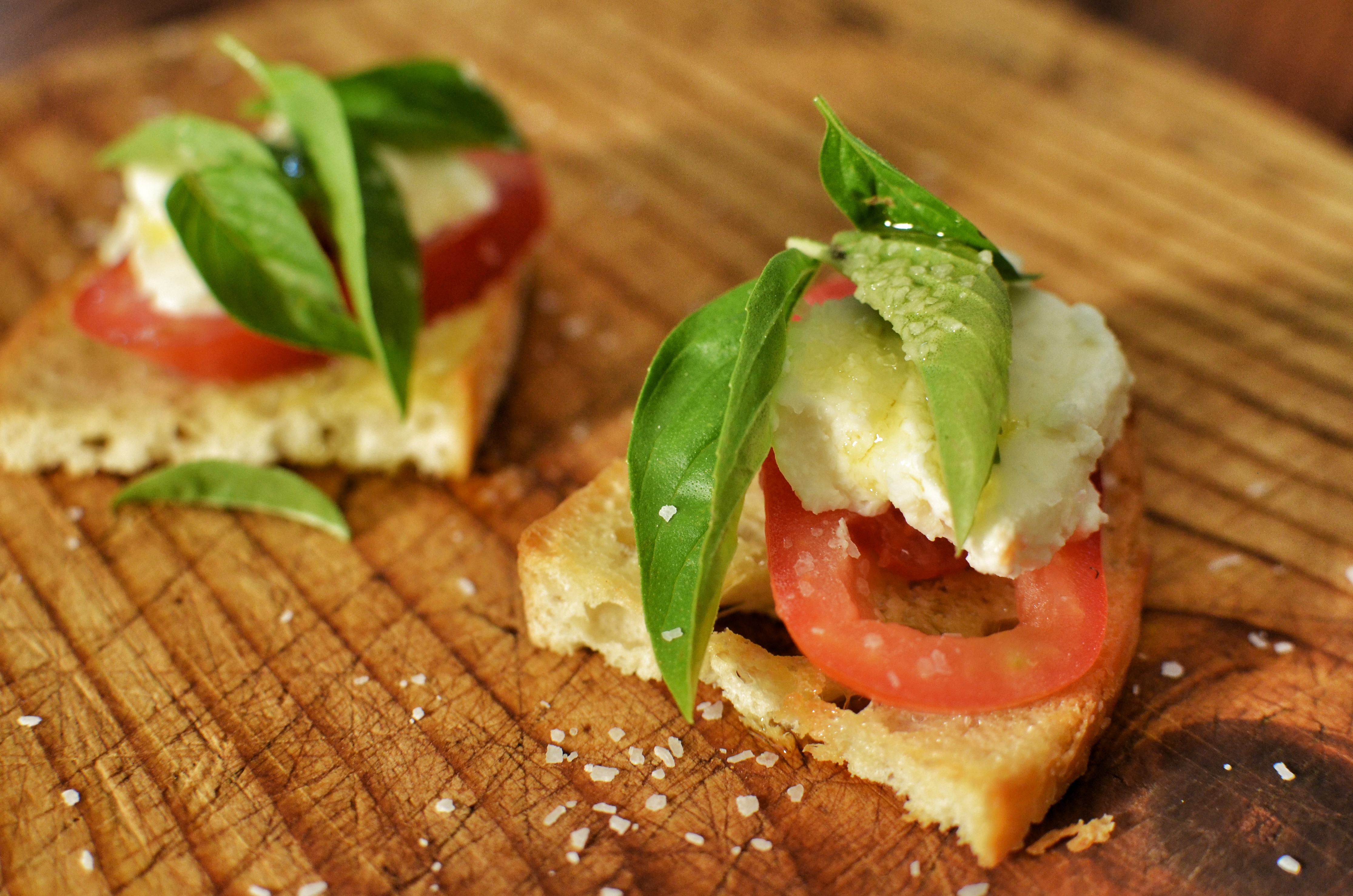
Bruschetta
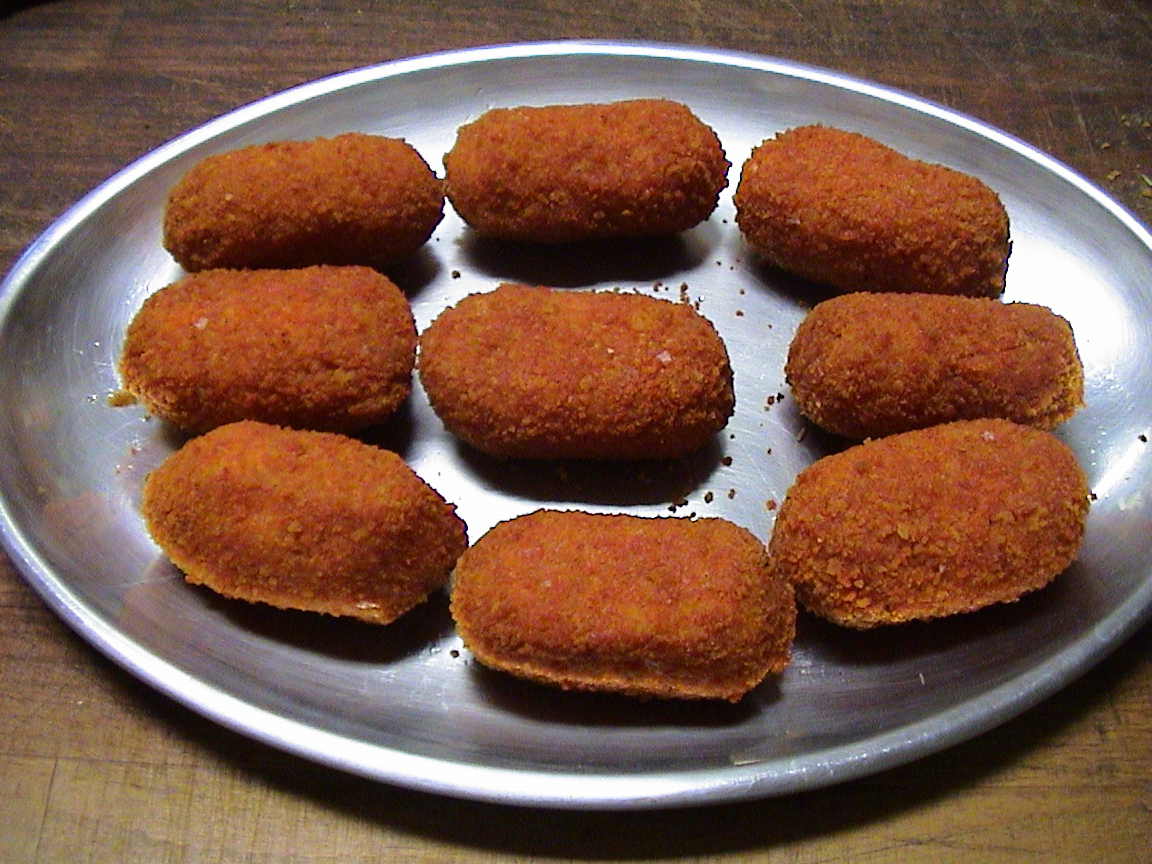
Supplì
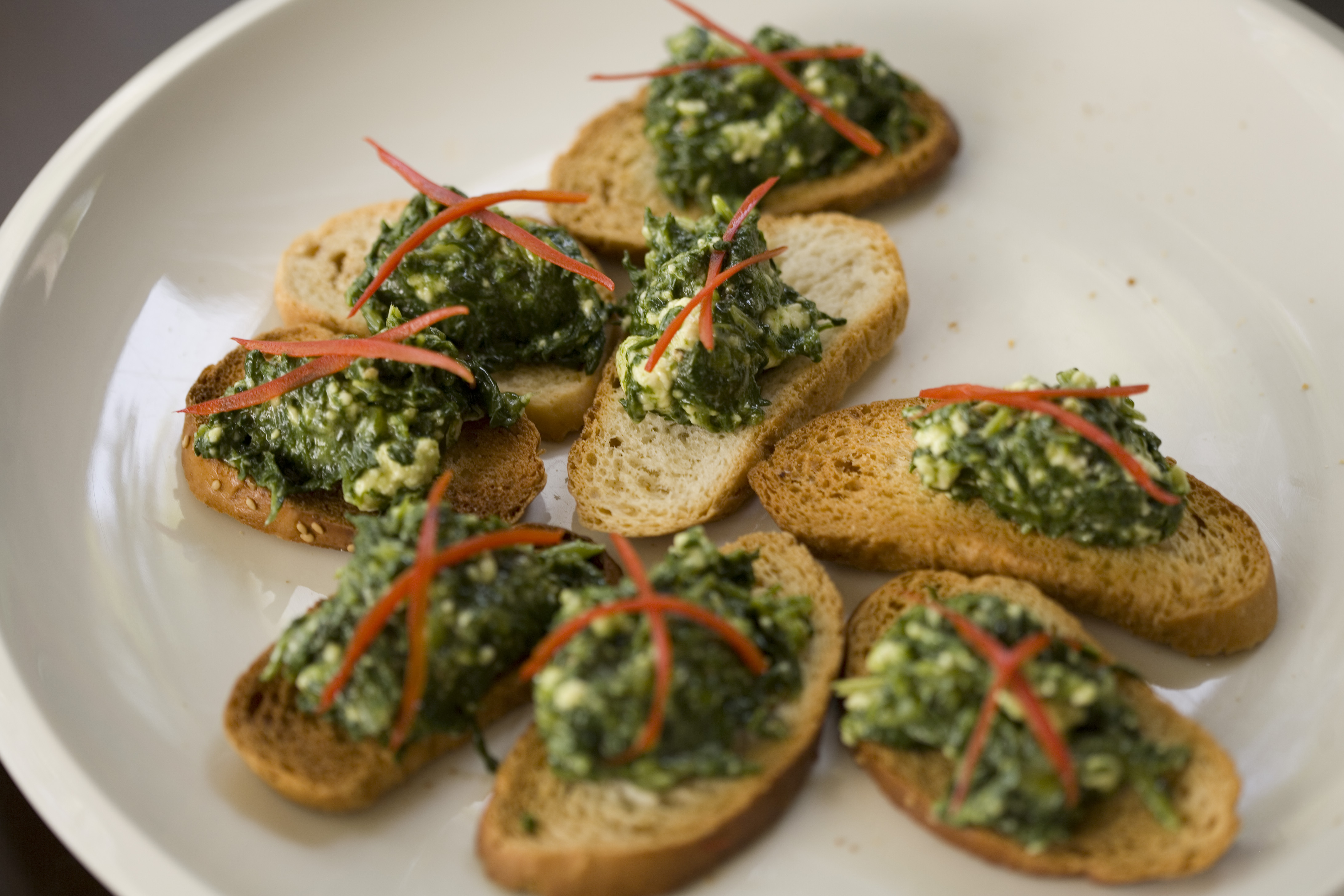
Crostini
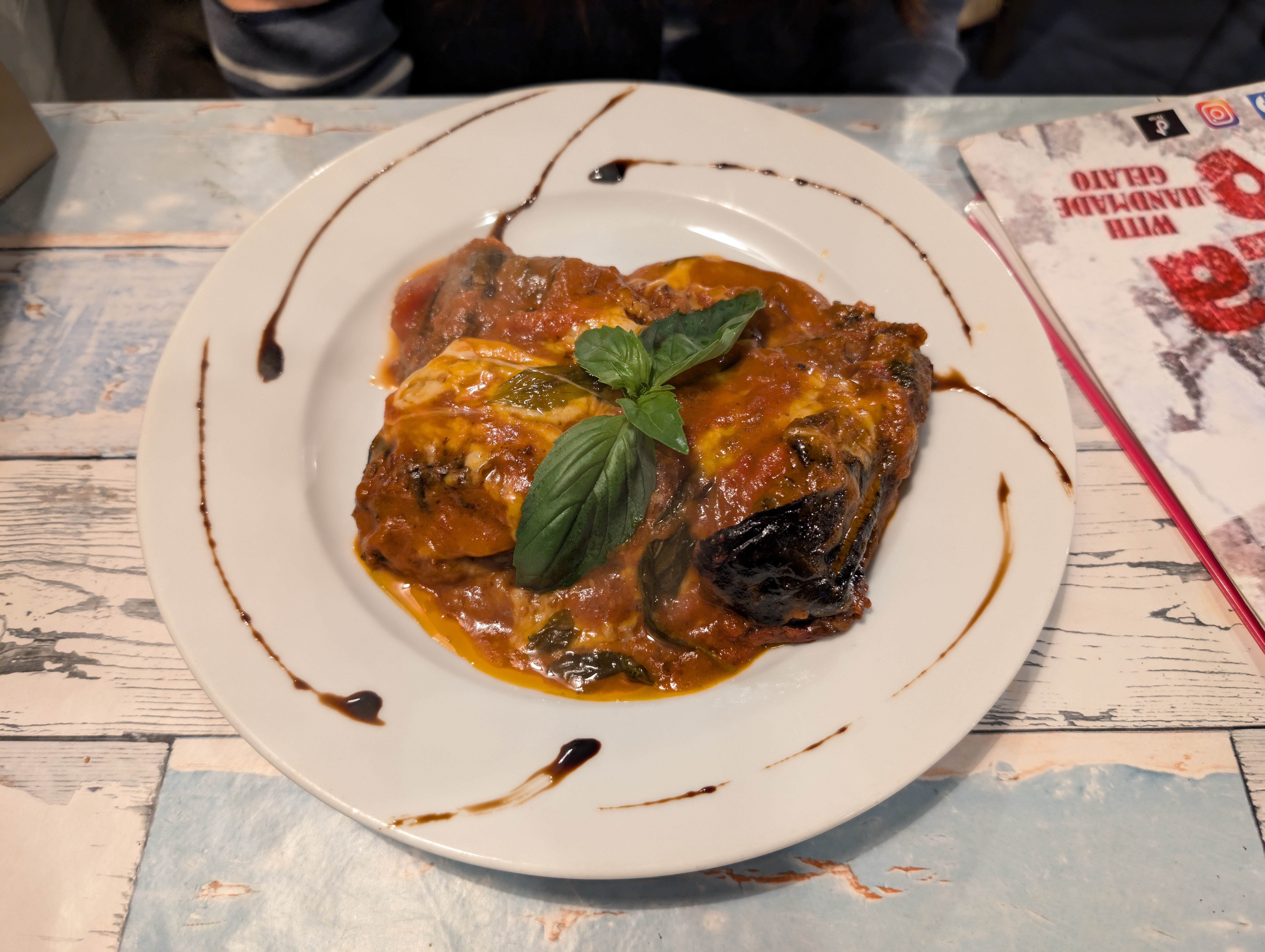
Parmigiana di melanzane
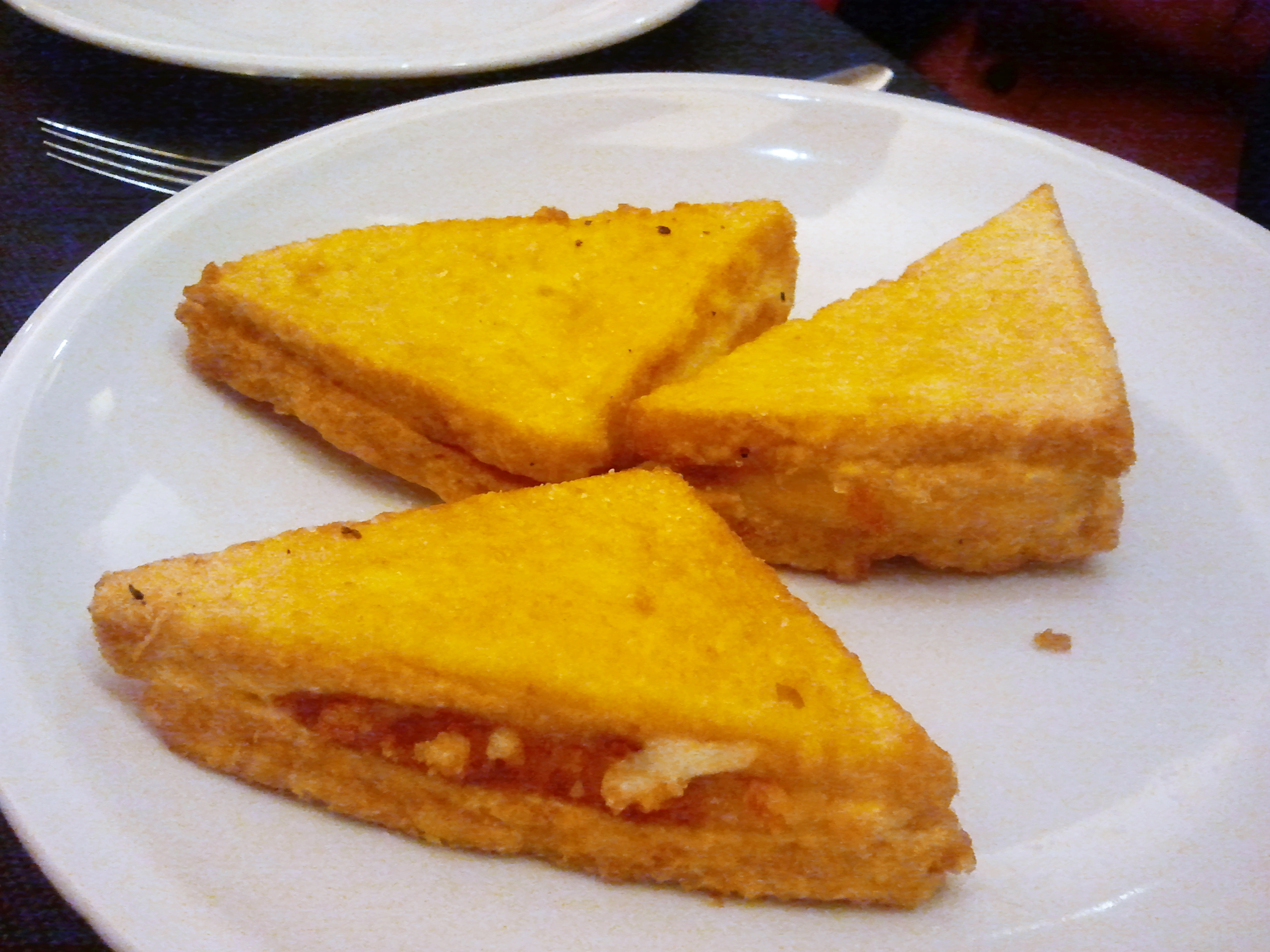
Mozzarella in carrozza
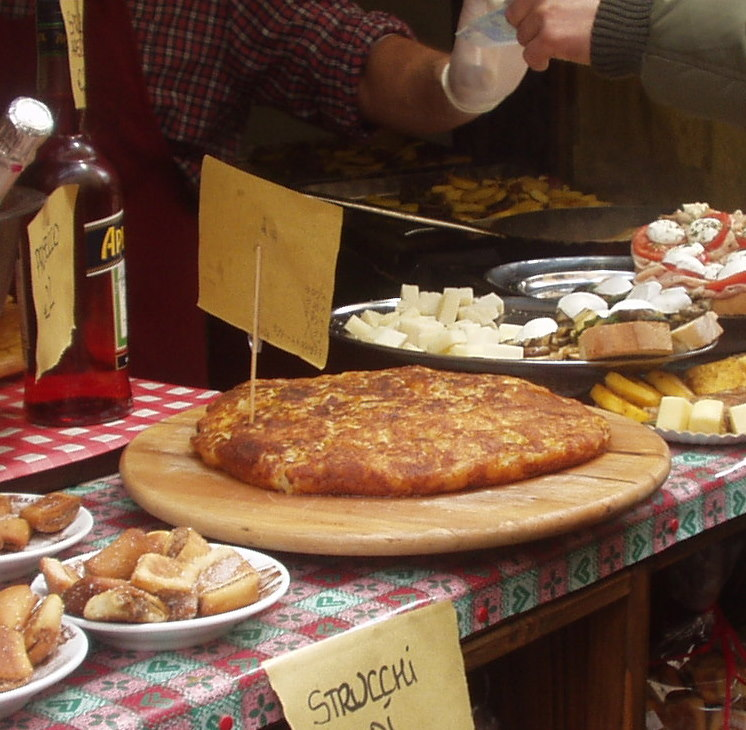
Frico

### Soupes
Parmi les soupes, on compte notamment : bagna cauda, minestrone, pasta e fagioli, ribollita, jota, pancotto

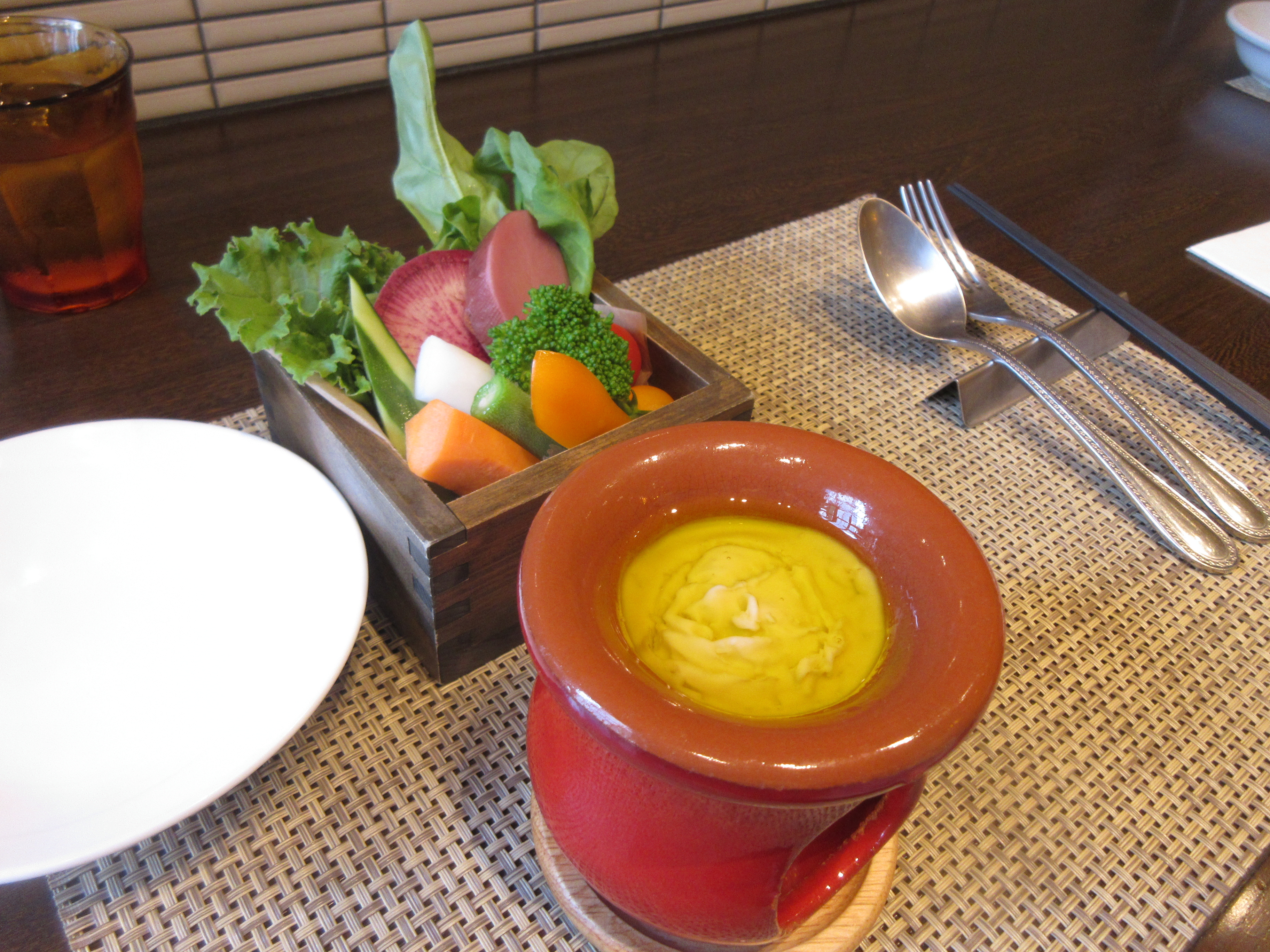
Bagna cauda
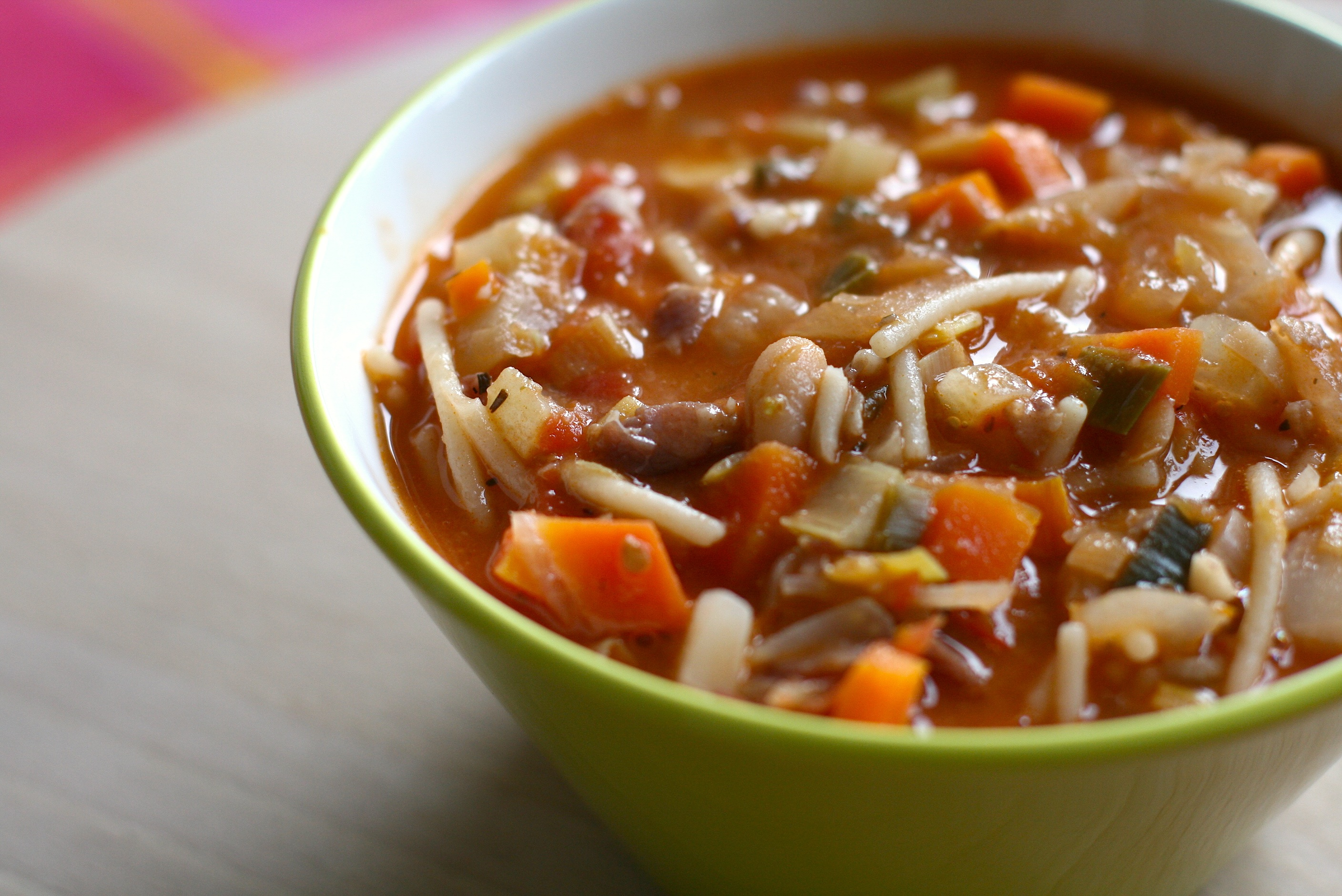
Minestrone
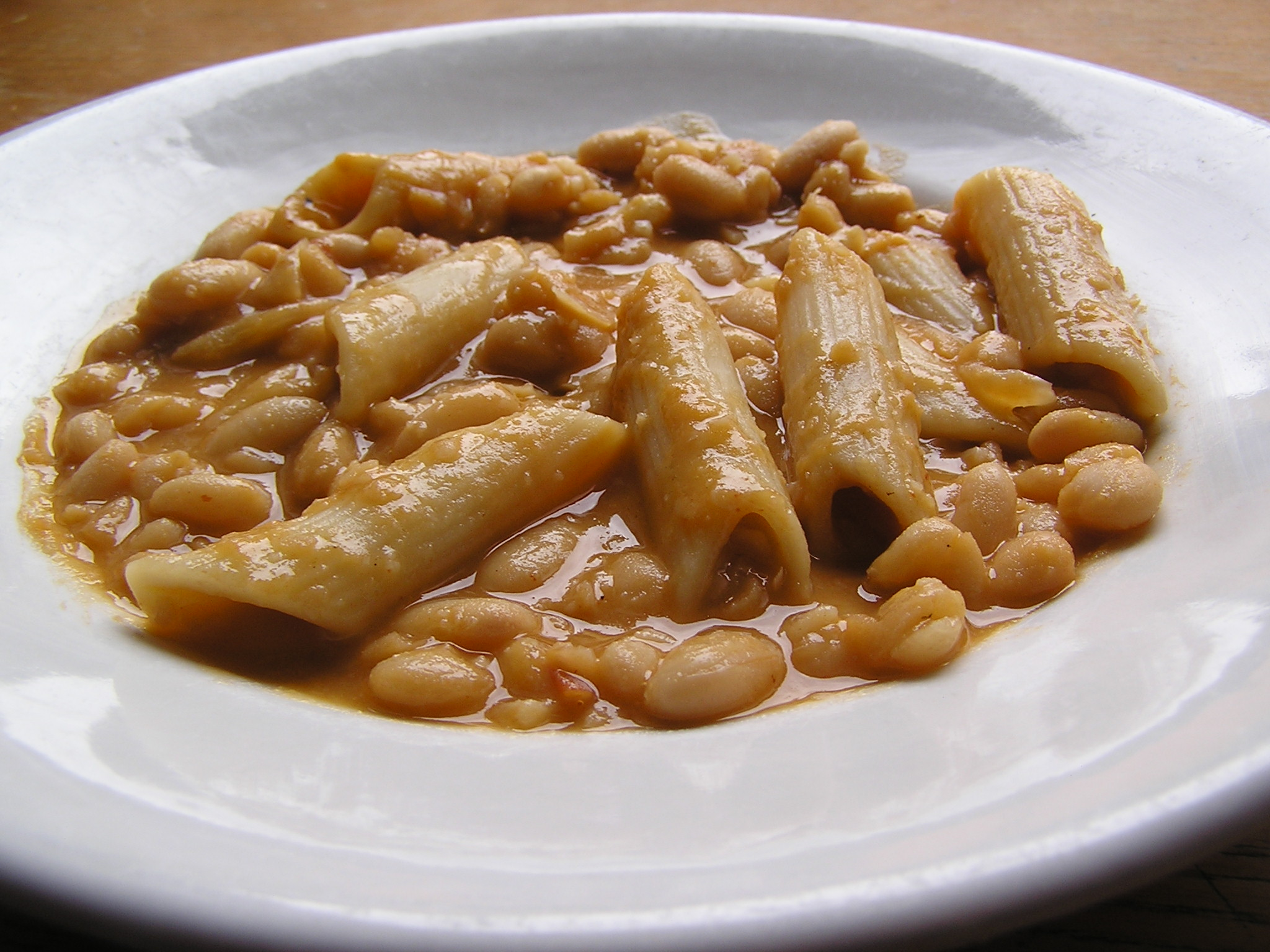
Pasta e fagioli
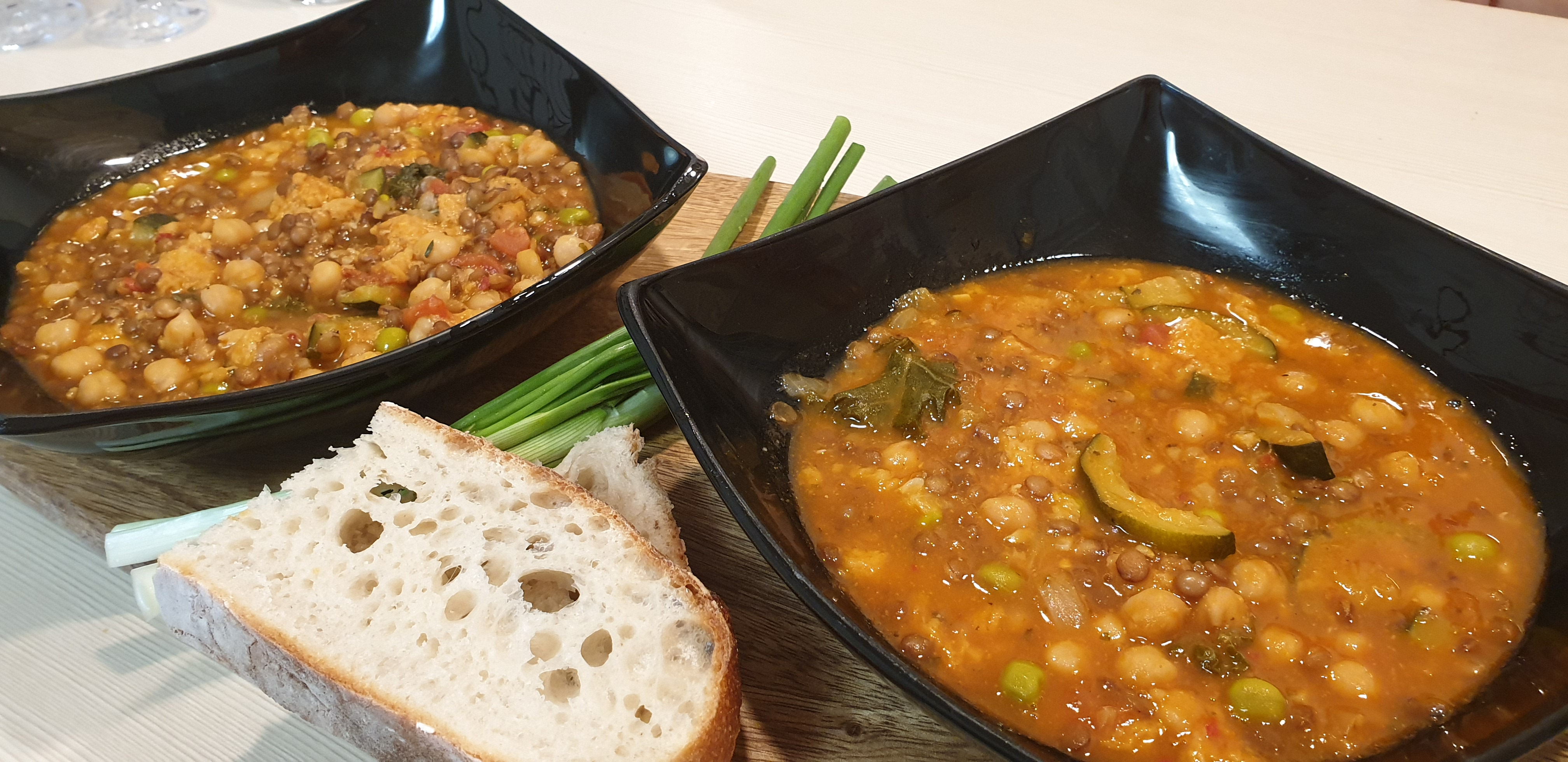
Ribollita
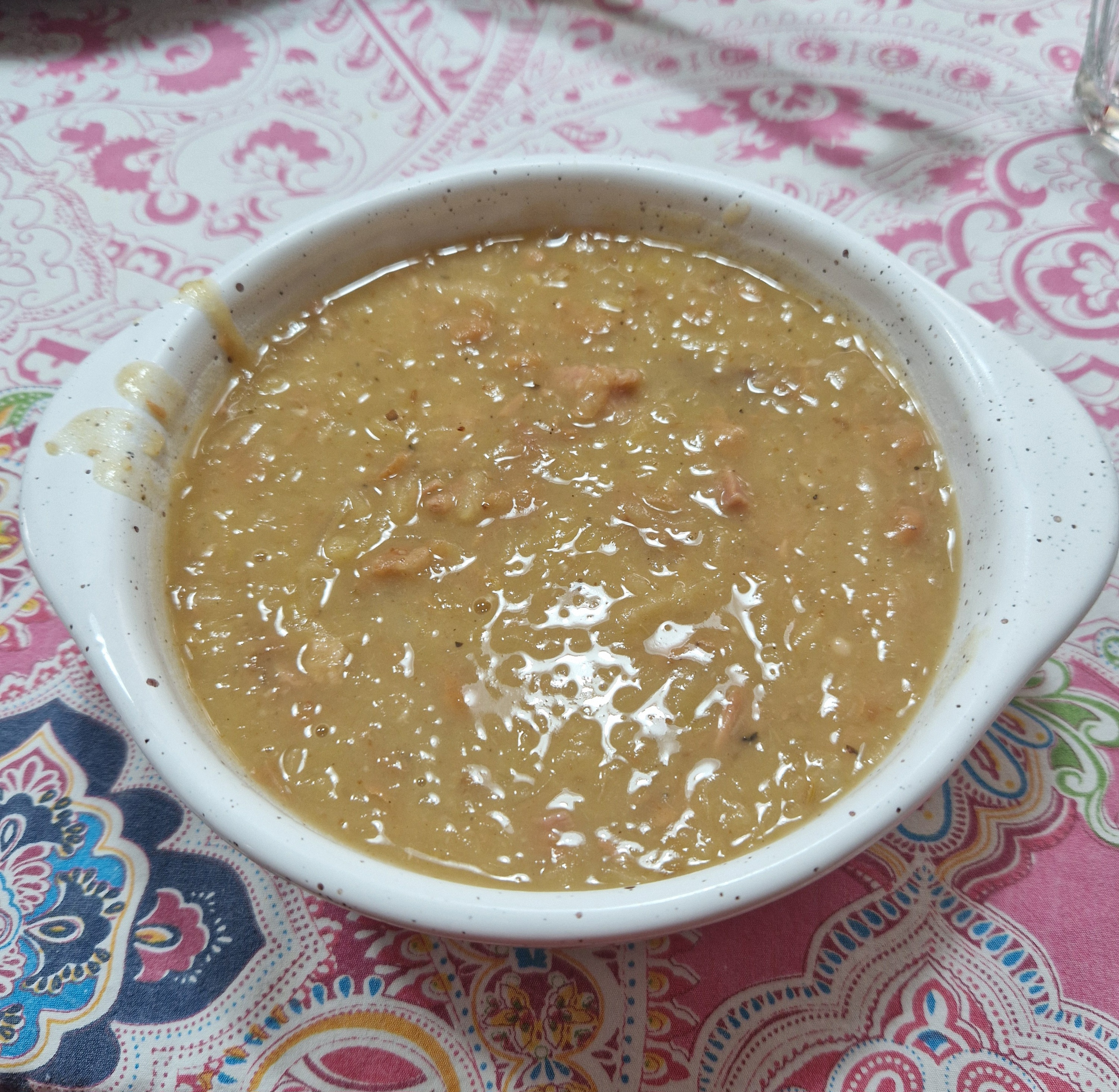
Jota
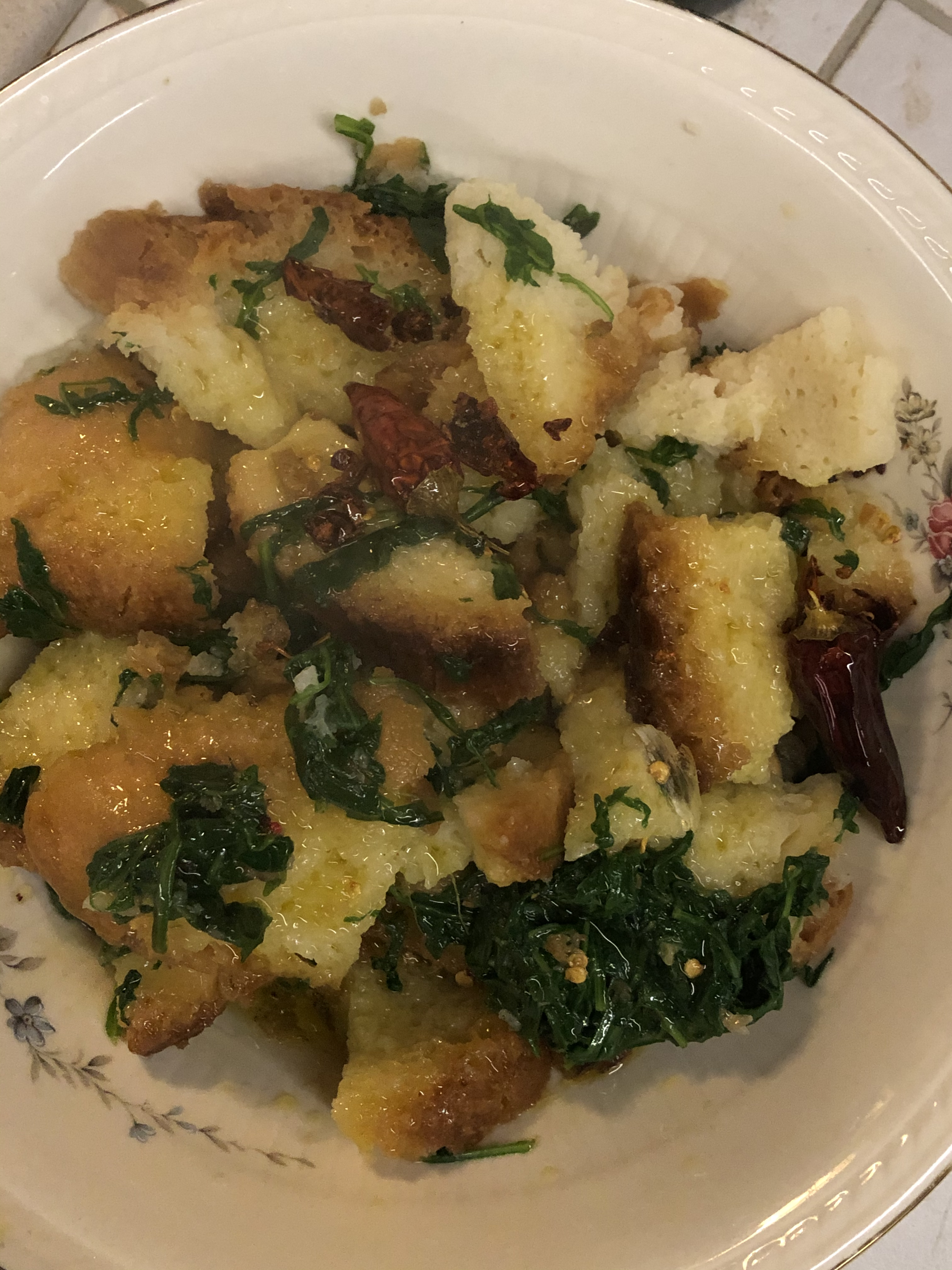
Pancotto

### Pizza
Parmi les pizzas, on compte notamment : al taglio, calzone, capricciosa, margherita, marinara, quatre fromages, panzerotti, pizza sicilienne, 4 stagioni et sfincione.

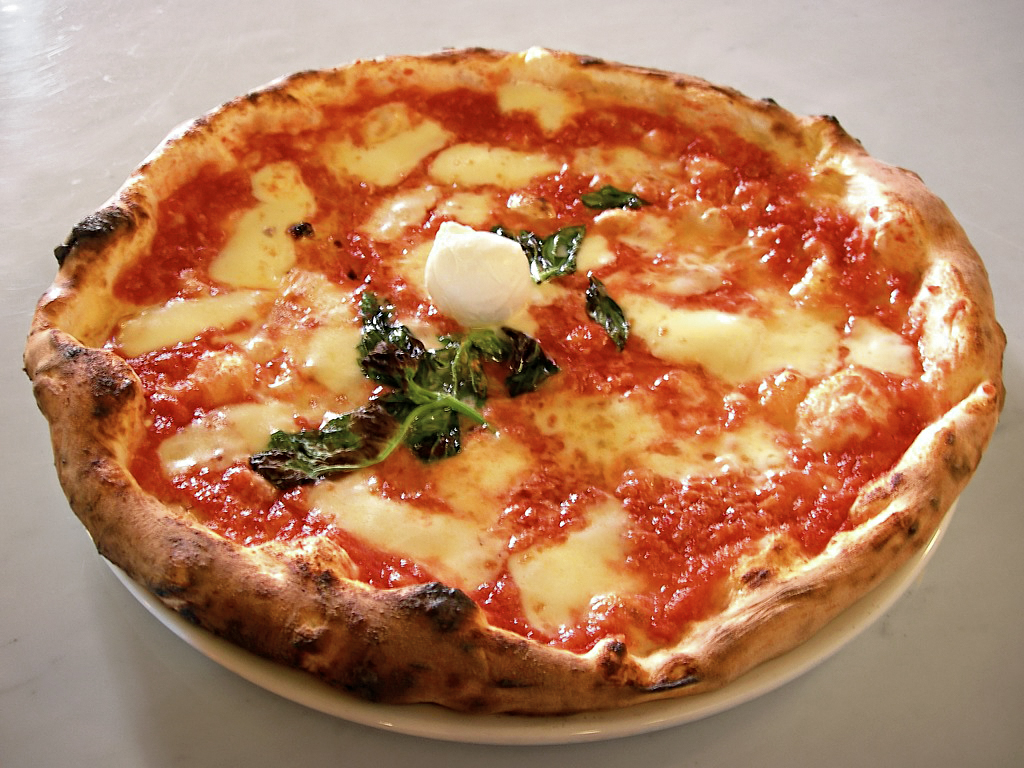
Margherita
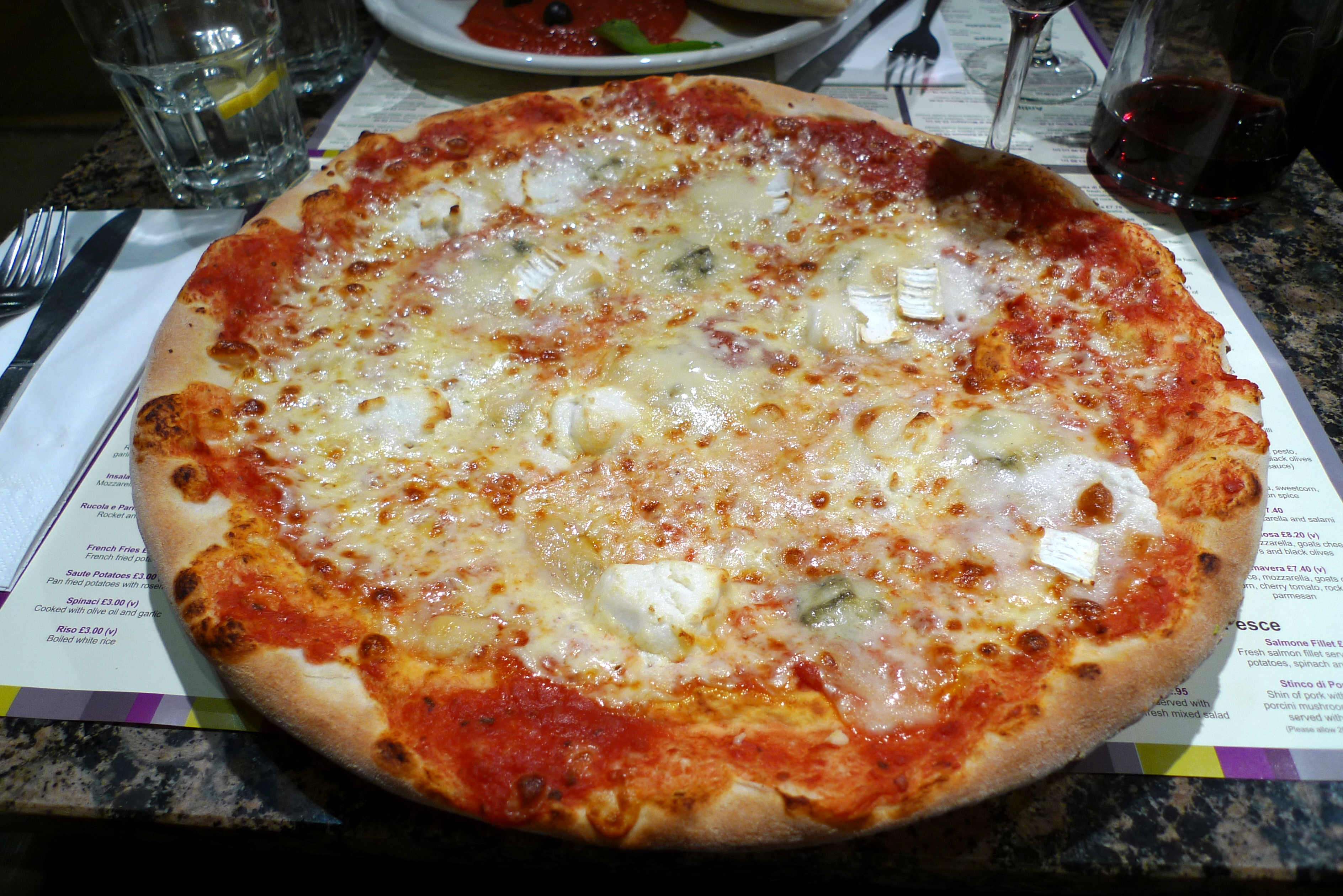
Quatre fromages
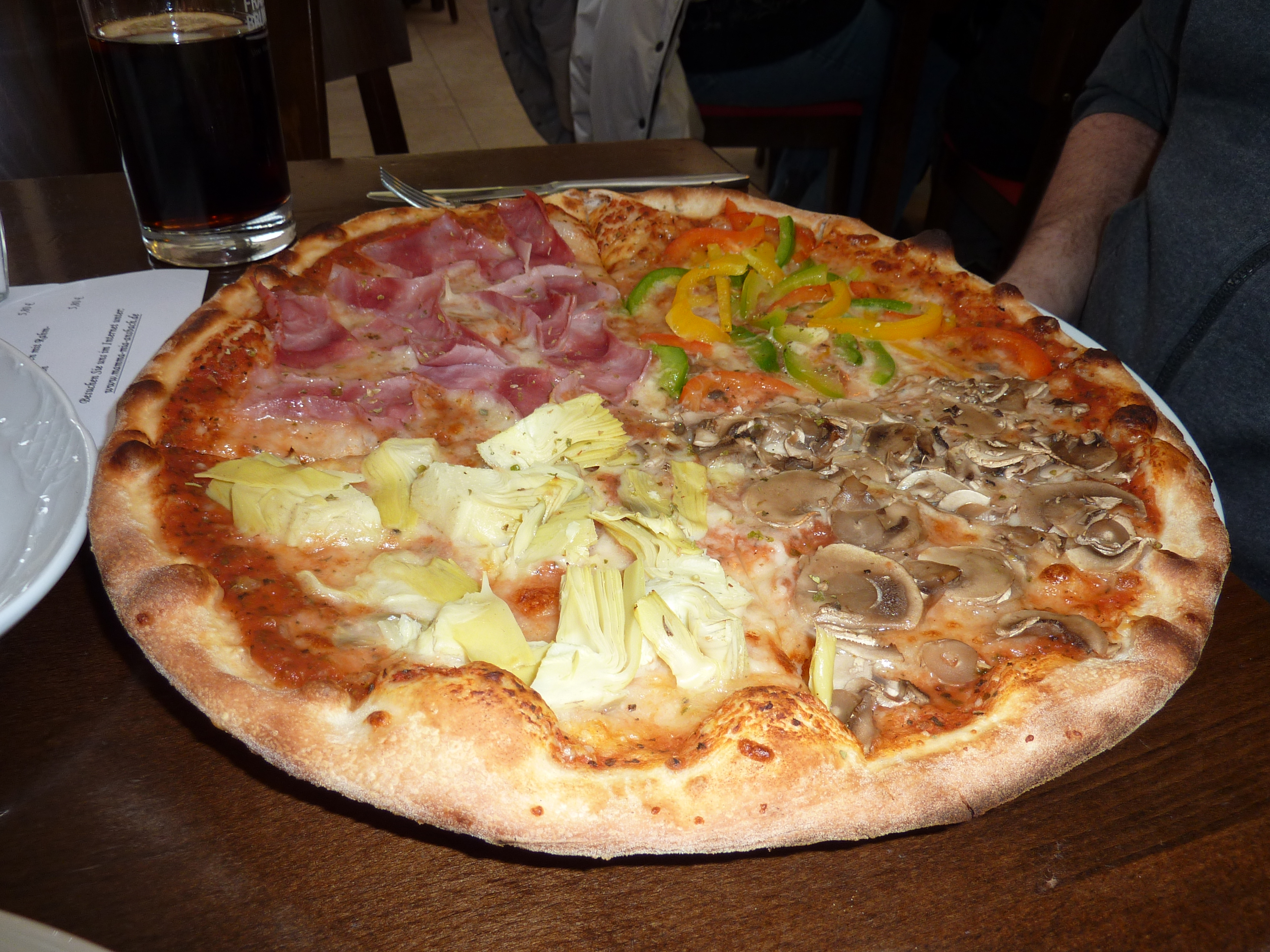
Quatre saisons
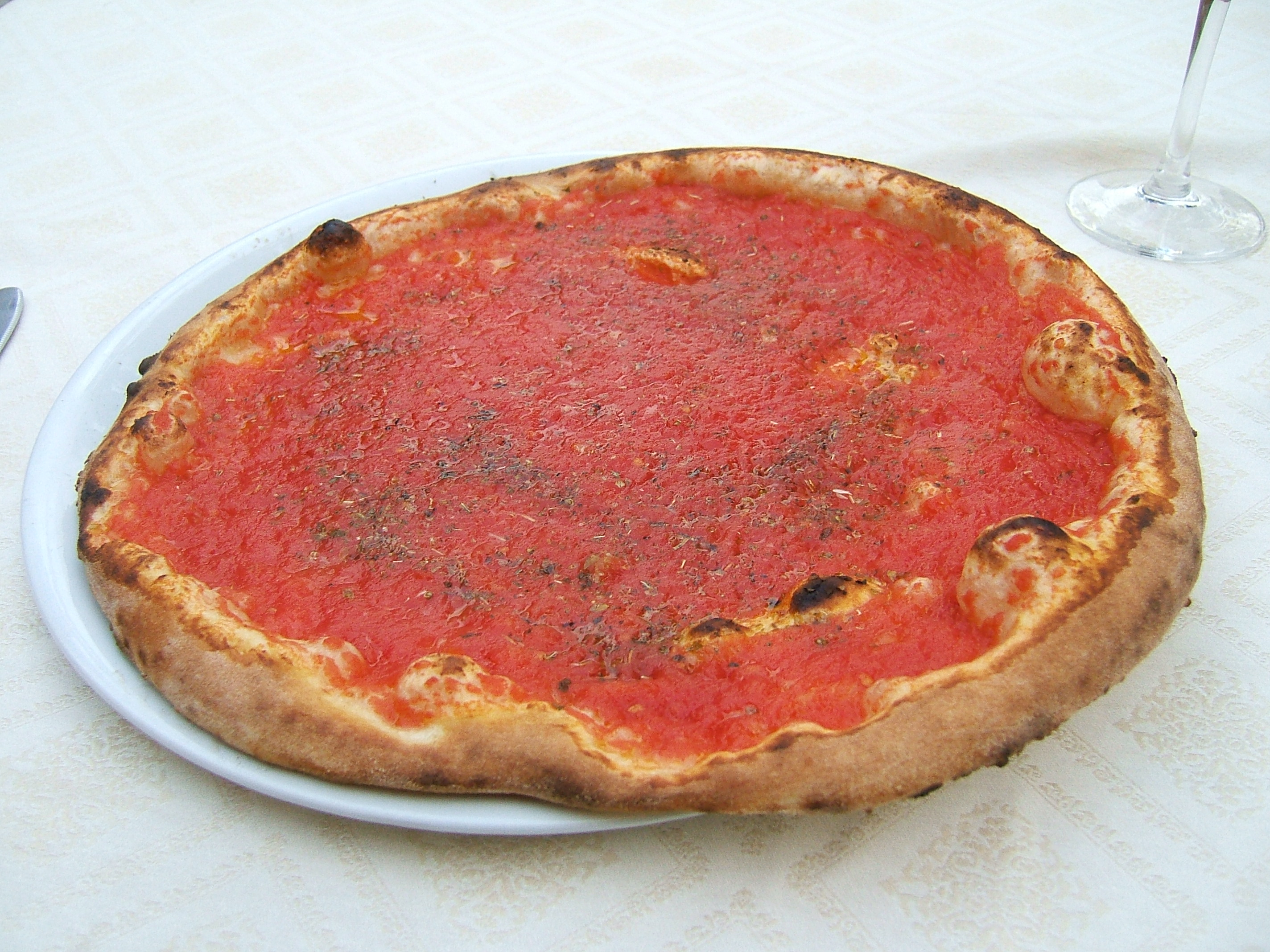
Marinara
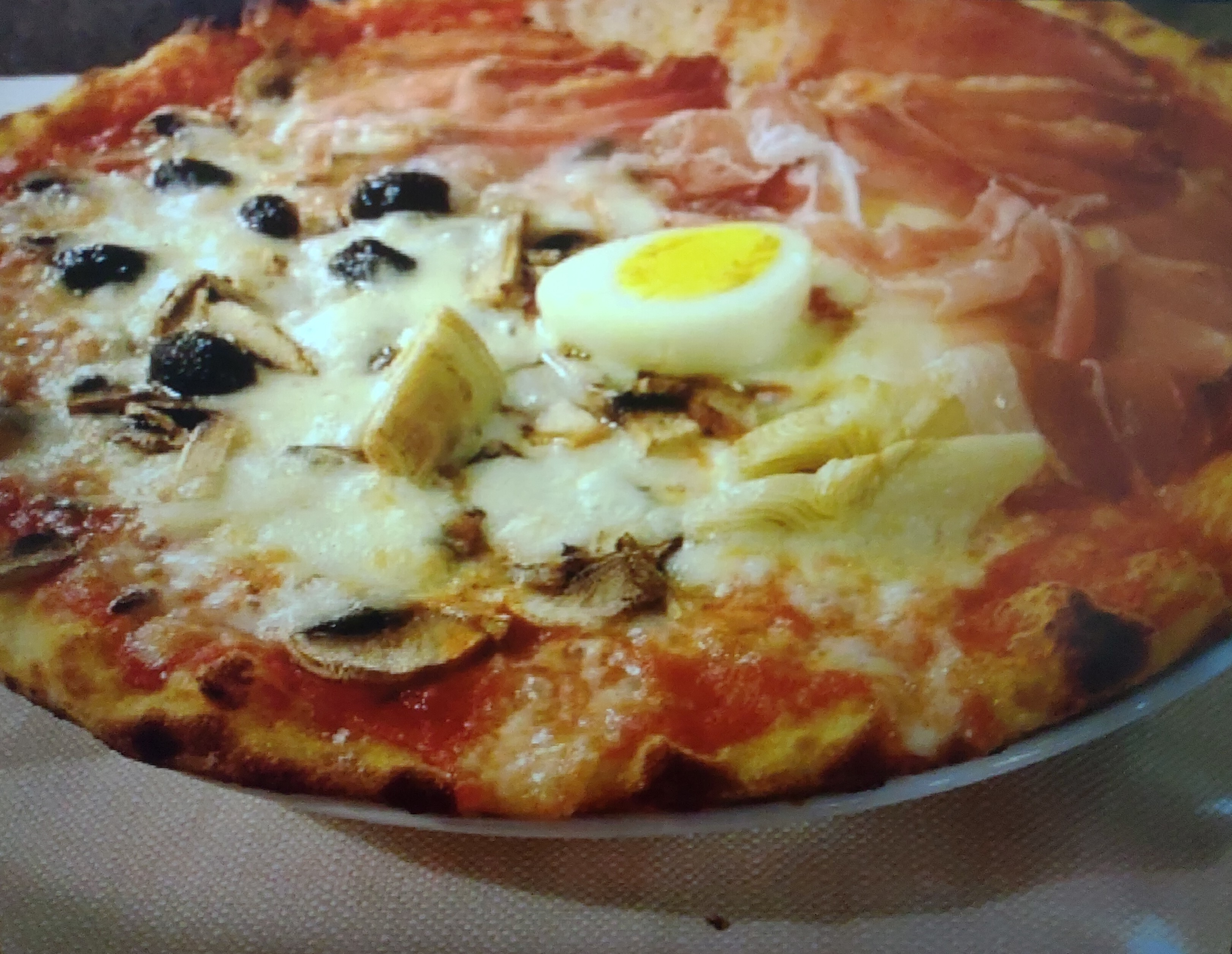
Capricciosa
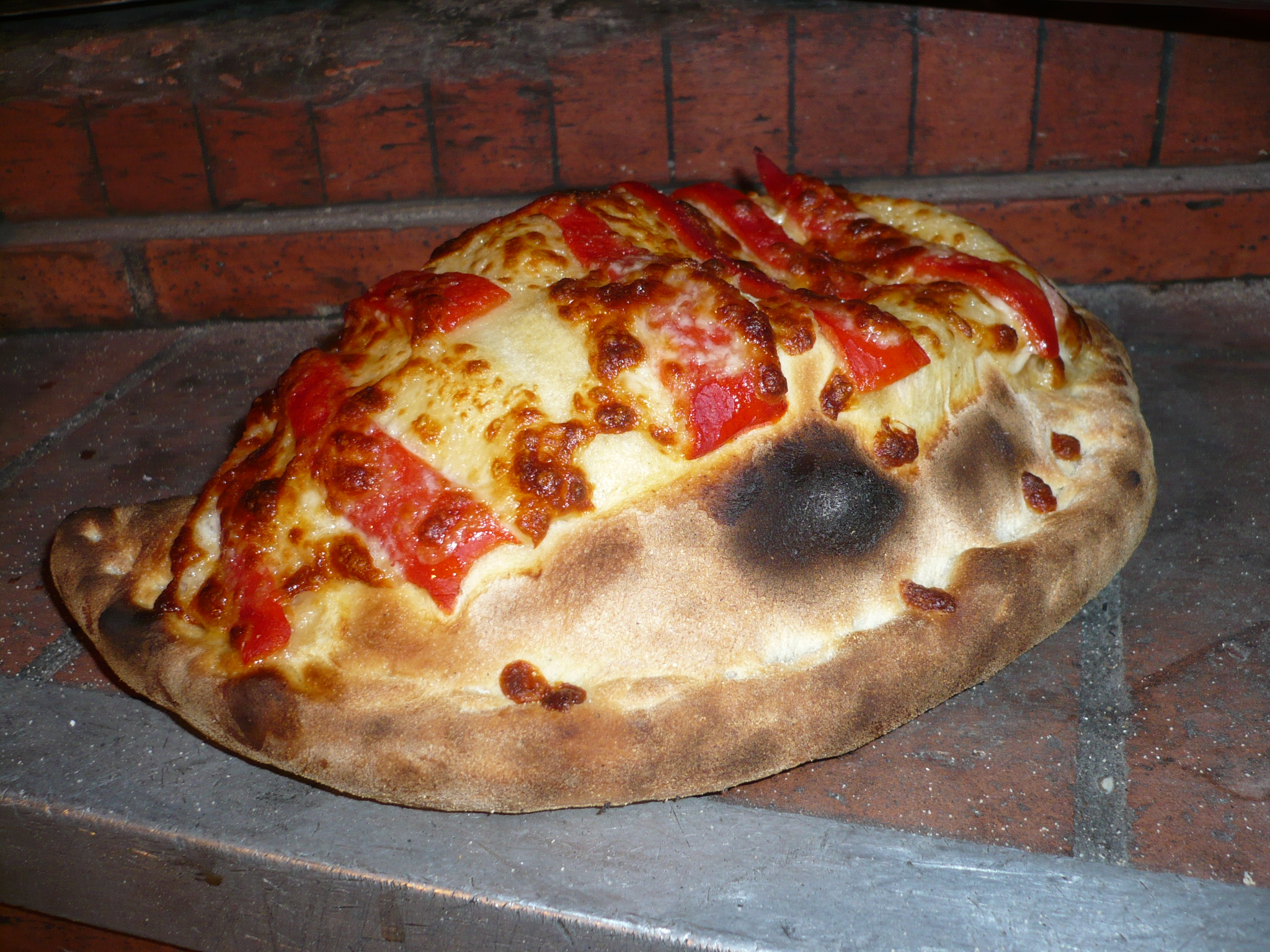
Calzone
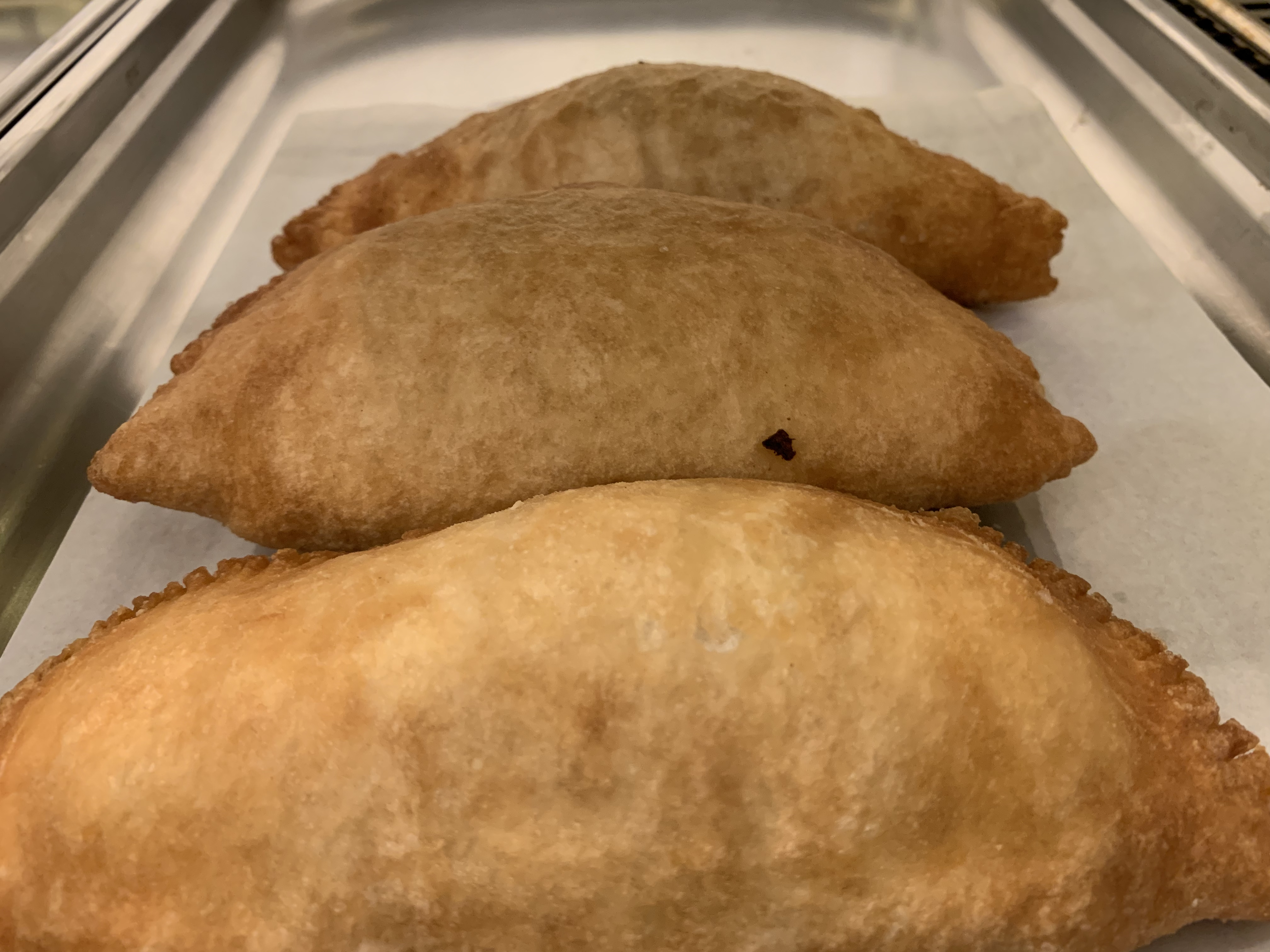
Panzerotti
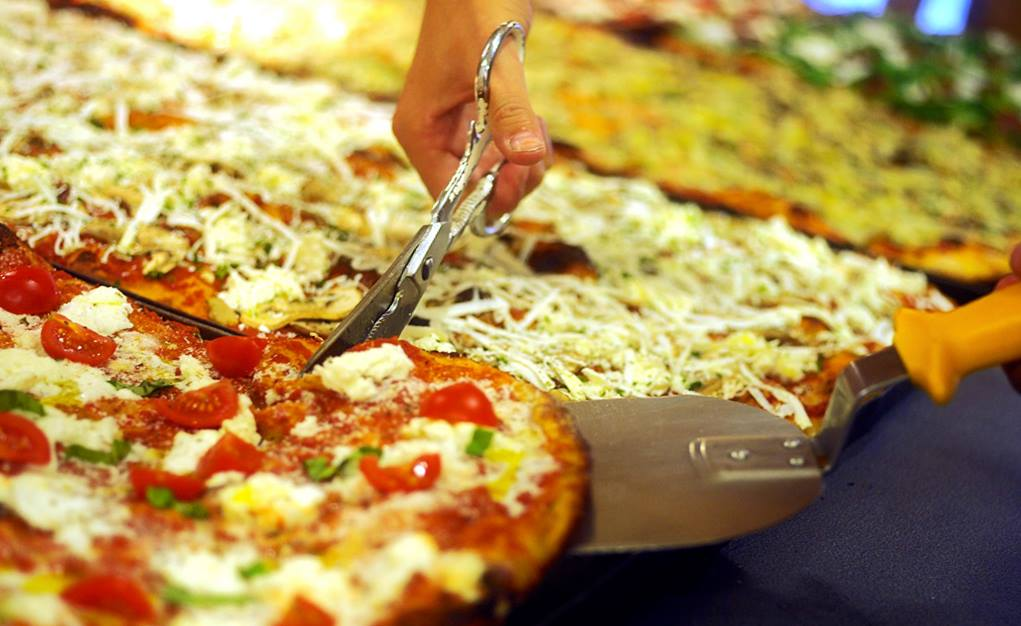
Pizza à la coupe (pizza al taglio)
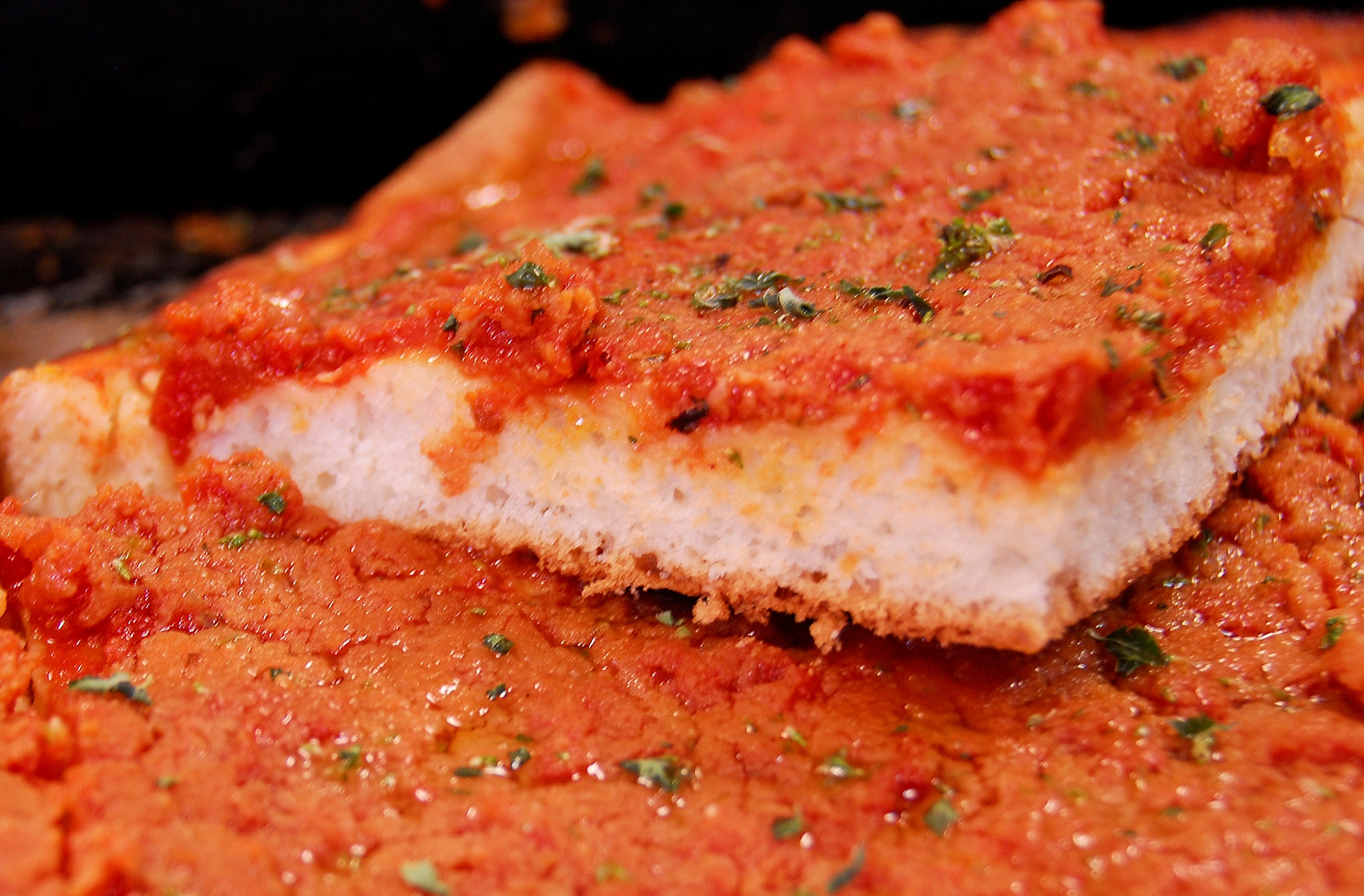
Sfincione

### Pâtes et sauces
Parmi les recettes et variantes de pâtes, on compte notamment : aglio e olio, amatriciana, bucatini, cannelloni, carbonara, cacio e pepe, fettuccine, gnocchi, gricia, lasagnes, maccheroni, pasta alla norma, penne all’arrabbiata, pesto, pasta con le sarde, pappardelle, puttanesca, ravioli, rigatoni, tagliatelle al ragù, spaghetti, spaghetti alle vongole, tagliatelle, timballo, tortellini, tortelloni, et trofie.

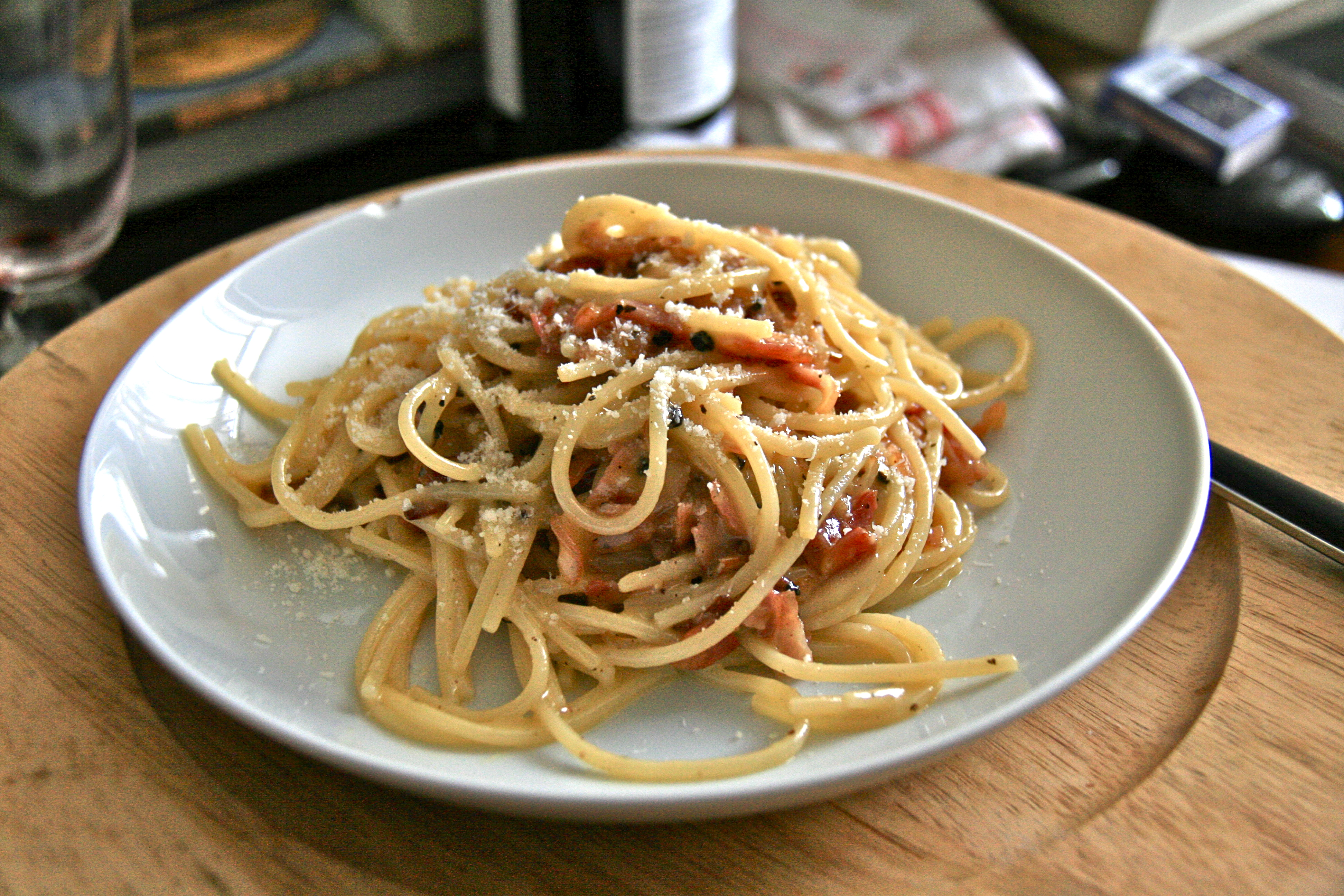
Les Italiens n’utilisent presque jamais de crème dans les sauces à base de carbonara. Par exemple, la recette originale de la carbonara n'en contient jamais. Elle se fait uniquement avec des jaunes d’œufs, du pecorino romano (et non du parmesan), du poivre noir, et du guanciale (joue de porc séchée). La texture crémeuse vient de l’émulsion entre le fromage, les œufs et l’eau de cuisson des pâtes.
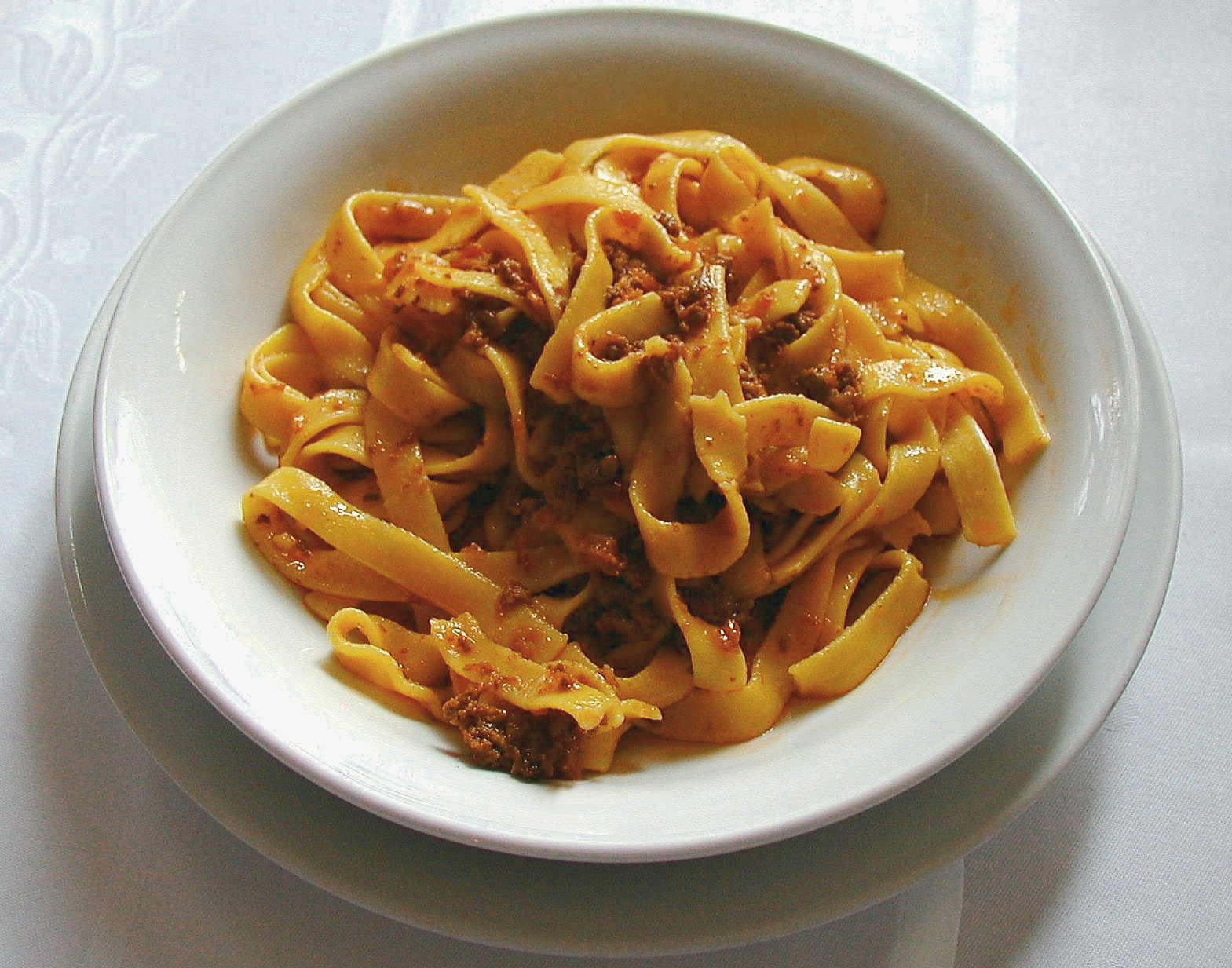
Les tagliatelles bolognaises sont un plat traditionnel italien très apprécié dans le monde entier. Il s’agit d’un mélange savoureux de pâtes longues et plates, appelées tagliatelles, accompagnées d’une sauce à base de viande hachée, de tomates, d’oignons, et d’herbes aromatiques, connue sous le nom de sauce bolognaise ou ragù alla bolognese.
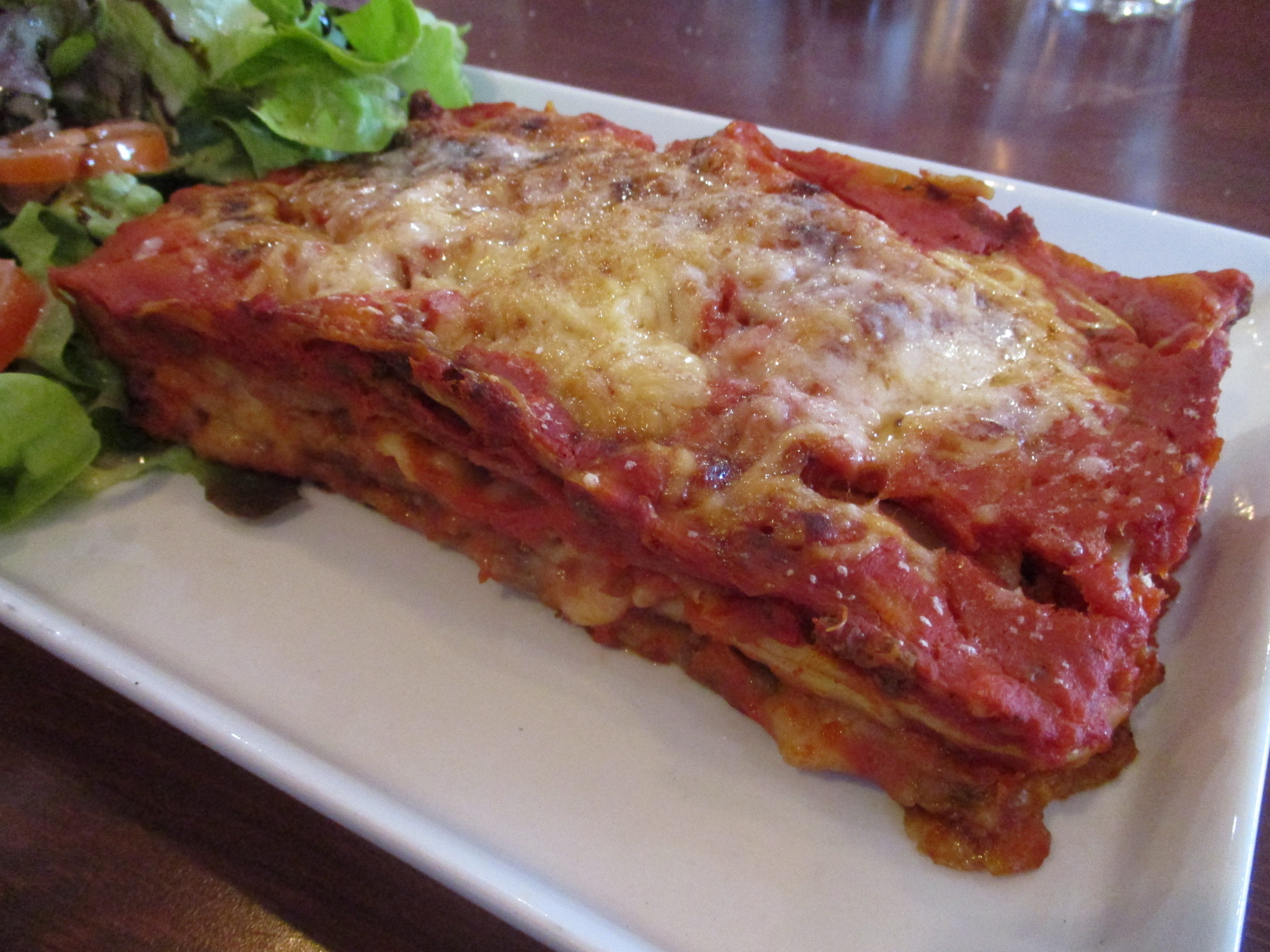
Les lasagnes sont un plat italien composé de plusieurs couches de pâtes, de sauce et de fromage. On y trouve souvent de la viande hachée, une sauce tomate appelée bolognaise, et une sauce blanche appelée béchamel. Le tout est mis dans un plat et cuit au four.
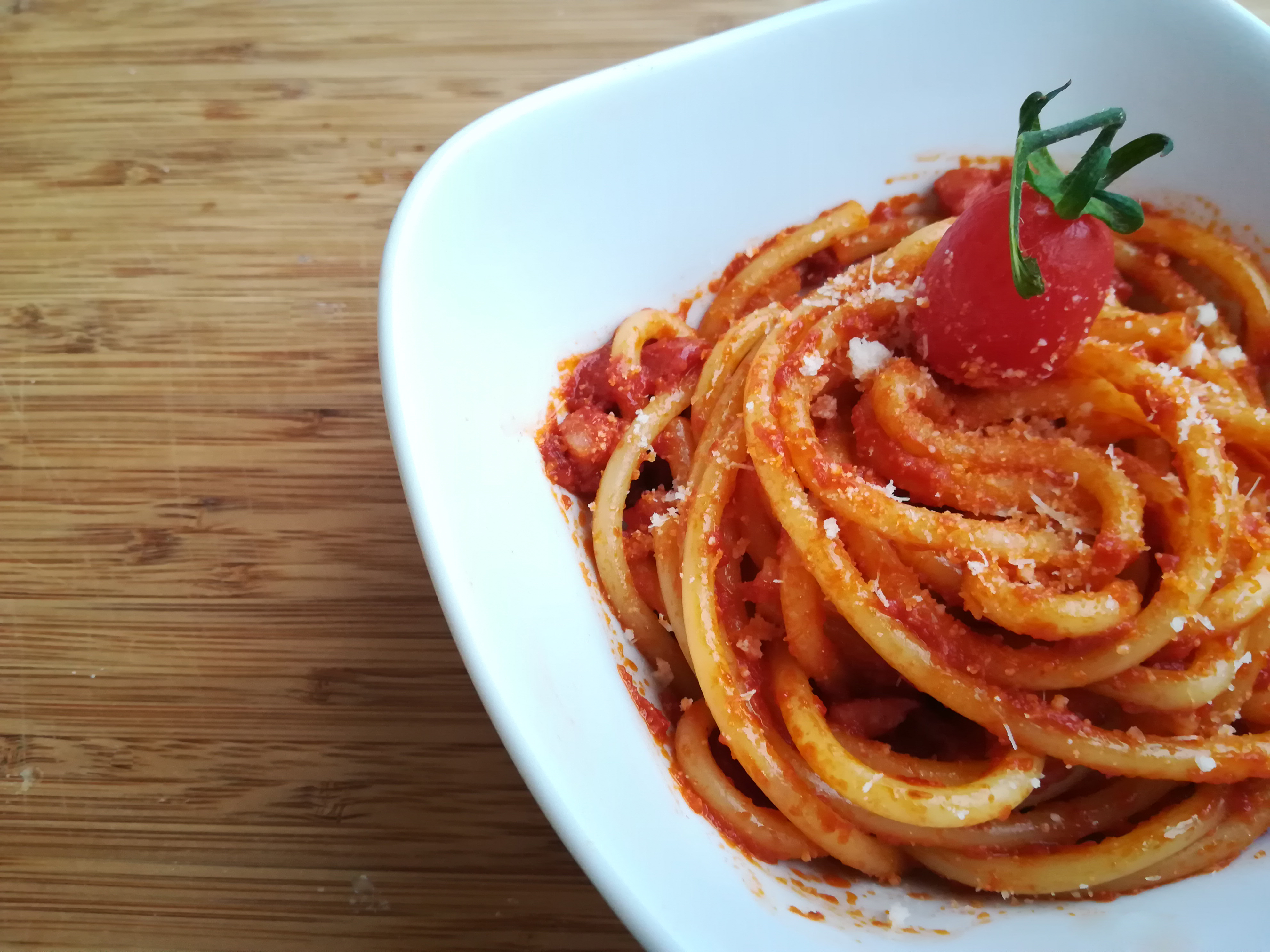
Bucatini all'amatriciana. C’est un plat de pâtes traditionnel italien, originaire de la ville d'Amatrice, dans la région du Latium (Lazio), près de Rome. C’est l’un des plats les plus emblématiques de la cuisine romaine, au même titre que la carbonara ou la cacio e pepe.
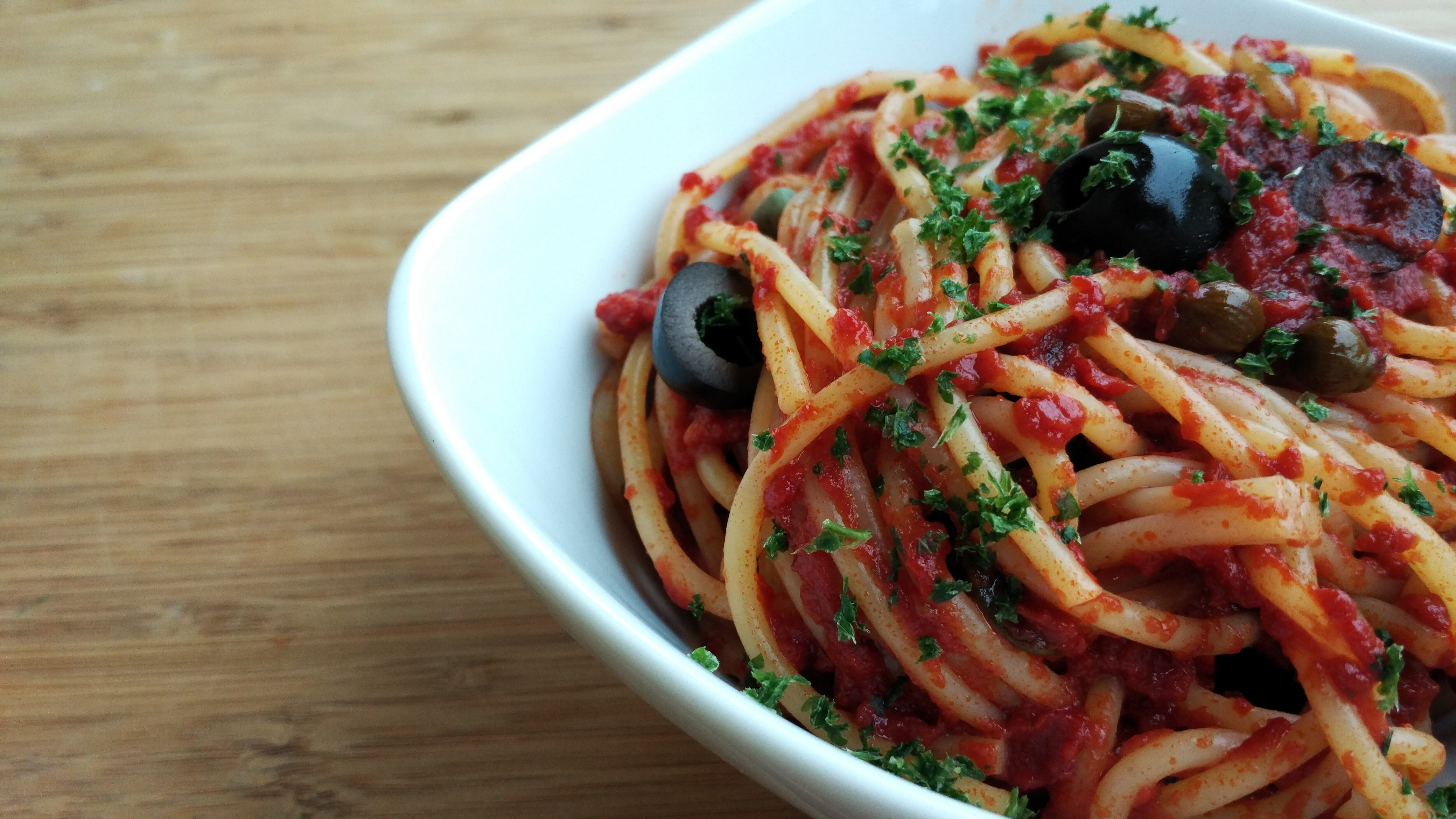
La Puttanesca est une sauce italienne savoureuse et relevée, originaire de Naples. Elle est généralement préparée avec des tomates, des olives noires, des câpres, de l'ail et des anchois, le tout revenu dans de l’huile d’olive. Elle accompagne souvent des spaghettis ou d'autres pâtes longues. Le nom coloré "Puttanesca" viendrait du mot puttana, signifiant "prostituée", et plusieurs histoires circulent sur l’origine de ce plat rapide et plein de caractère. Simple, piquante et pleine de goût, la puttanesca est parfaite pour un dîner express qui a du punch !
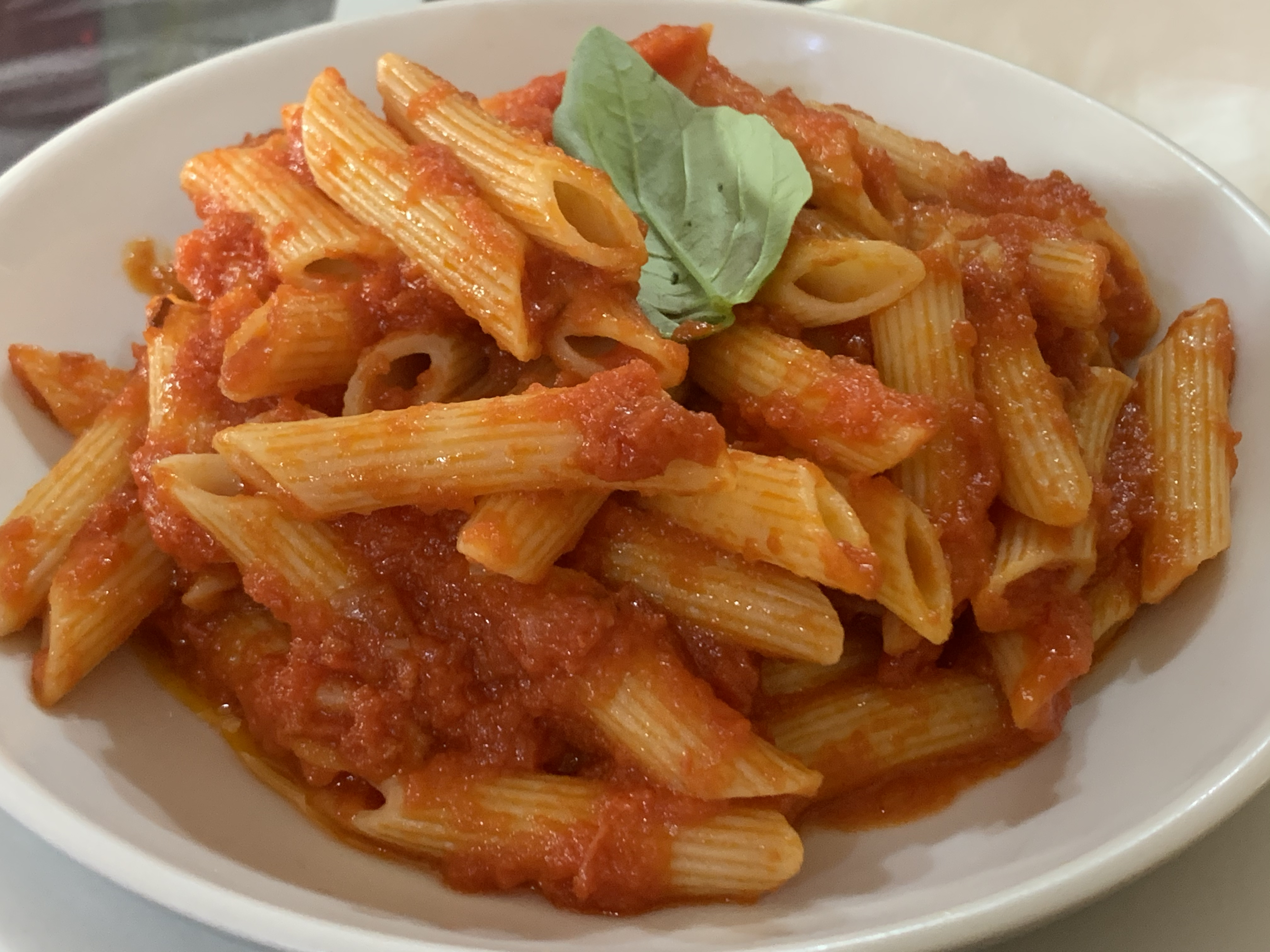
Les Penne all’arrabbiata sont un plat de pâtes italien typique de la région de Rome. "Arrabbiata" signifie "en colère" en italien, et ce nom vient du piquant du plat, dû au piment rouge. La sauce, simple mais pleine de caractère, est faite à base de tomates, ail, huile d’olive et piment, le tout servi avec des penne al dente. C’est une recette idéale pour ceux qui aiment les saveurs franches et un peu relevées, parfaite pour réchauffer les papilles !
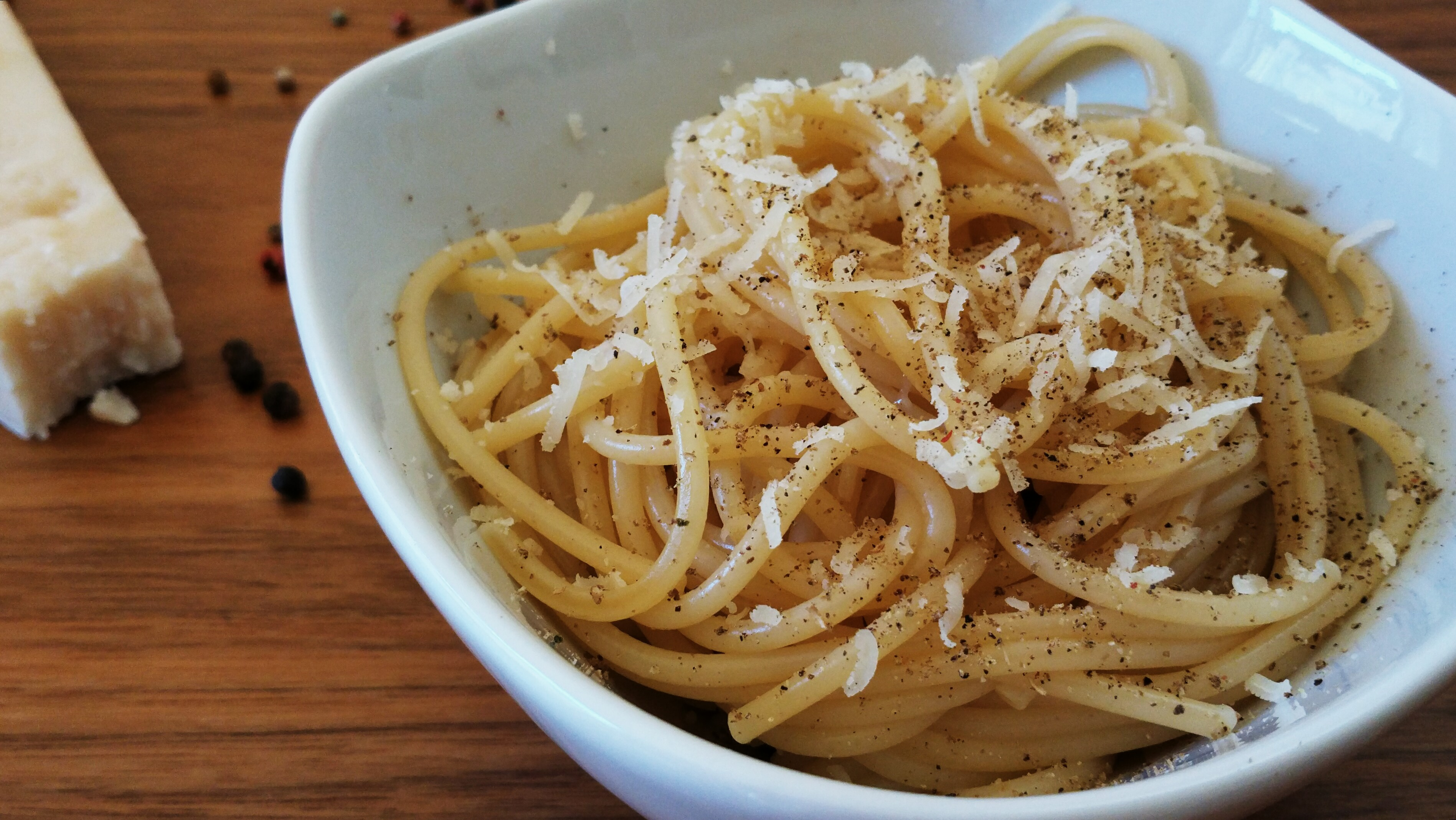
Cacio e pepe
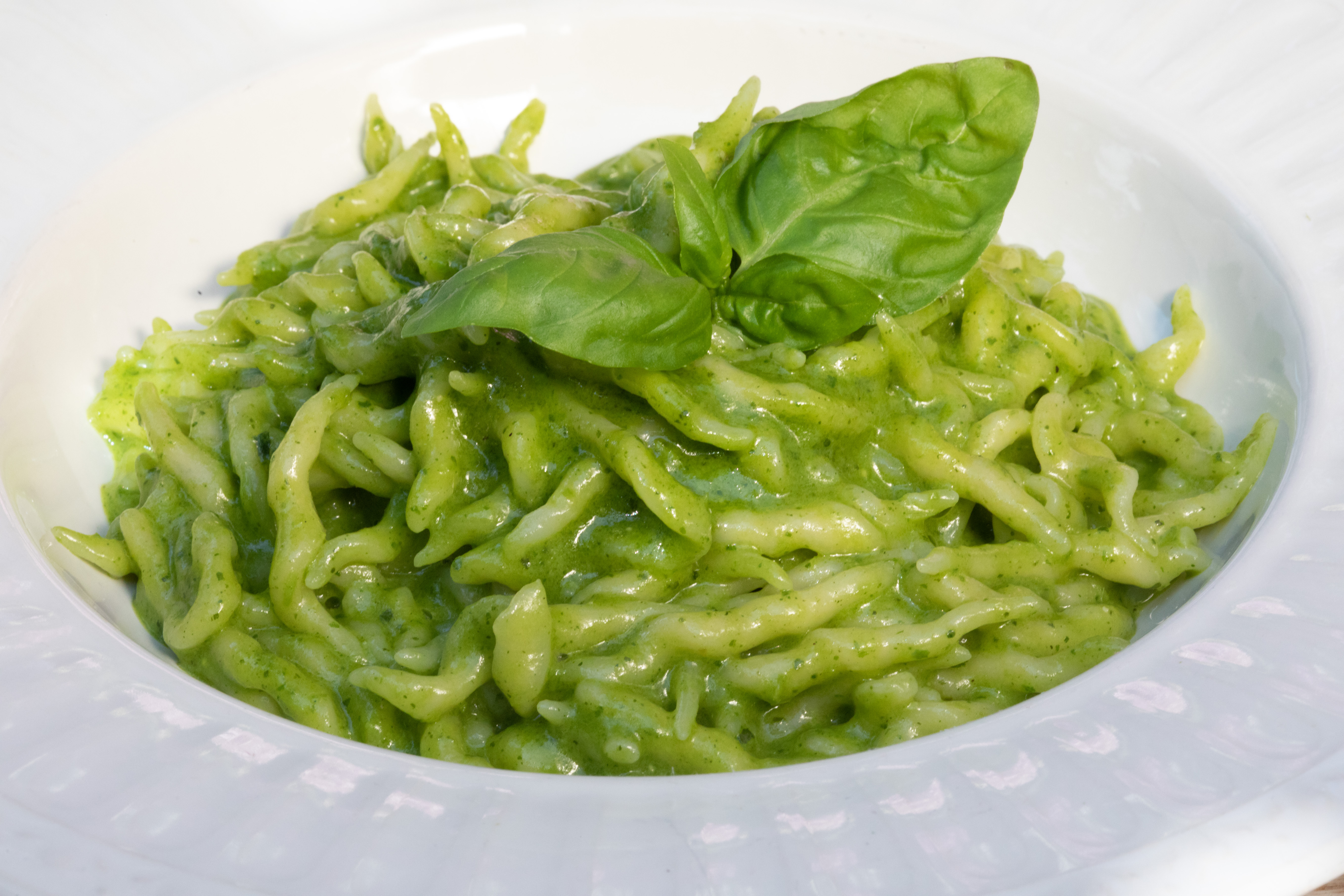
Les Trofie au pesto sont un plat traditionnel originaire de la région de Ligurie, au nord-ouest de l’Italie. C’est une spécialité simple, mais pleine de saveurs, qui reflète parfaitement la richesse culinaire de cette région méditerranéenne.
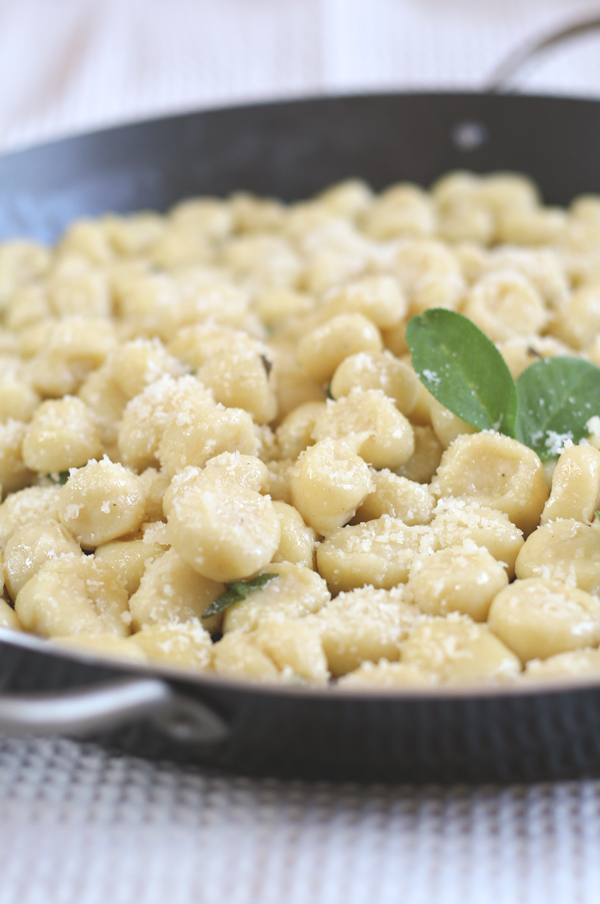
Gnocchi

### Féculents
Les féculents comprennent : ciabatta, crescentina, focaccia, farinata, grissini, michetta, neccio, pane carasau, pane sciocco, panino, piadina, polenta, taralli.

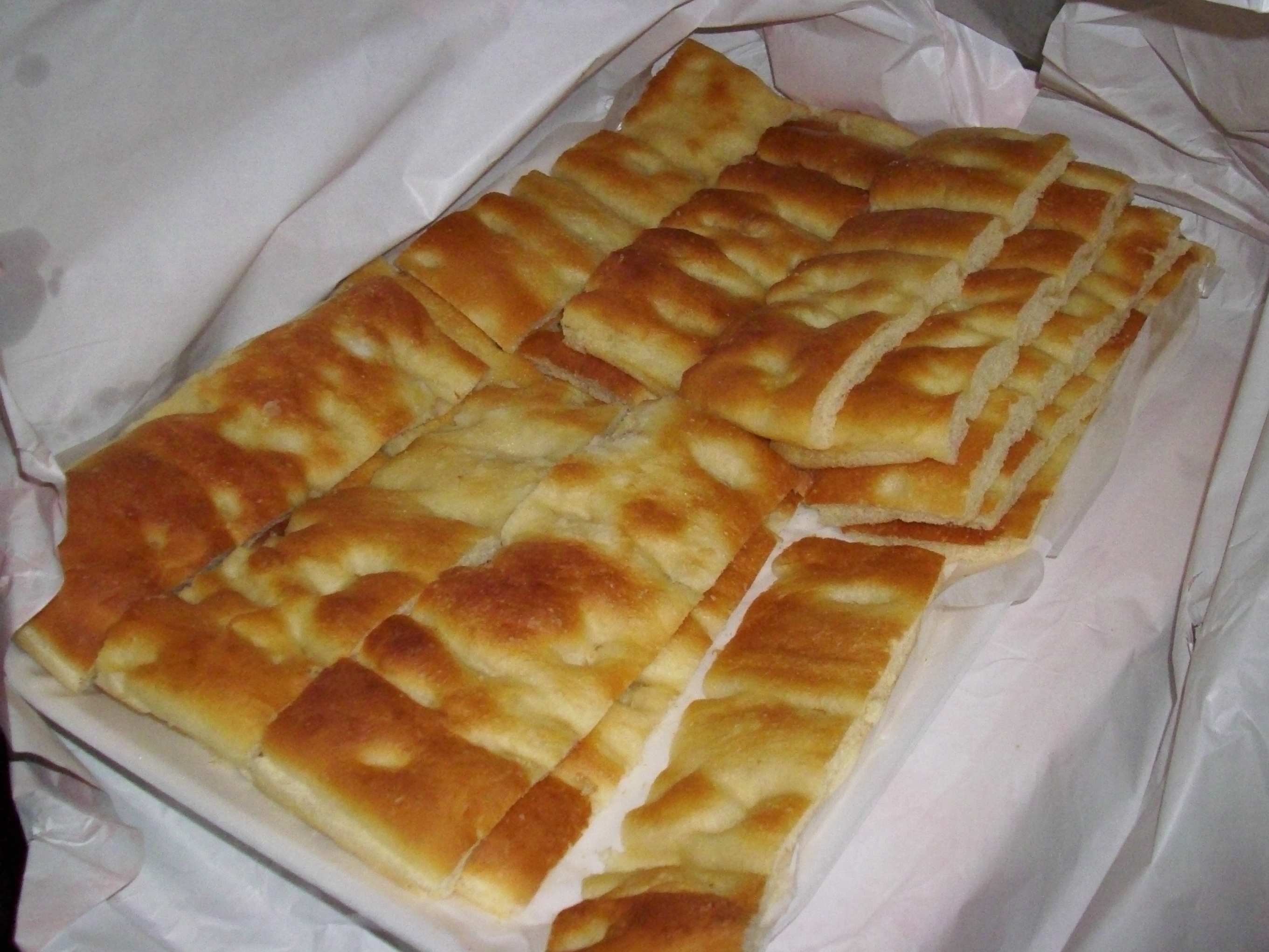
Focaccia
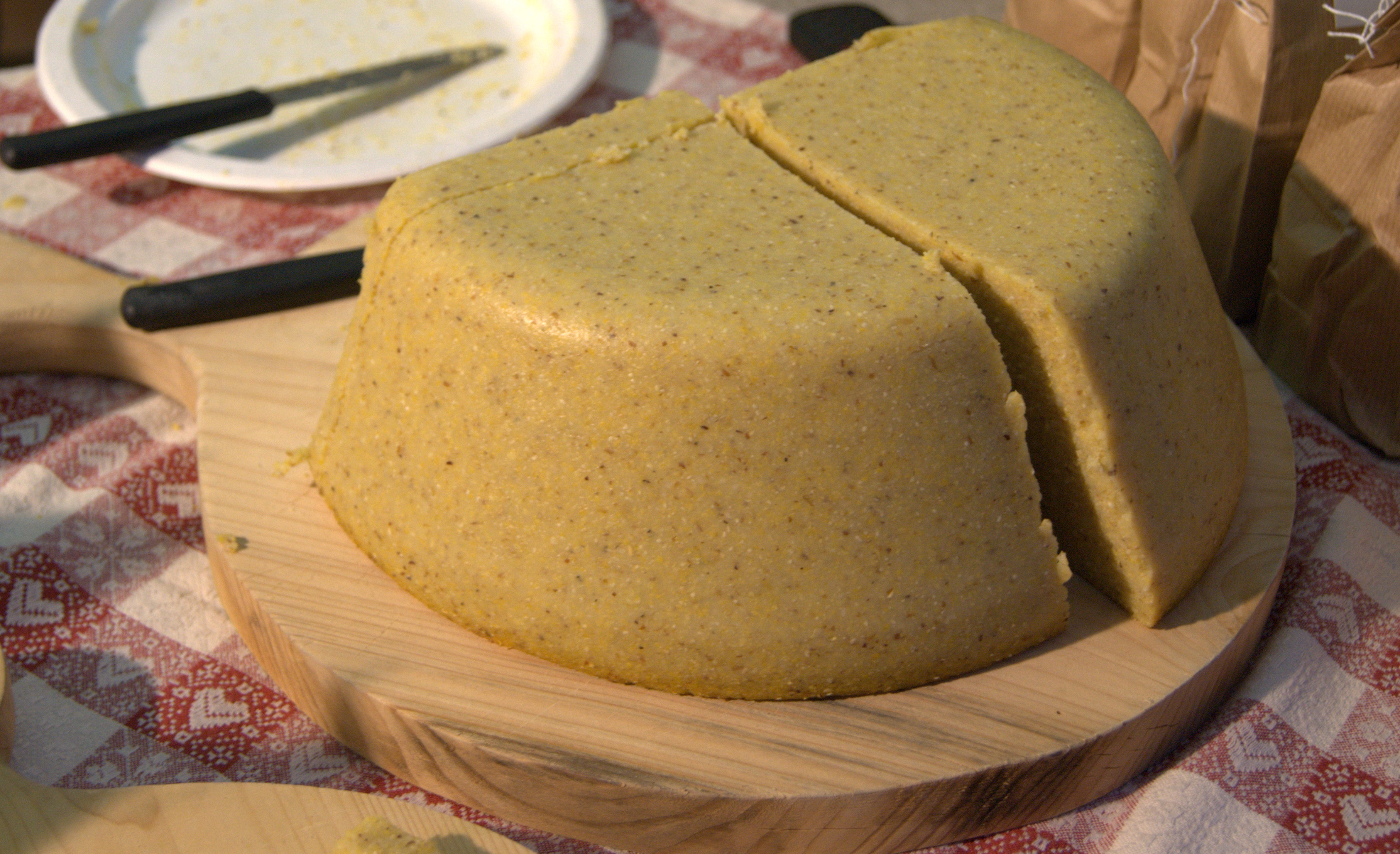
Polenta
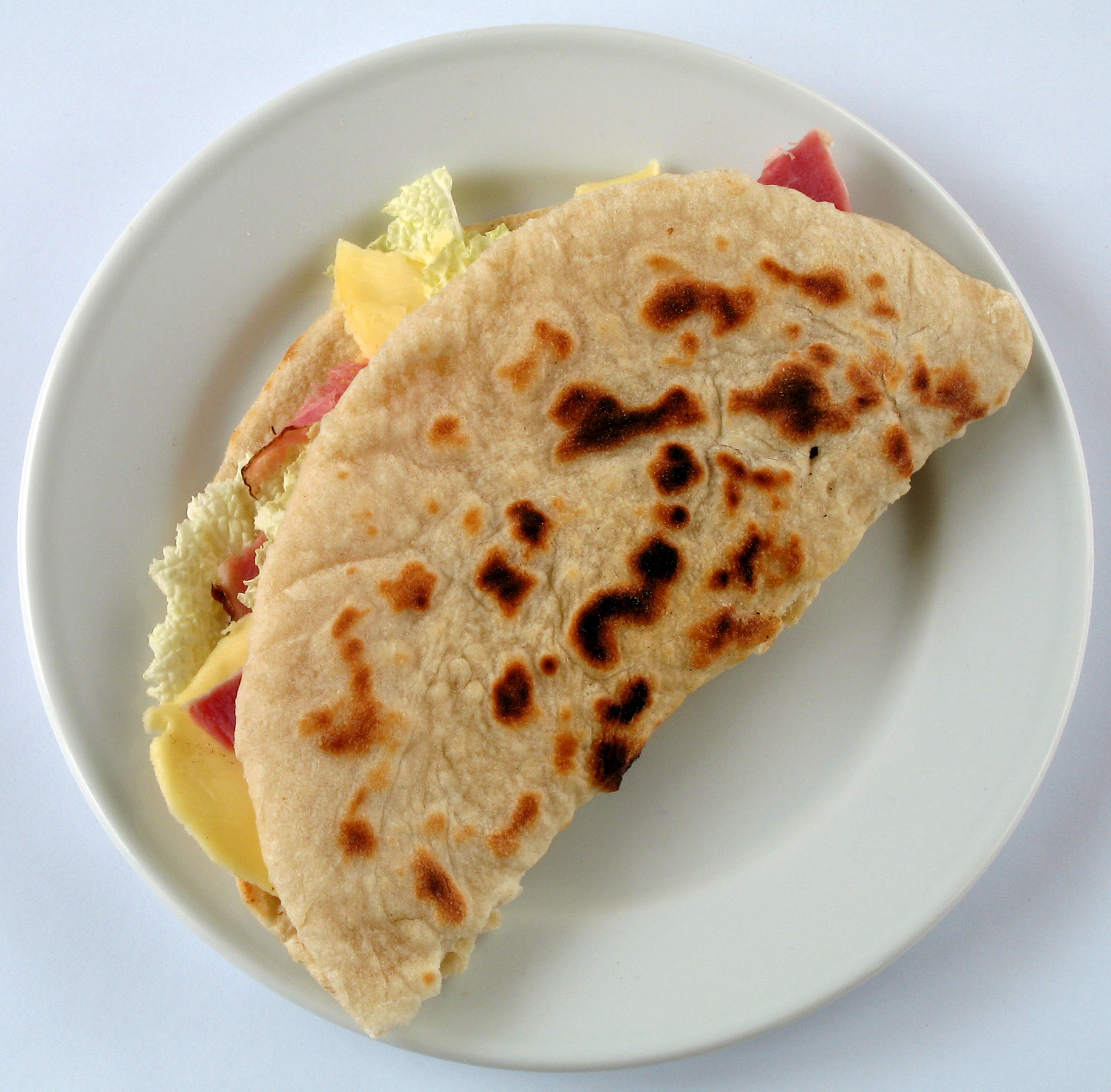
Piadina
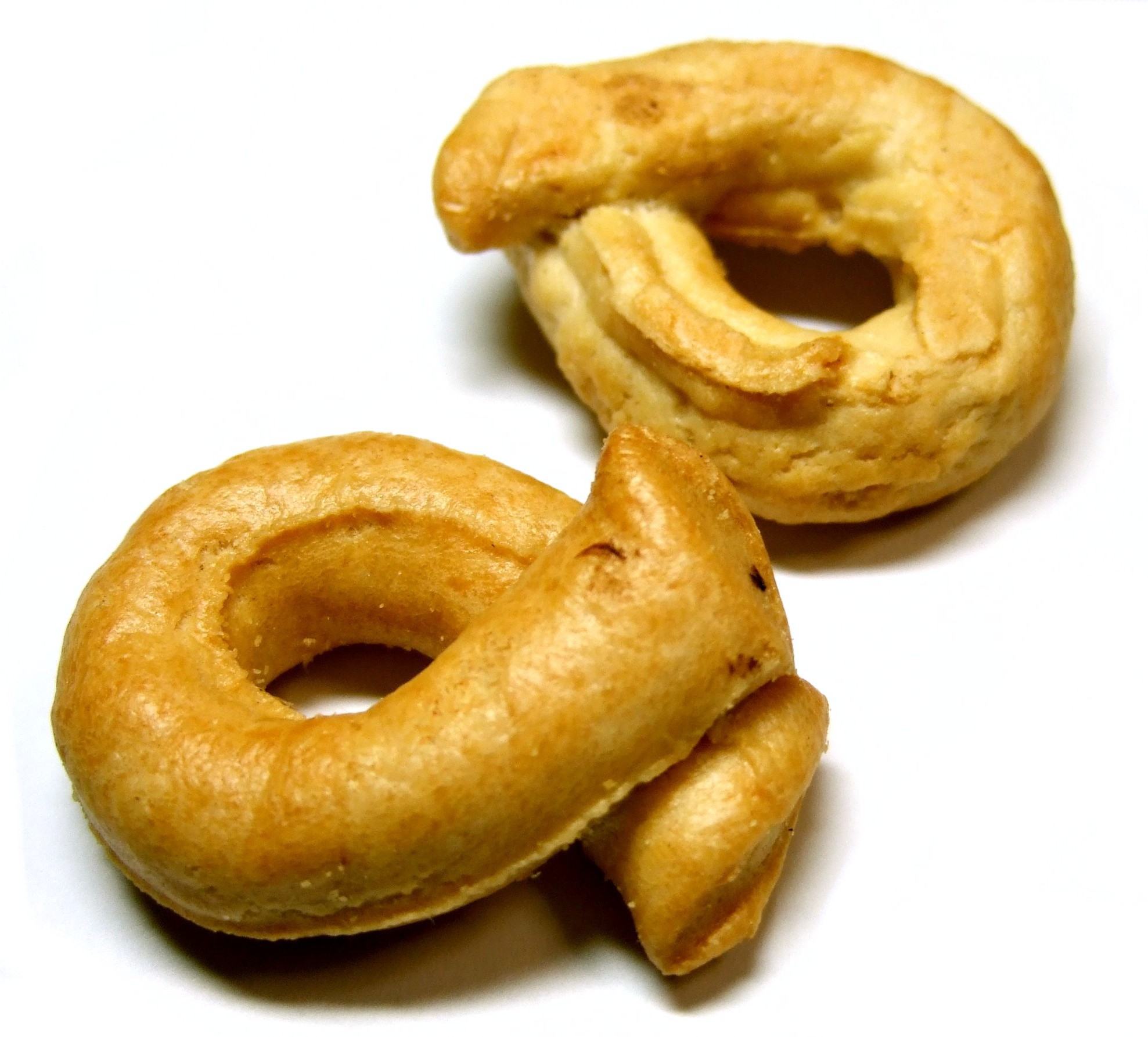
Taralli
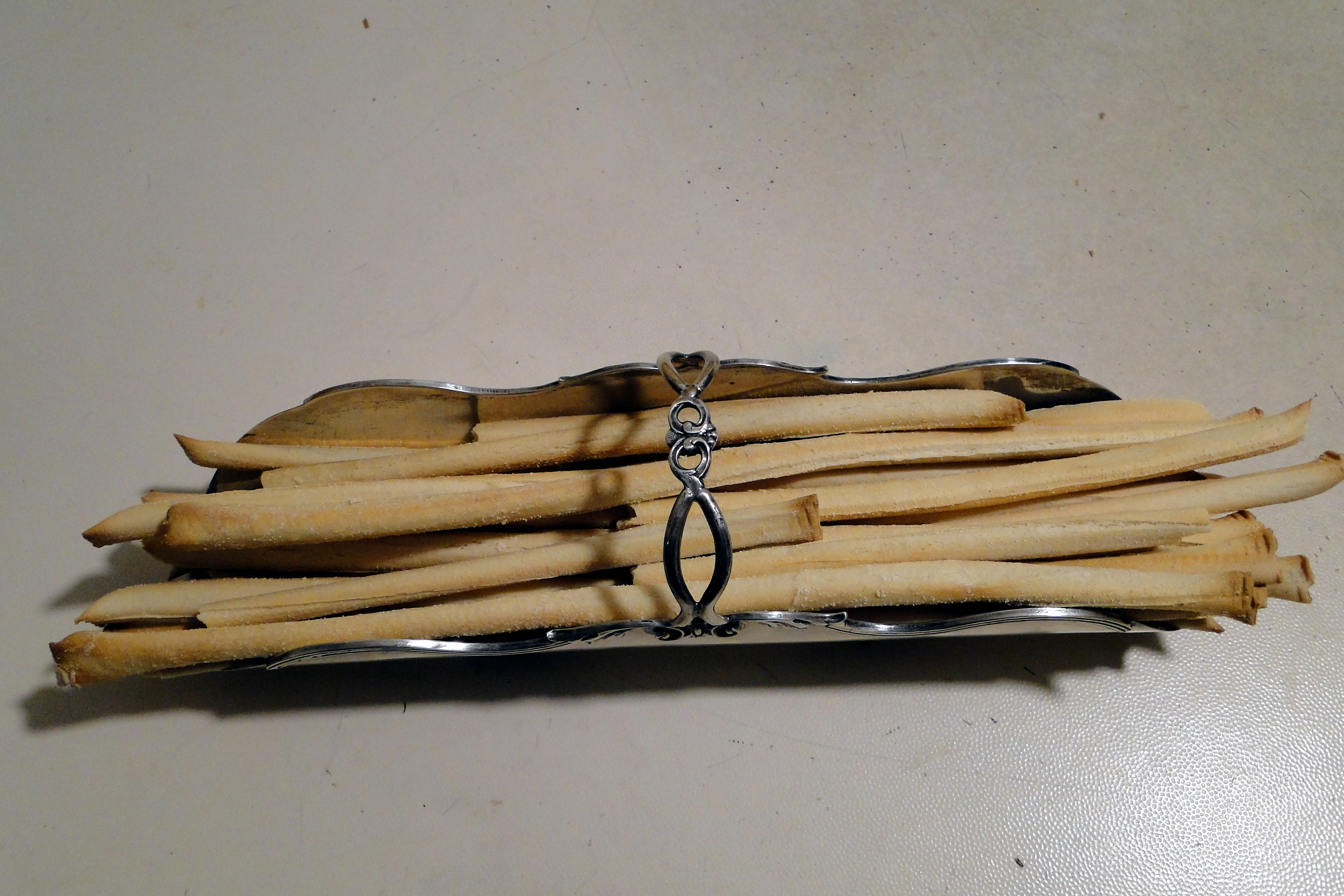
Grissini
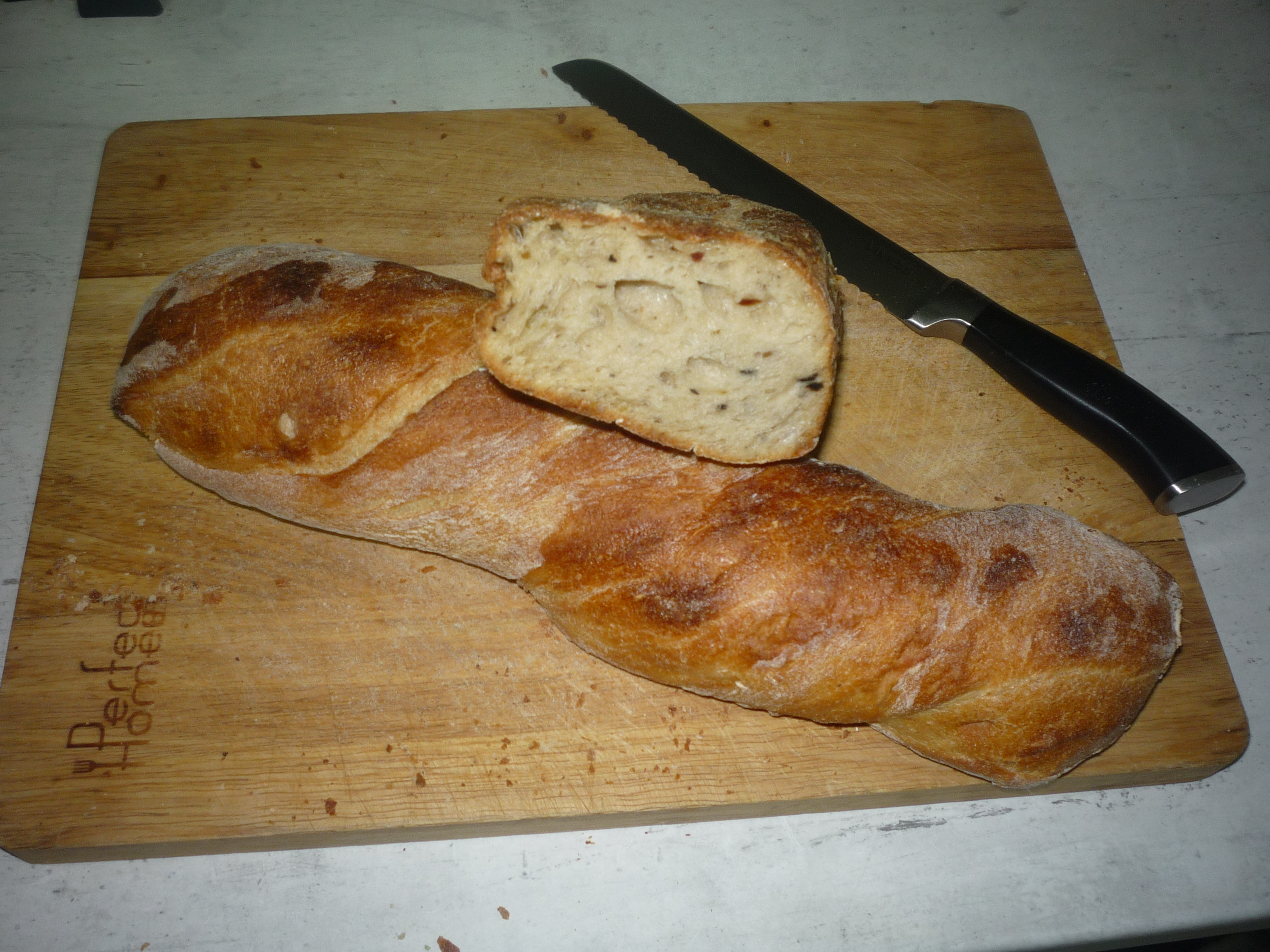
Ciabatta
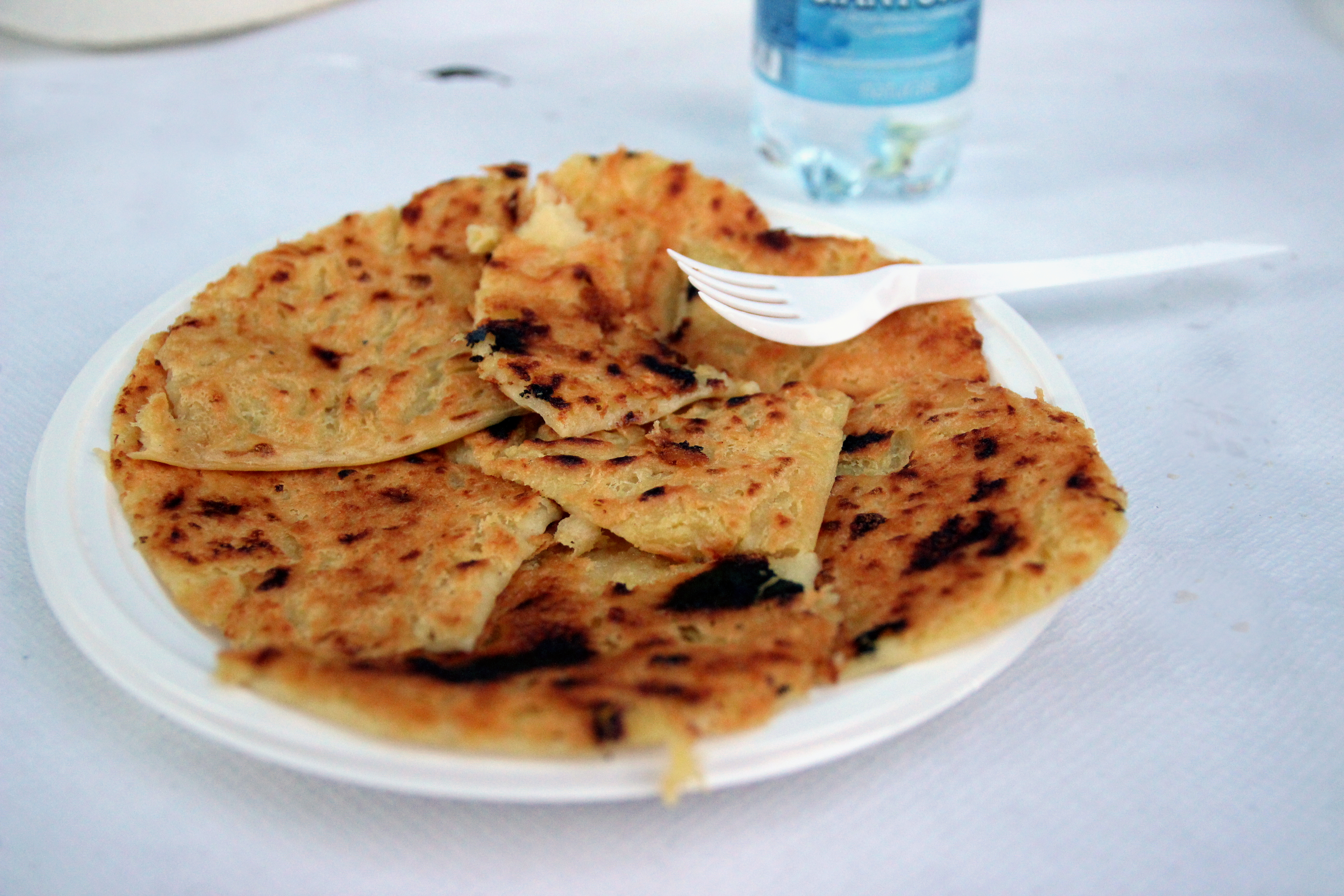
Farinata
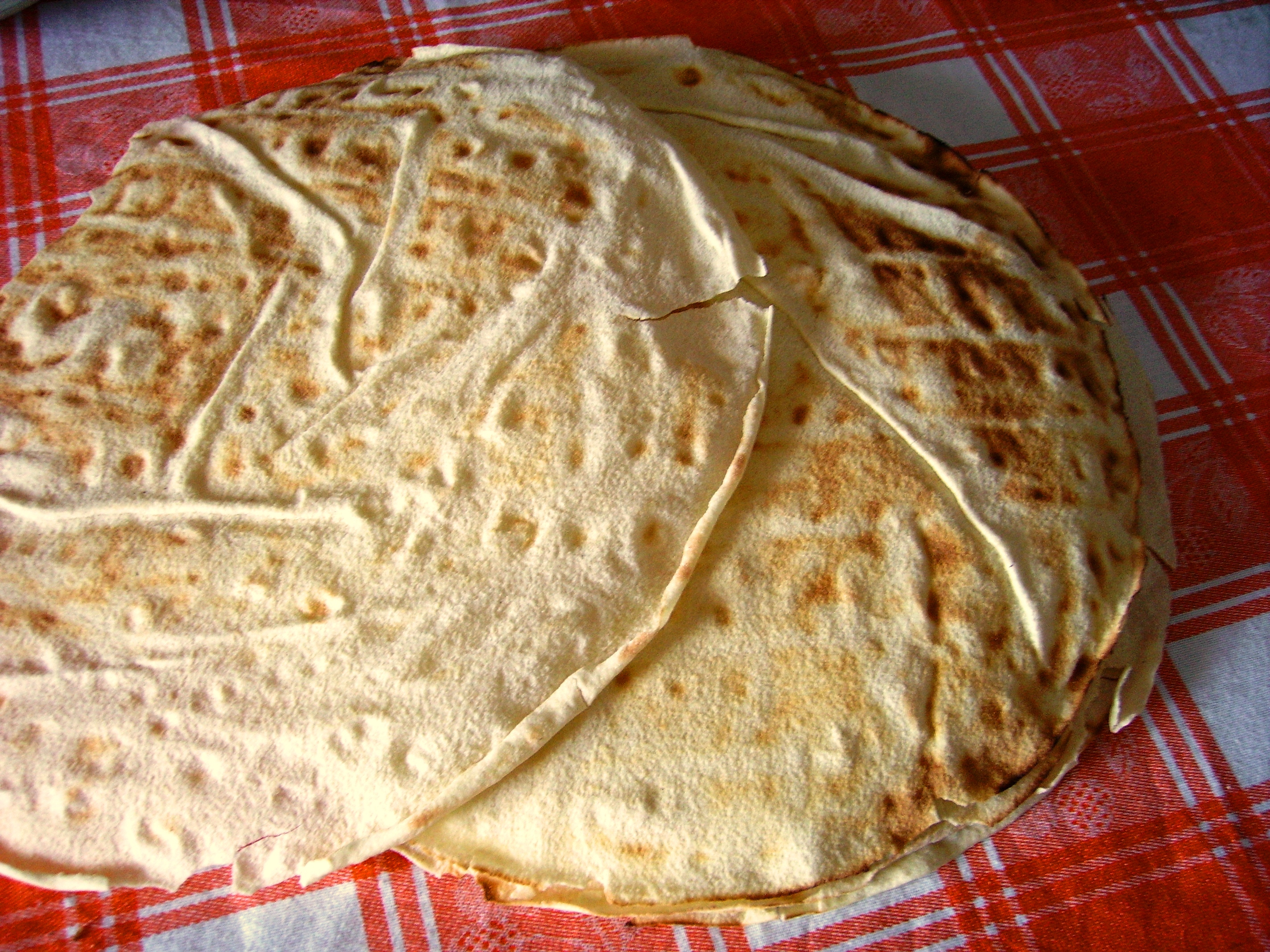
Pane carasau

### Riz

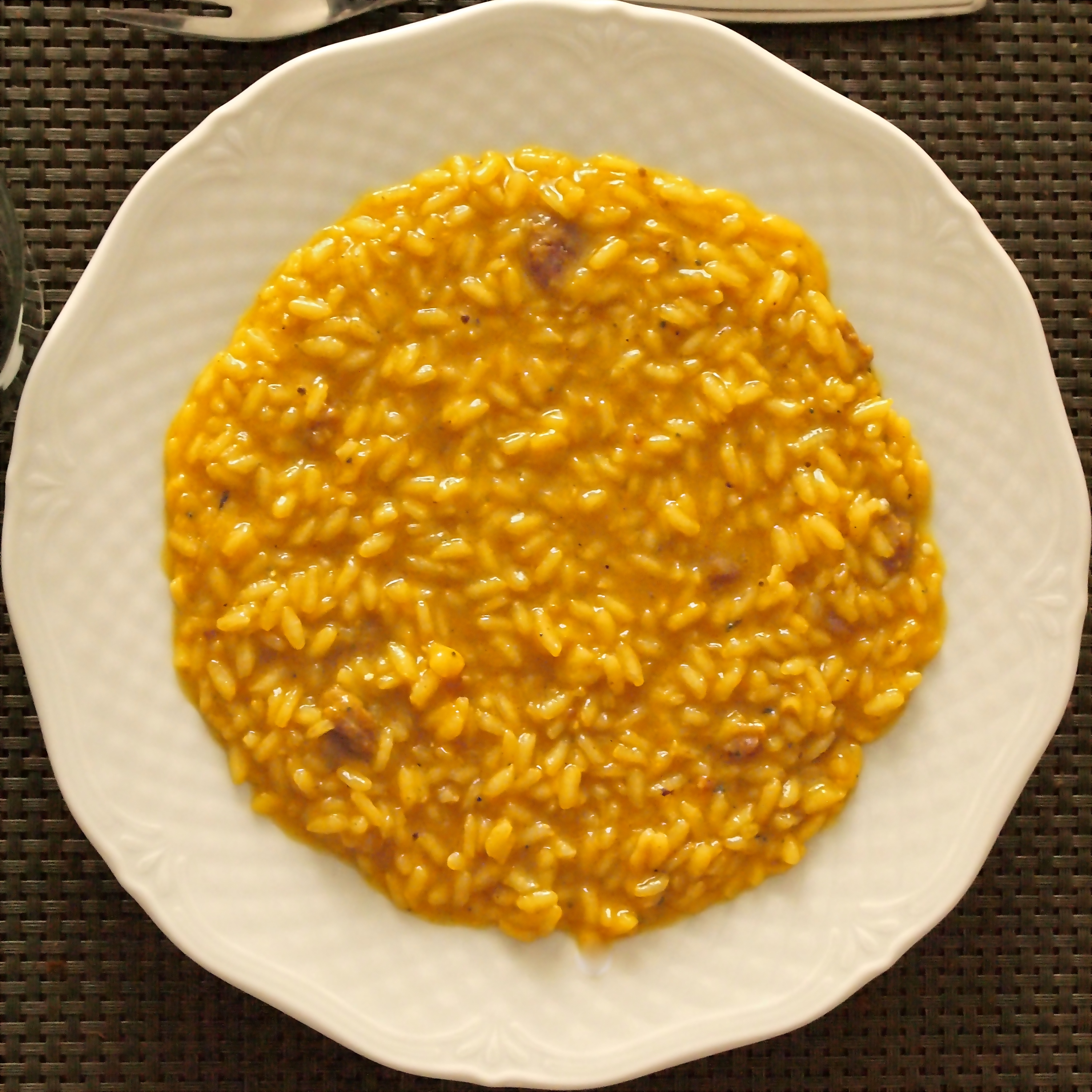
Risotto à la milanaise.

- Risotto con Agoni, Risotto al Barolo, Sformato al Basilico, Risi e Bisi, Risotto al Cavolfiore
- Risotto ai gamberoni, Risotto al gorgonzola, Risotto indivia e fiori di zucca
- Risotto à la milanaise, Risotto con la luganega, Risotto mantecato con Grana Padano
- Risotto alla marinara, Riso al nero di seppia, Riso con piselli, Riso con i porcini
- Risotto saltato, Risotto ai Quattro Sapori, Sformato di riso dolce
- Tiella di Riso, Risotto alla Sbirraglia, Risotto con scamorza e champagne, Risotto di Seppie alla Veneziana
- Riso Tonnato, Patate e Cozze, Riso alla Toscana, Riso Valdostano, Risotto allo zafferano con petto d’anatra, Risotto alla Zucca
- Sartù di riso

### Œufs

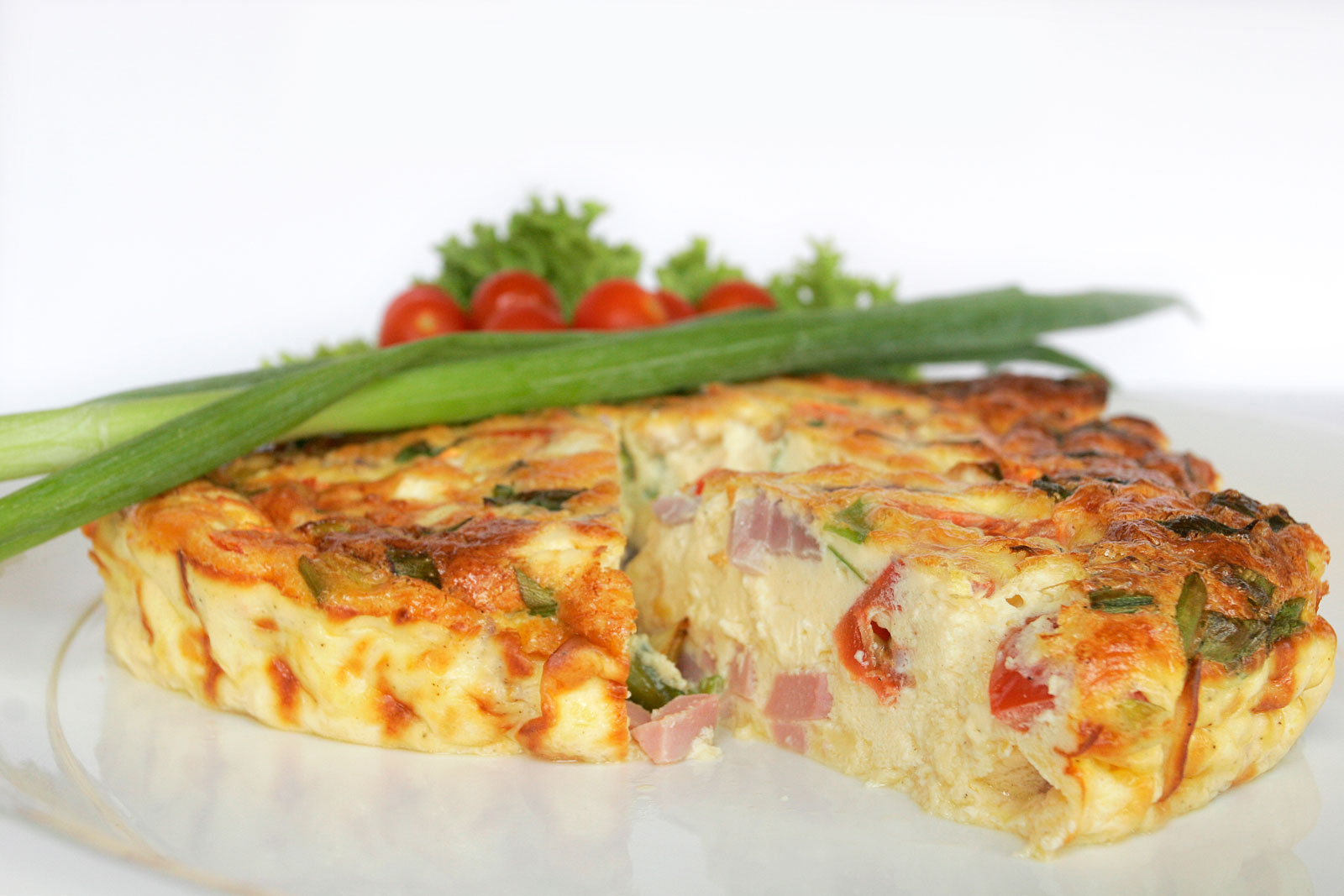
Frittata

Les plats à base d'œufs comprennent : agliata, bracciatello, condiglione, frittata, frittata al formaggio, frittata al luppolo, frittata con gli zoccoli, frittata con la mentuccia, frittata di scammaro, frittate di asparagi, frittata di cipolle, frittata di pasta, frittata rognosa, frittelle salate, frittella di fiori di zucca, frittelle di patate, frisceu et frittellone.

### Verdures
La verdure comprend : caponata, carciofi alla romana, ciambotta, panzanella, pappa al pomodoro, pinzimonio.

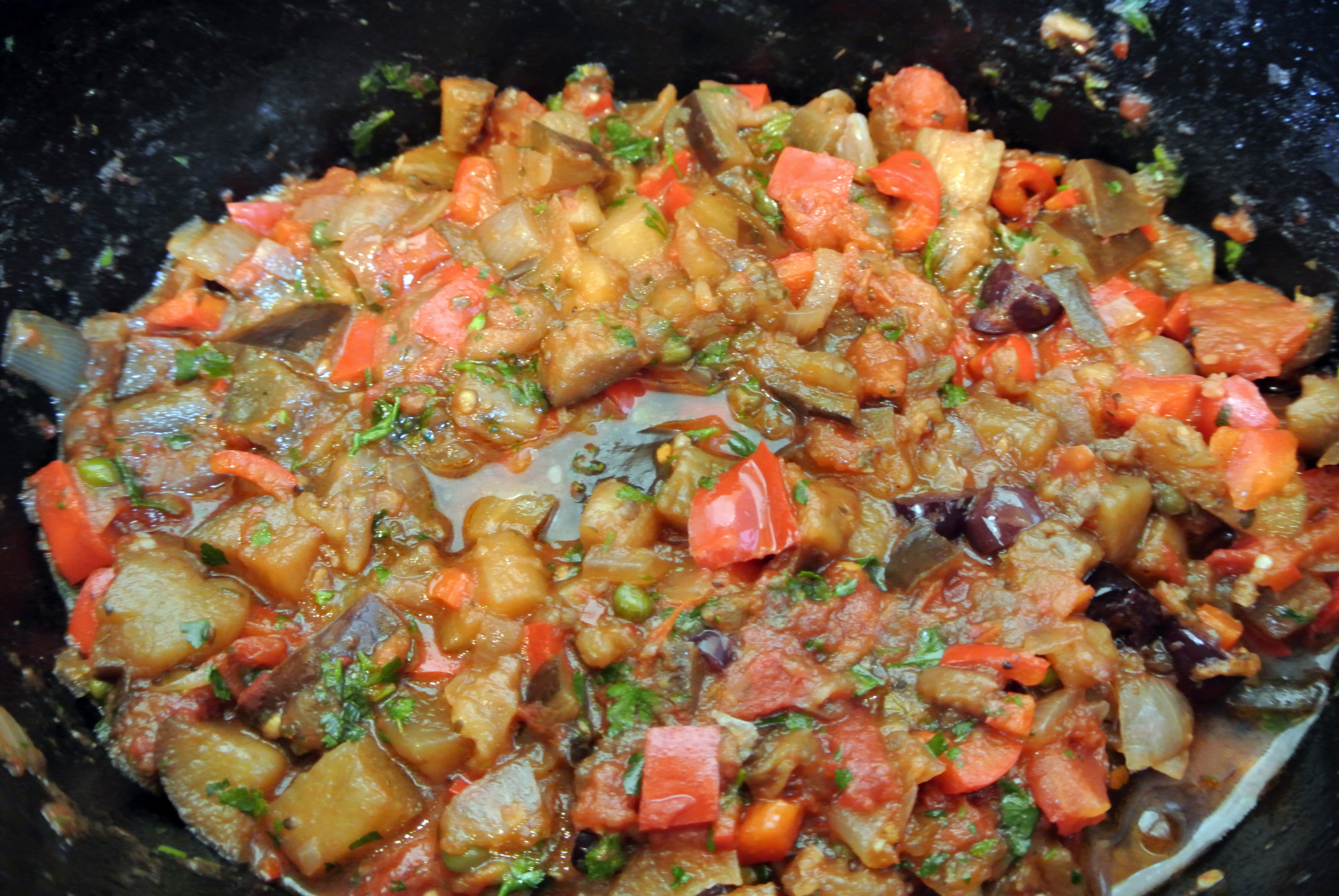
Caponata
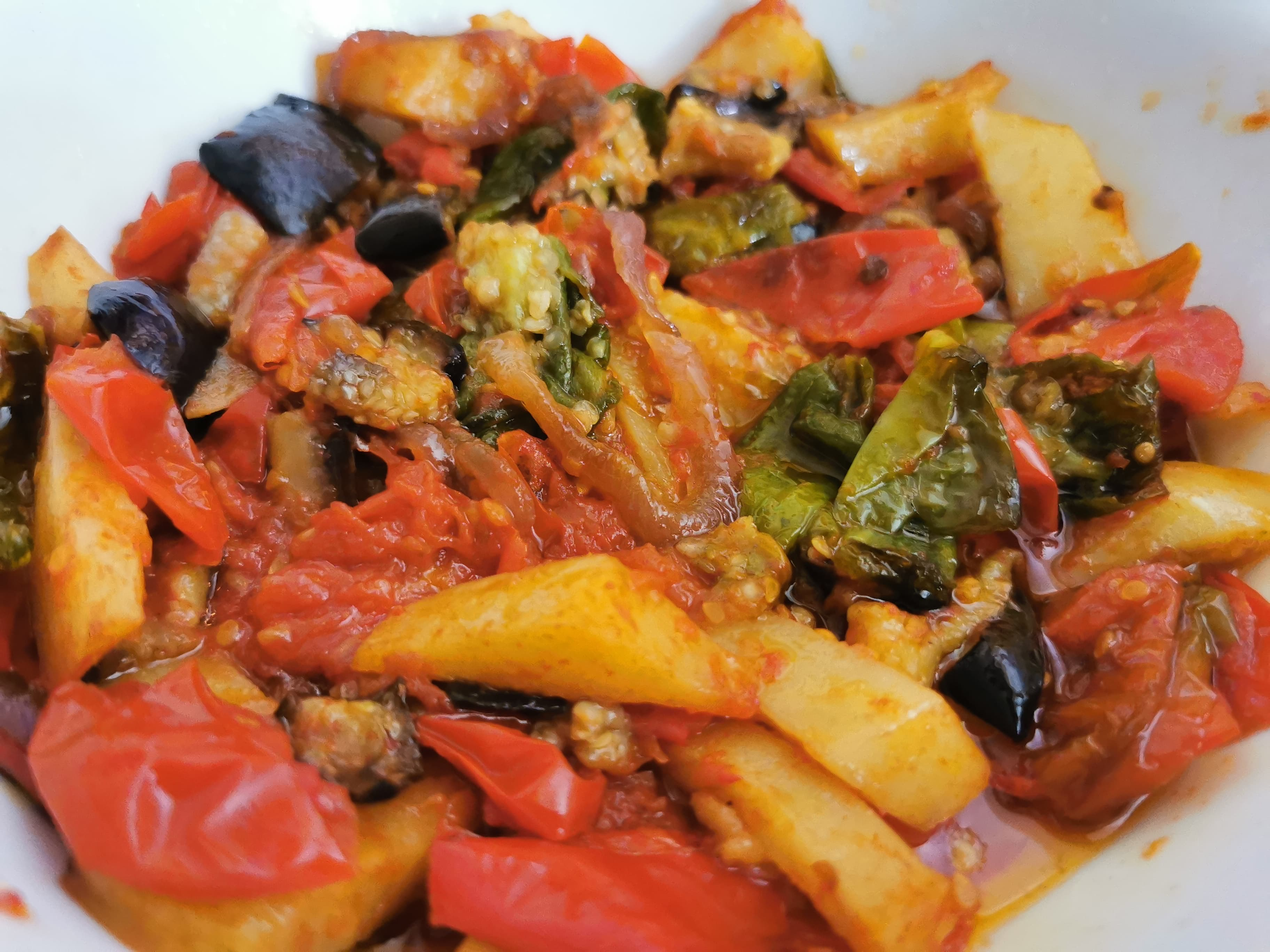
Ciambotta
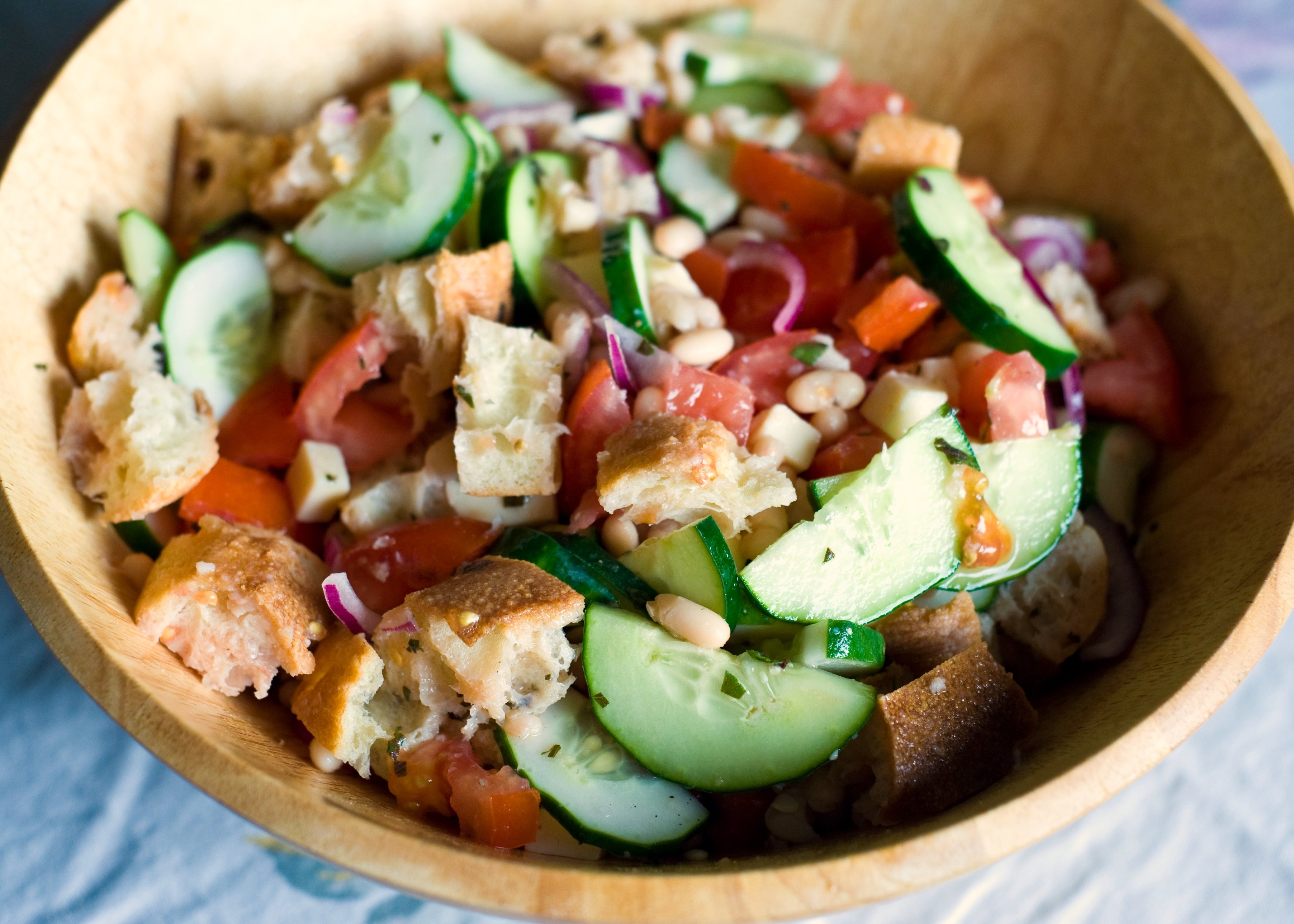
Panzanella
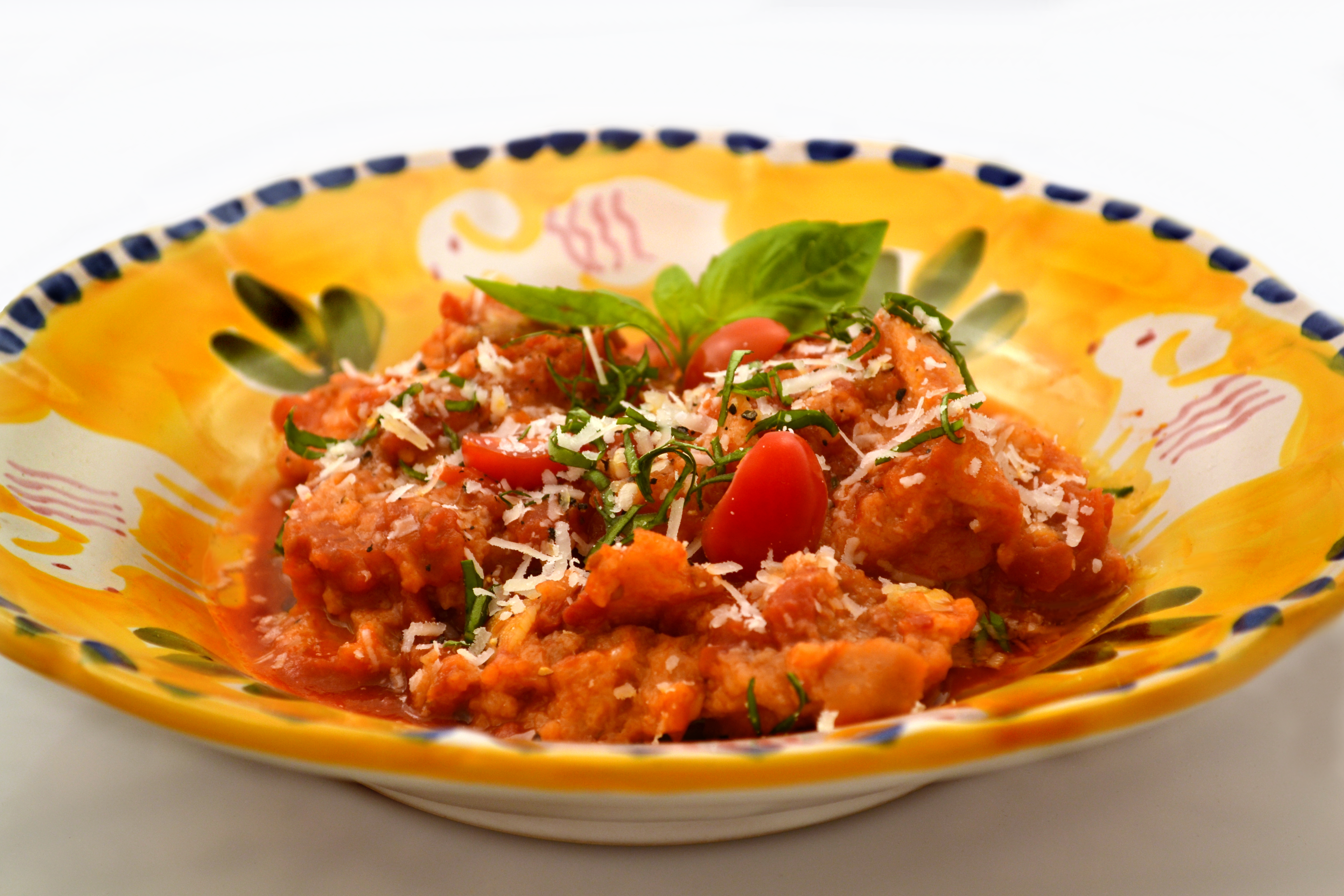
Pappa al pomodoro
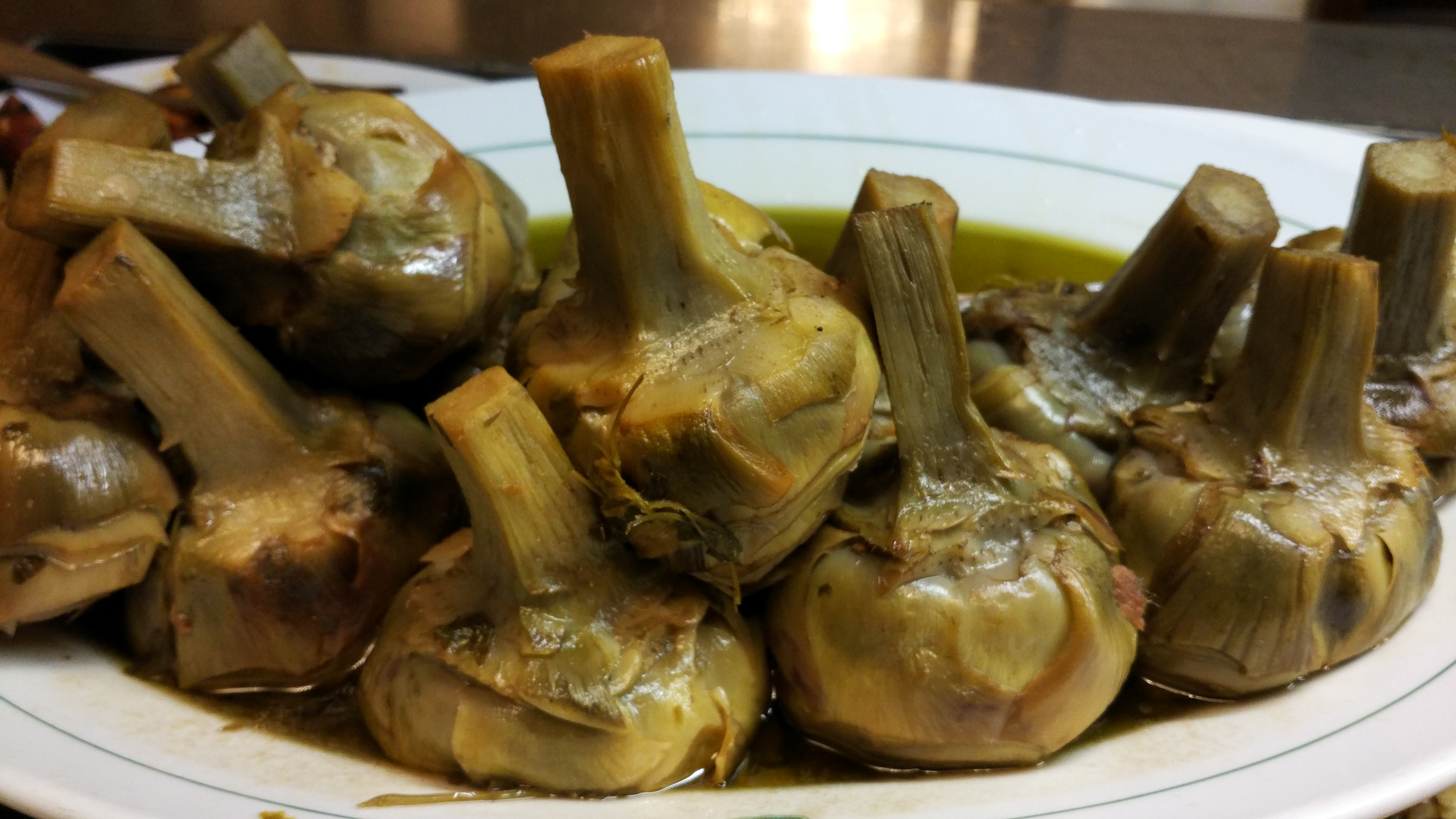
Carciofi alla romana

### Viande
- Abbacchio
- Arrosticini
- Bistecca alla fiorentina
- Bollito misto
- Carpaccio
- Coda alla vaccinara
- Escalope à la milanaise
- Ossobuco
- Pajata
- Poulet à la cacciatore
- Poulet au marsala
- Polpetta
- Porchetta
- Saltimbocca
- Vitello tonnato

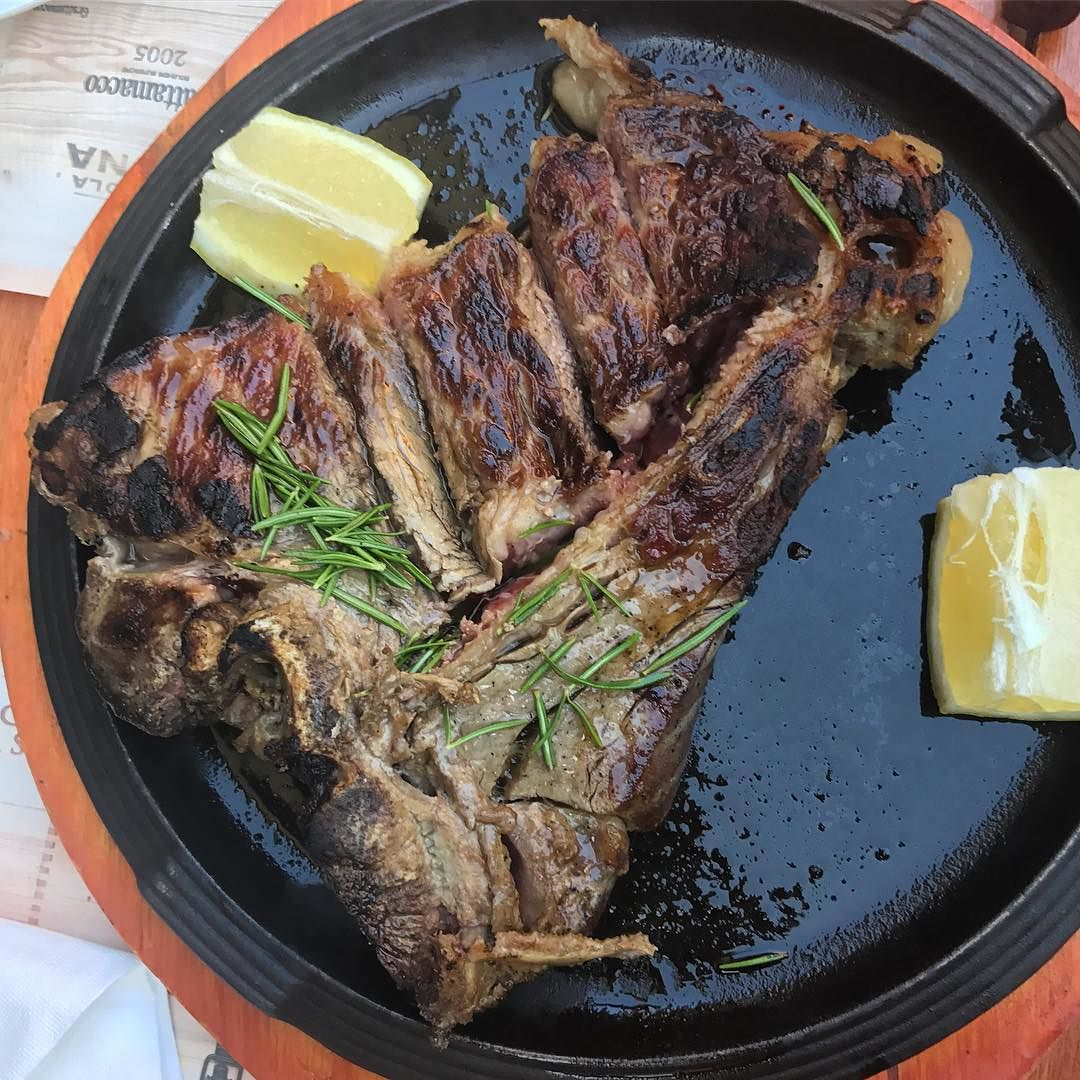
Bifteck à la florentine
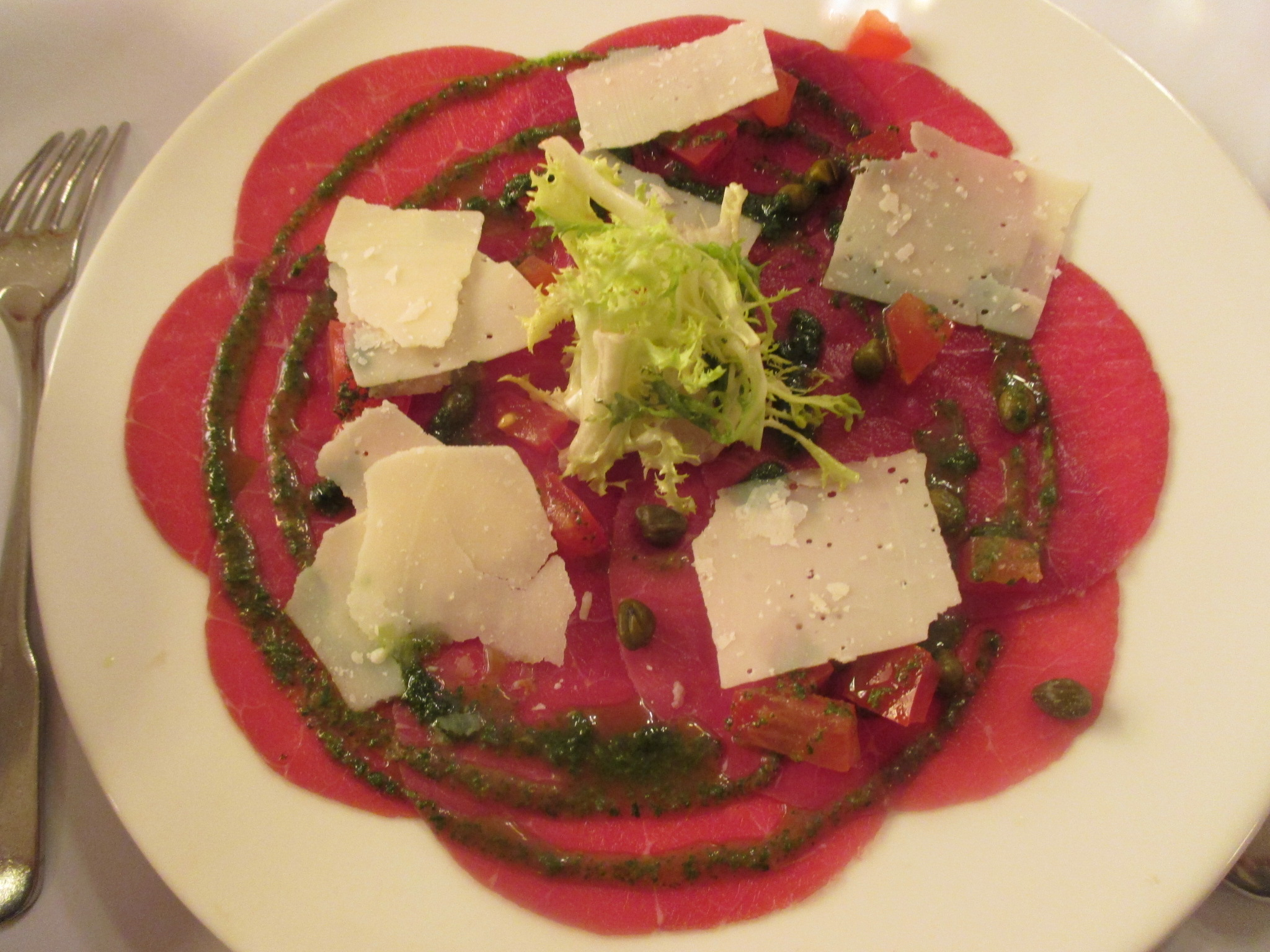
Carpaccio
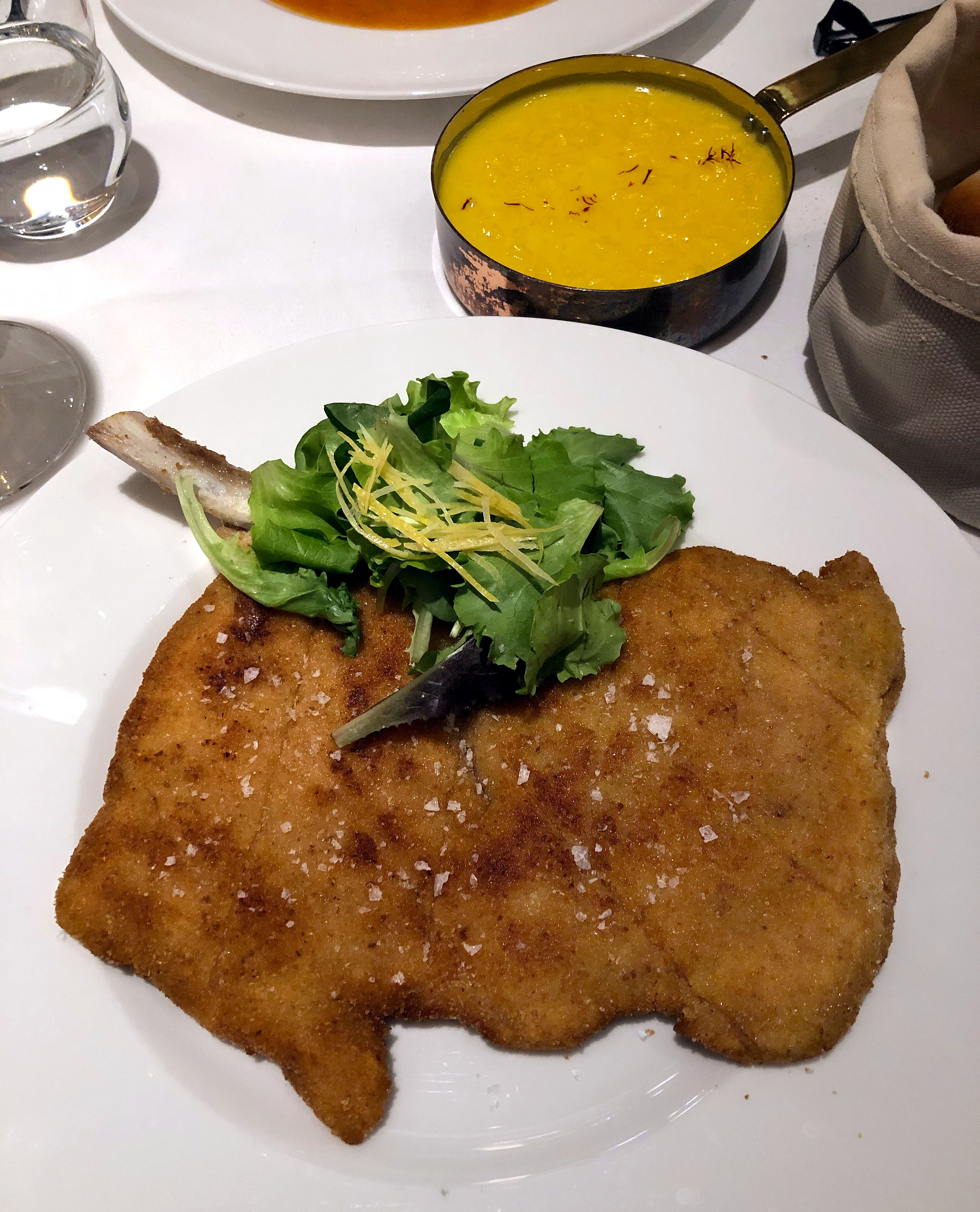
Cotoletta
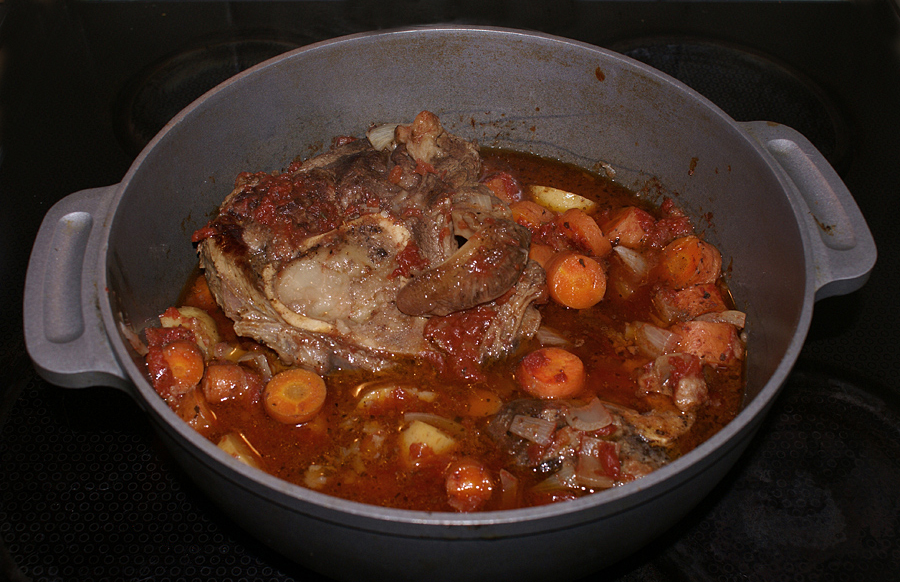
Ossobuco
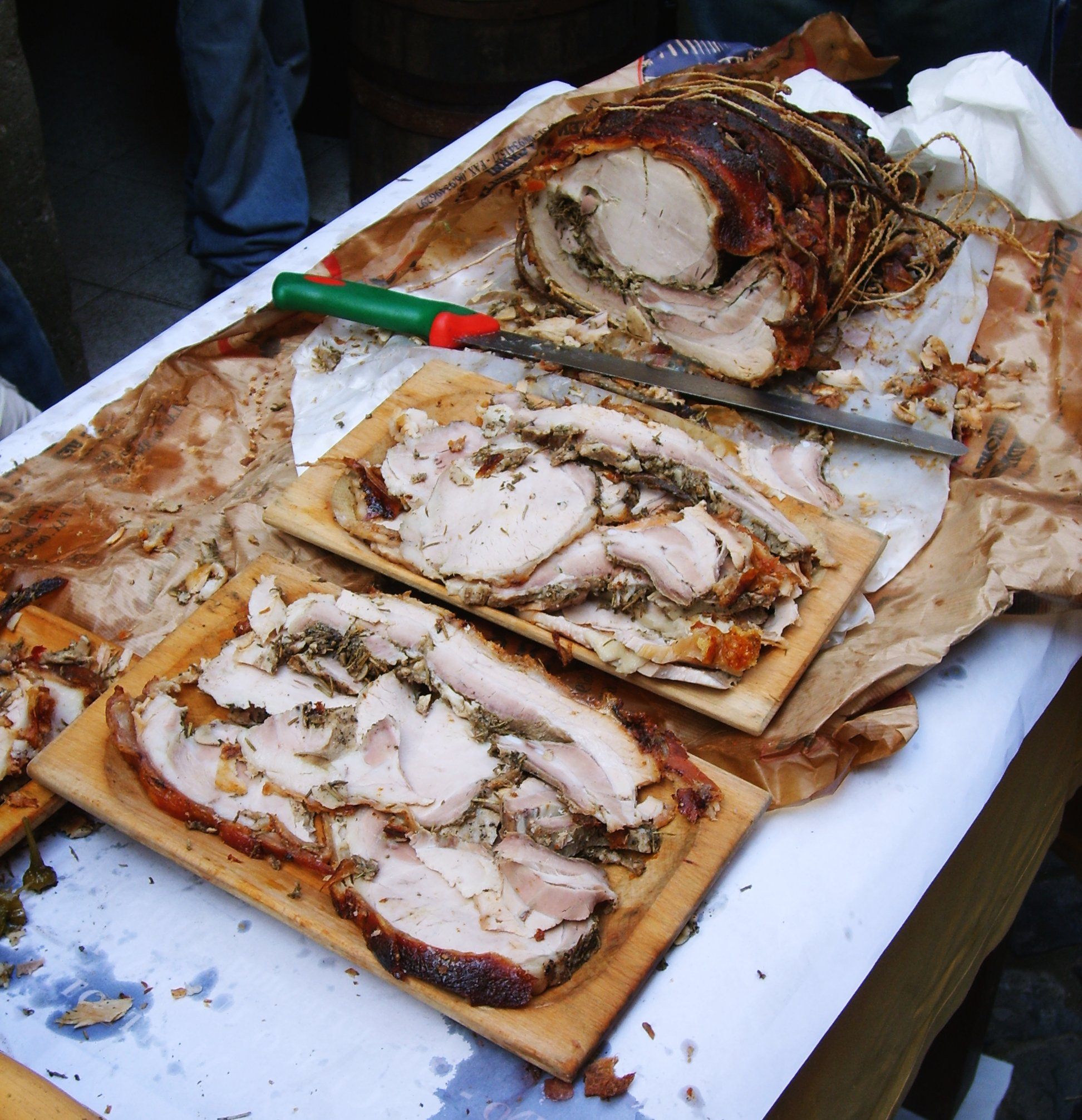
Porchetta
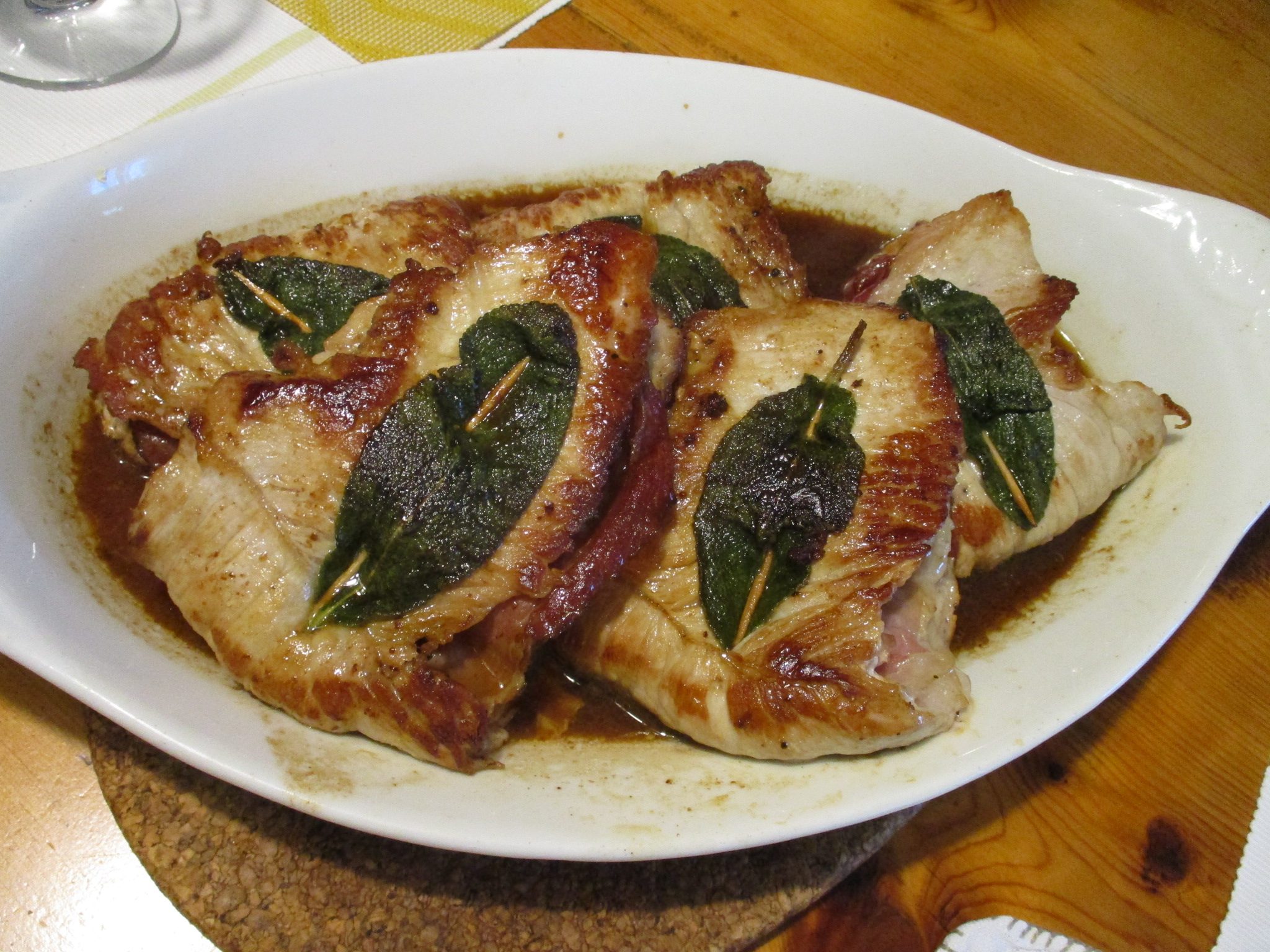
Saltimbocca
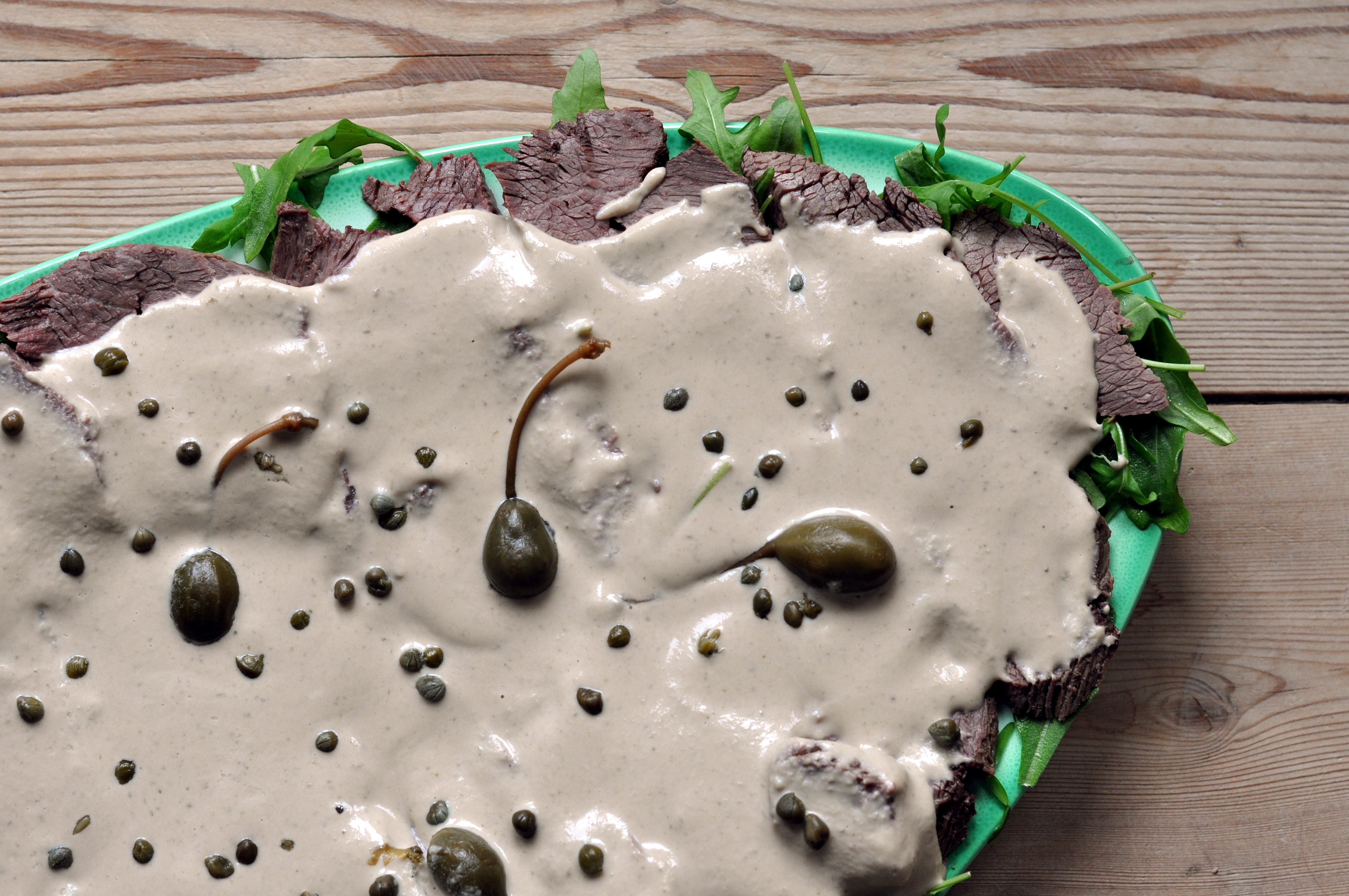
Vitello tonnato
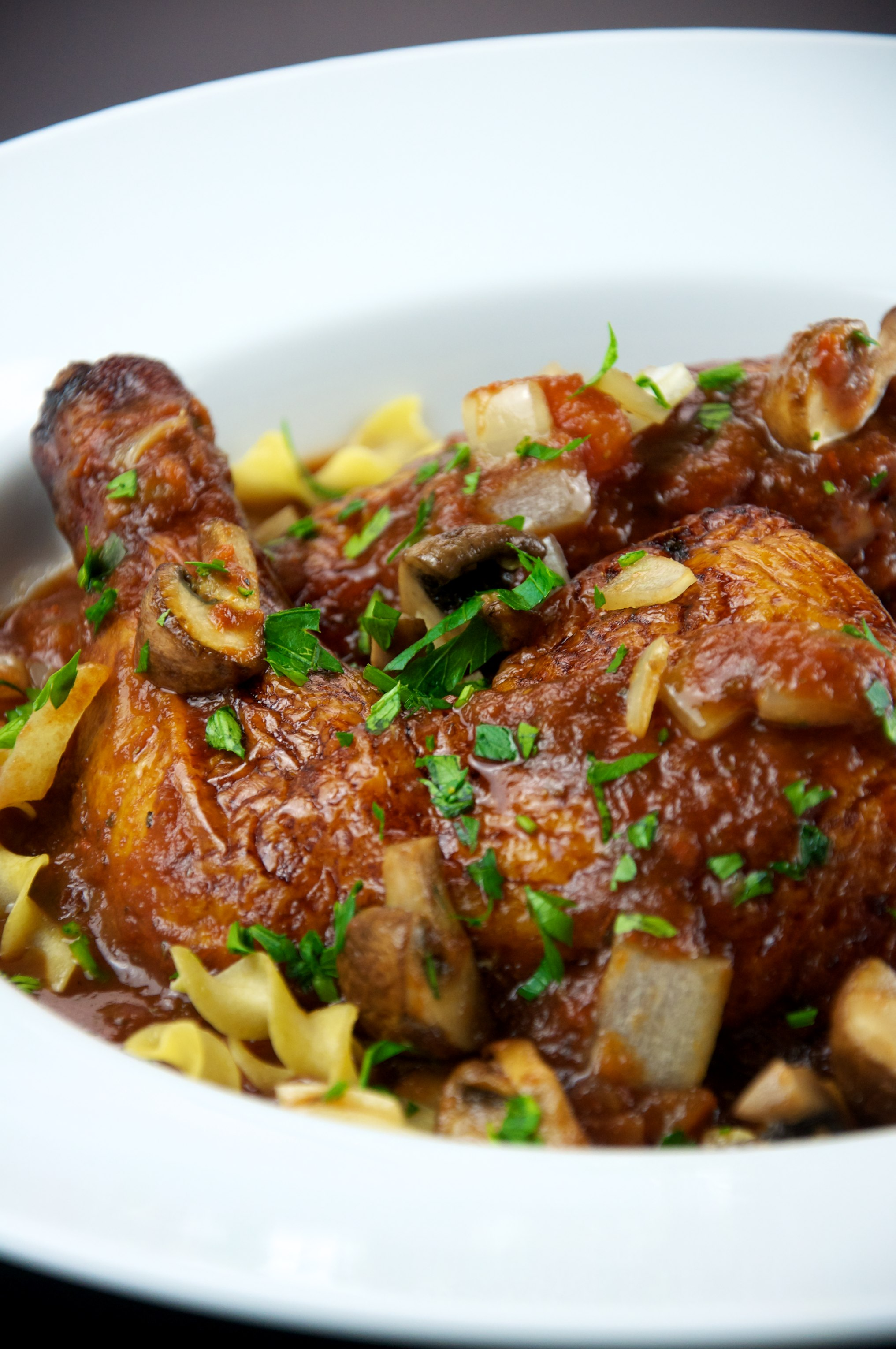
Poulet à la cacciatore
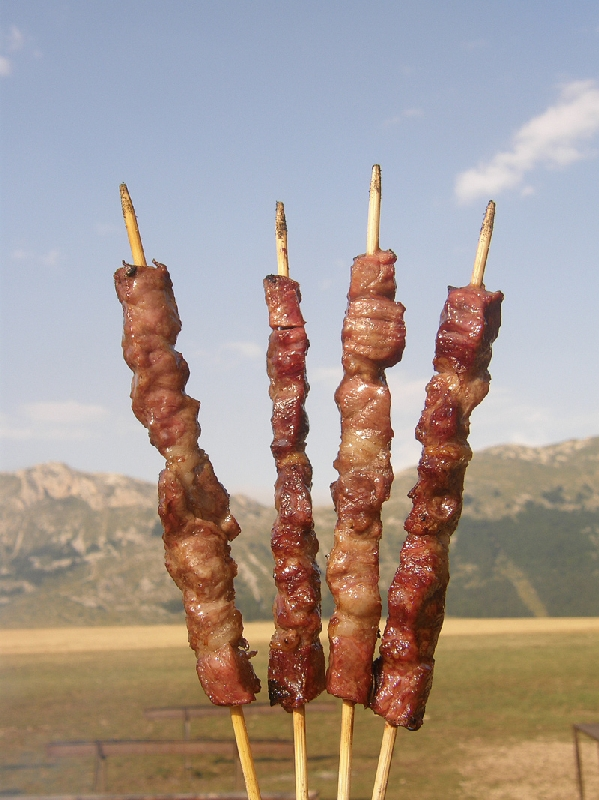
Arrosticini

### Charcuterie
- Bresaola
- Coppa
- Cotechino
- Culatello di Zibello
- Guanciale
- Lardo di Colonnata
- Mortadelle
- 'Nduja
- Pancetta
- Jambon de Parme
- Jambon San Daniele

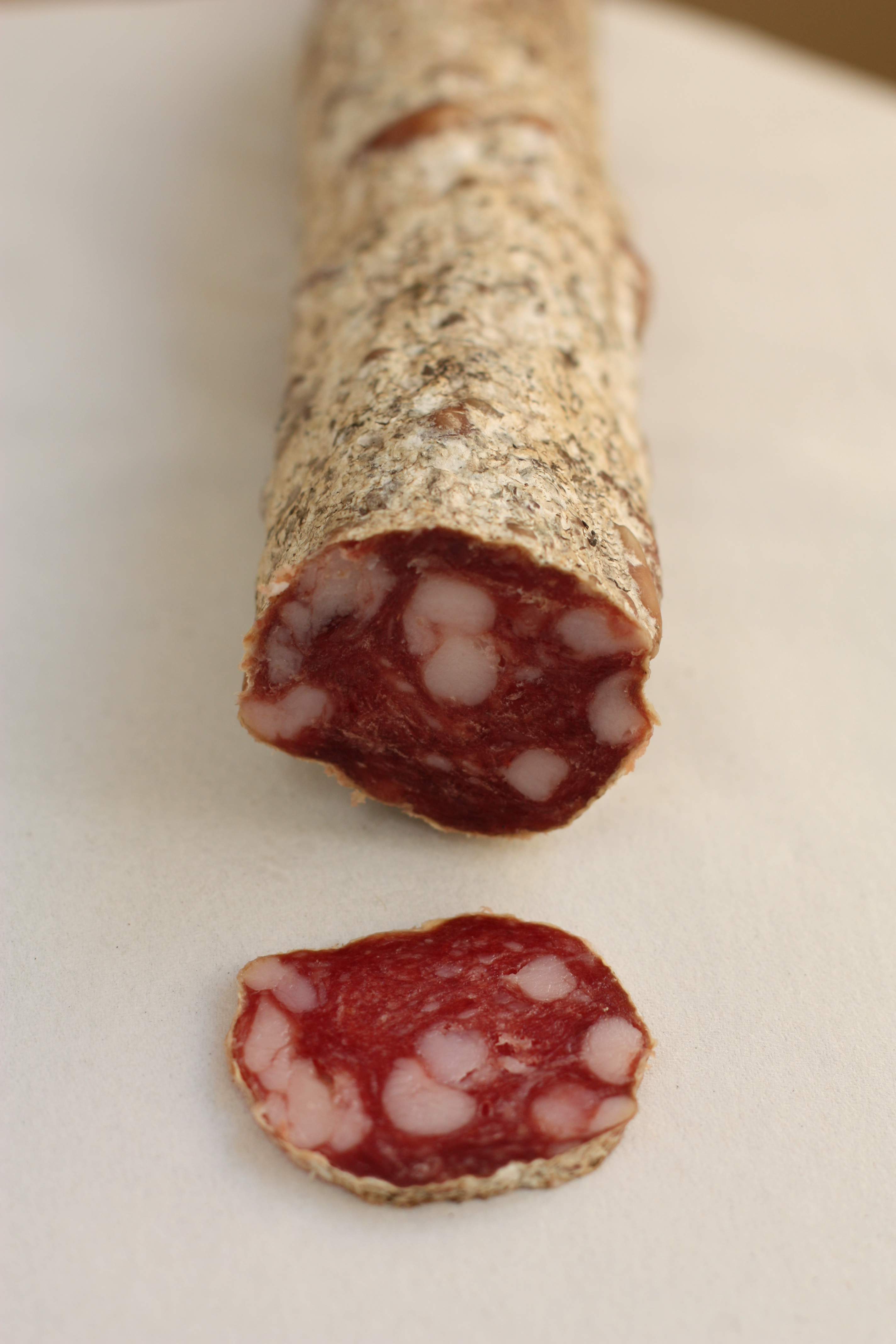
Salami
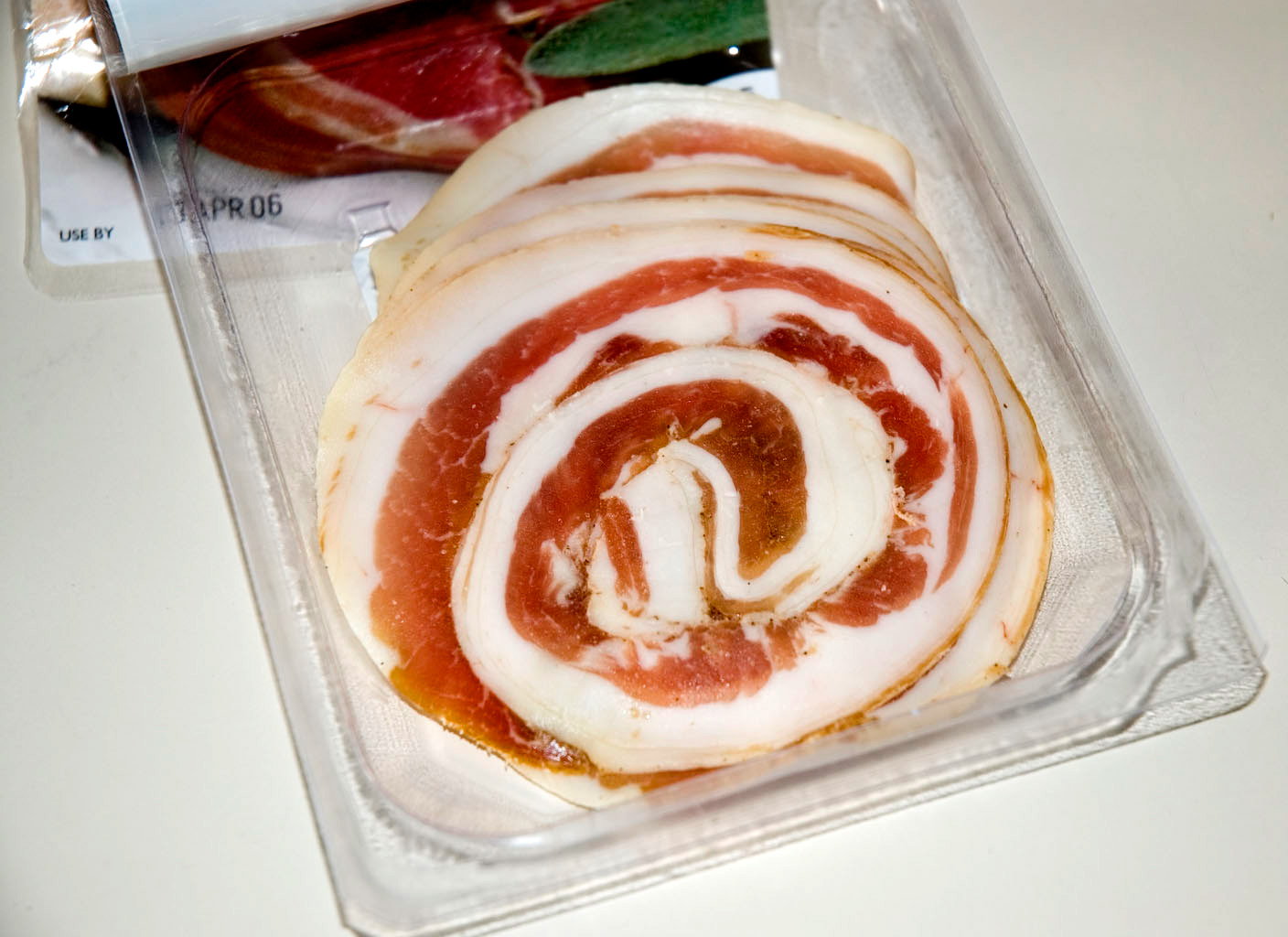
Pancetta
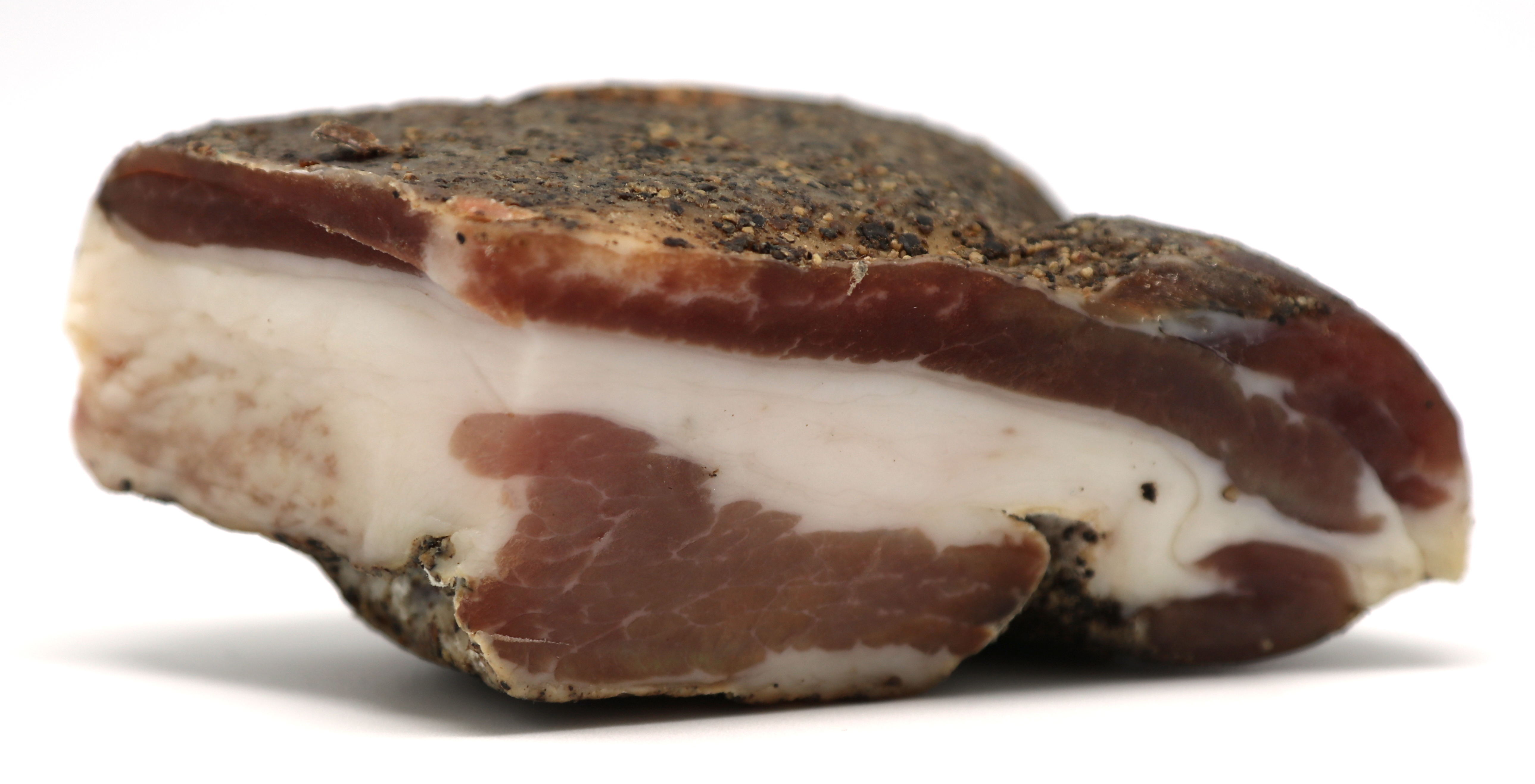
Guanciale
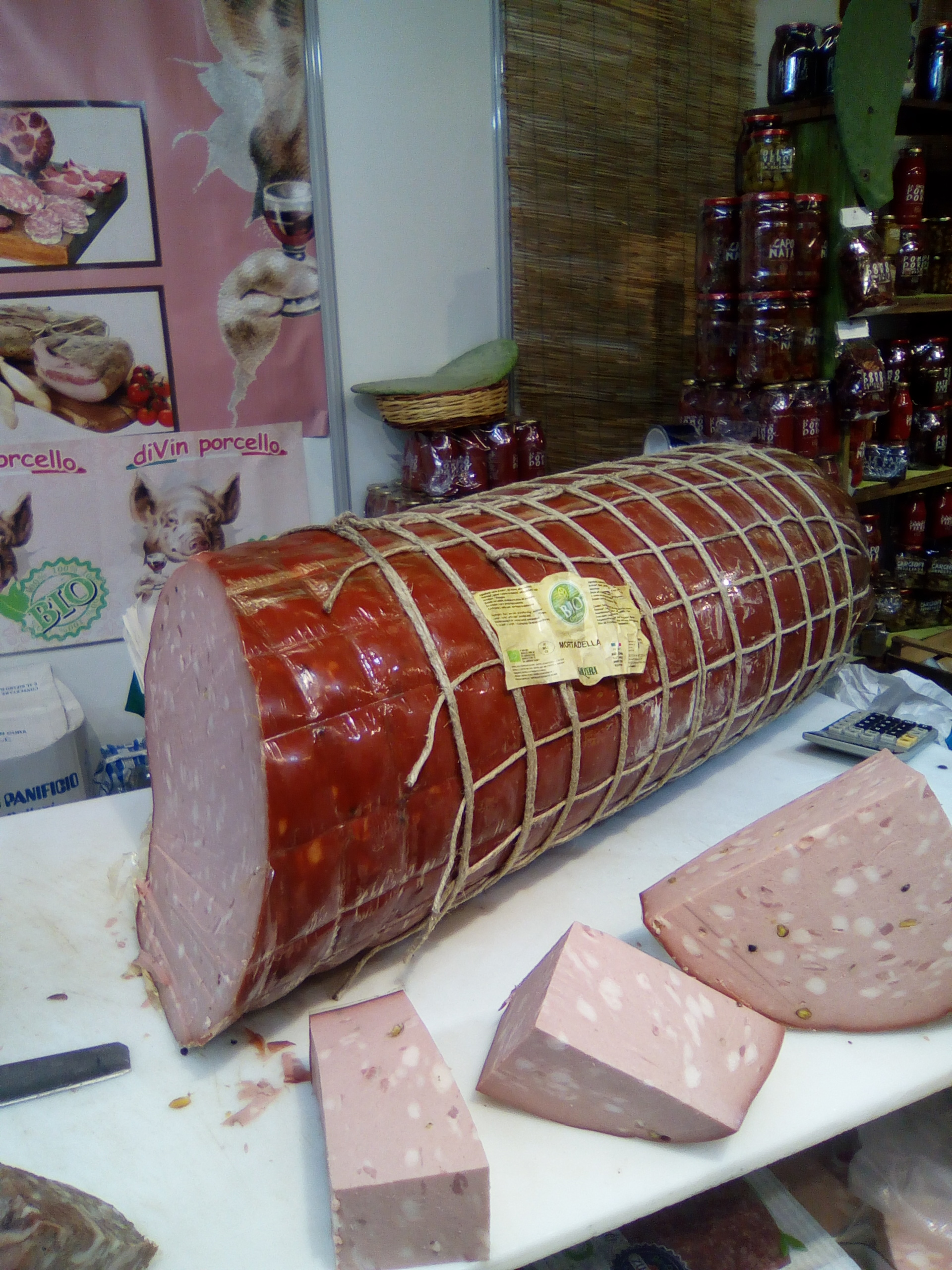
Mortadelle
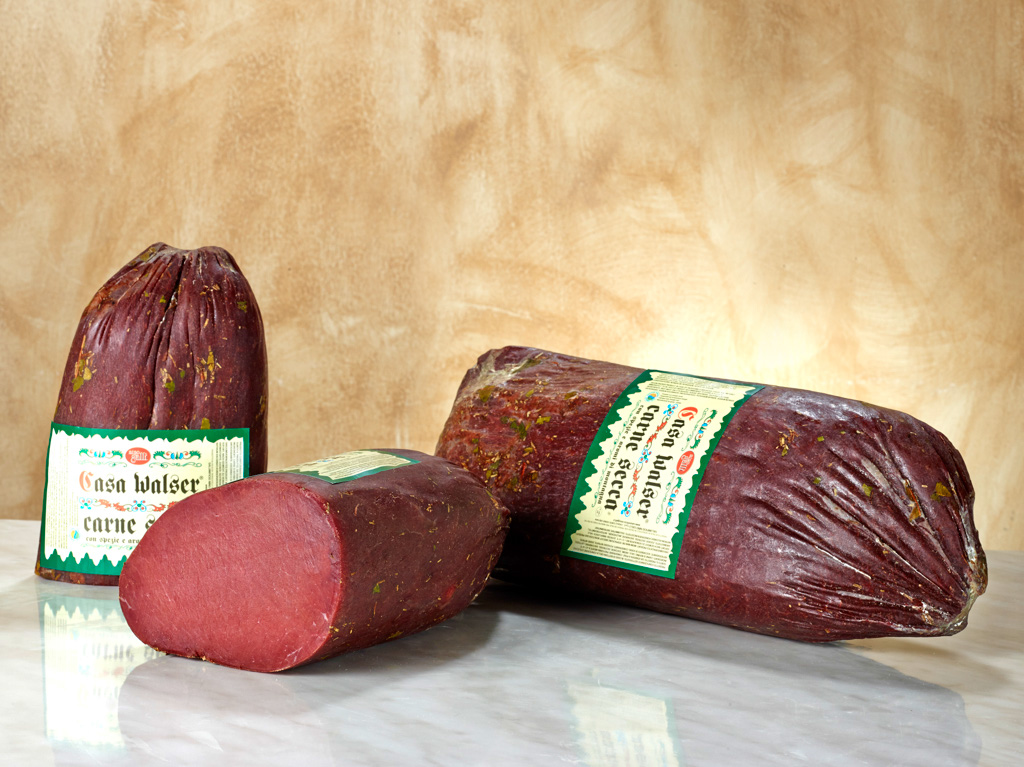
Bresaola

- Salsiccia
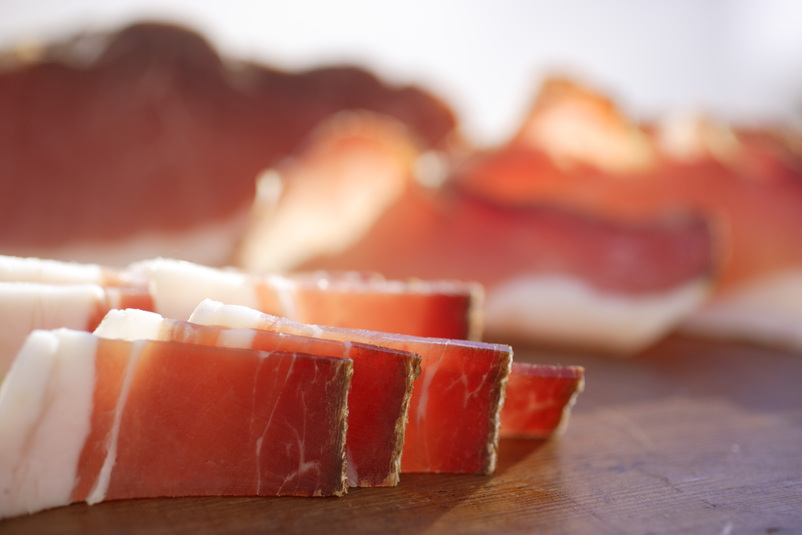
Speck
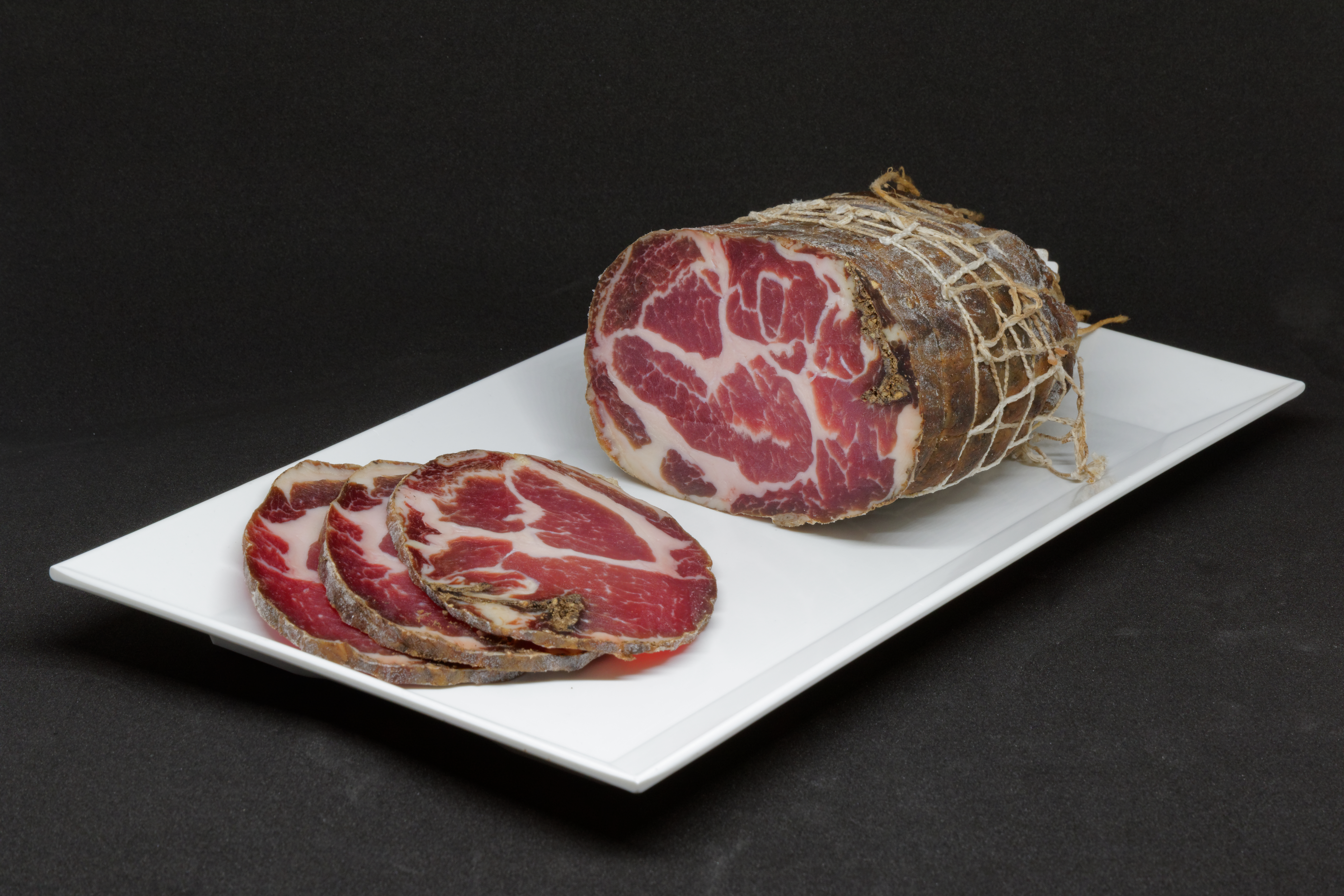
Coppa
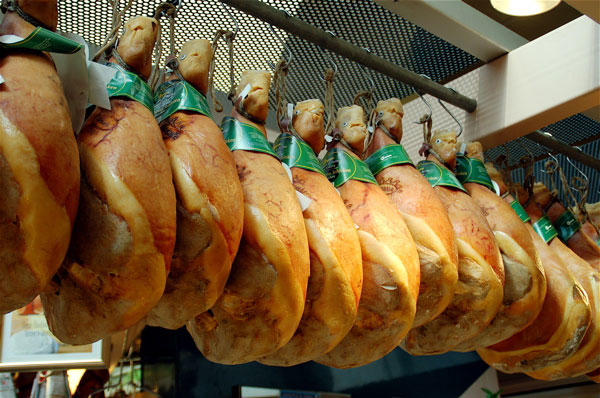
Jambon de Parme

- Zampone

- Salami
- Pancetta
- Guanciale
- Mortadelle
- Bresaola
- Speck
- Coppa
- Jambon de Parme

### Fromages
- Asiago
- Bel Paese
- Bitto
- Burrata
- Caciocavallo
- Castelmagno
- Casu martzu
- Fontina
- Grana Padano
- Gorgonzola
- Mascarpone
- Montasio

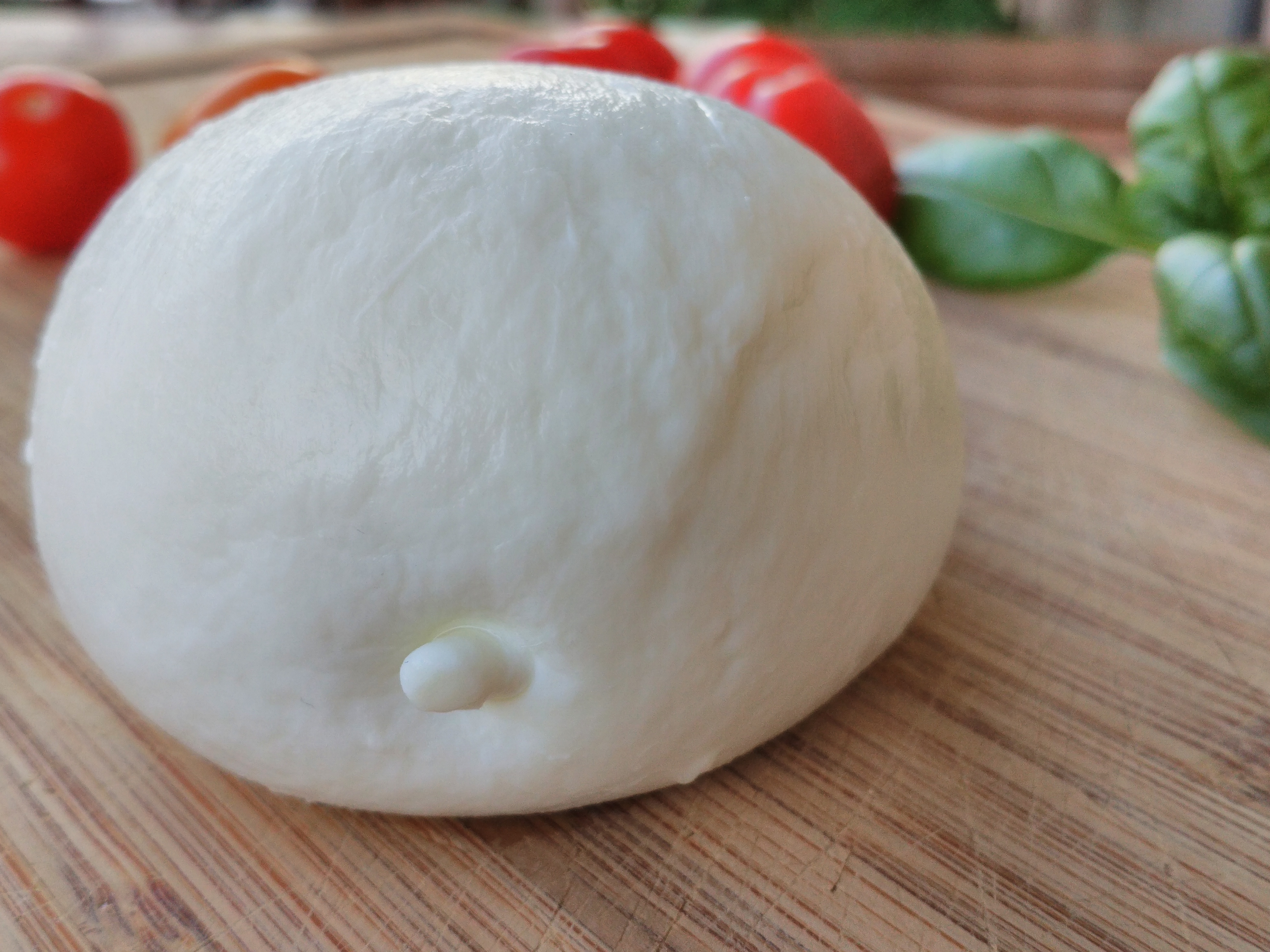
Mozzarella
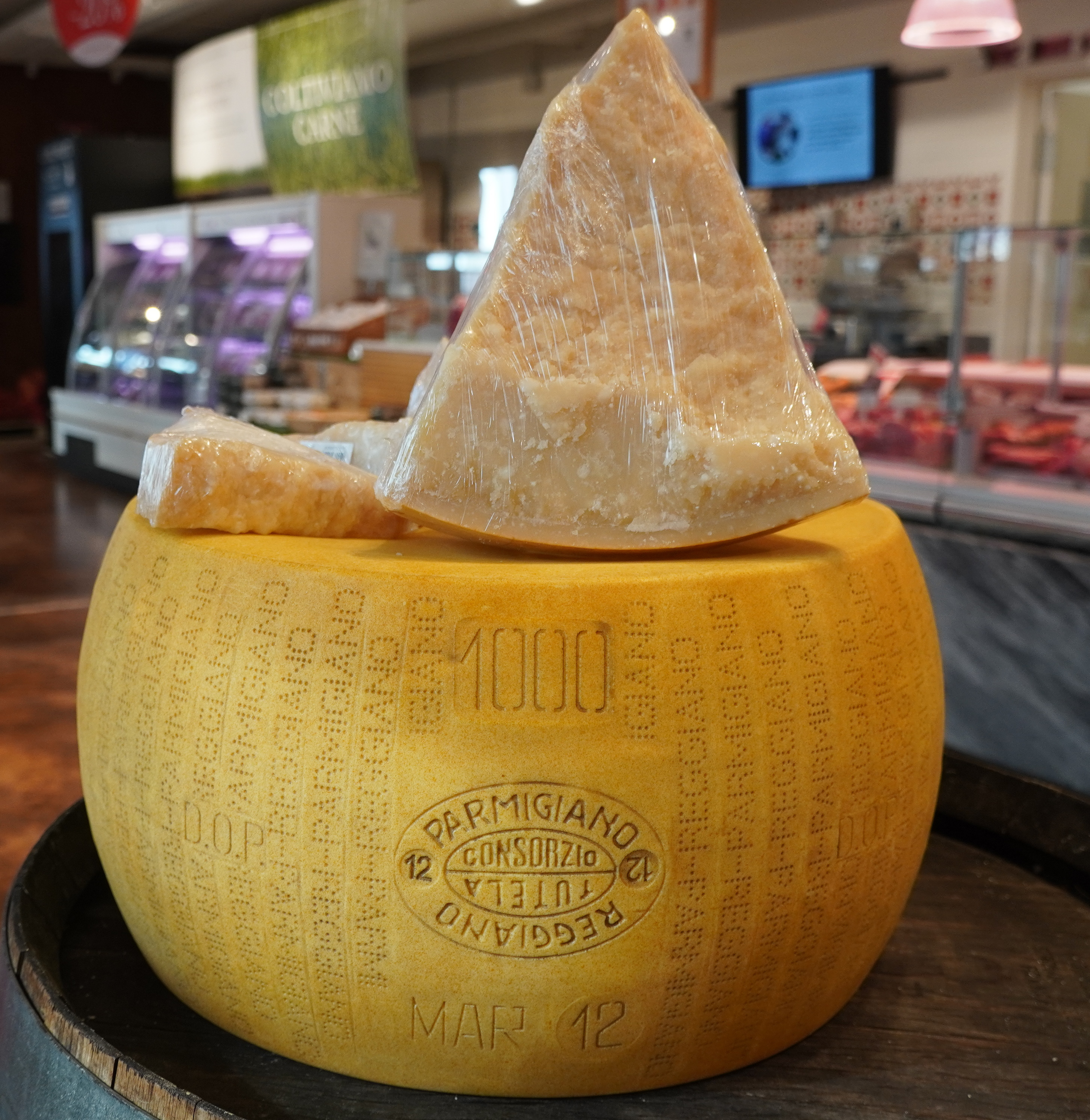
Parmigiano Reggiano
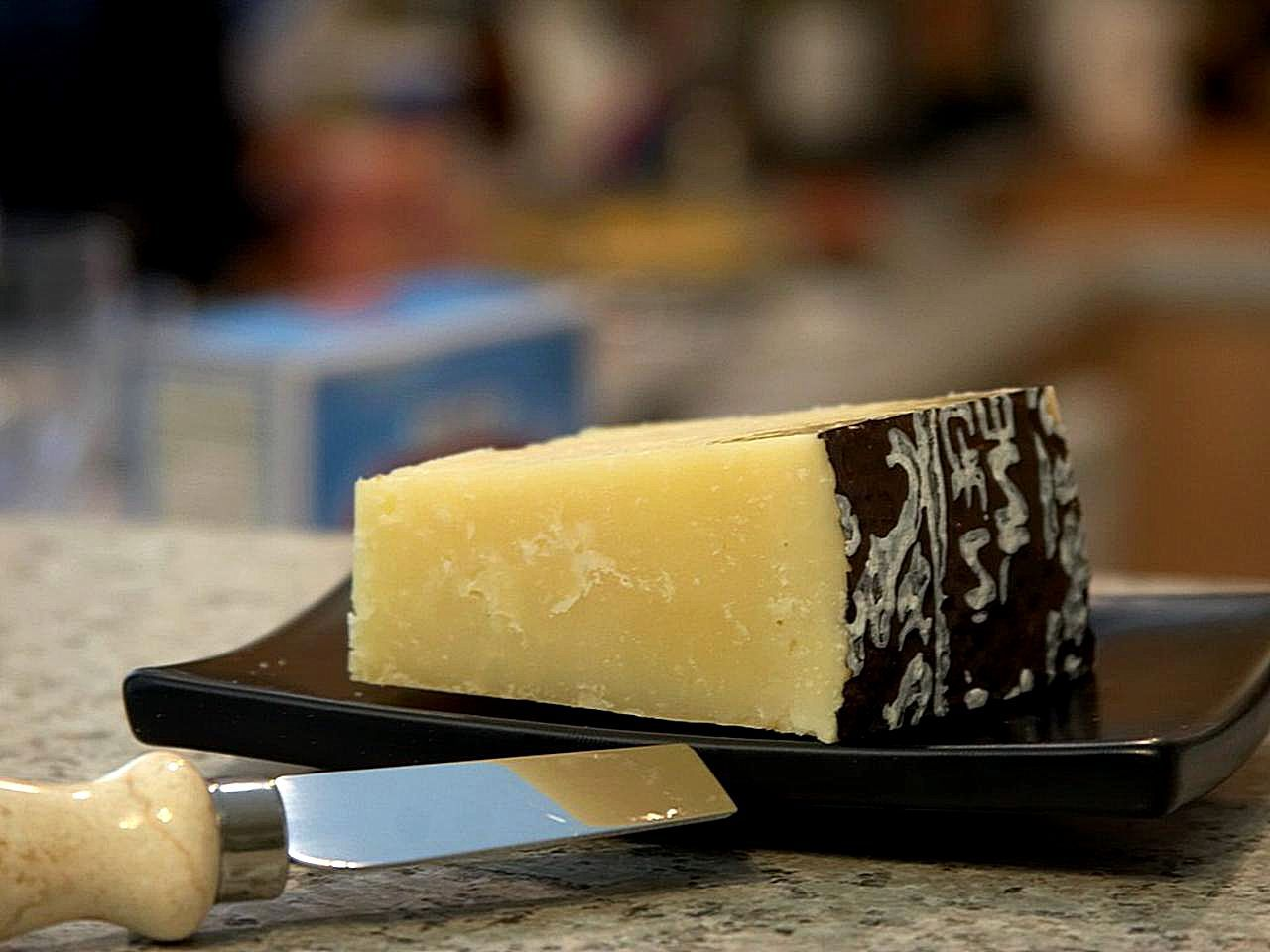
Pecorino
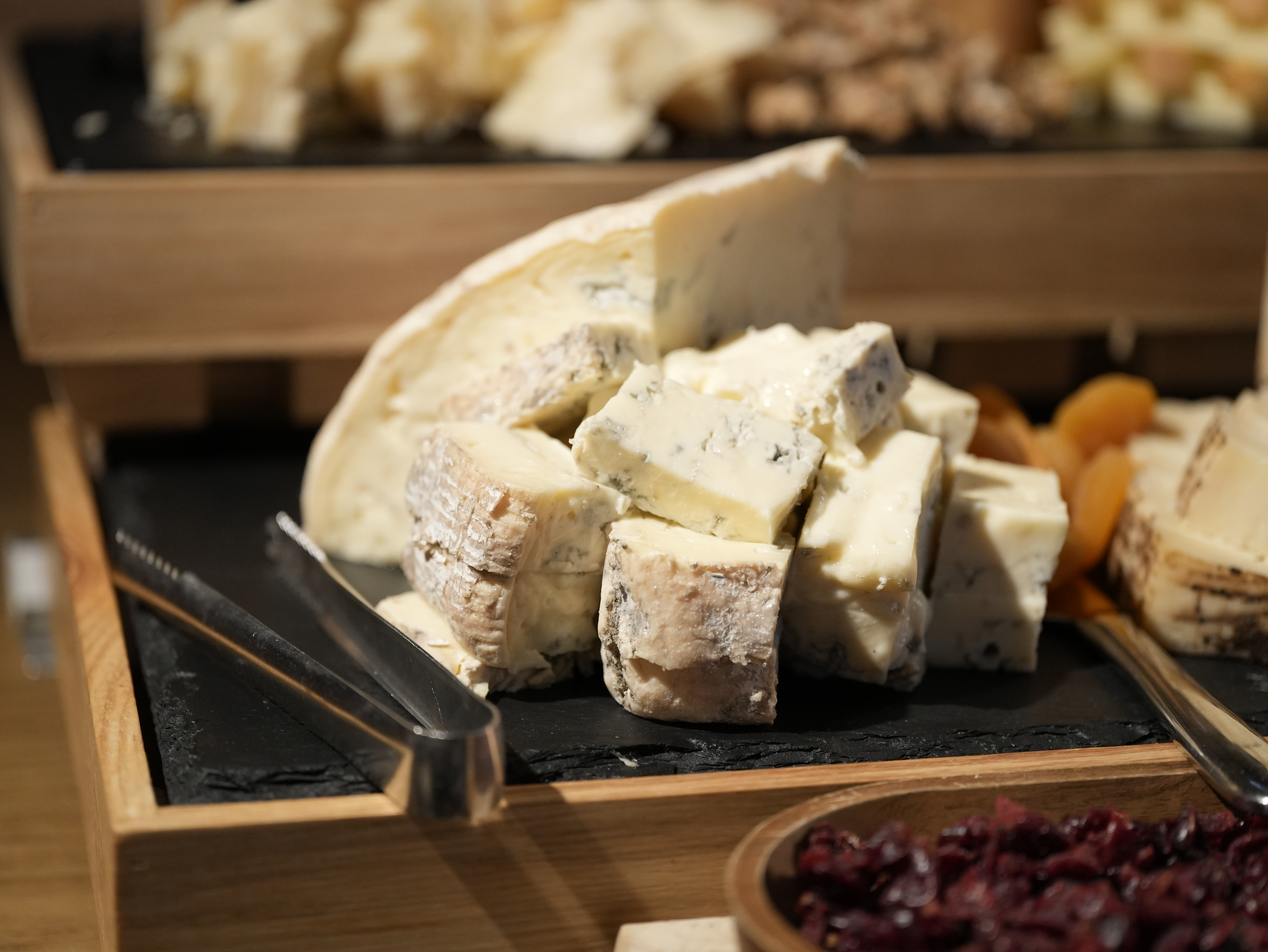
Gorgonzola
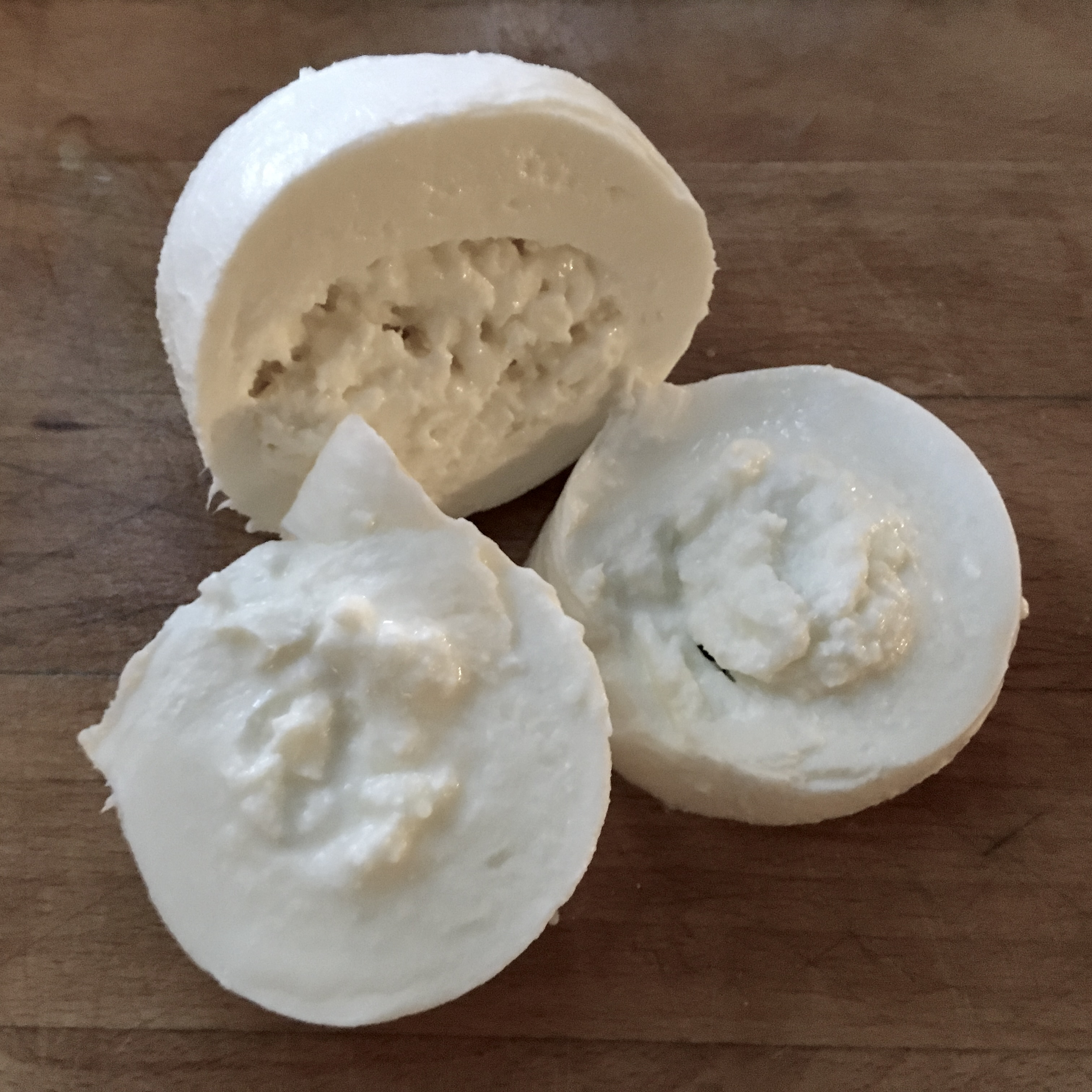
Burrata

- Provolone
- Raschera
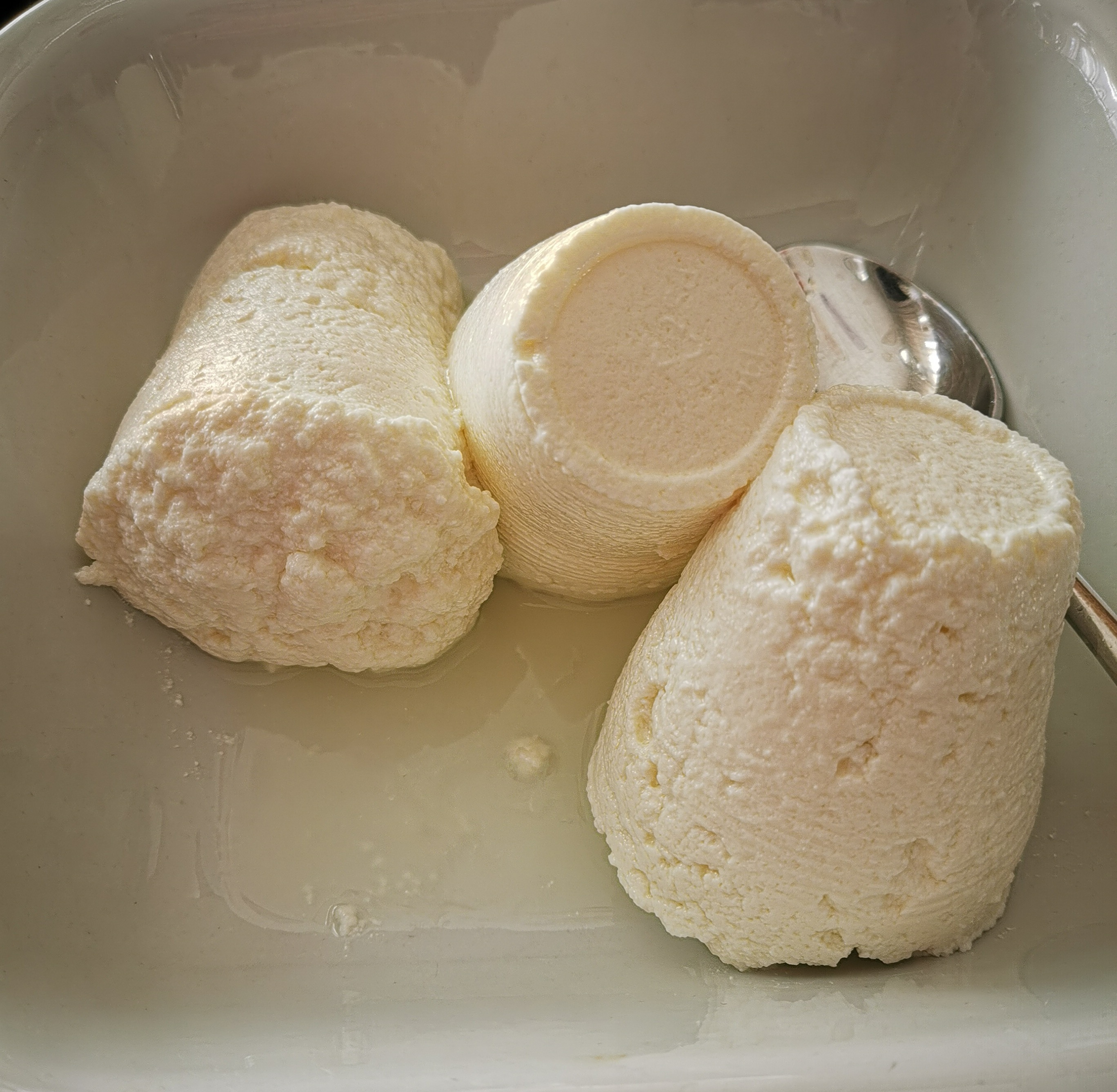
Ricotta
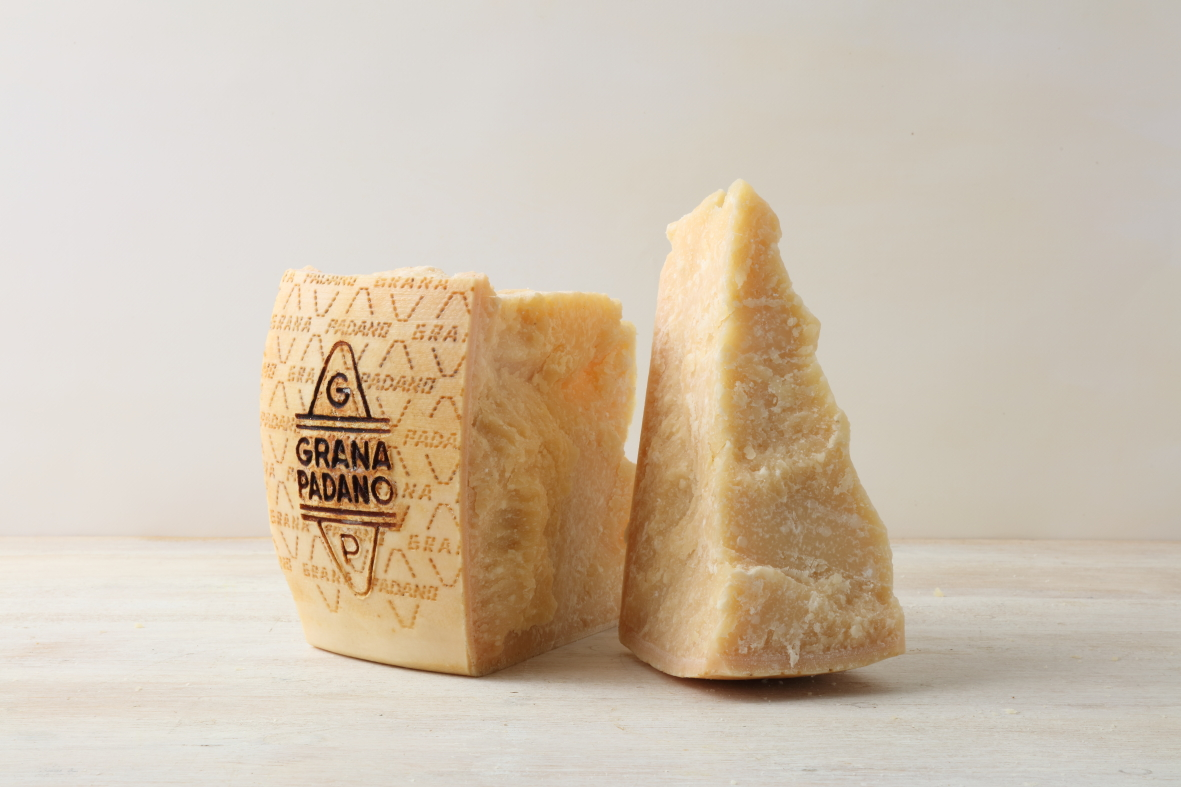
Grana Padano

- Scamorza
- Stracchino
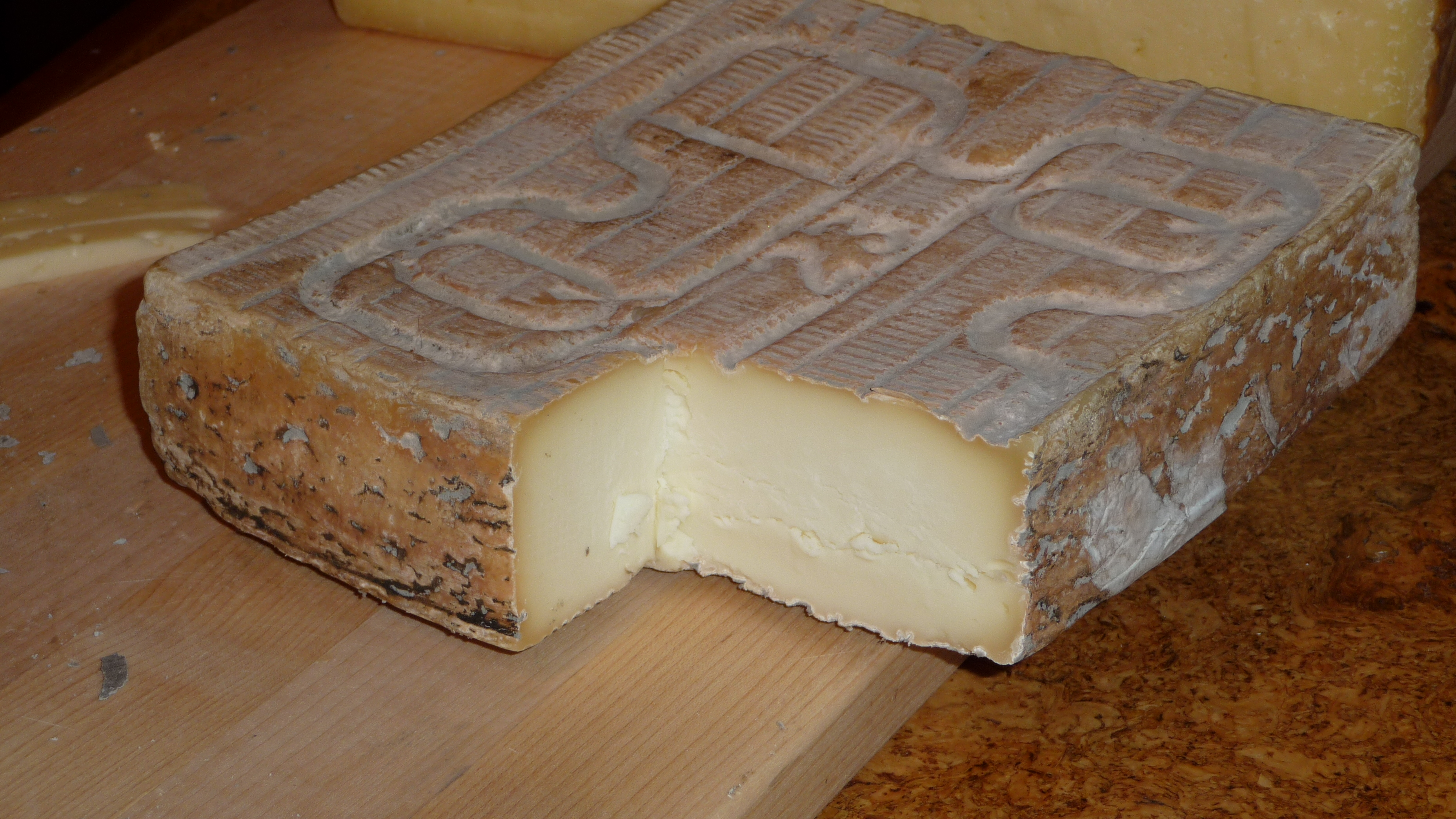
Taleggio
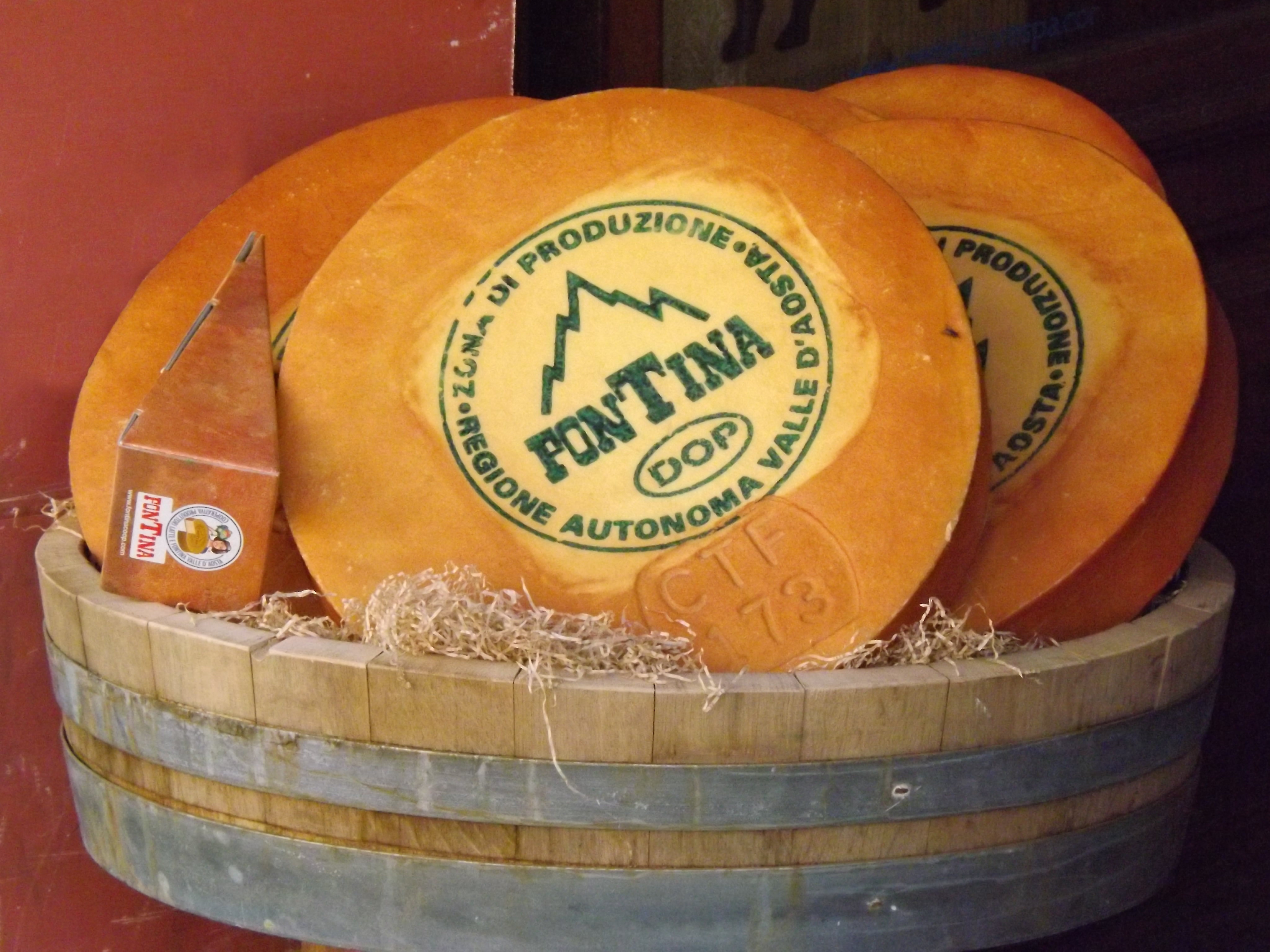
Fontina
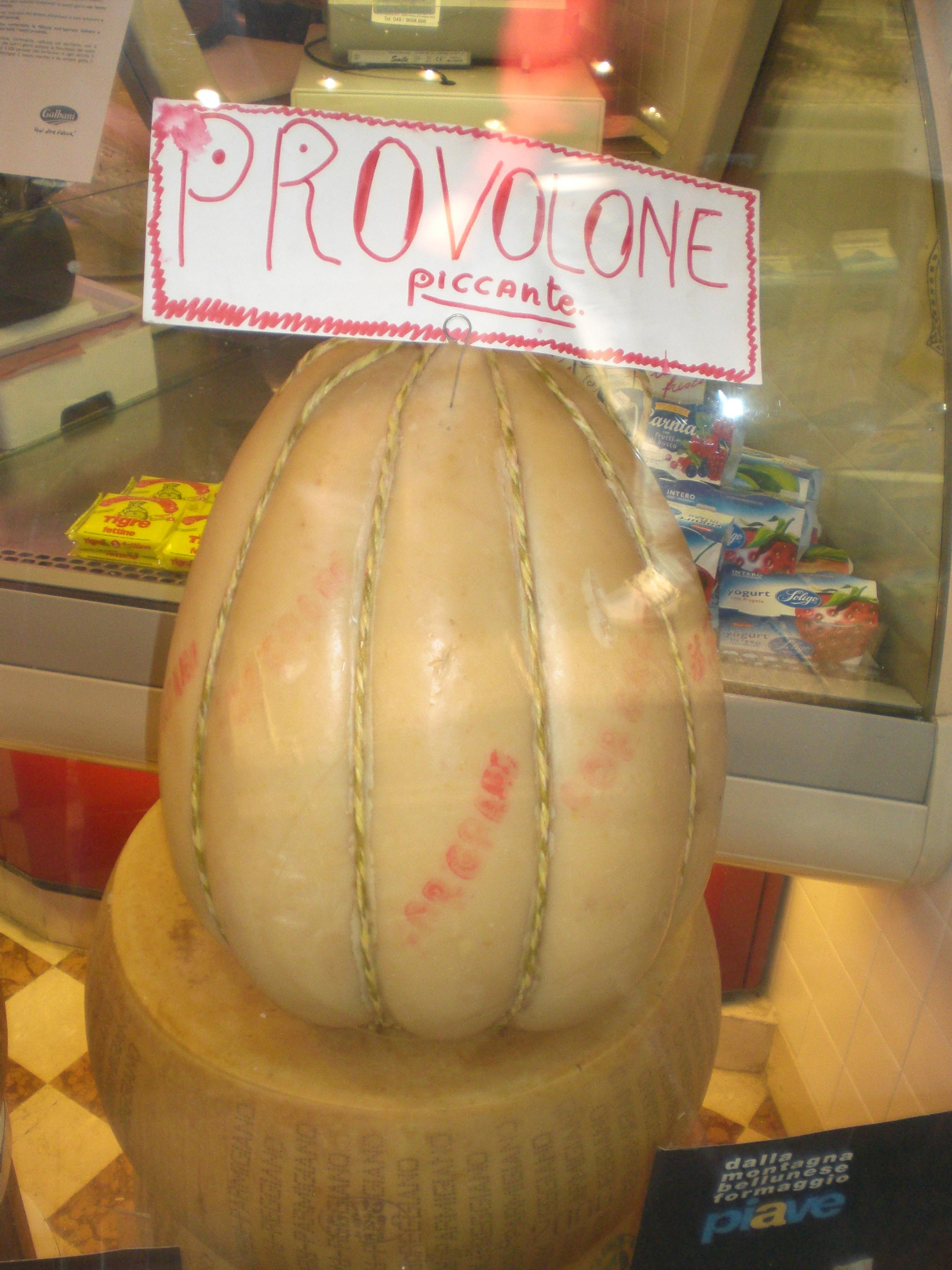
Provolone
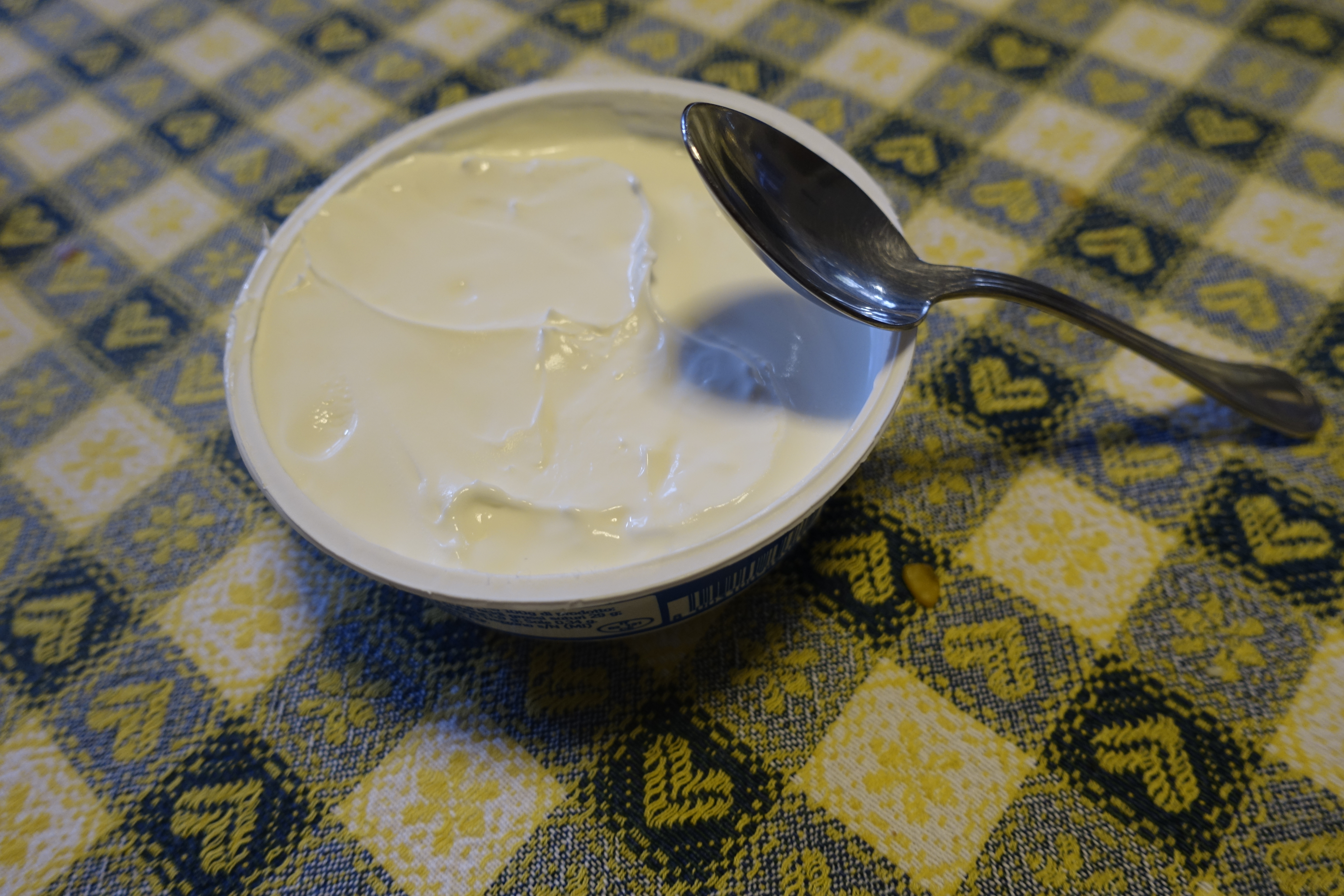
Mascarpone
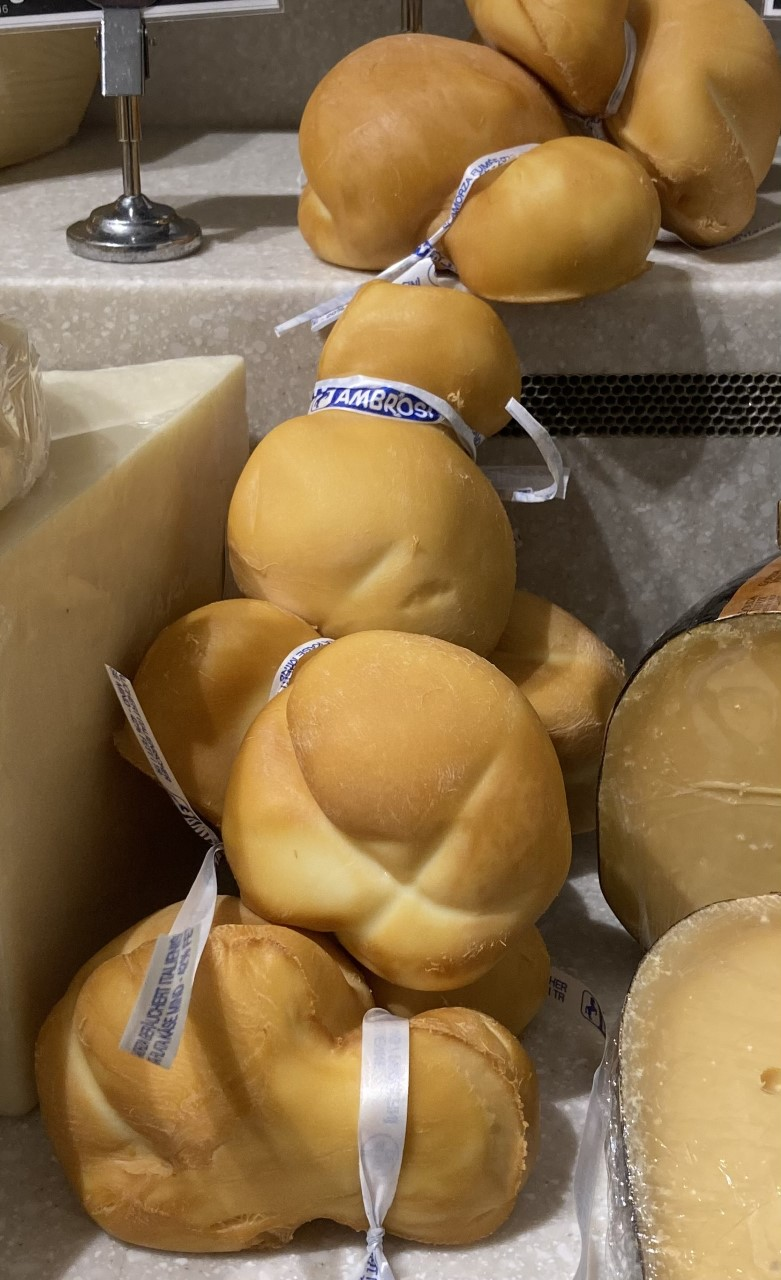
Scamorza

- Mozzarella
- Parmigiano Reggiano
- Pecorino
- Gorgonzola
- Burrata
- Ricotta
- Grana Padano
- Taleggio
- Fontina
- Provolone
- Mascarpone
- Scamorza

### Poisson et fruits de mer
- Acciughe fritte in pastella, Acciughe in carpione, Acquadella o latterino fritto, Agghiotta di pesce spada, Anguilla marinata
- Baccalà alla vicentina, Baccalà mantecato, Baccalà alla lucana, Branzino al sale, Brodetto di arselle, Burrida
- Cacciucco, Calamaretti fritti, Calamari in zimino, Calamari ripieni, Capesante alla veneziana, Cappon magro, Carpaccio di pesce, Cartoccio di pesce spada, Colatura di alici di Cetara, Cozze alla tarantina, Cozze fritte alla viareggina, Cozze ripiene
- Filetti di Baccalà, Filetti di orata al cartoccio, fritto misto, Frittata di bianchetti, Frittura mista di pesce
- Grancevola alla Veneziana
- Impanata di pesce spada, Involtini di pesce
- Missultin e Polenta, Moscardini lessati alla genovese, Murena fritta
- Nasello al forno
- Orata arrosto, Orata al forno, Orata al finocchio
- Pepata di cozze, Pesce a scabecciu, Pesce al cartoccio, Pesce alla pizzaiola, Pesce spada alla siciliana, Pesce spada arrosto in salmoriglio, Polpettine di mare
- Sarde a beccafico, Sarde arraganate (Sarde con origano e pane), Sarde grigliate, Sarde ripiene, Sarde Sfiziose Panate, Sarde in saor, Sbroscia bolsenese, Scampi a zuppetta, Scampi gratinati, Seppie col nero alla veneziana, Seppie con i piselli, Seppie ripiene, Seppioline in umido, Sogliole alla mugnaia, Spiedini ai frutti di mare, Spiedini di alici, Spiedini di anguilla, Stoccafisso alla genovese, Stoccafisso alla ligure
- Tonno sott’olio, Tortiera di cozze, Triglie alla livornese
- Zuppa di pesce, Zuppa di cozze

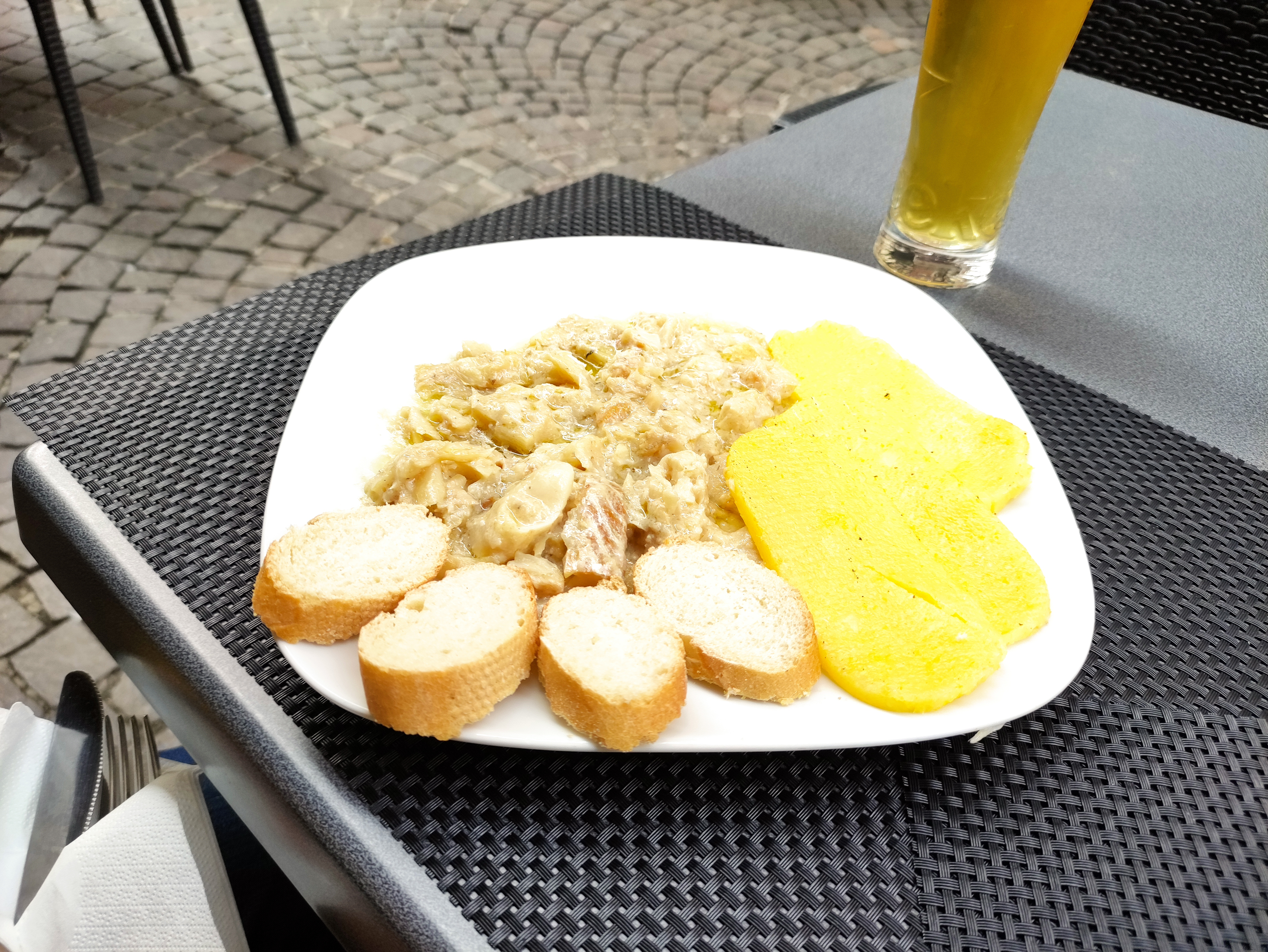
Baccalà alla vicentina
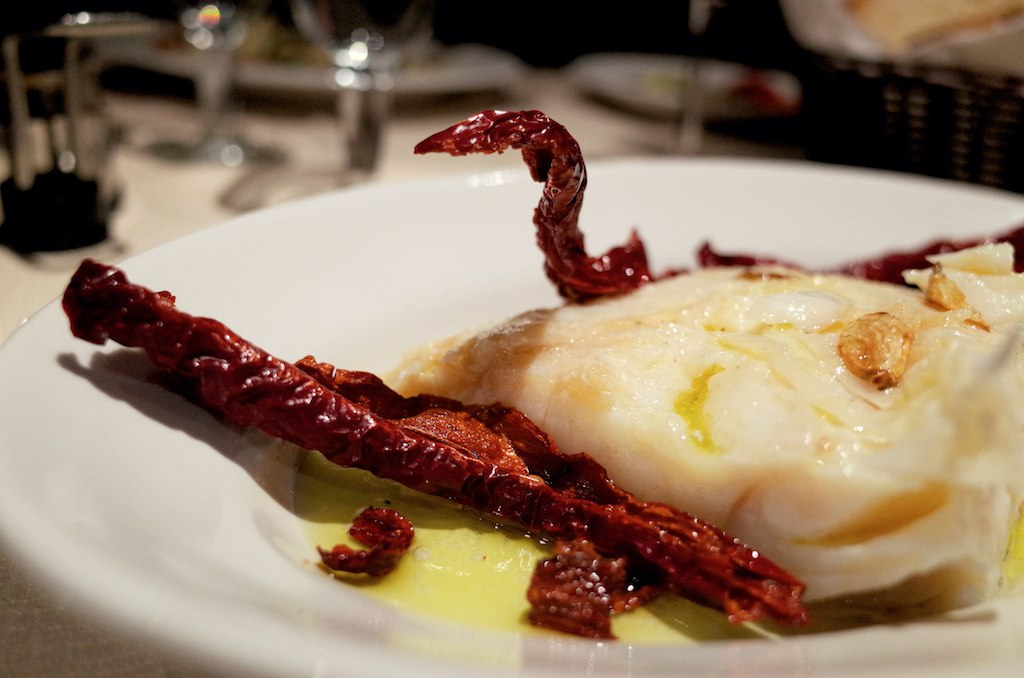
Baccalà alla lucana
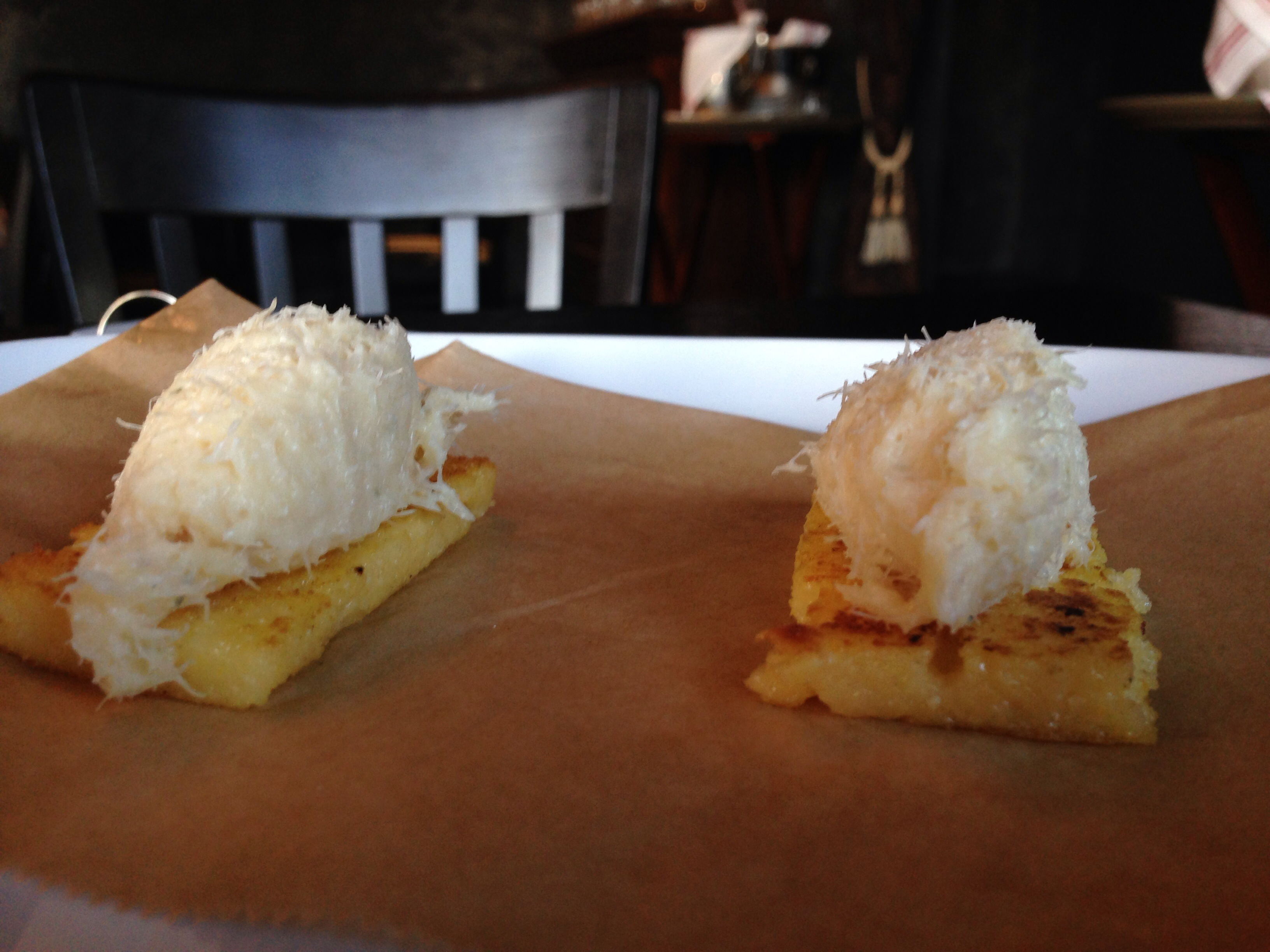
Baccalà mantecato
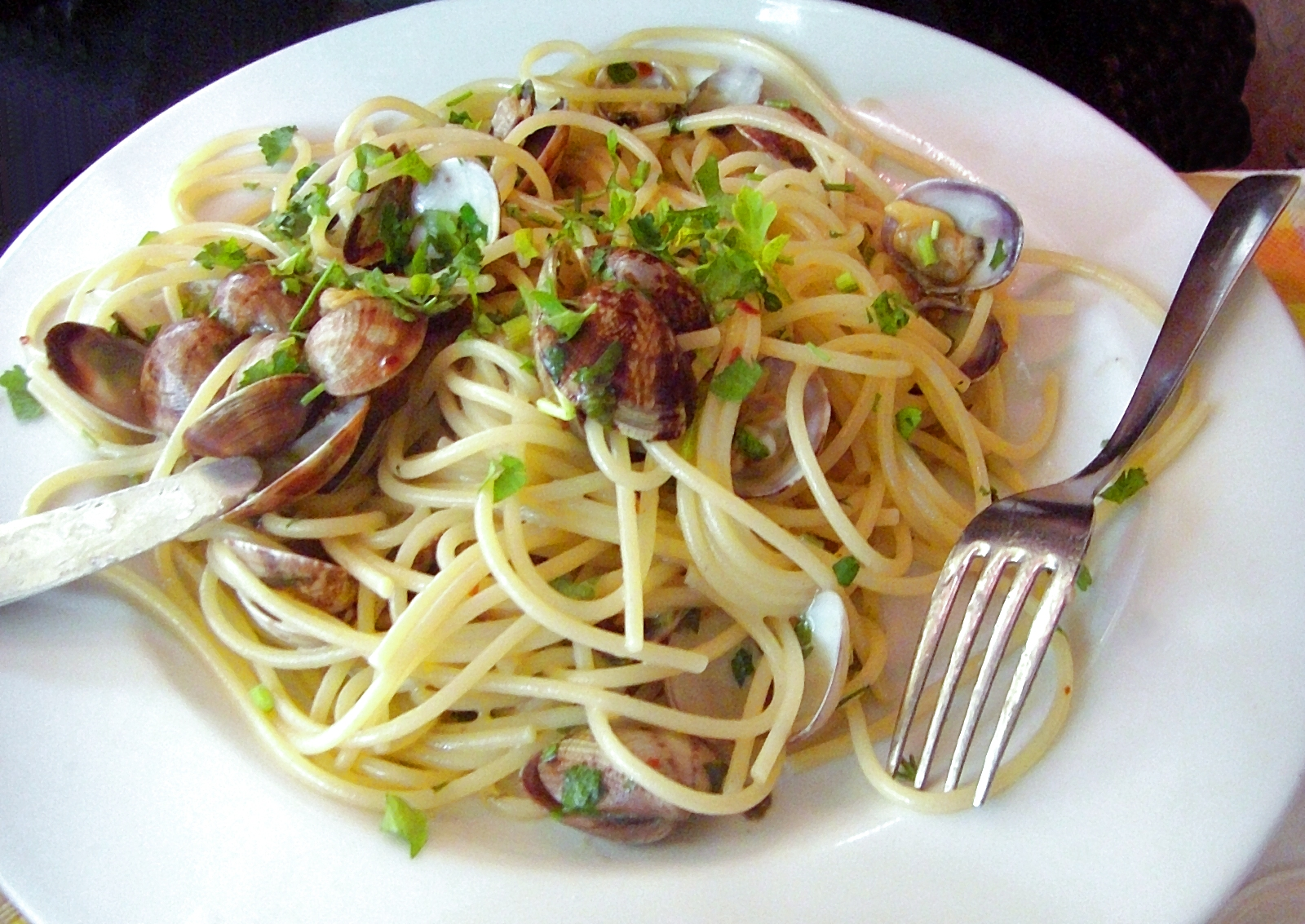
Spaghetti alle vongole (spaghettis aux palourdes)
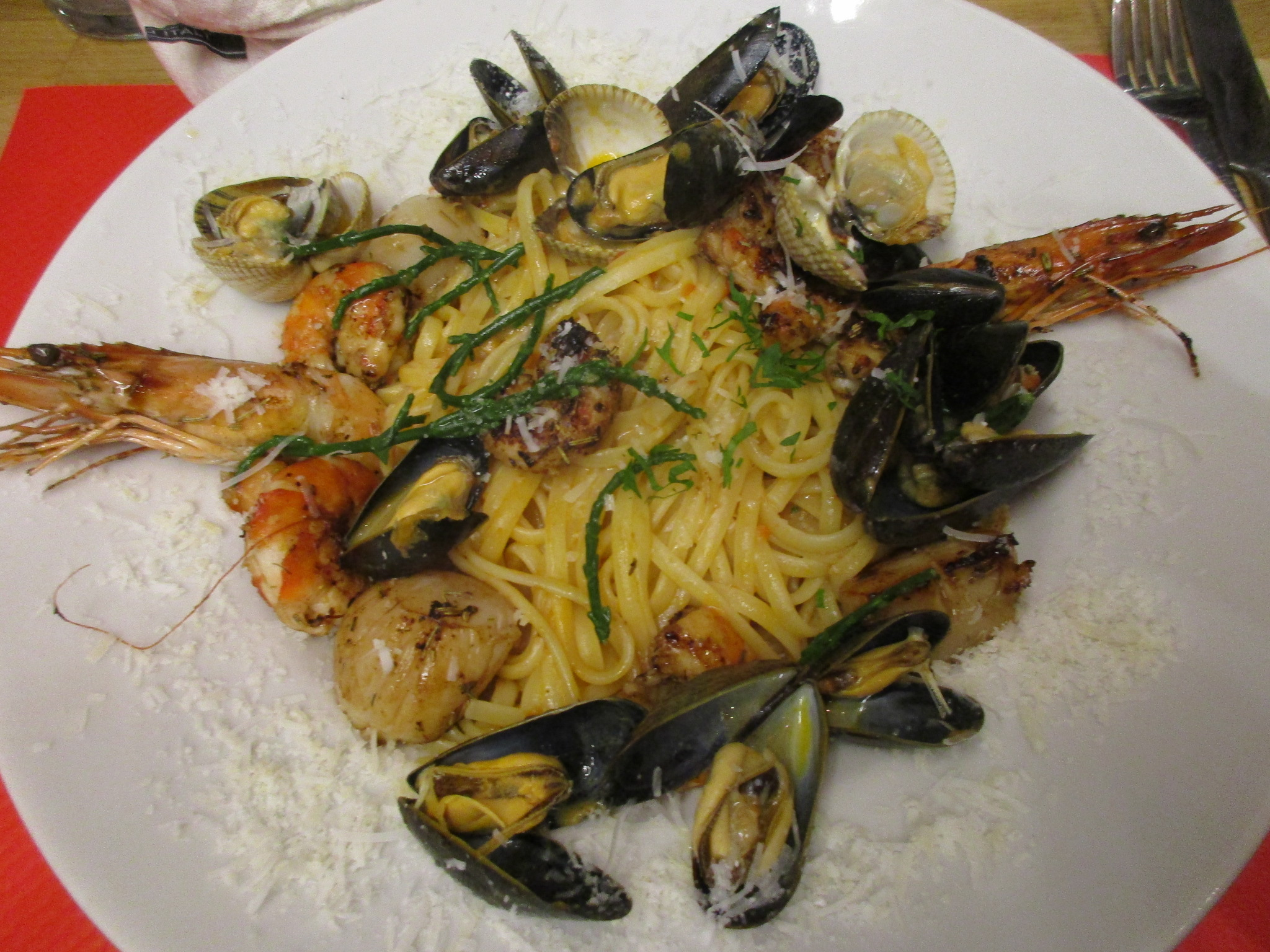
Linguine aux fruits de mer
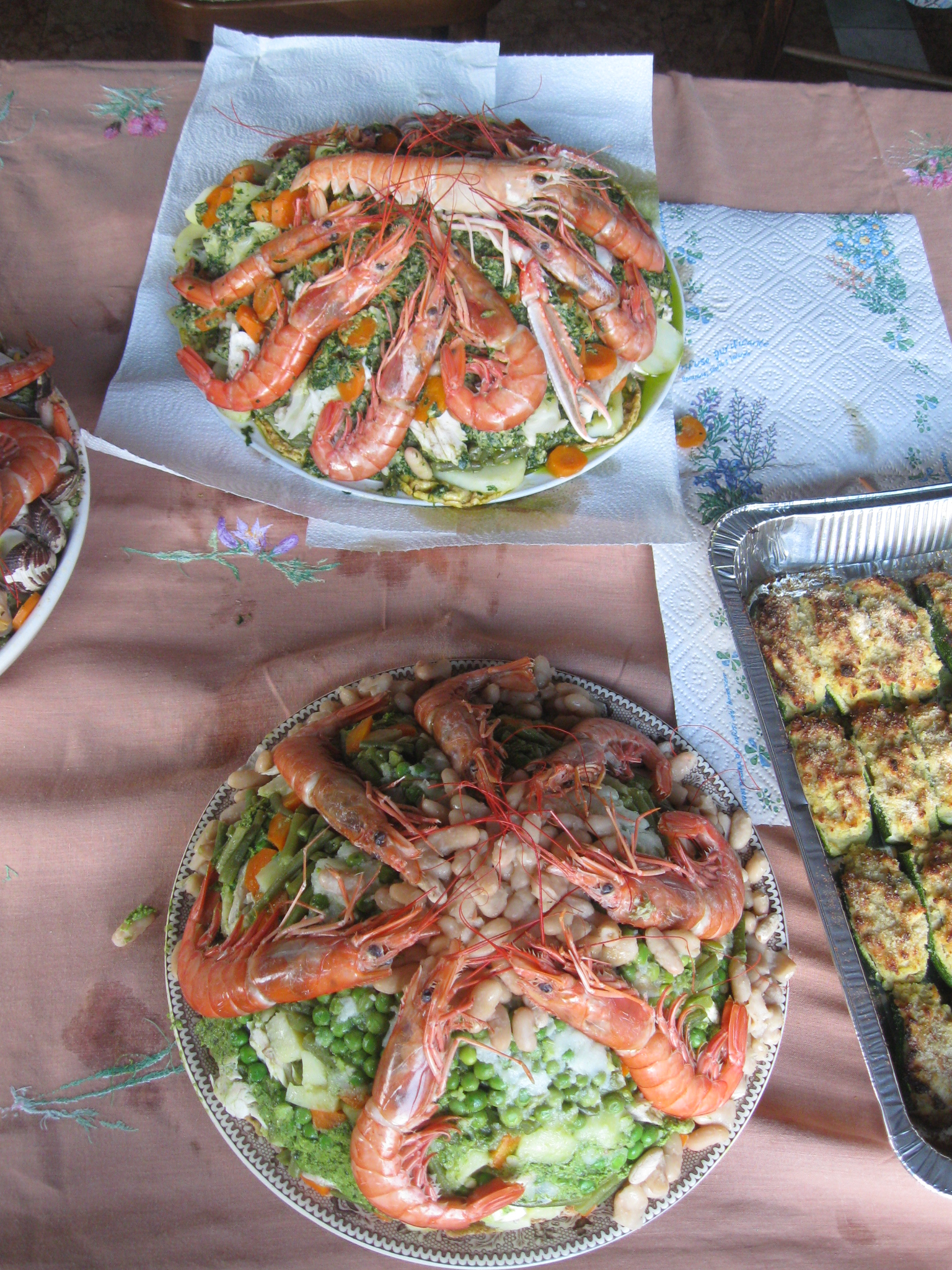
Cappon magro
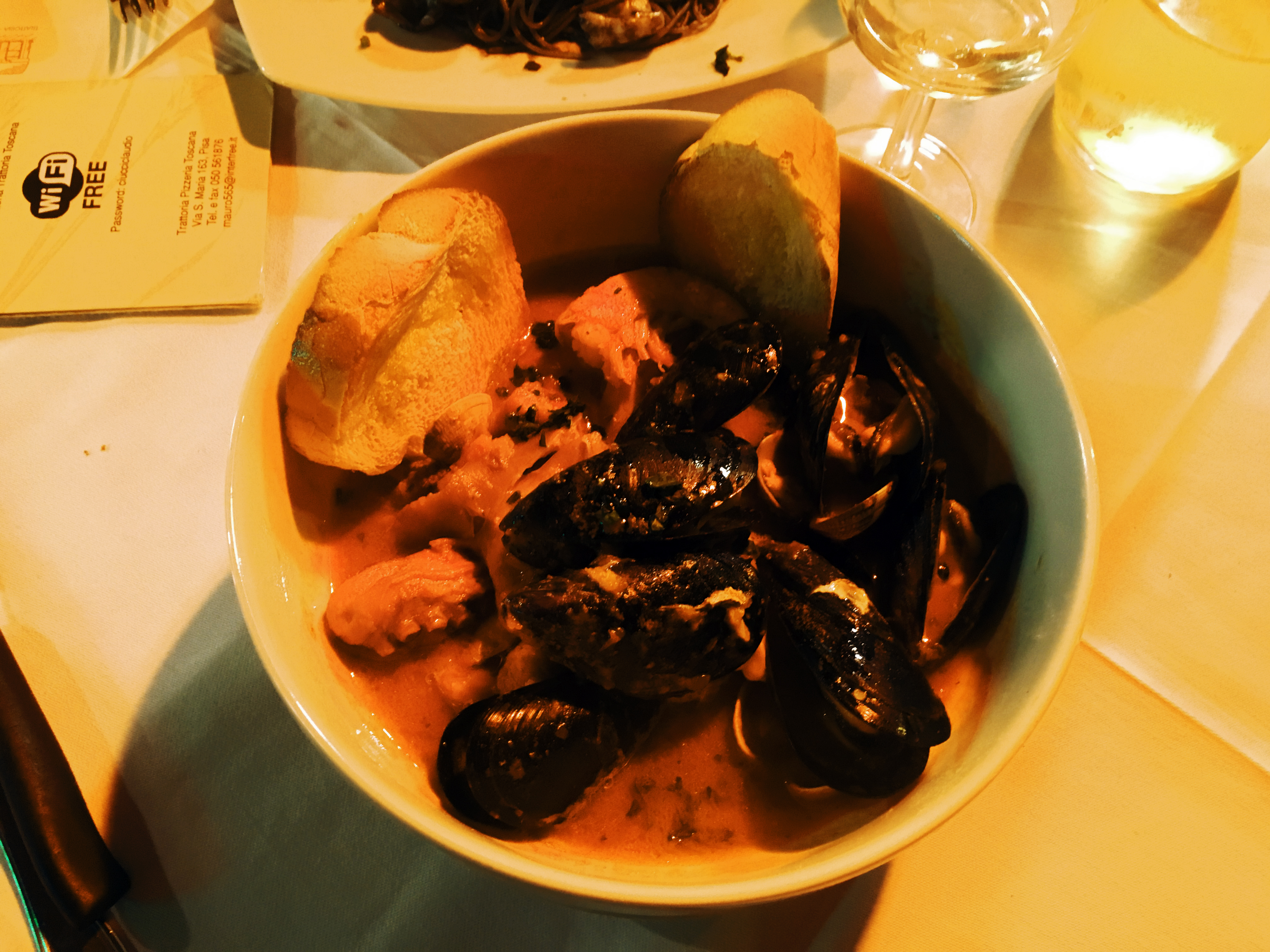
Cacciucco
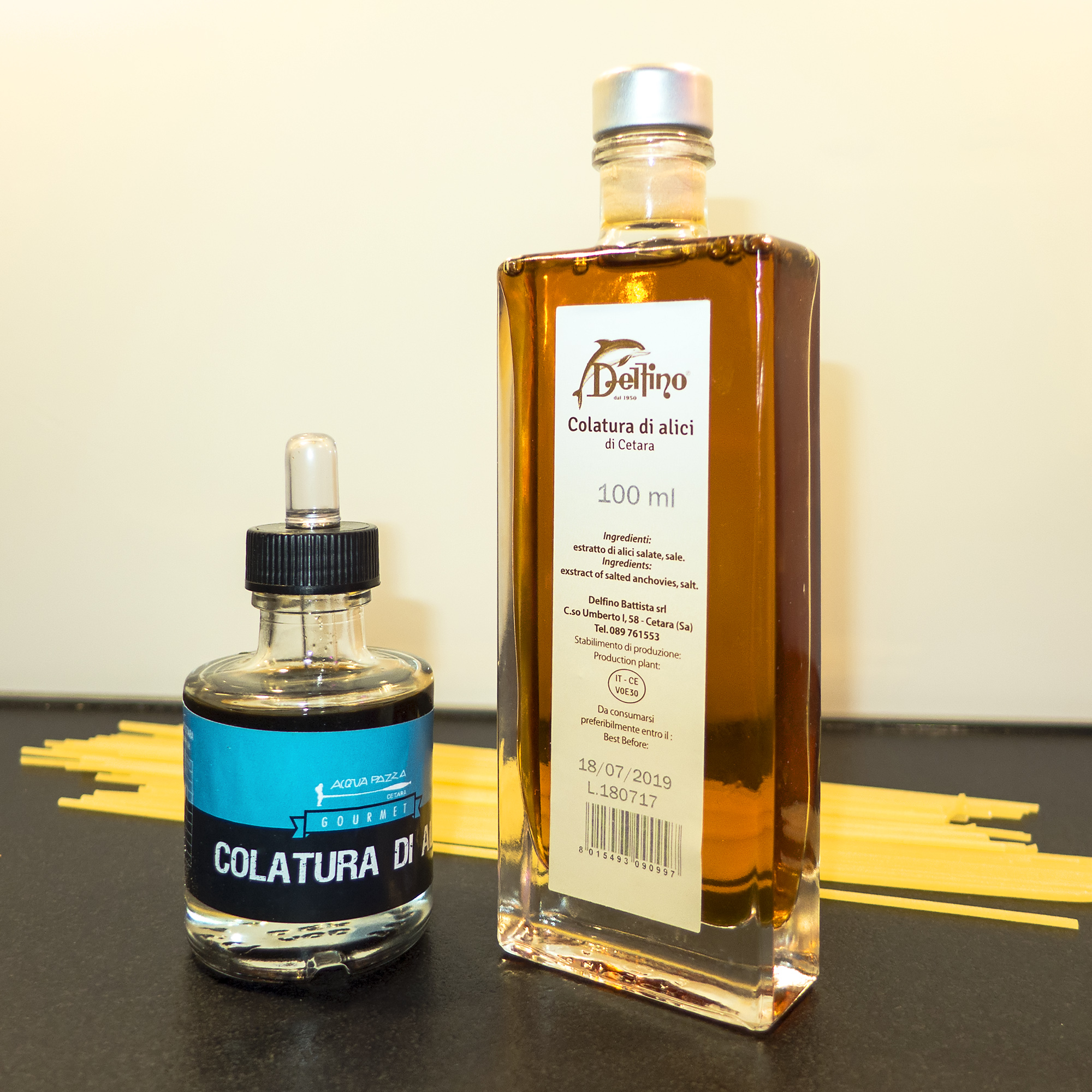
Colatura di alici
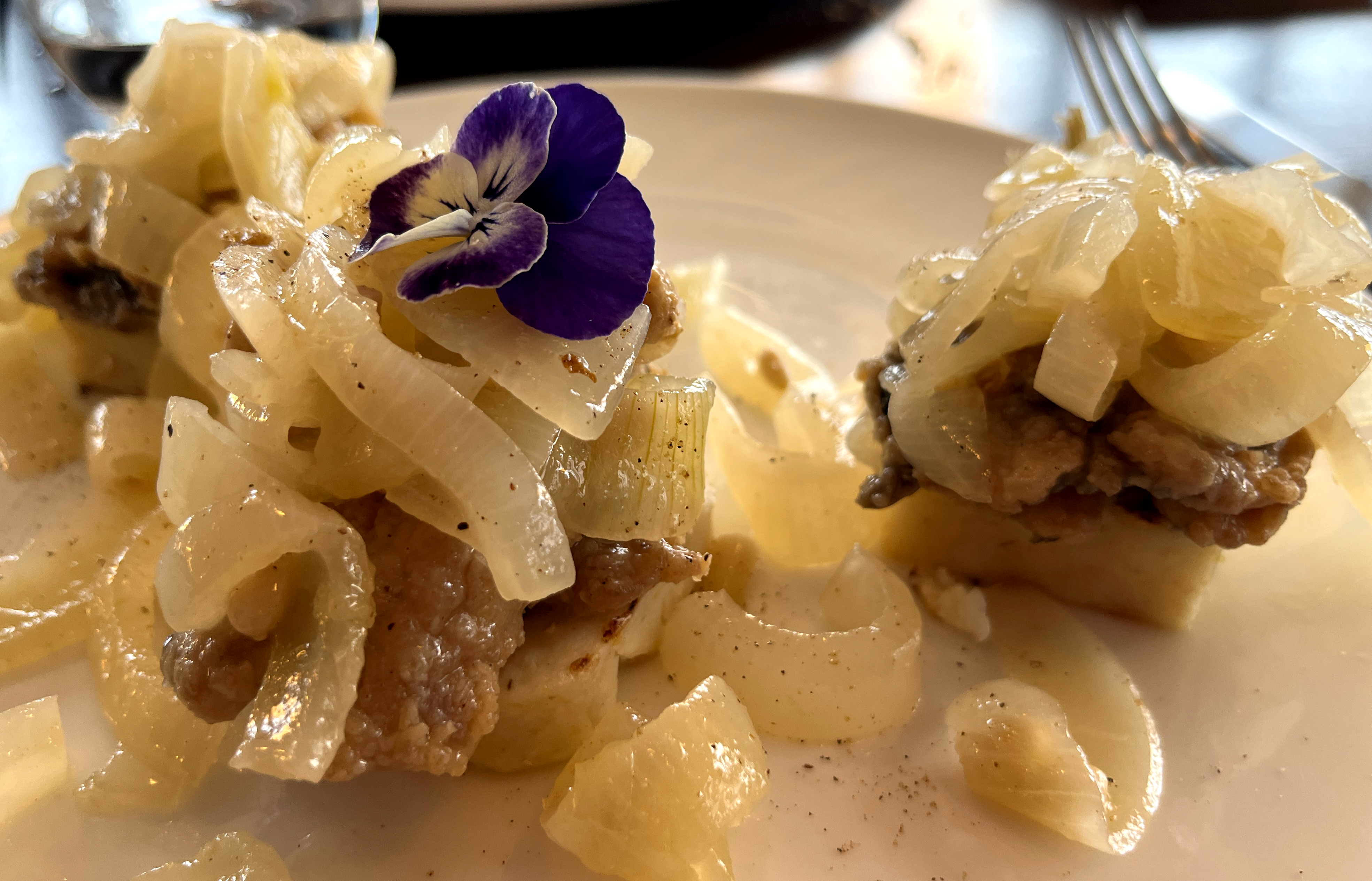
Sarde in saor

### Desserts et pâtisseries
Patisserie

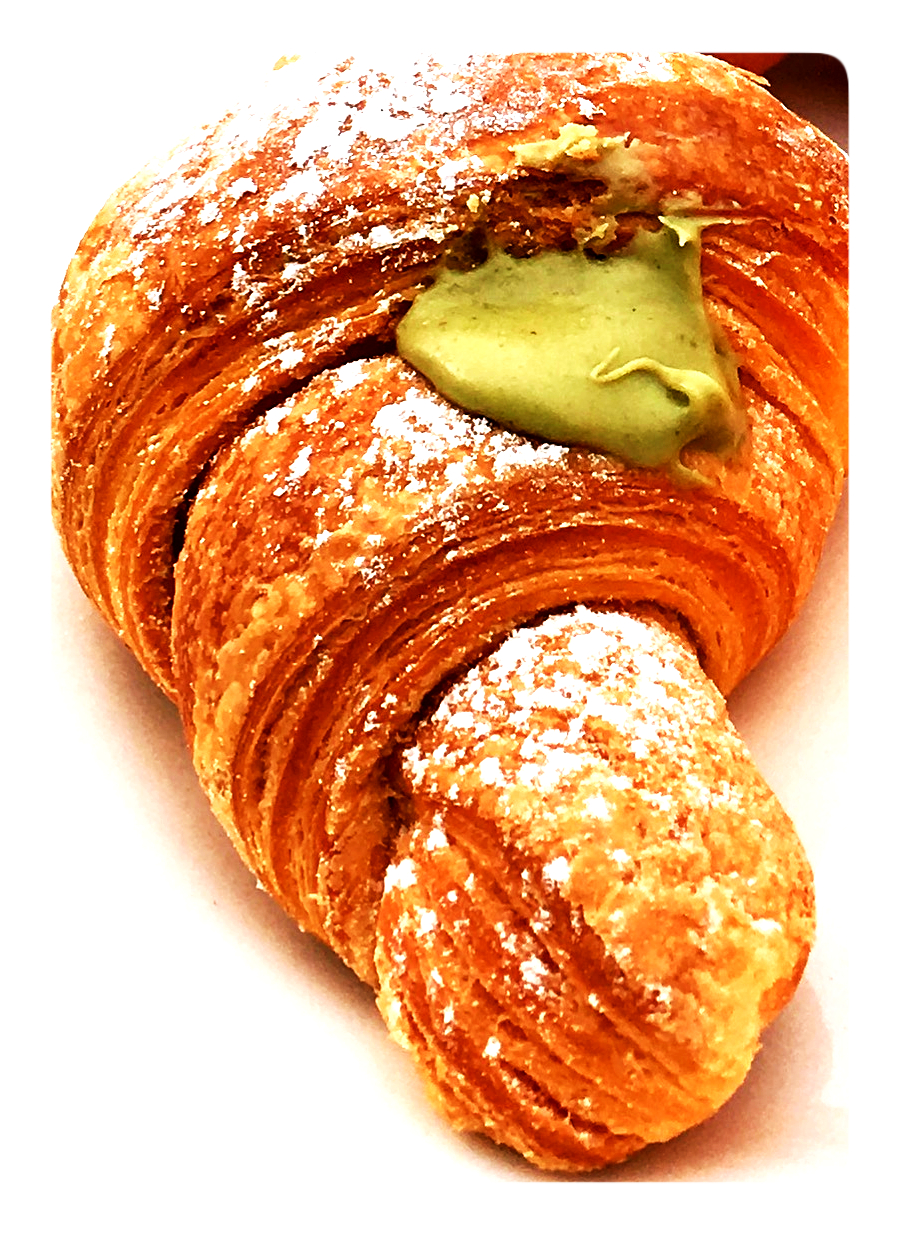
Cornetto
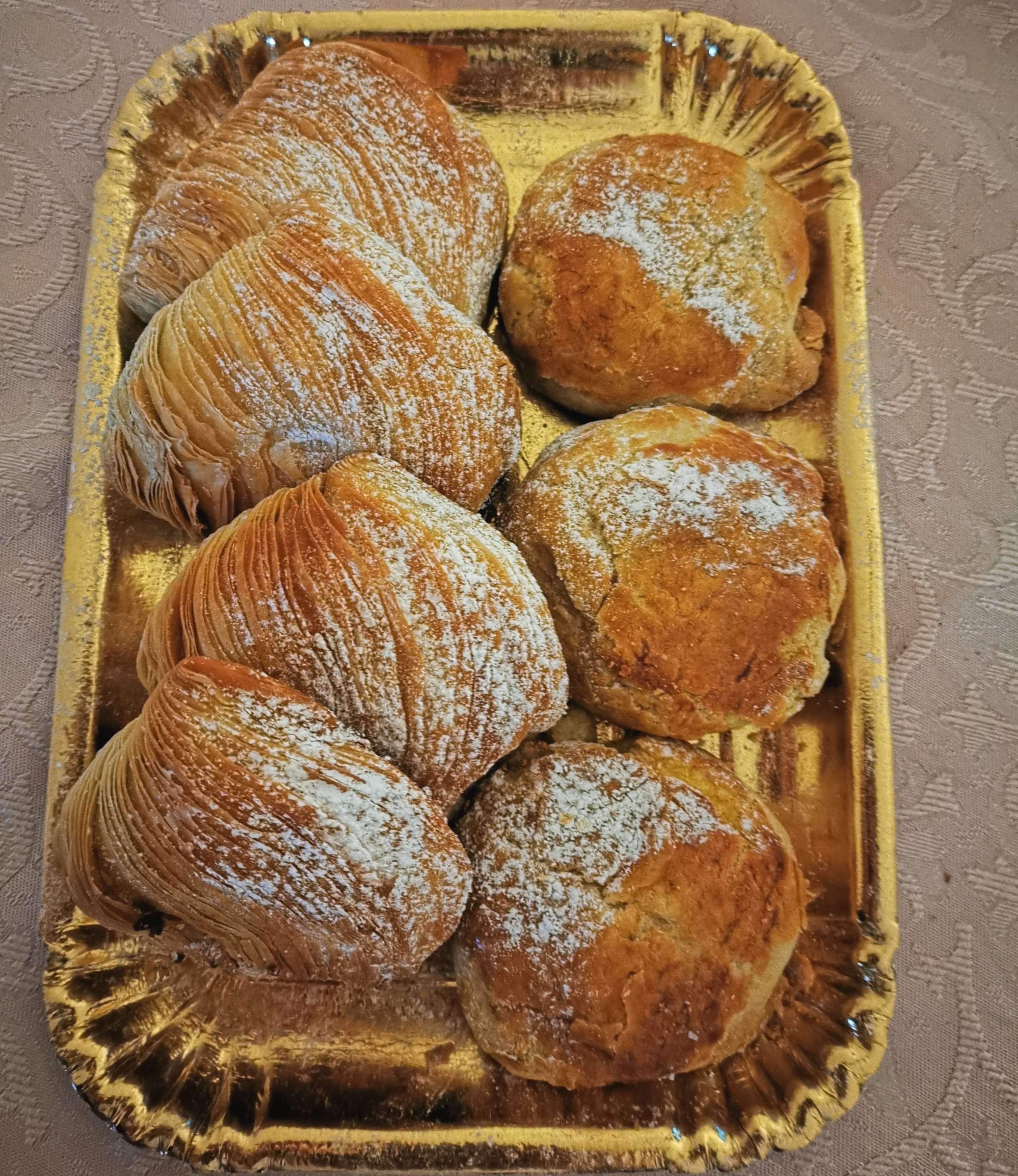
Sfogliatelle
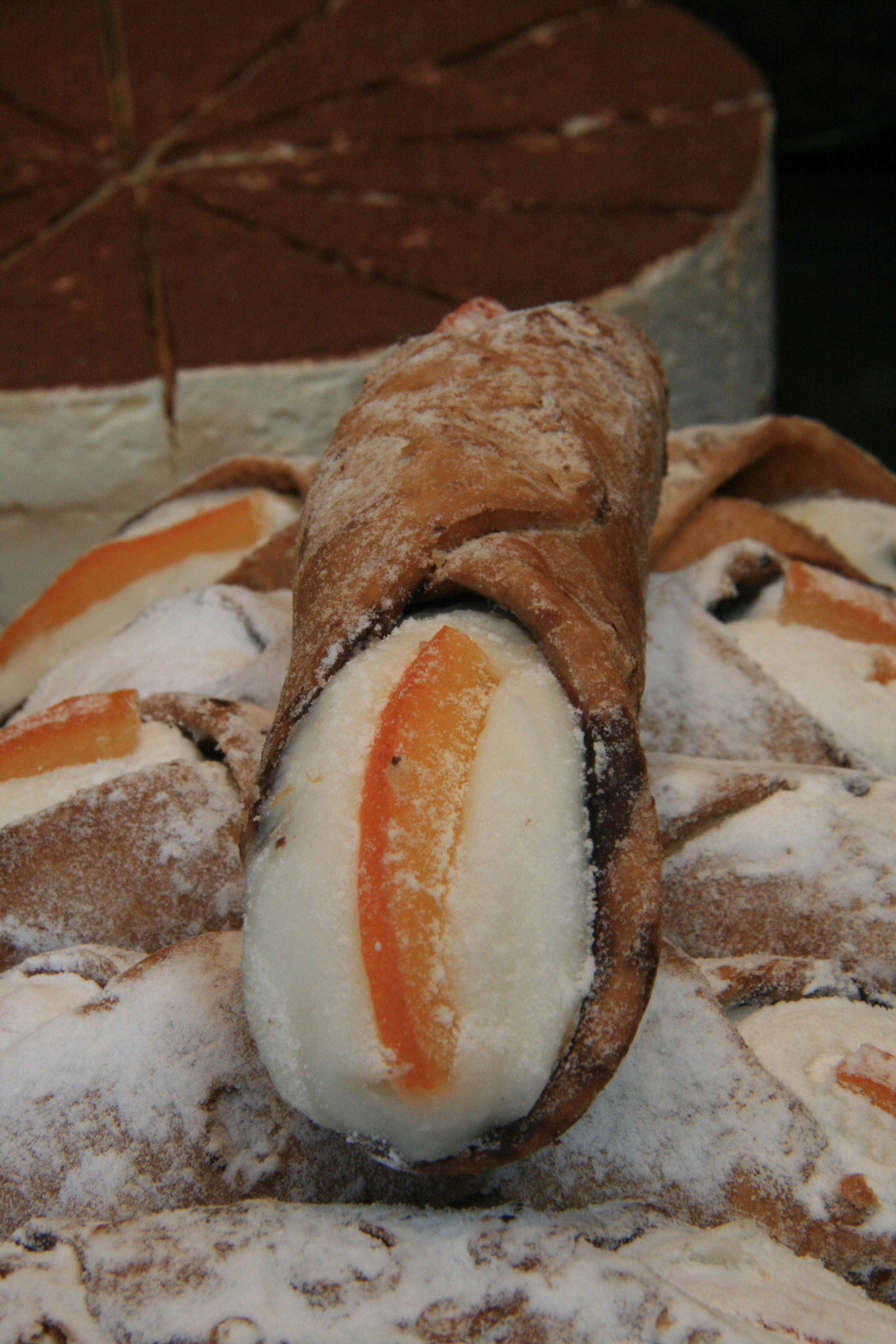
Cannoli
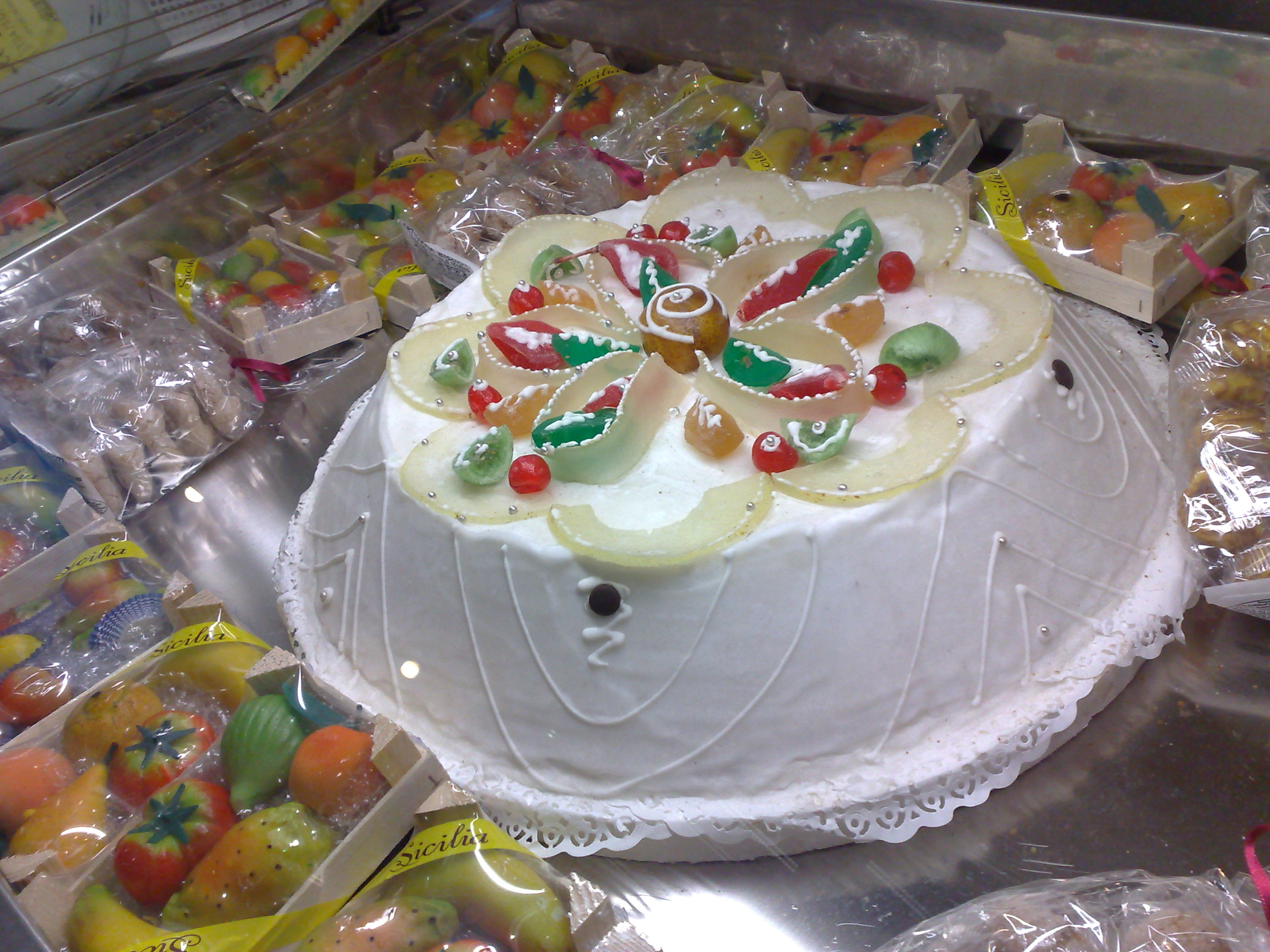
Cassata
Ciambella
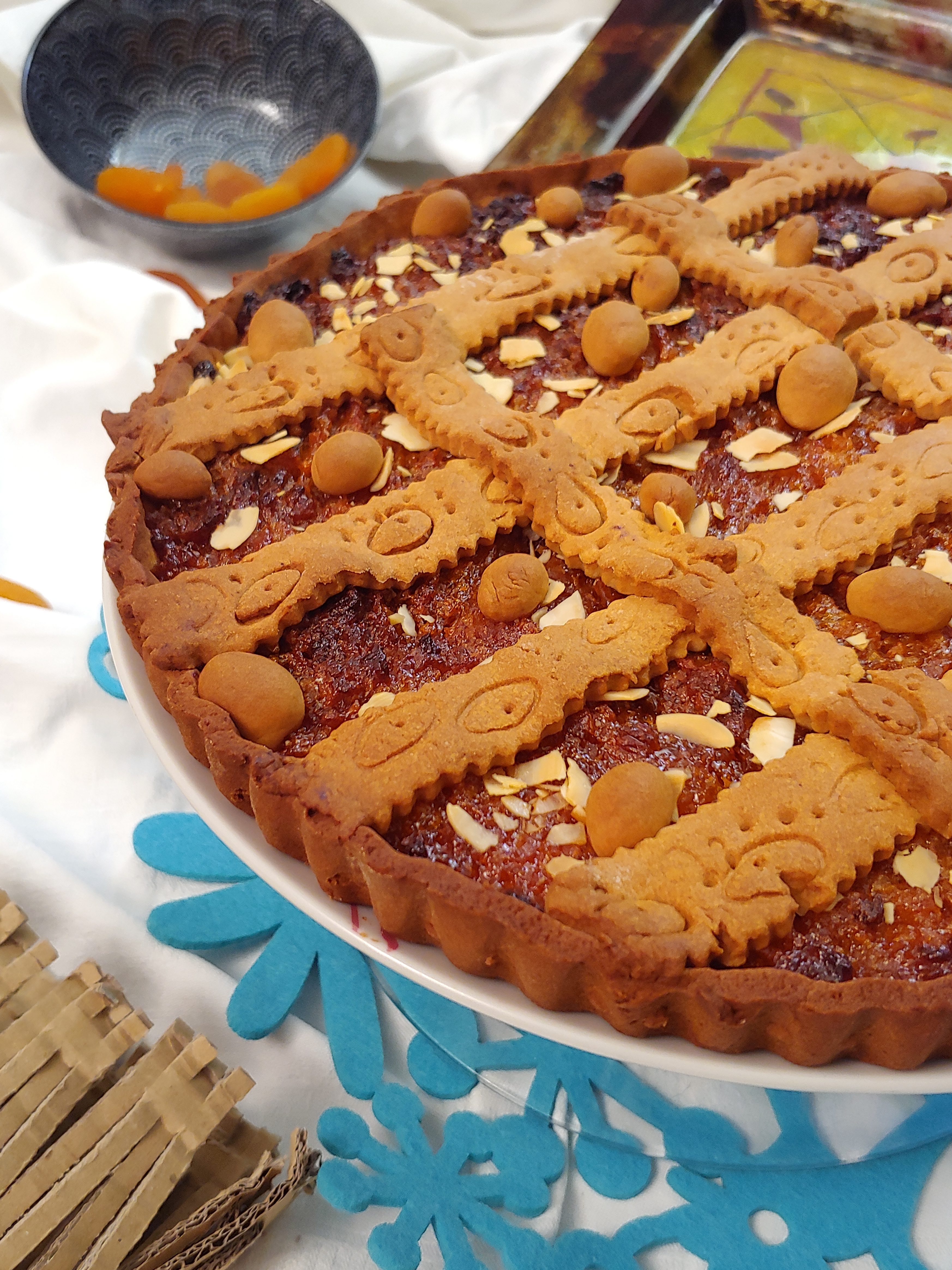
Crostata
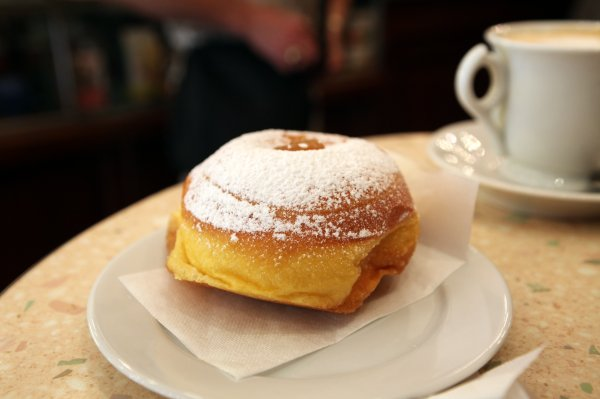
Bomboloni
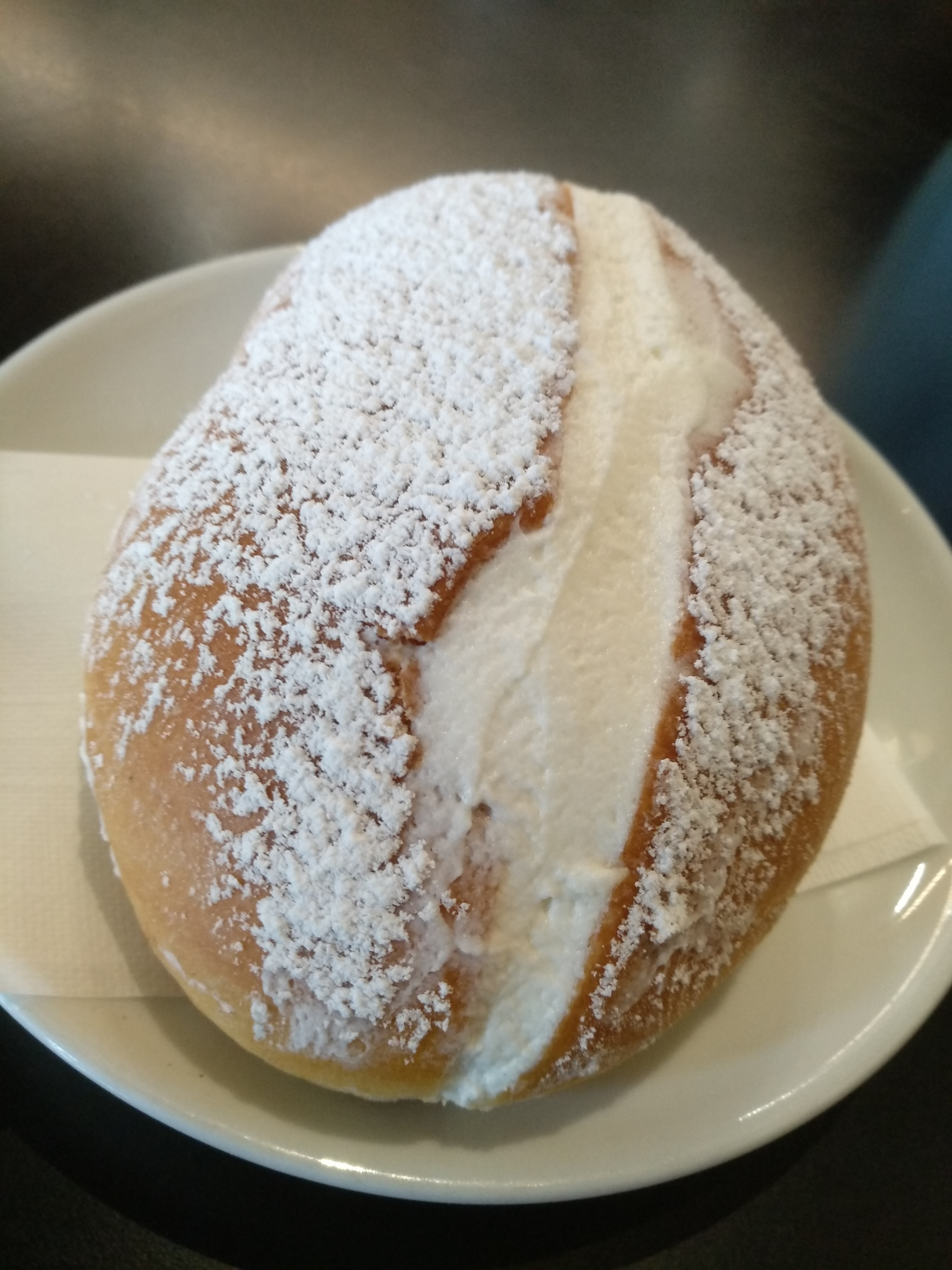
Maritozzo
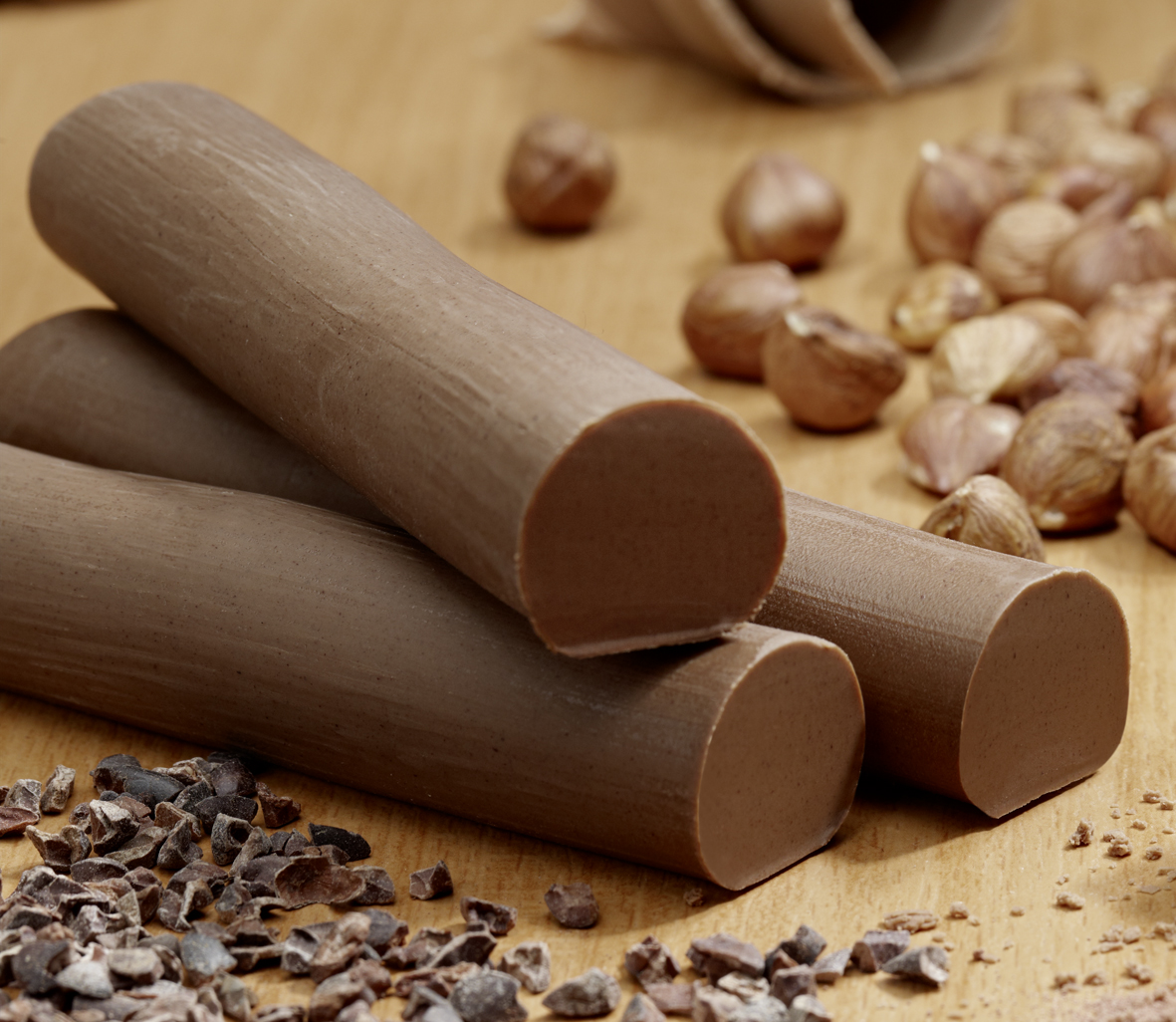
Gianduja
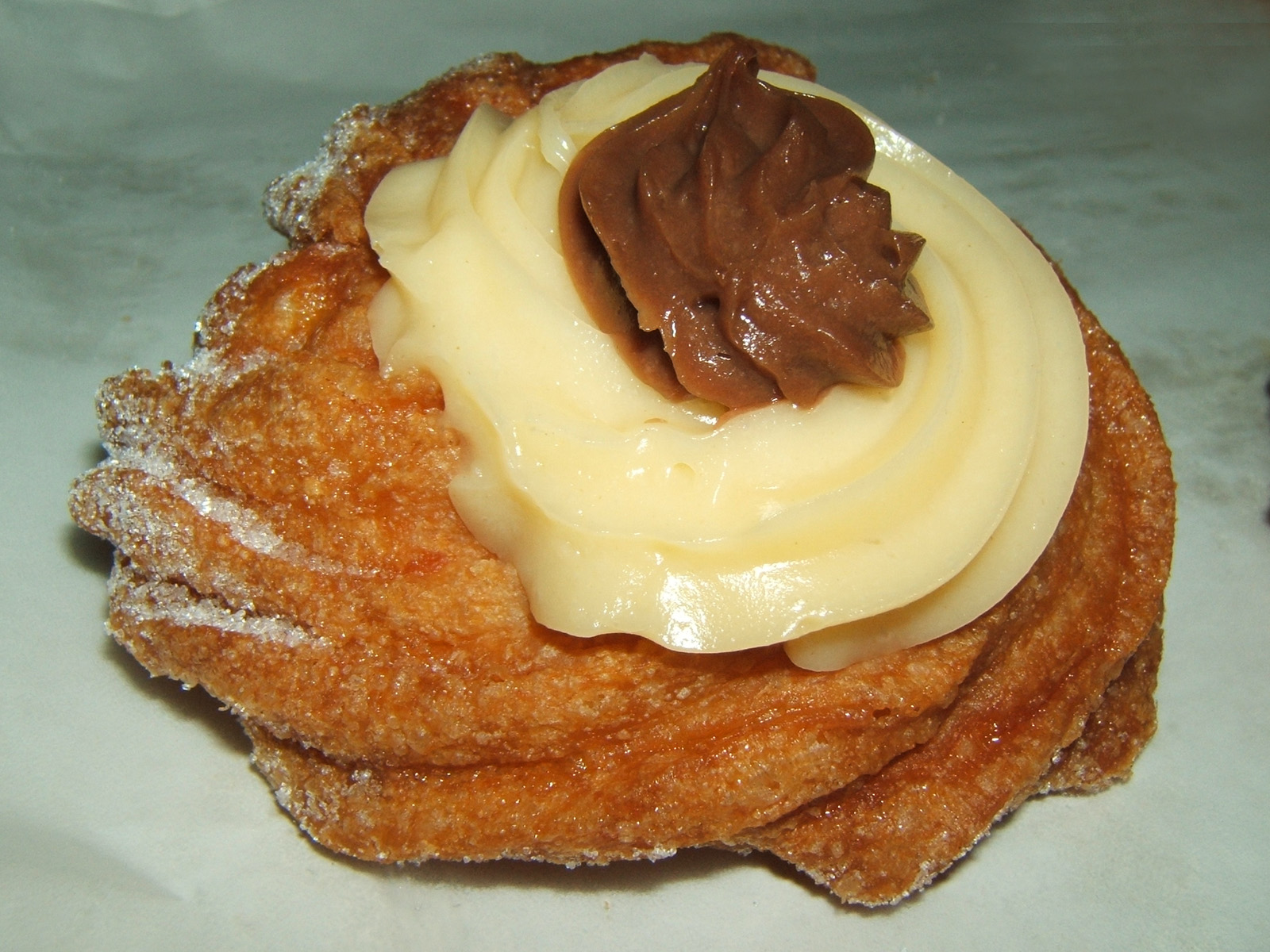
Zeppola
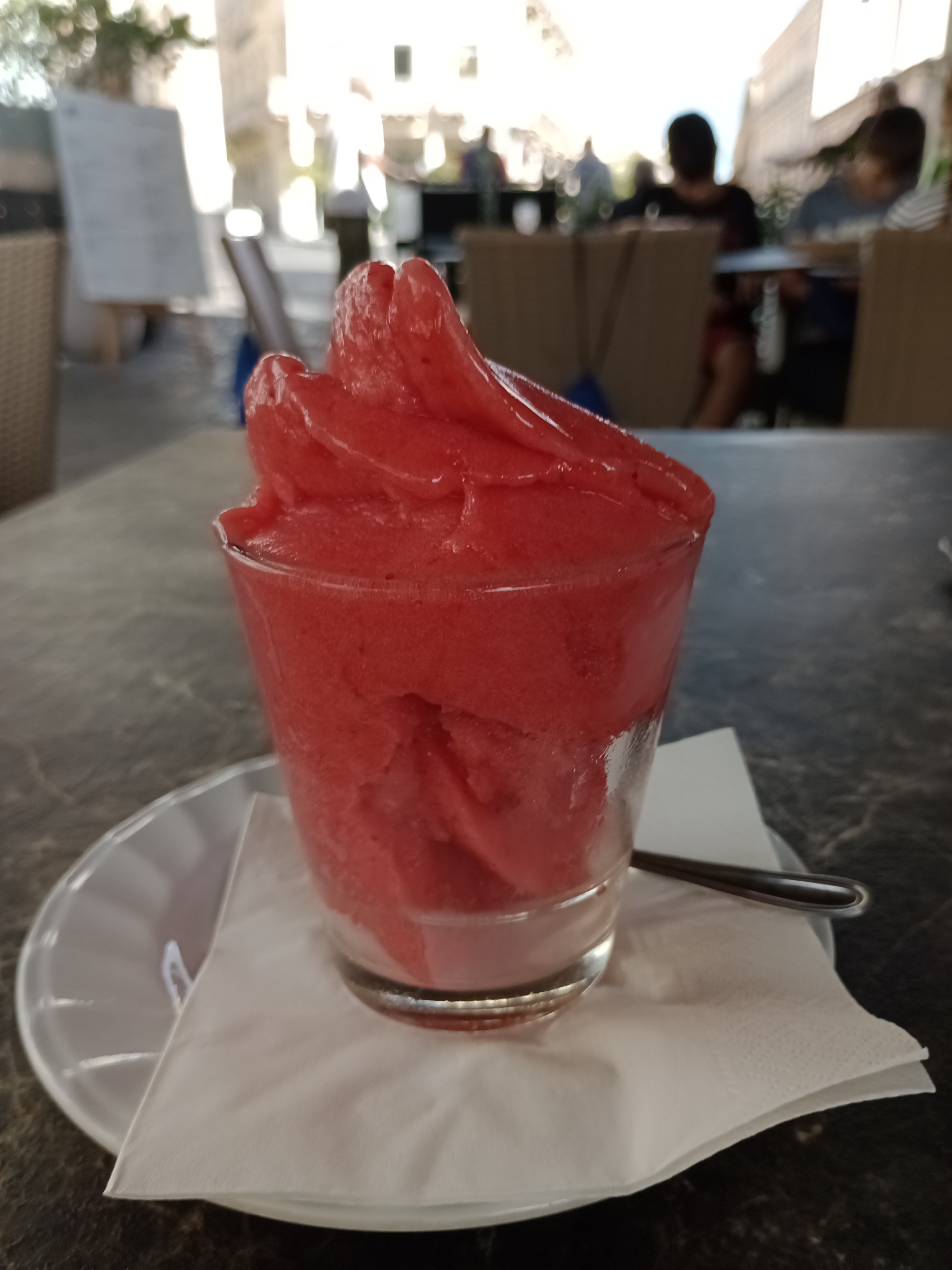
Granita

Dessert

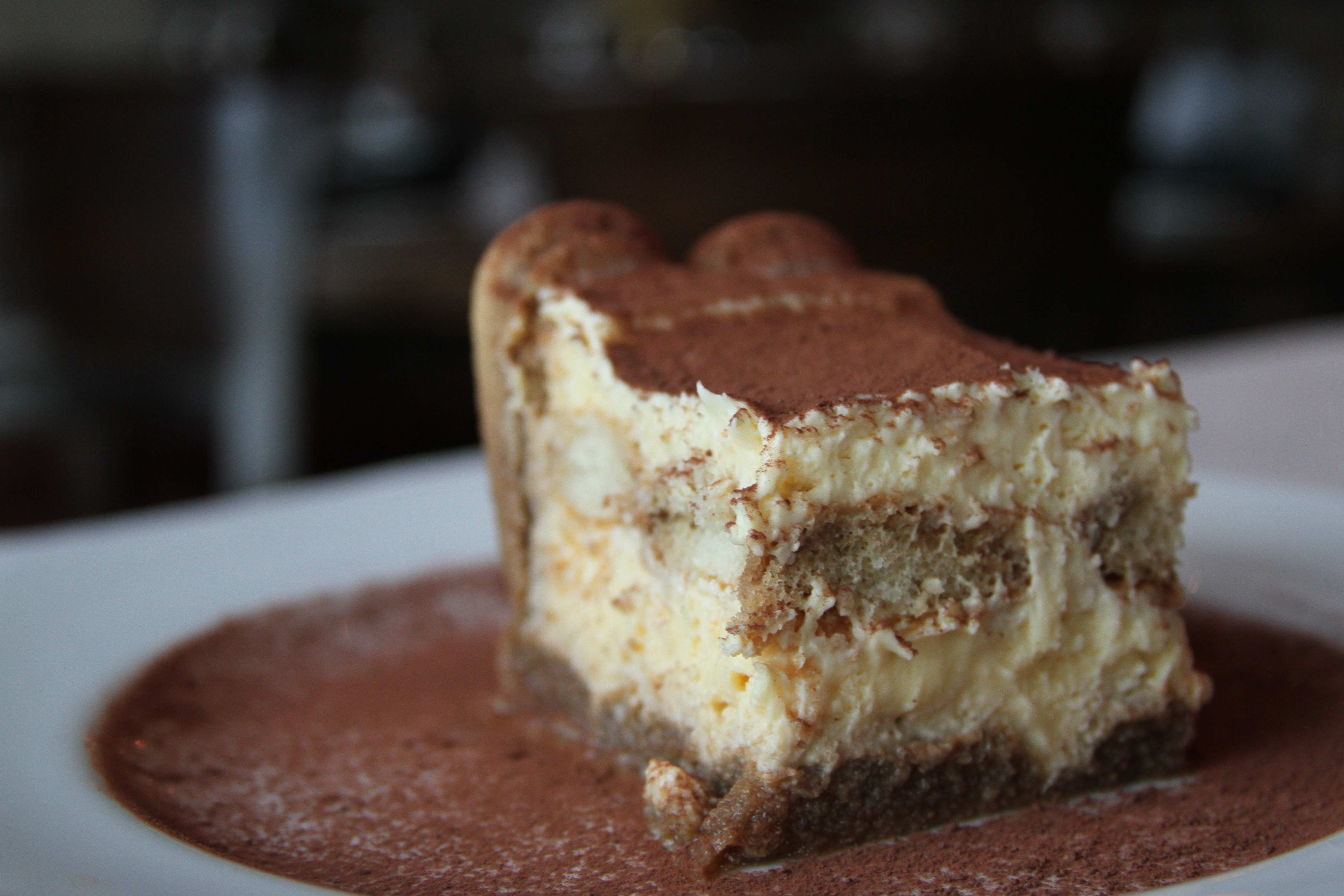
Tiramisu
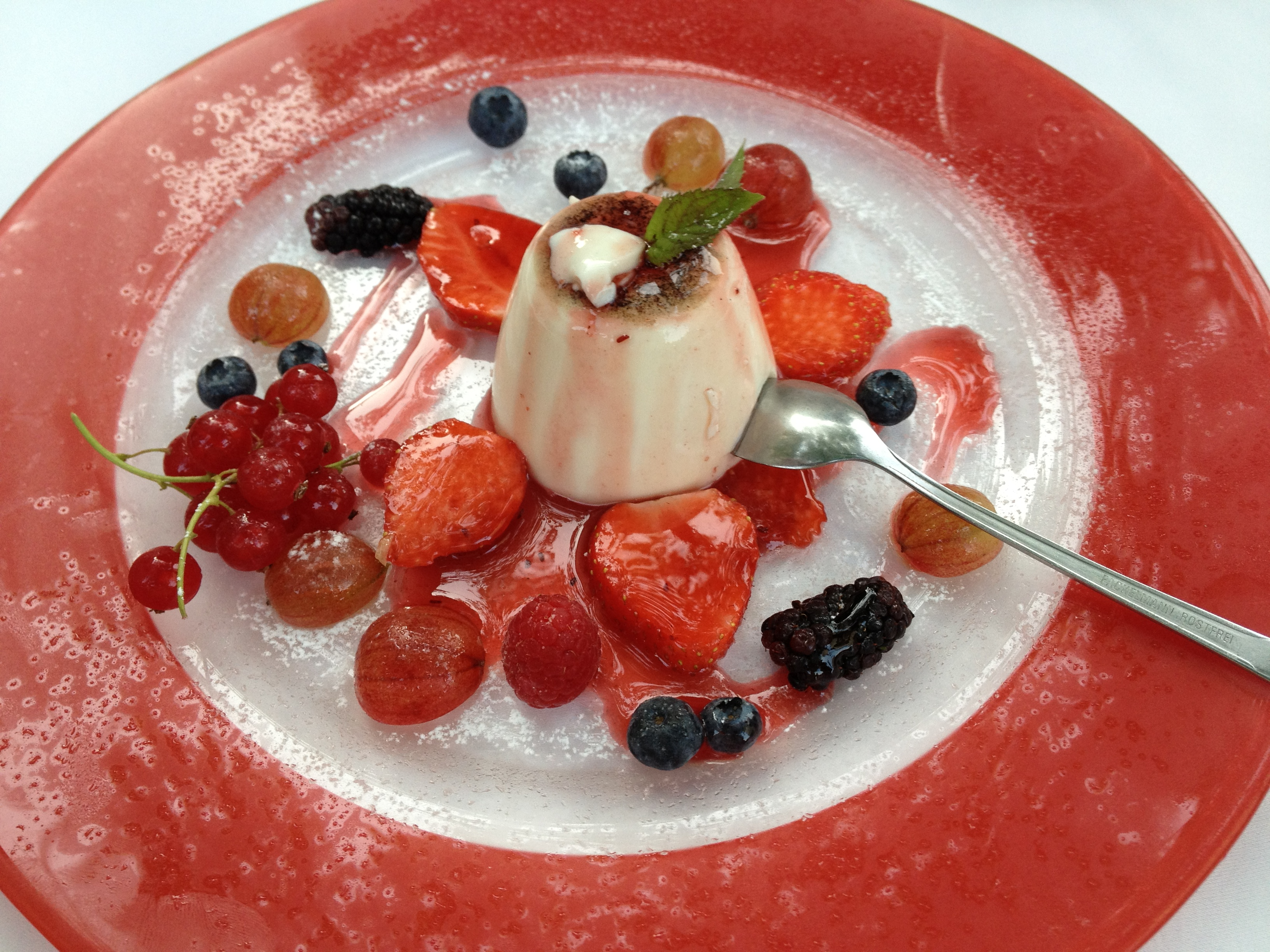
Panna cotta
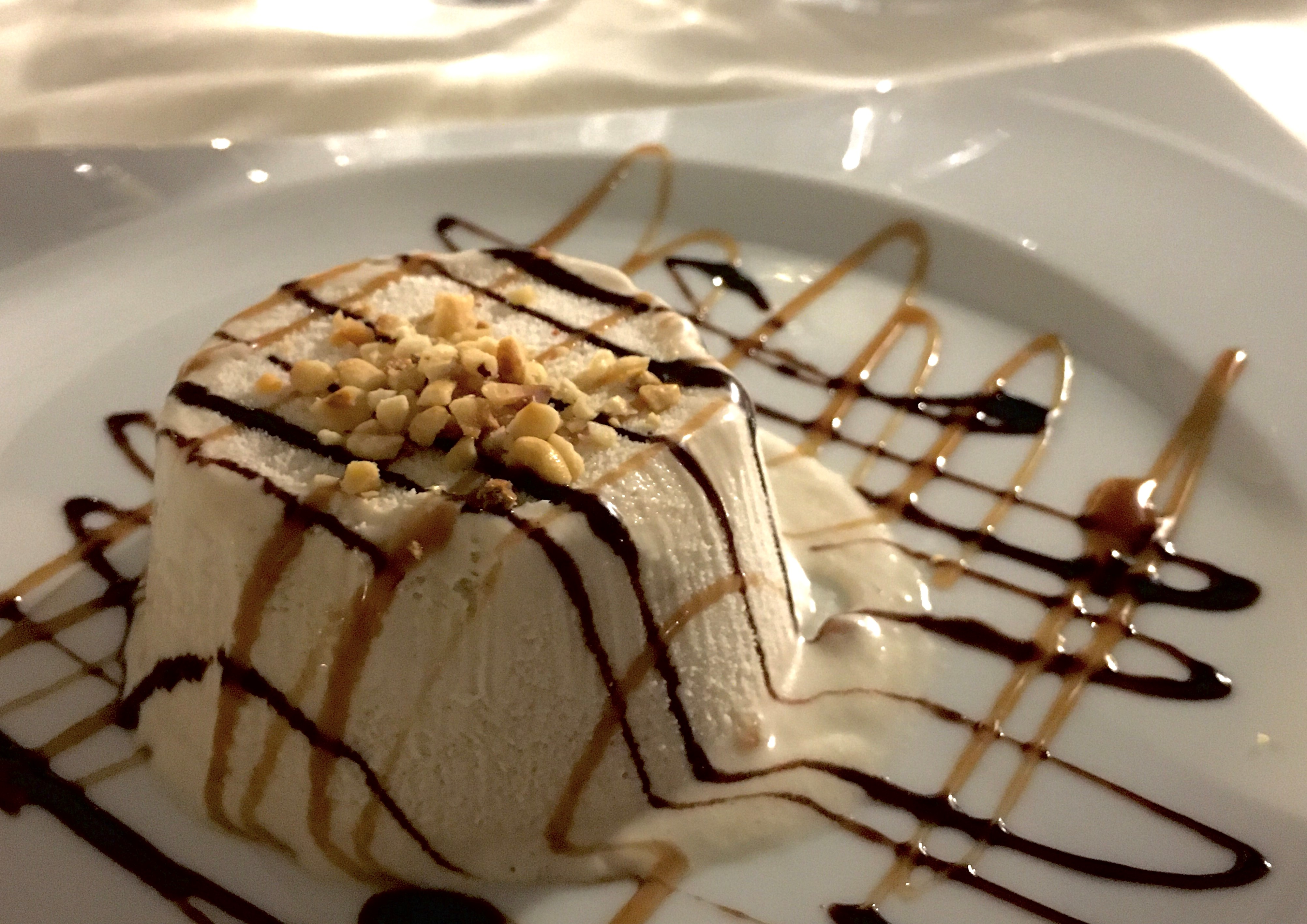
Semifreddo
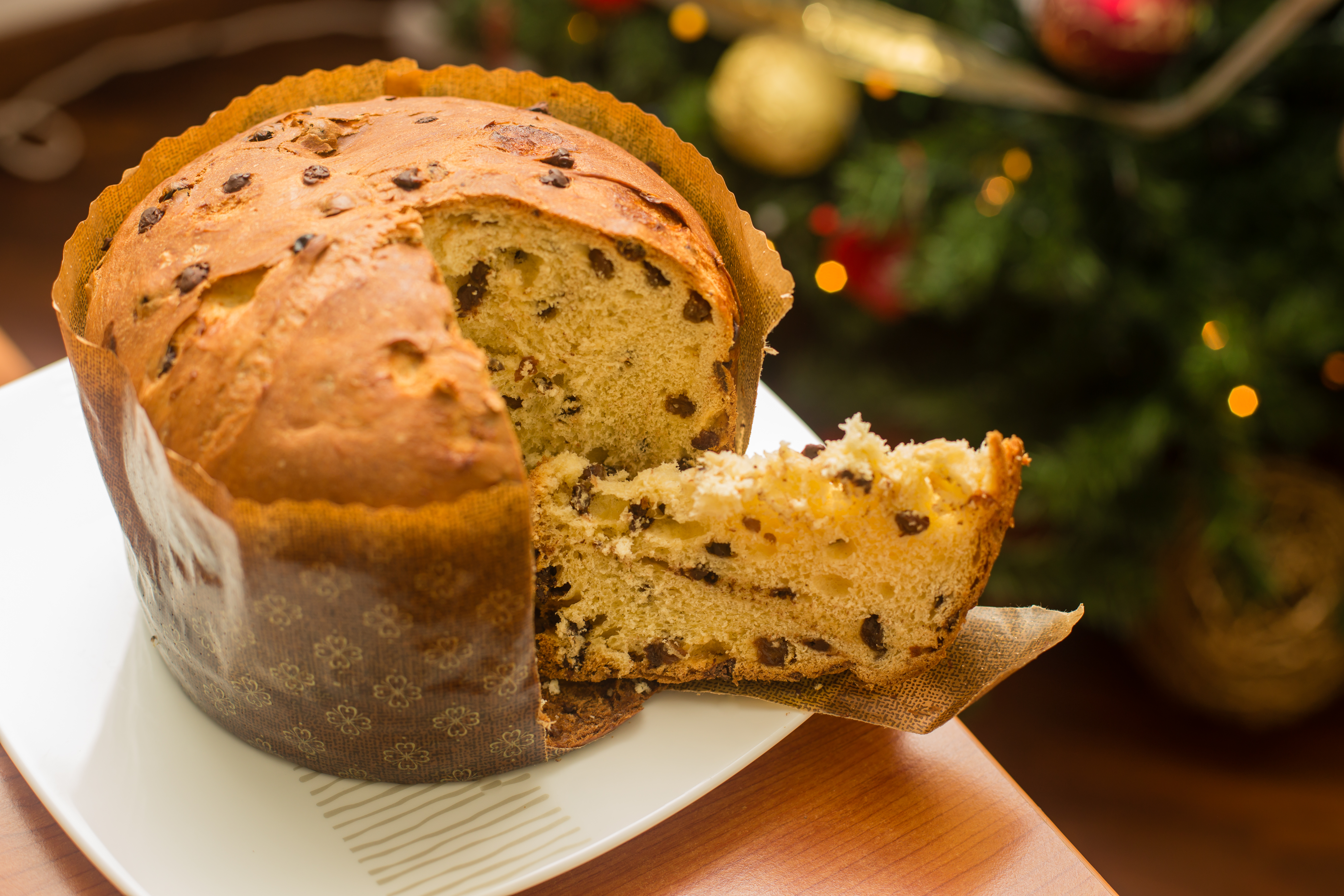
Panettone
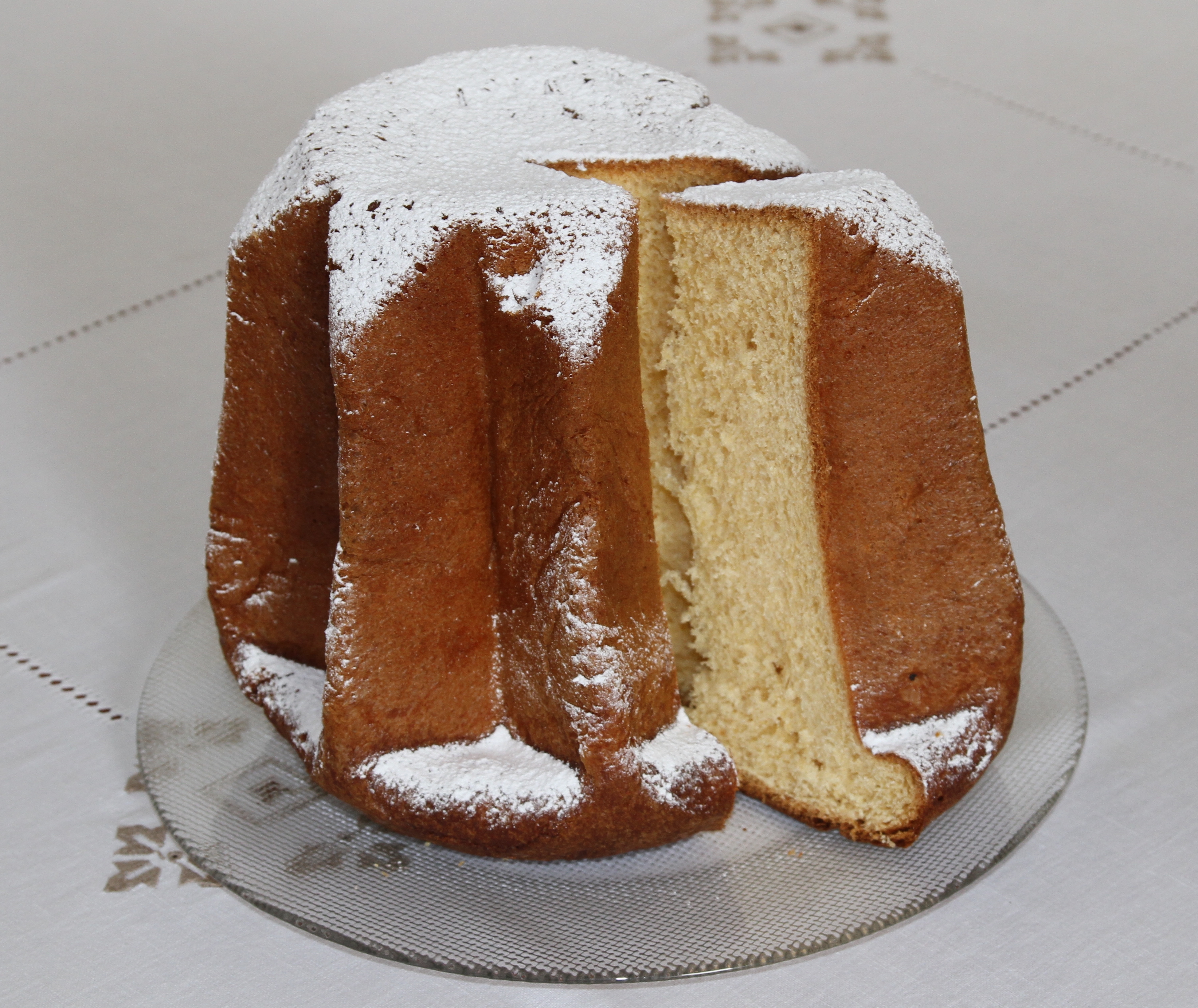
Pandoro
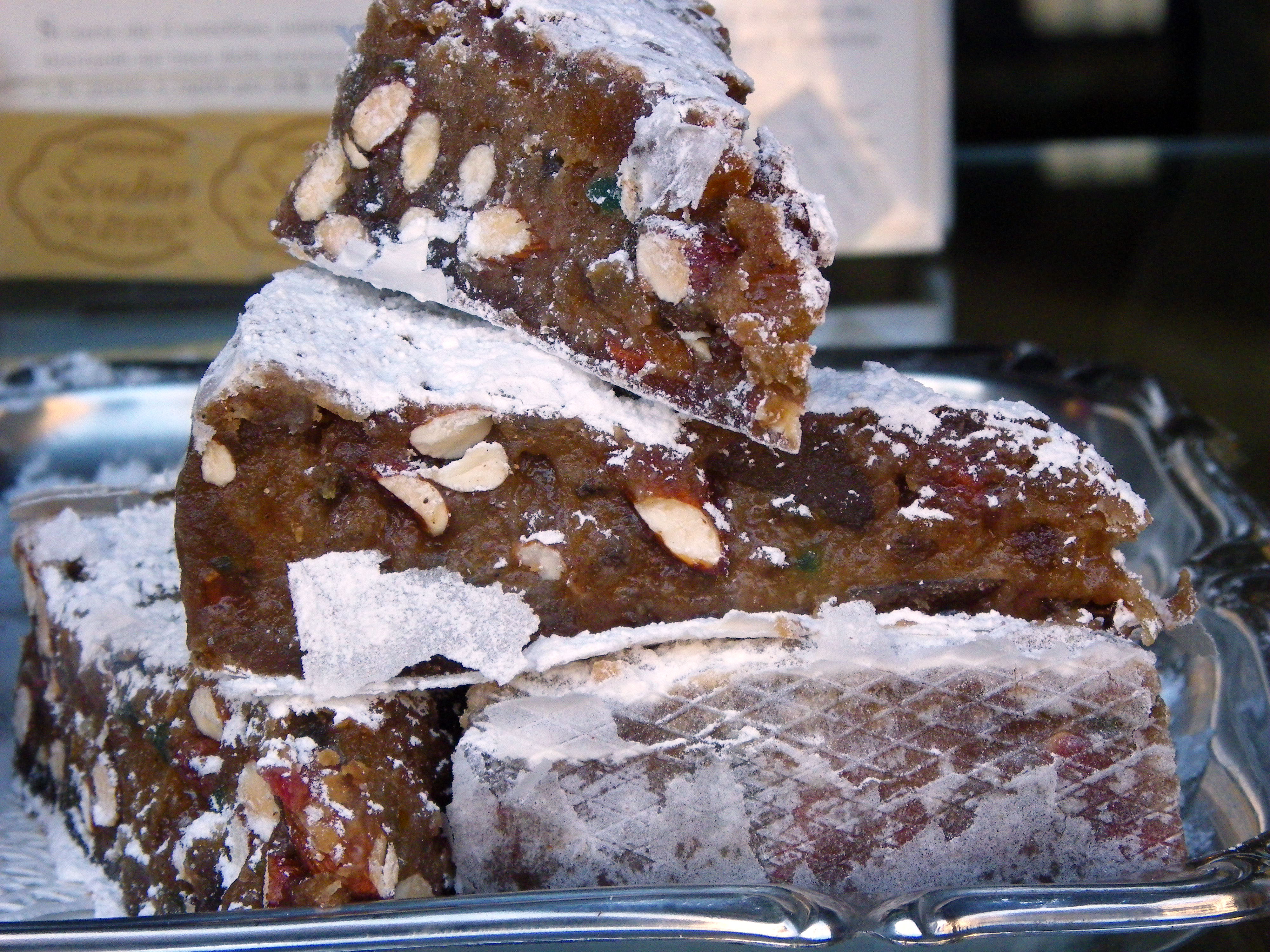
Panforte
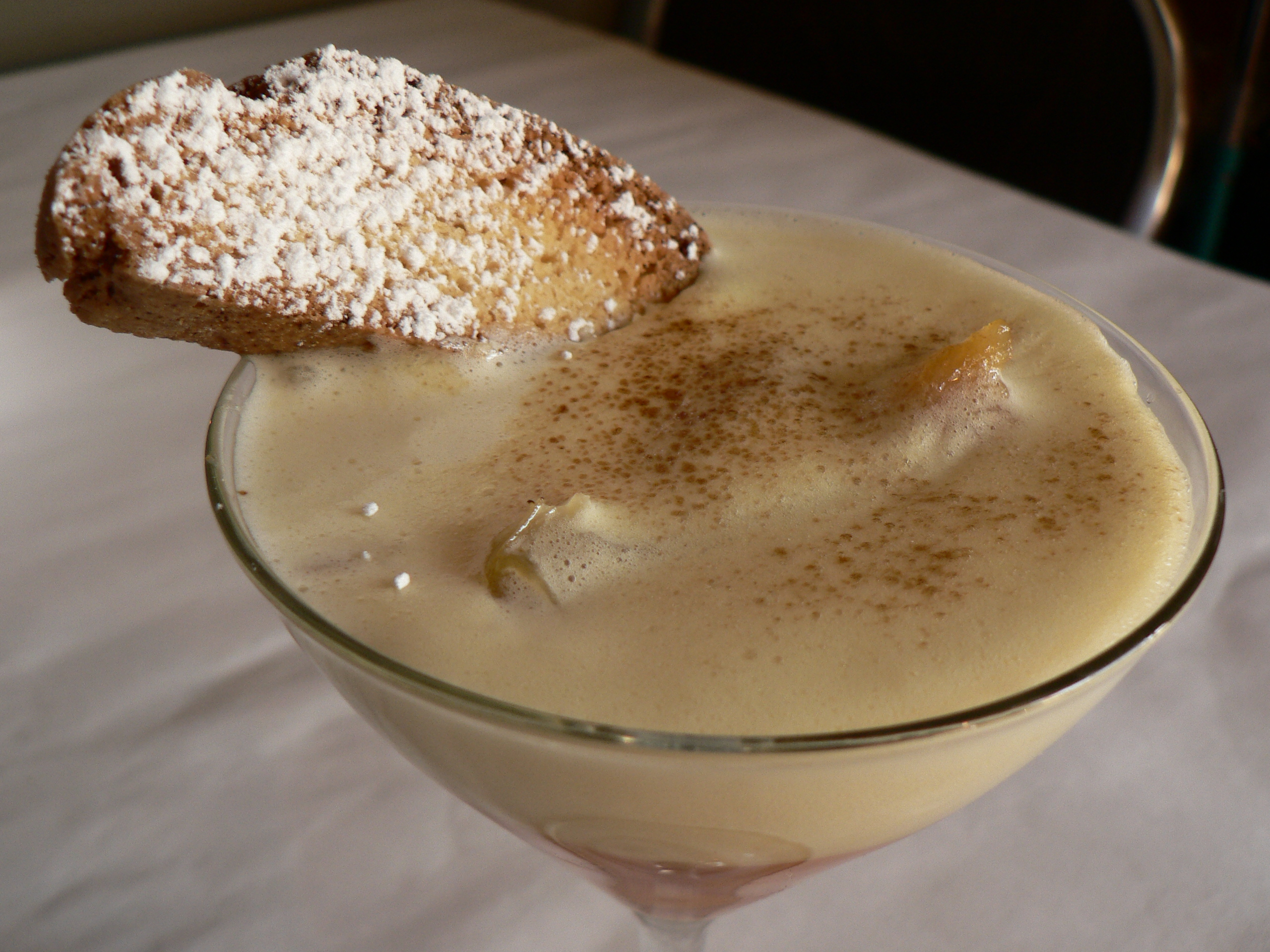
Zabajone
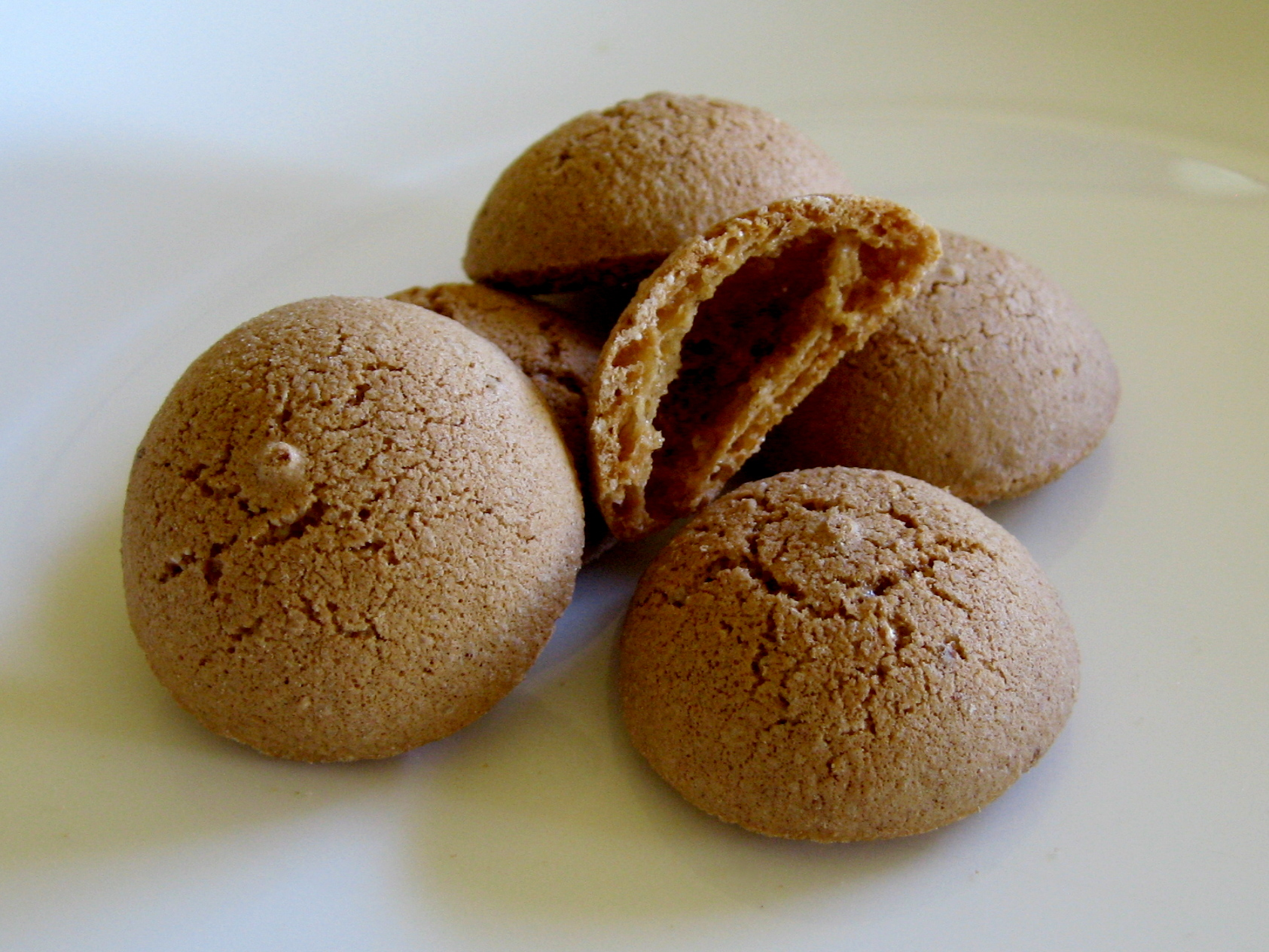
Amaretti
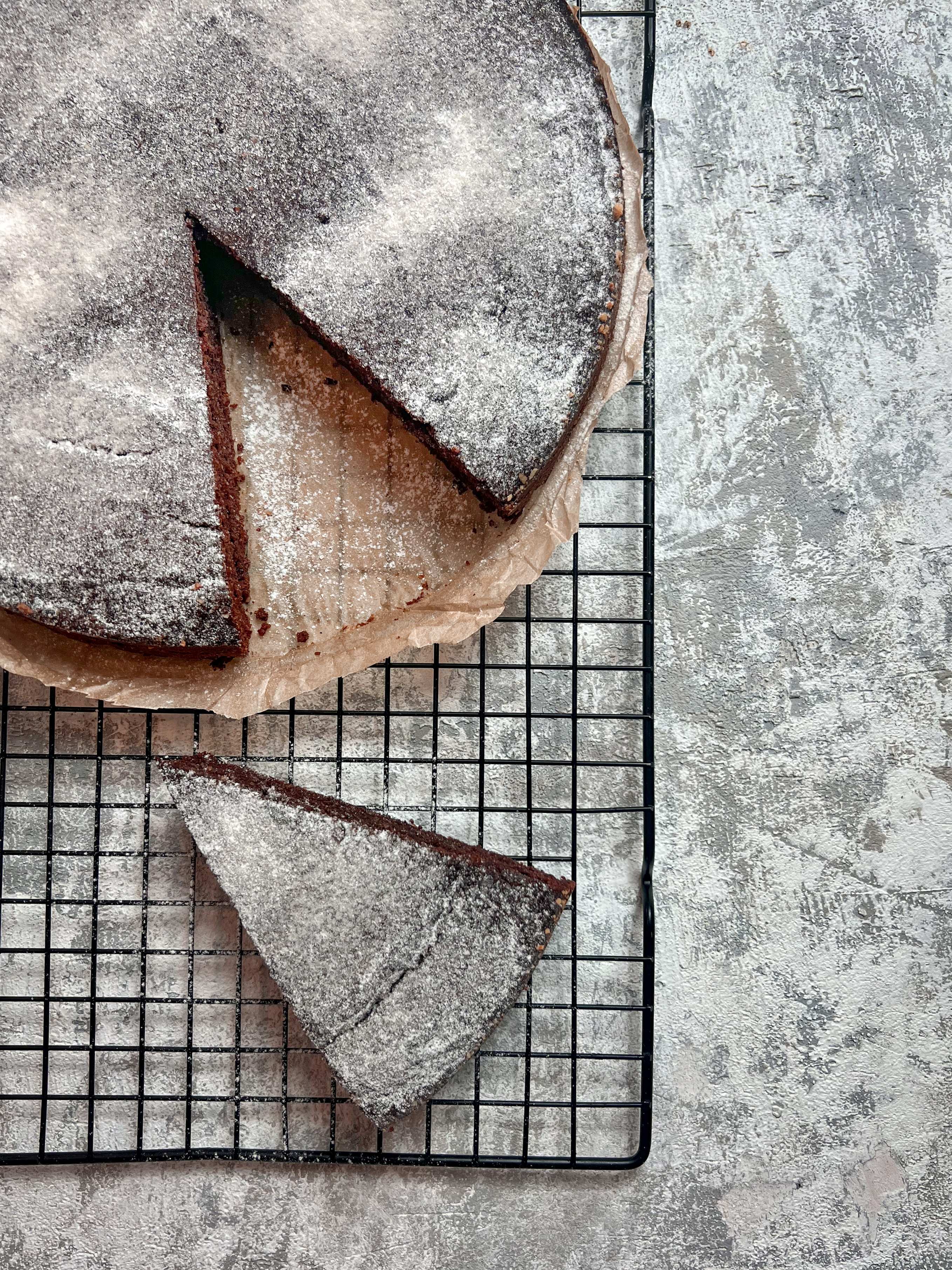
Torta caprese
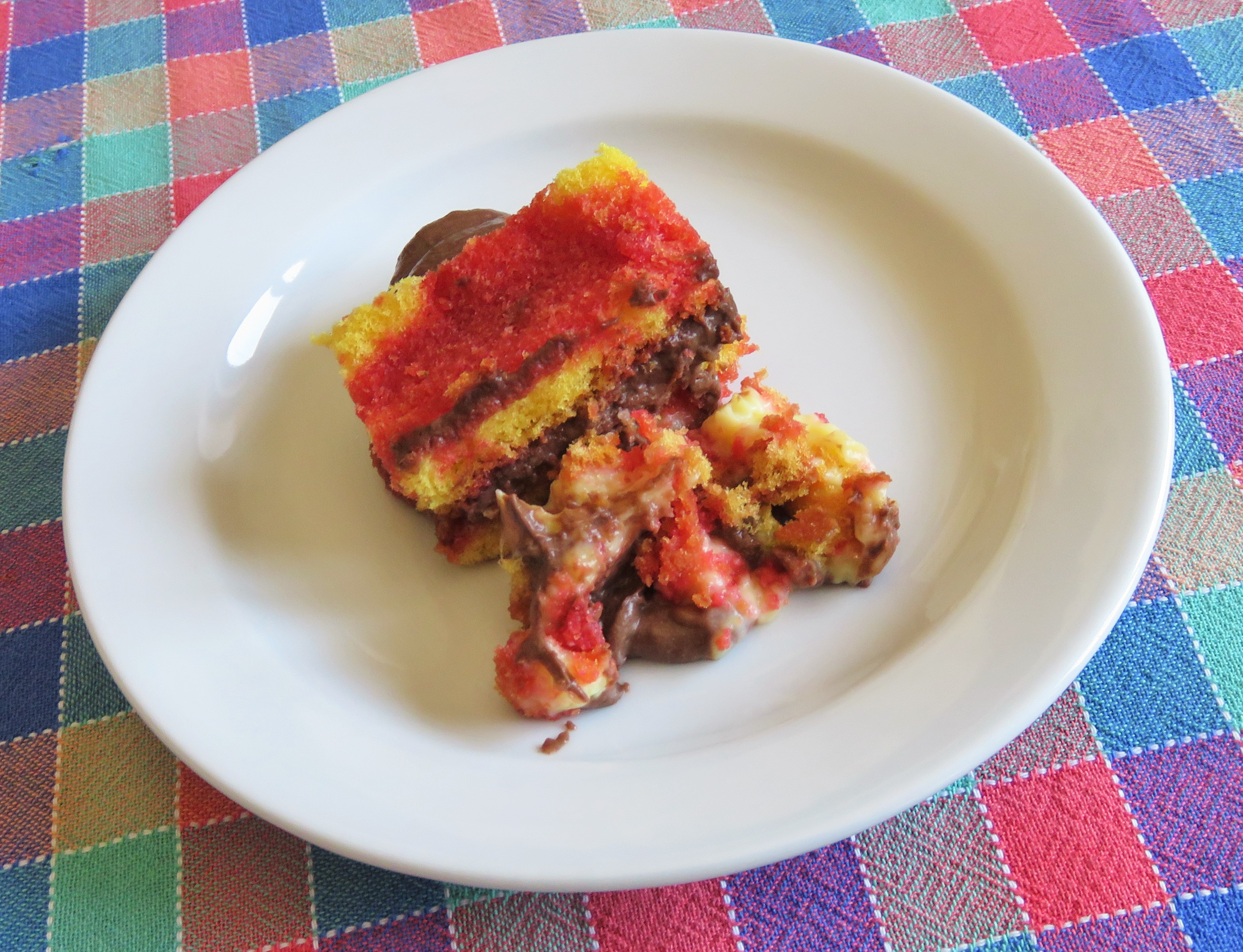
Zuppa inglese

### Cuisine de rue

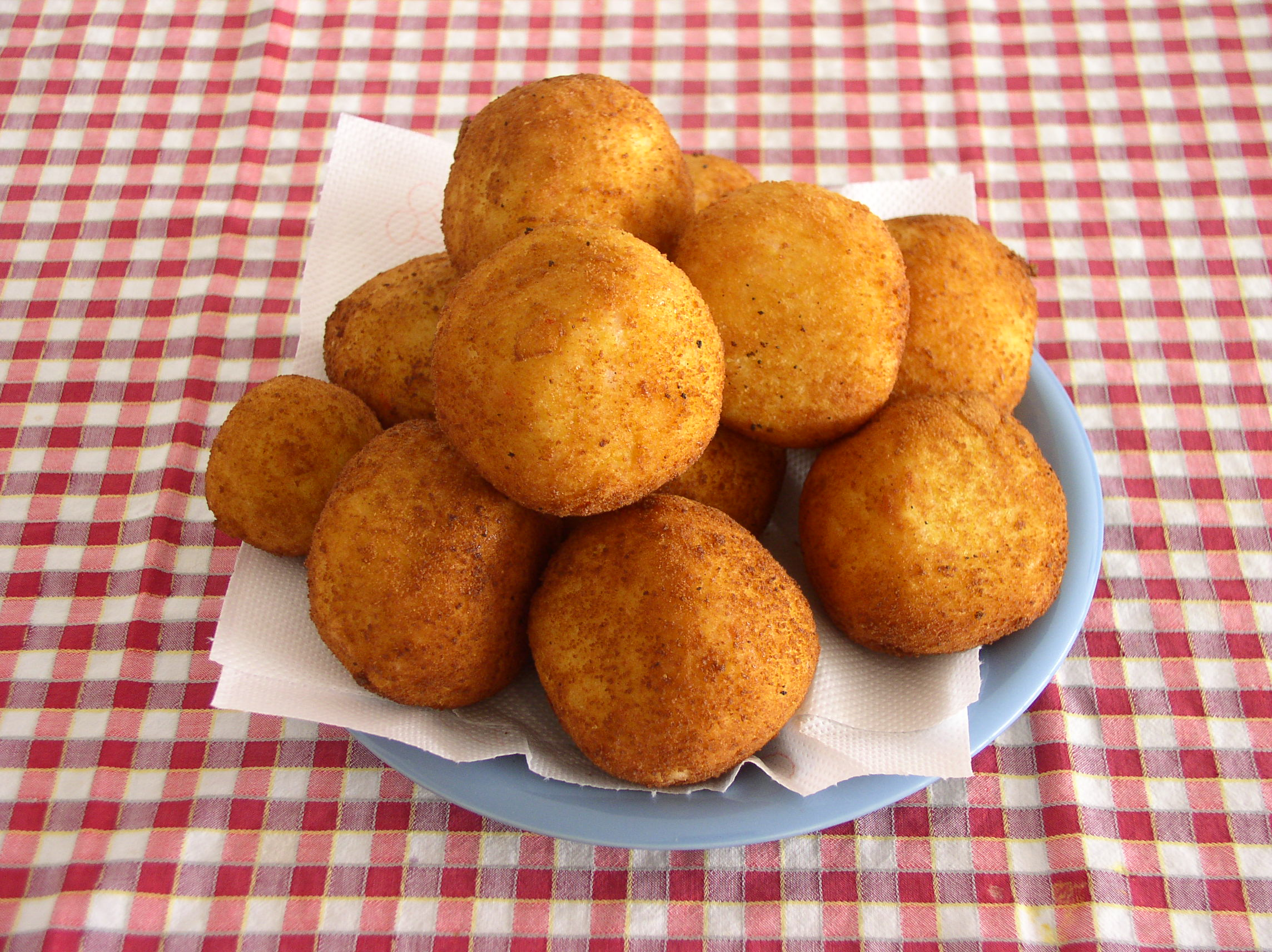
Arancini
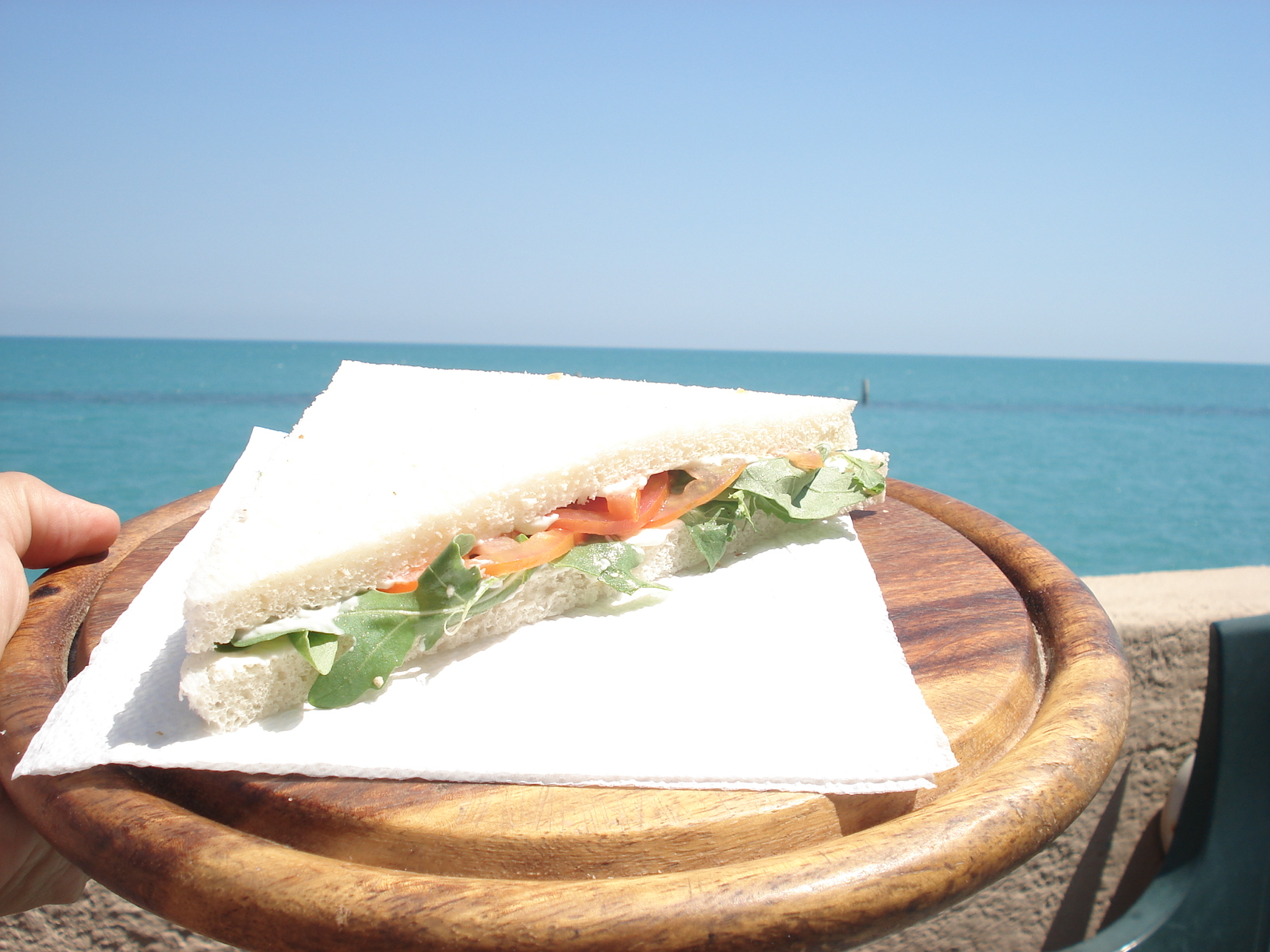
Tramezzino
- Pani ca meusa
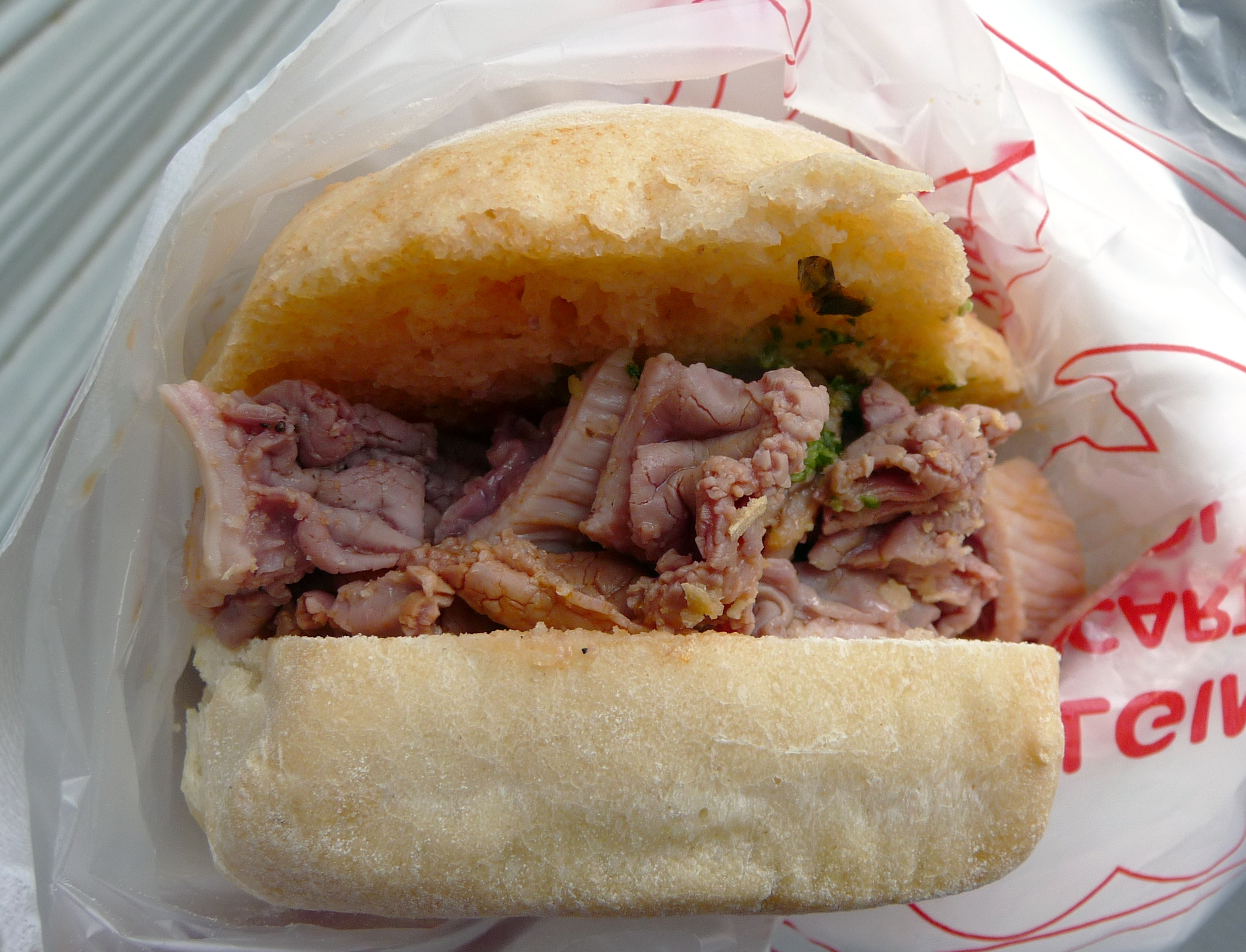
Lampredotto
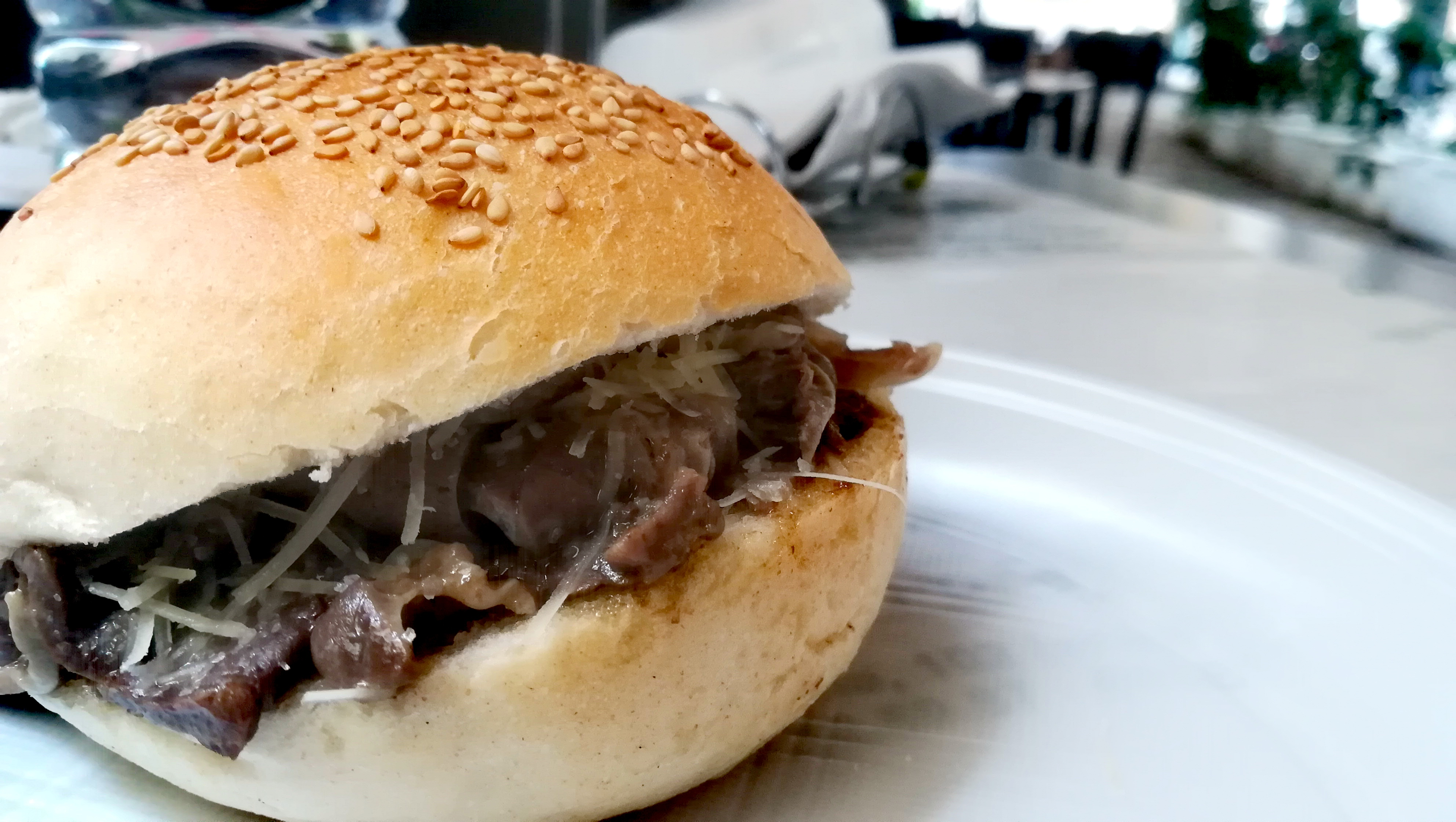
Pani ca meusa

- Supplì
- Frittola
- Seada

- Arancini
- Tramezzino
- Lampredotto
- Pani ca meusa

### Boissons

#### Cafés
- Affogato
- Americano
- Bicerin
- Caffè corretto
- Caffellatte
- Caffè macchiato

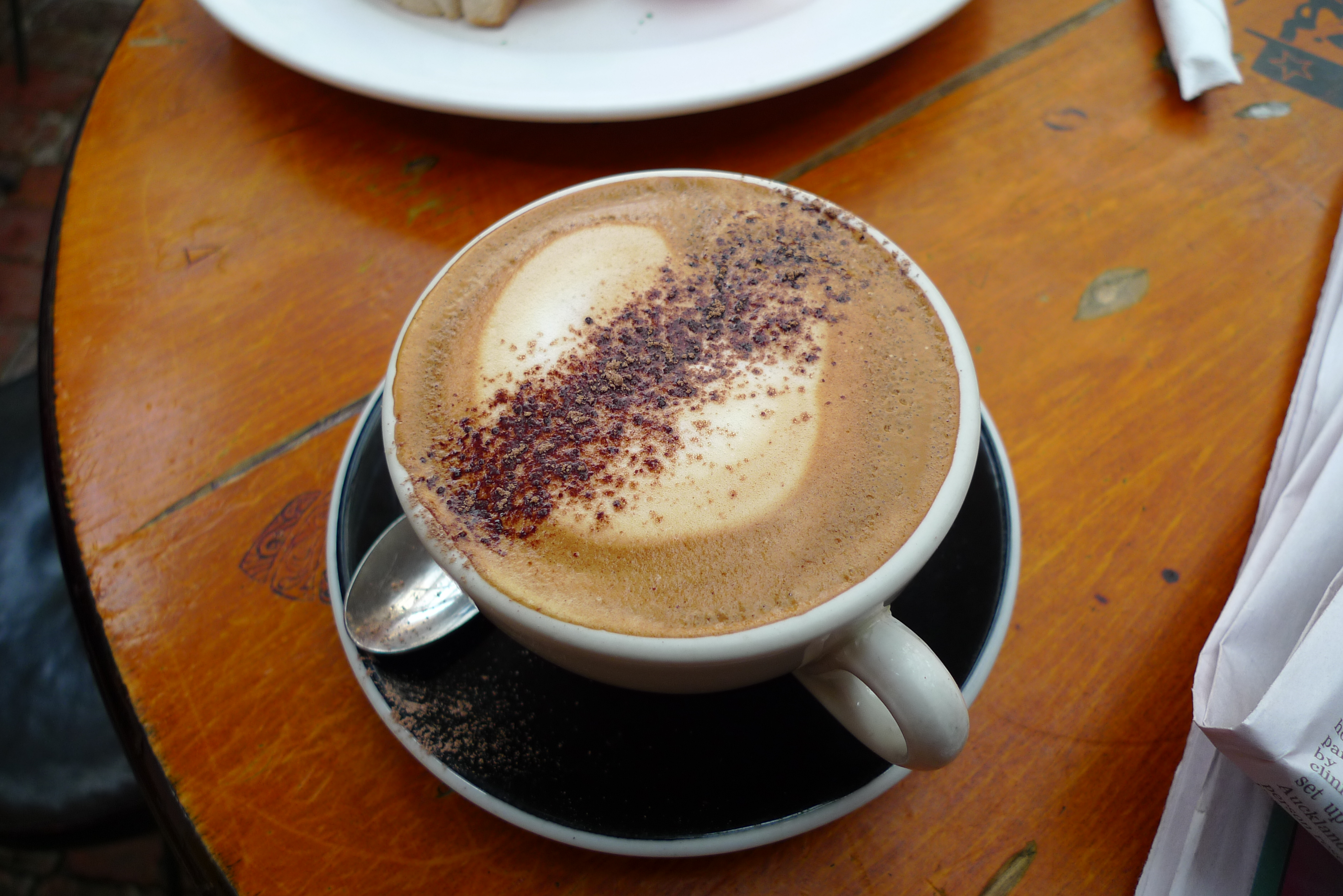
Cappuccino
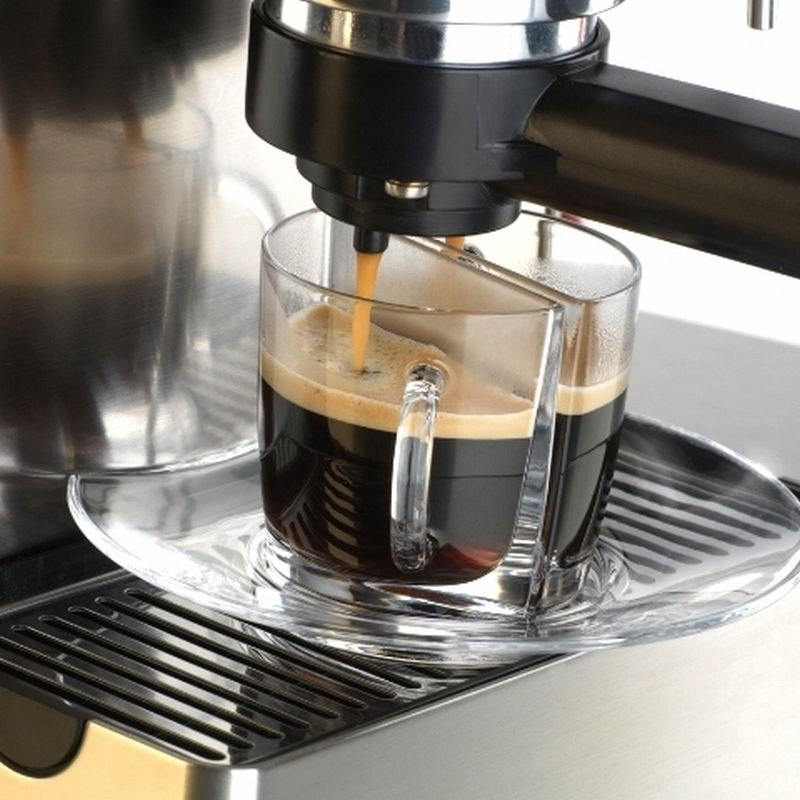
Expresso
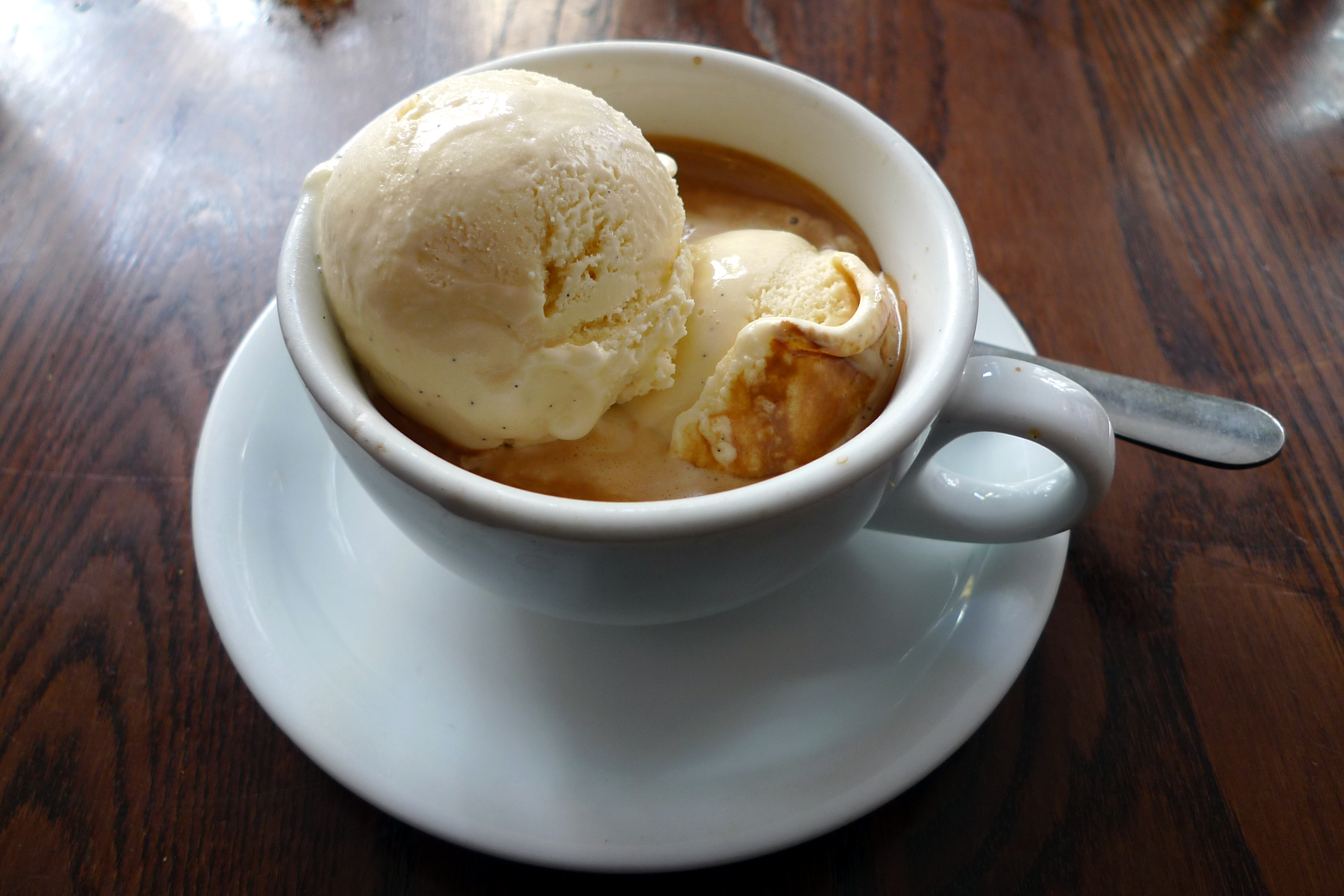
Affogato
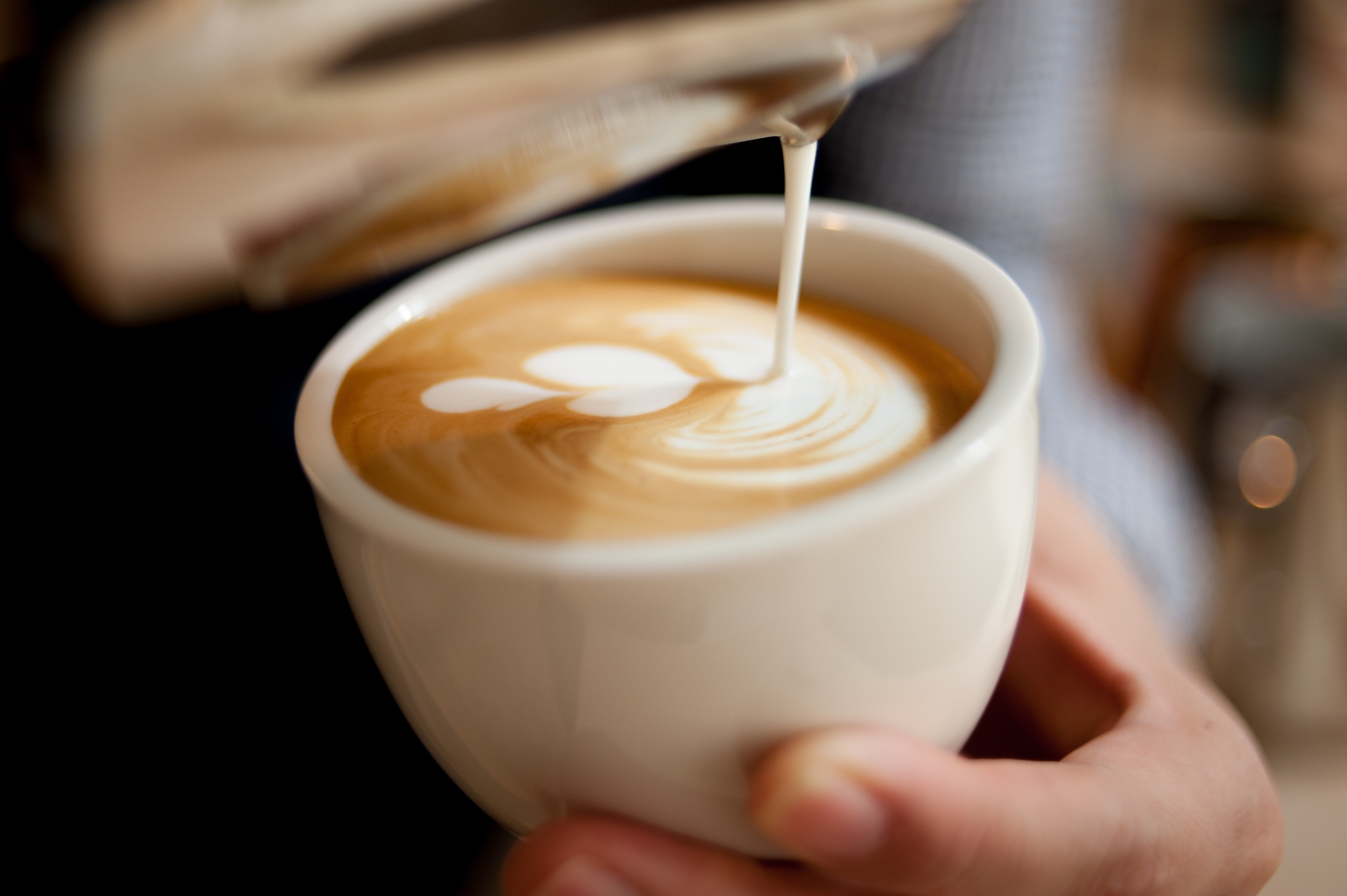
Caffelatte
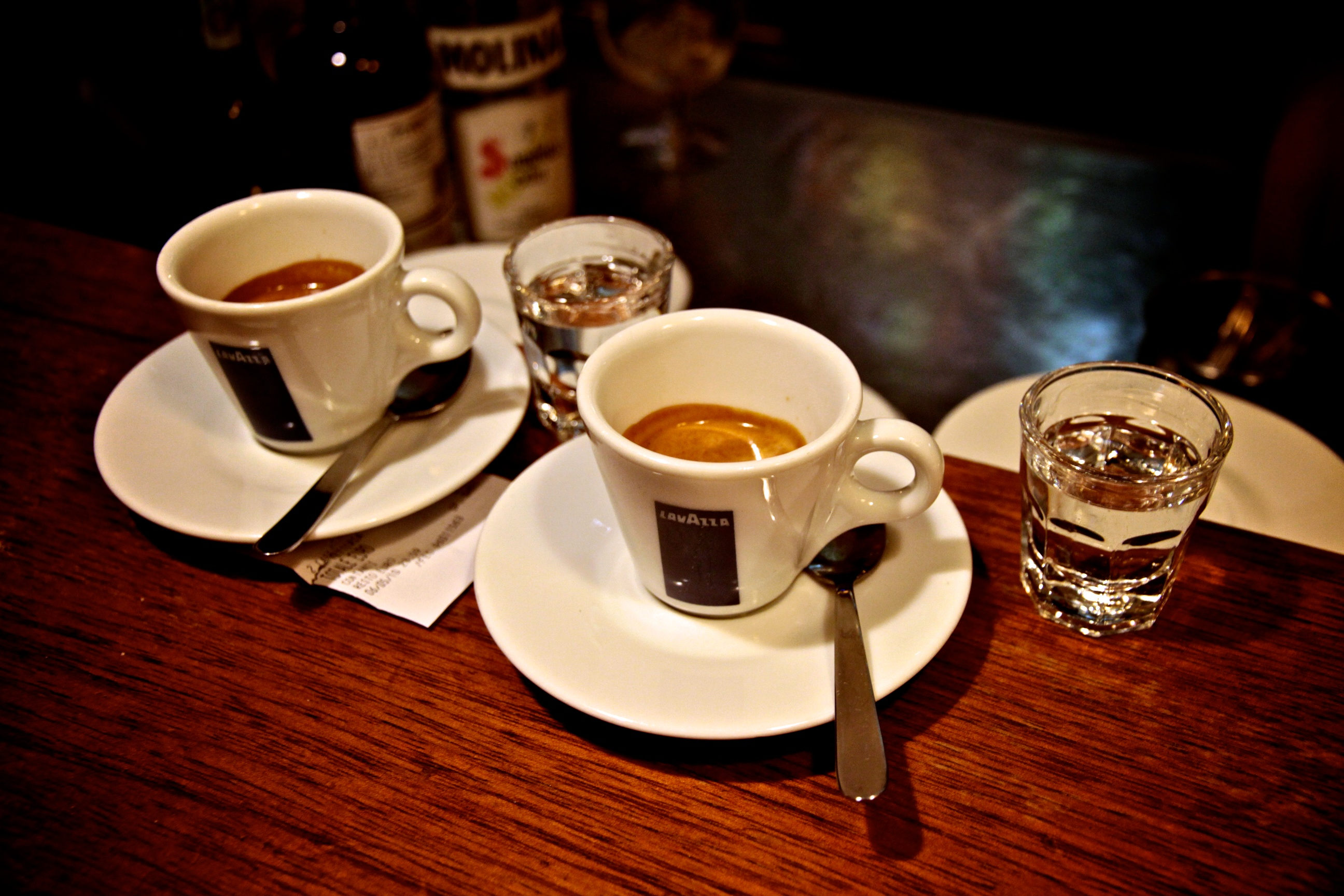
Caffè corretto

- Lungo
- Mocaccino
- Moretta
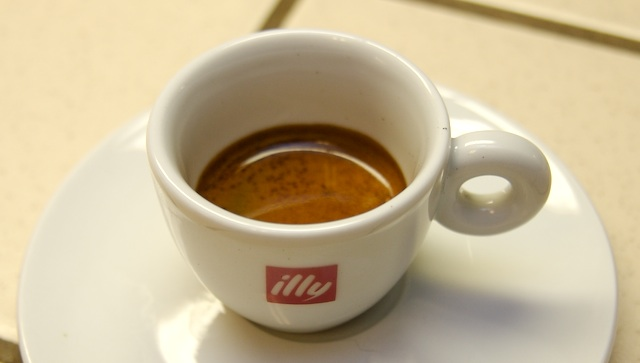
Ristretto
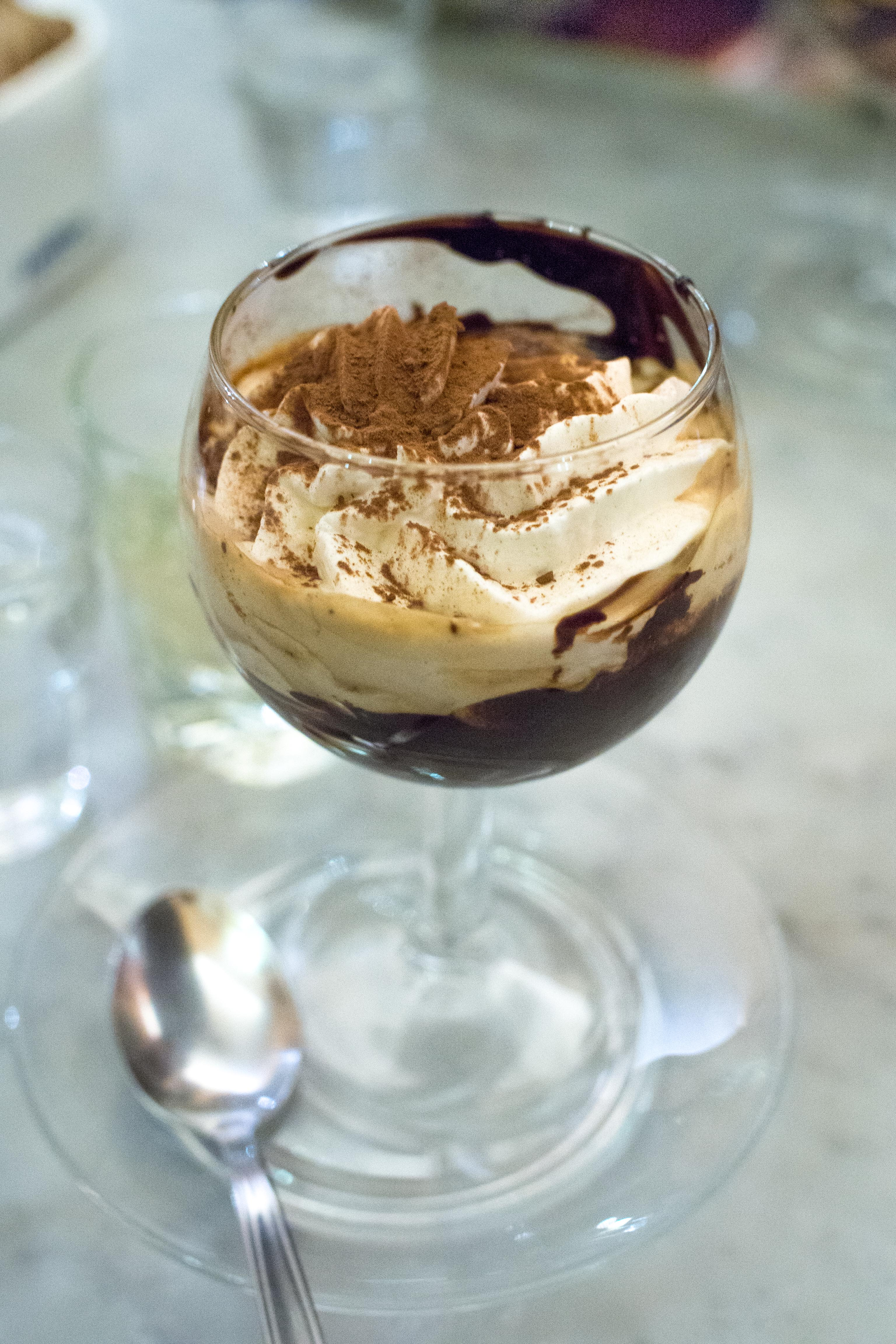
Bicerin
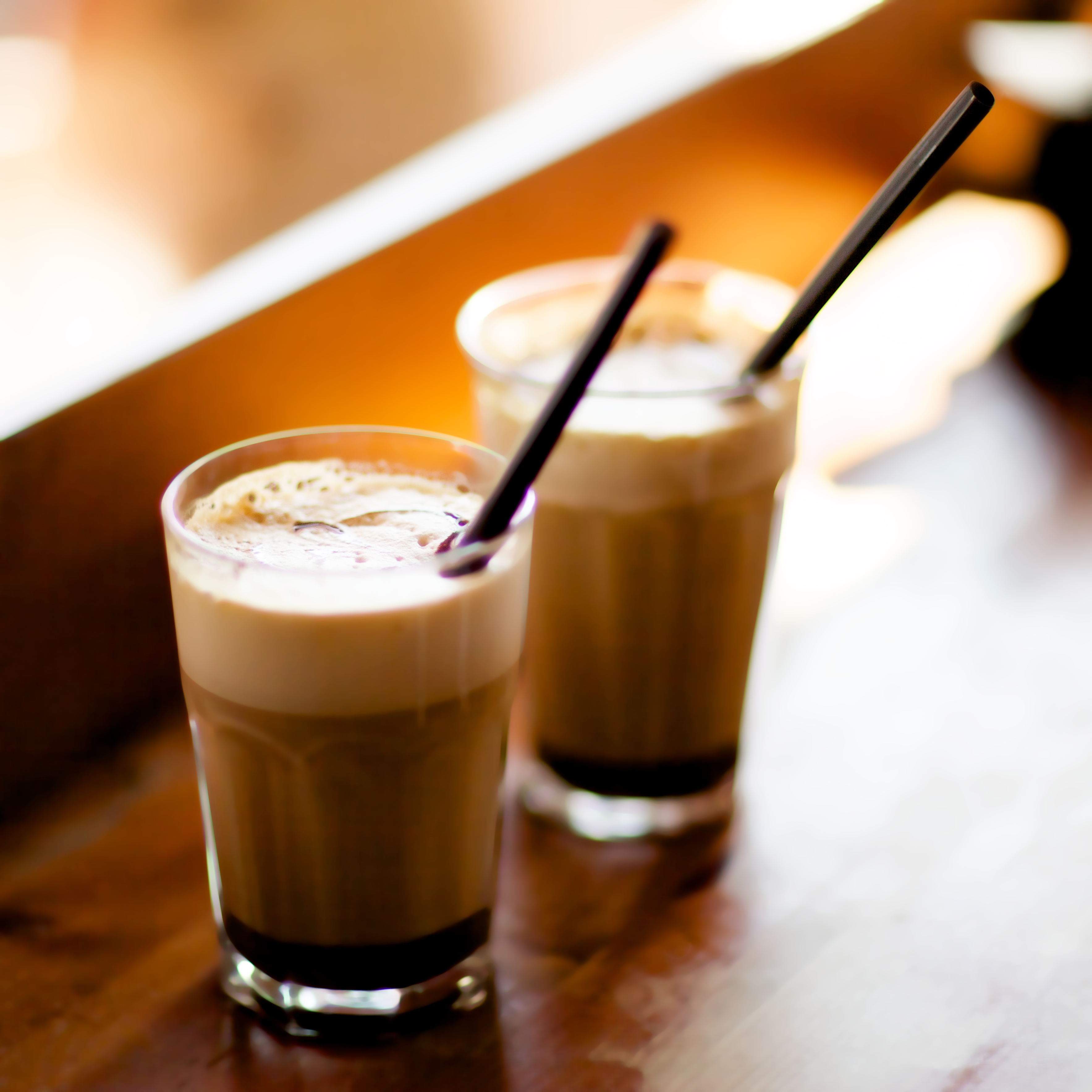
Mocaccino
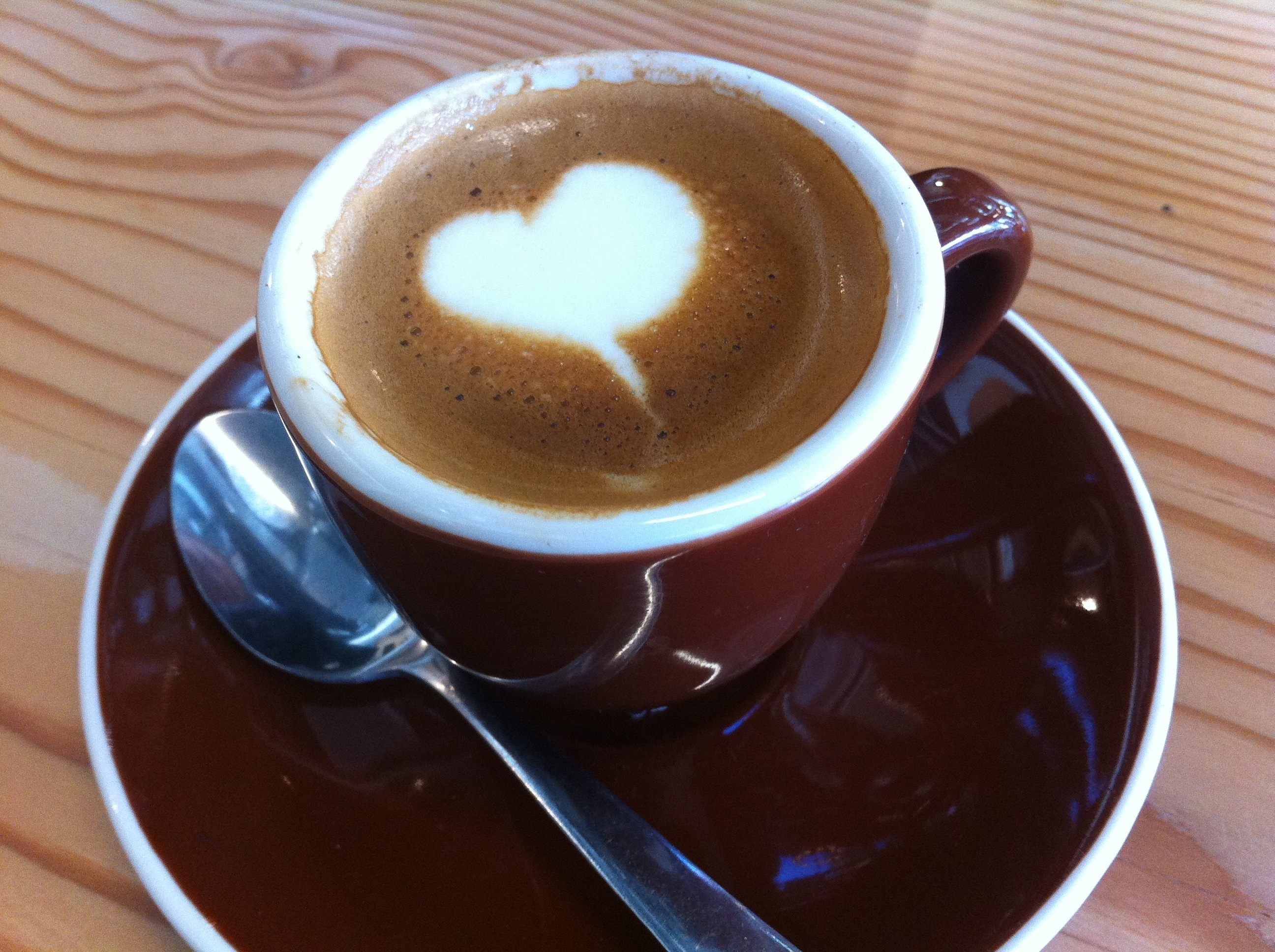
Caffè macchiato

- Cappuccino
- Expresso
- Affogato
- Caffelatte
- Caffè corretto
- Ristretto
- Bicerin
- Mocaccino
- Caffè macchiato

#### Liqueurs
- Alkermès

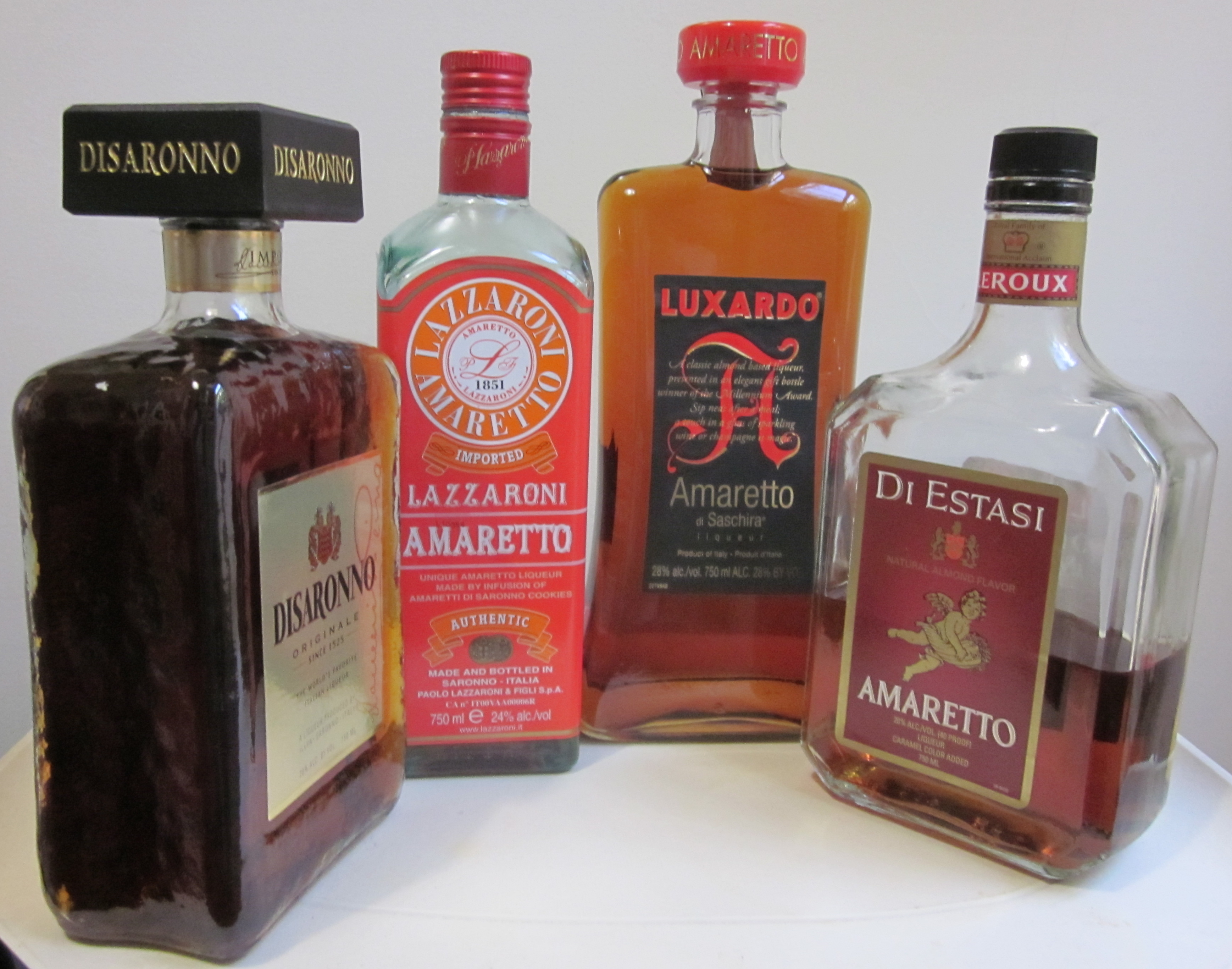
Amaretto
- Amaro
- Bombardino
- Fernet-Branca
- Frangelico
- Grappa
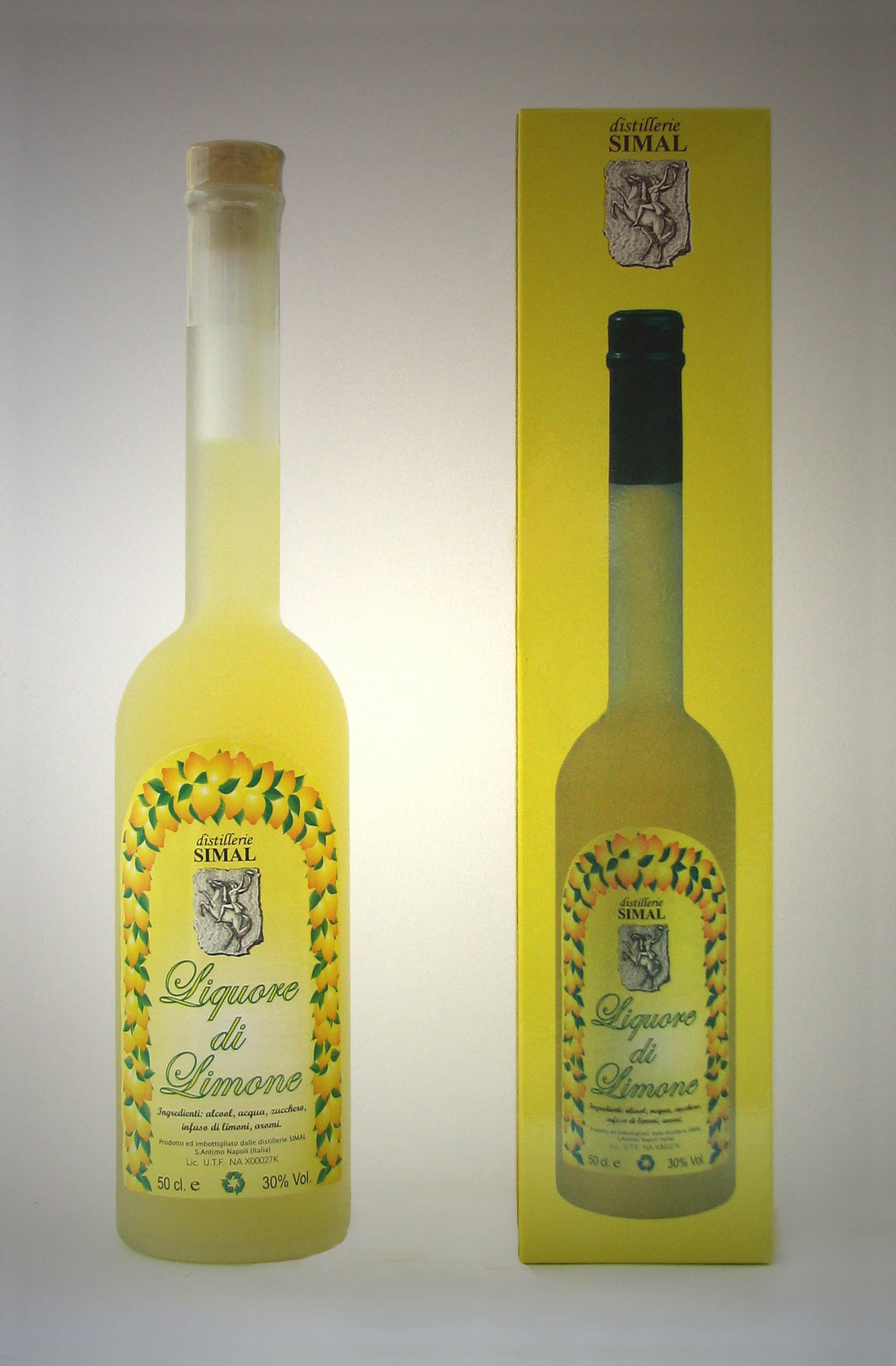
Limoncello
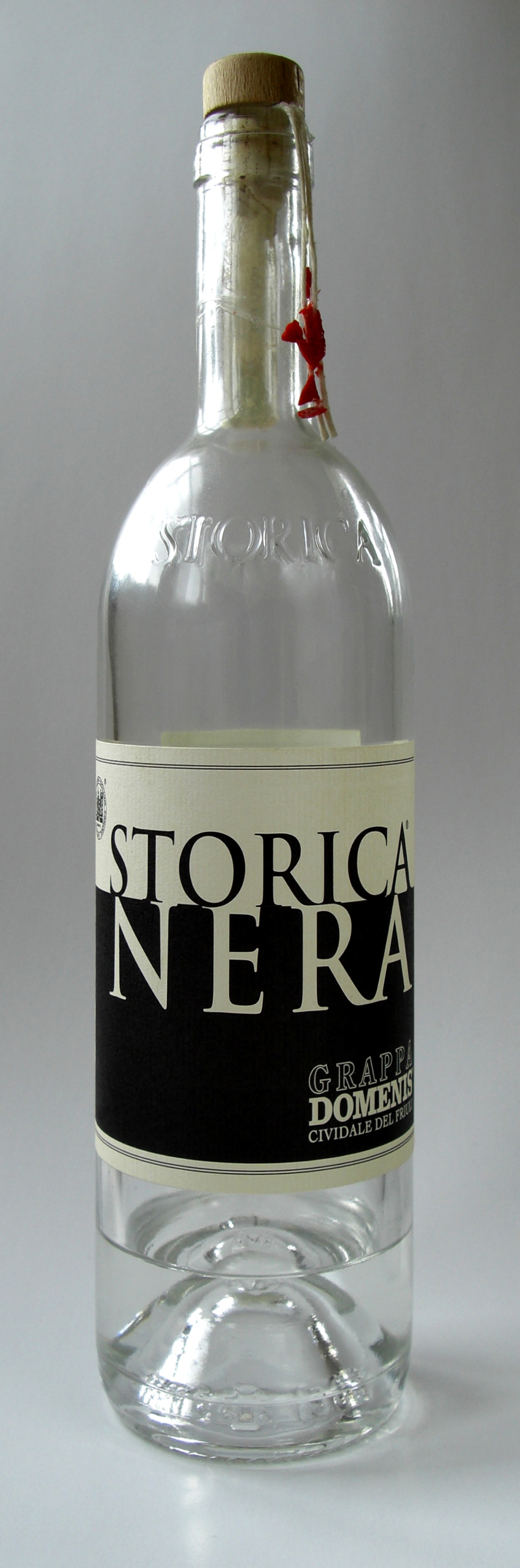
Grappa
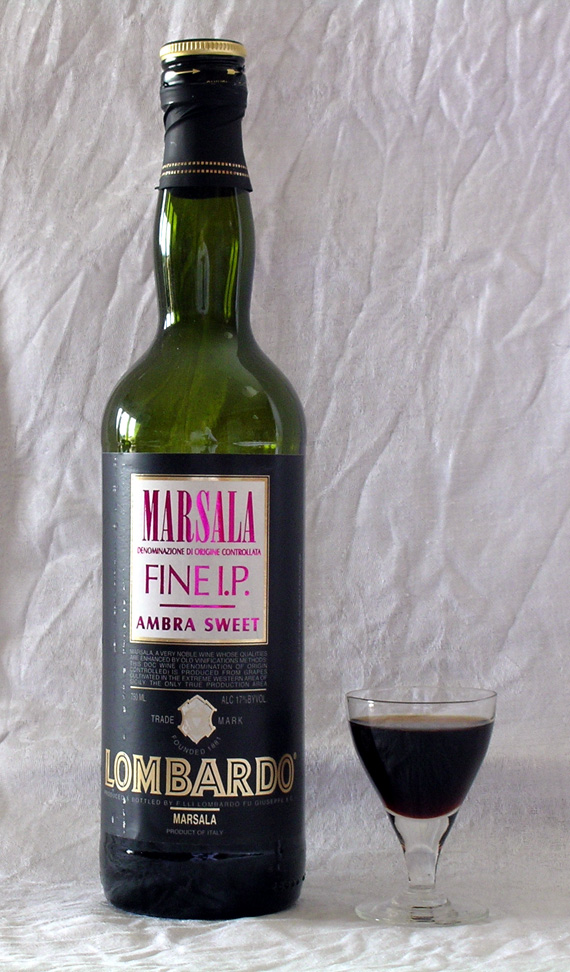
Marsala
- Nocino
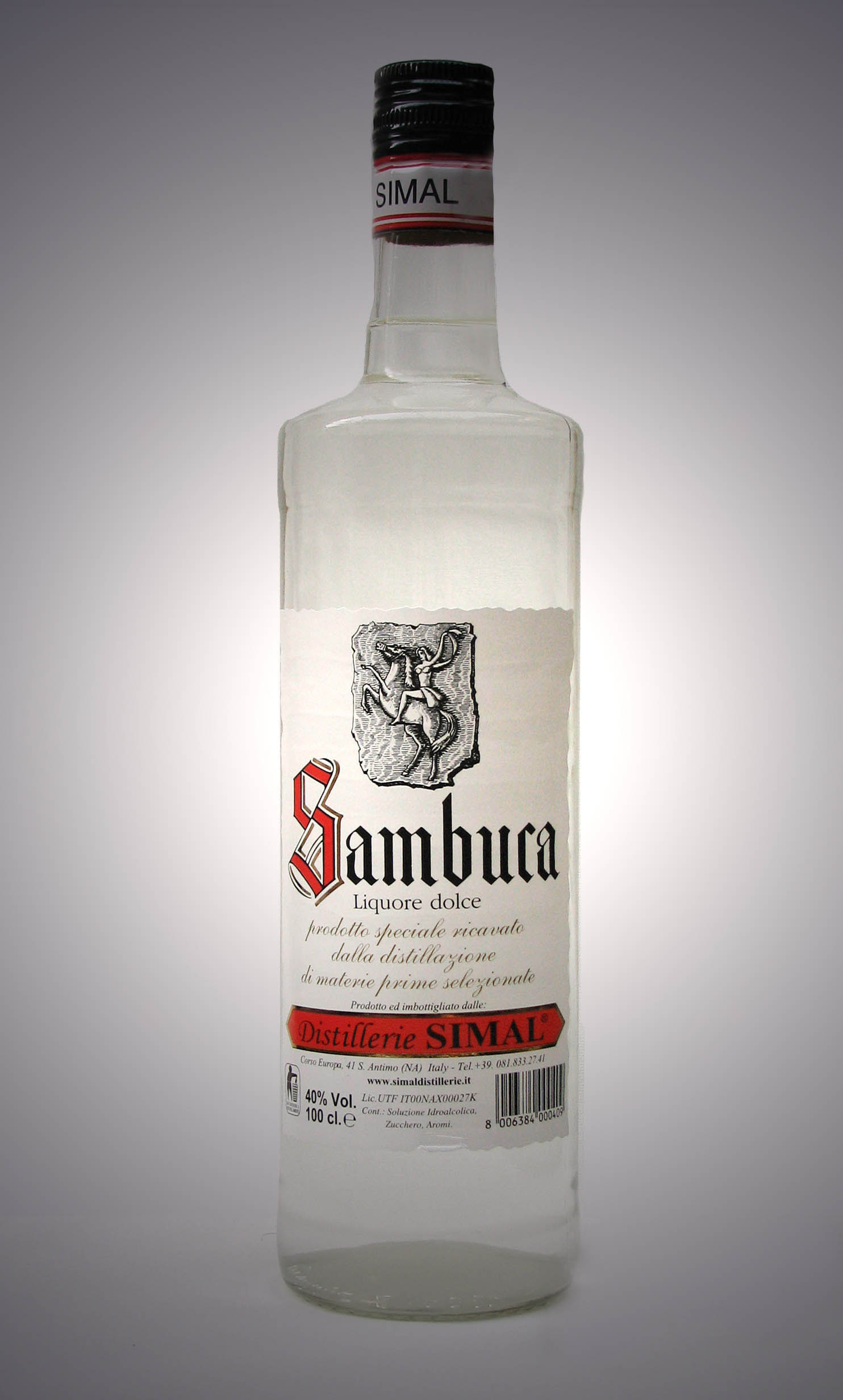
Sambuca
- Sassolino
- Strega
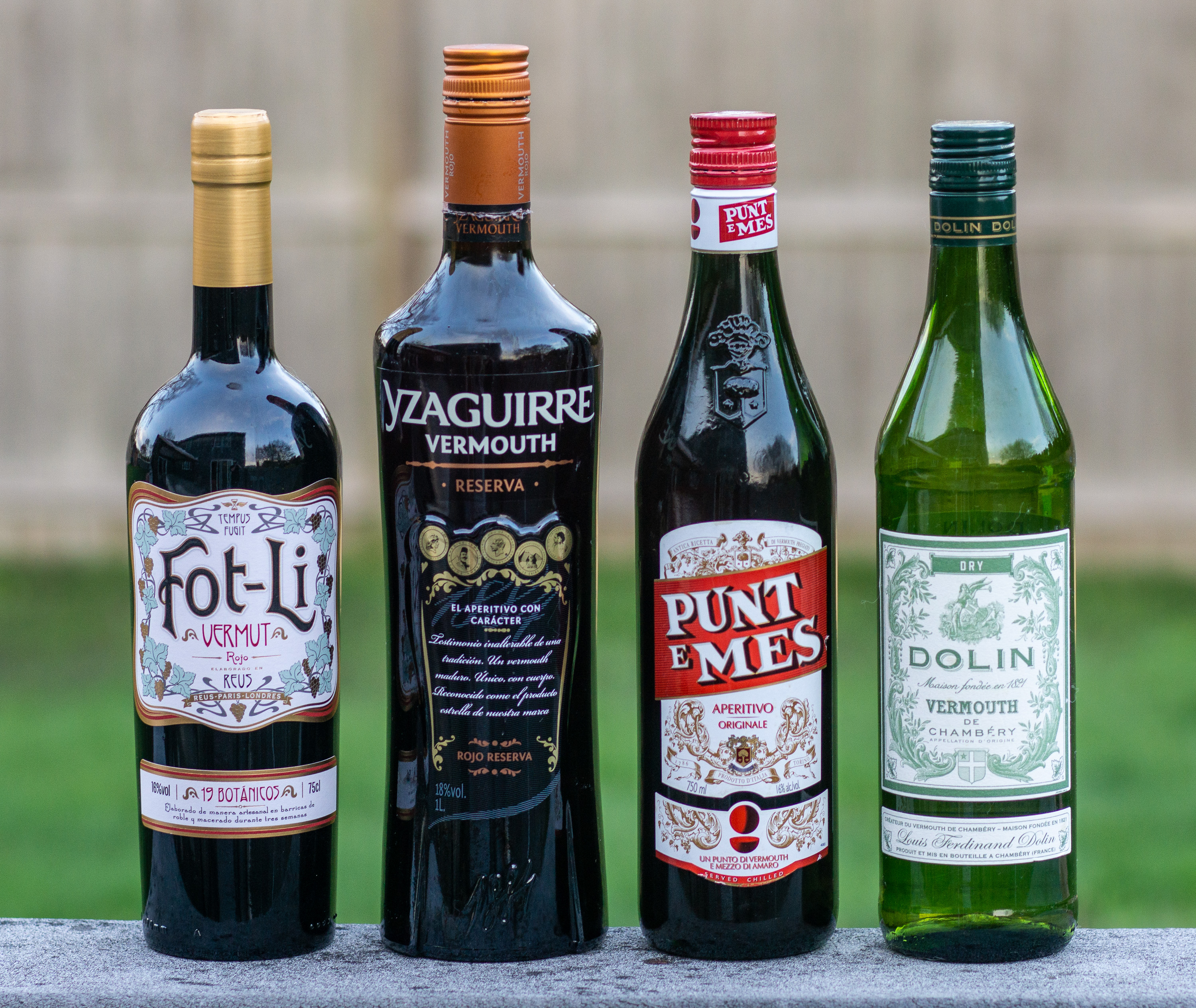
Vermouth
Frangelico

- Vespetrò
- Vin santo

- Amaretto
- Limoncello
- Grappa
- Marsala
- Sambuca
- Vermouth
- Frangelico

#### Vins

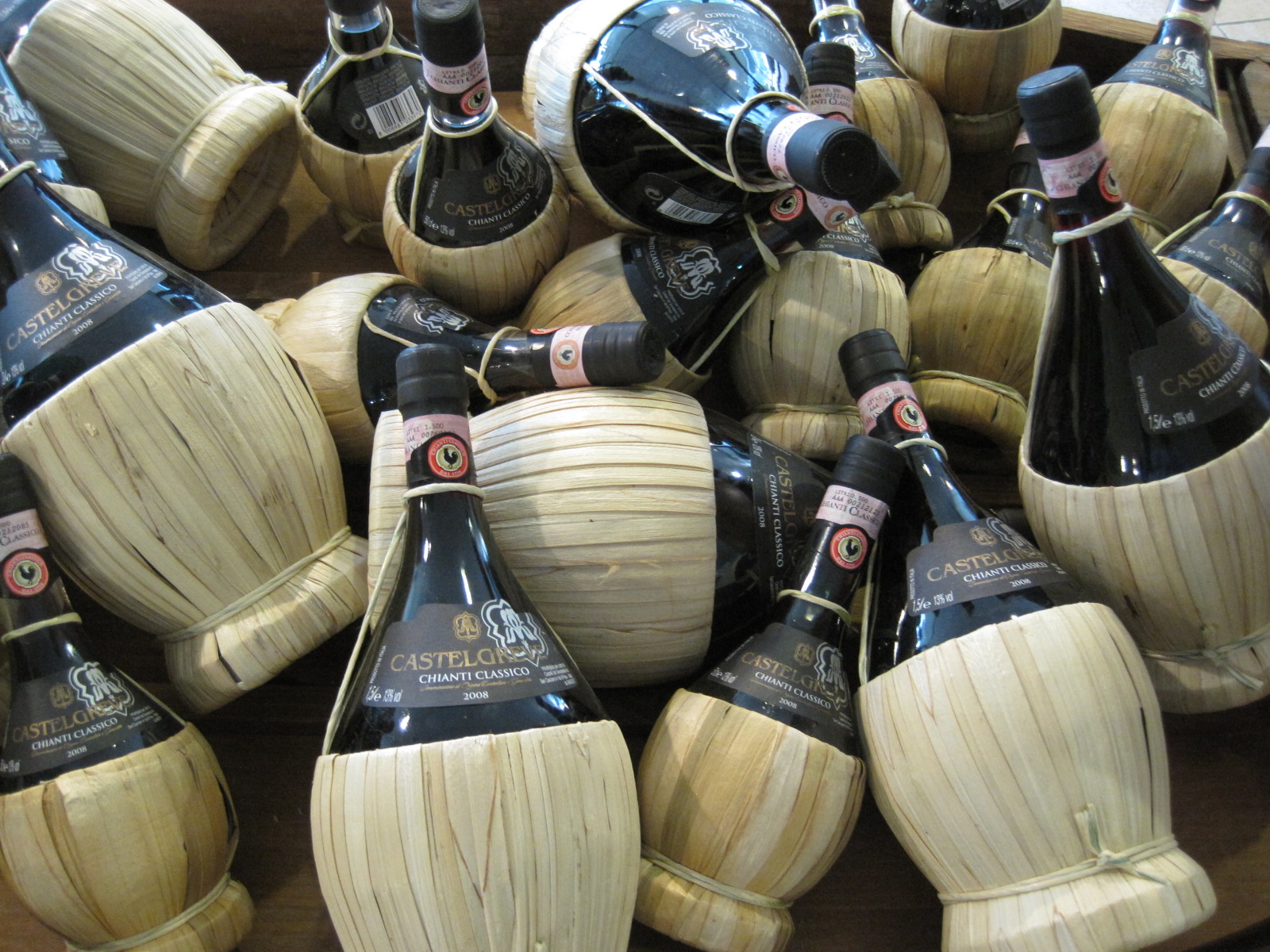
Fiasques traditionnelles de chianti (DOP)

Ils comprennent, entre les autres : 
- Apéritifs : Barracuda, Campari Soda, Galliano, Hugo, Martini dry, Spritz.
- Après diner : Americano, Bellini, Casino, Negroni.

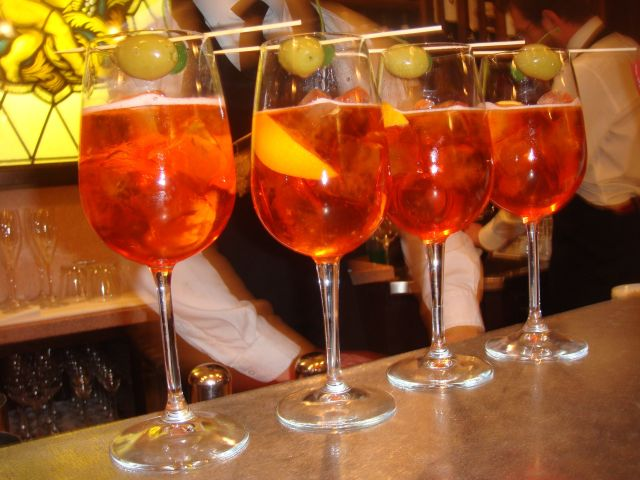
Spritz
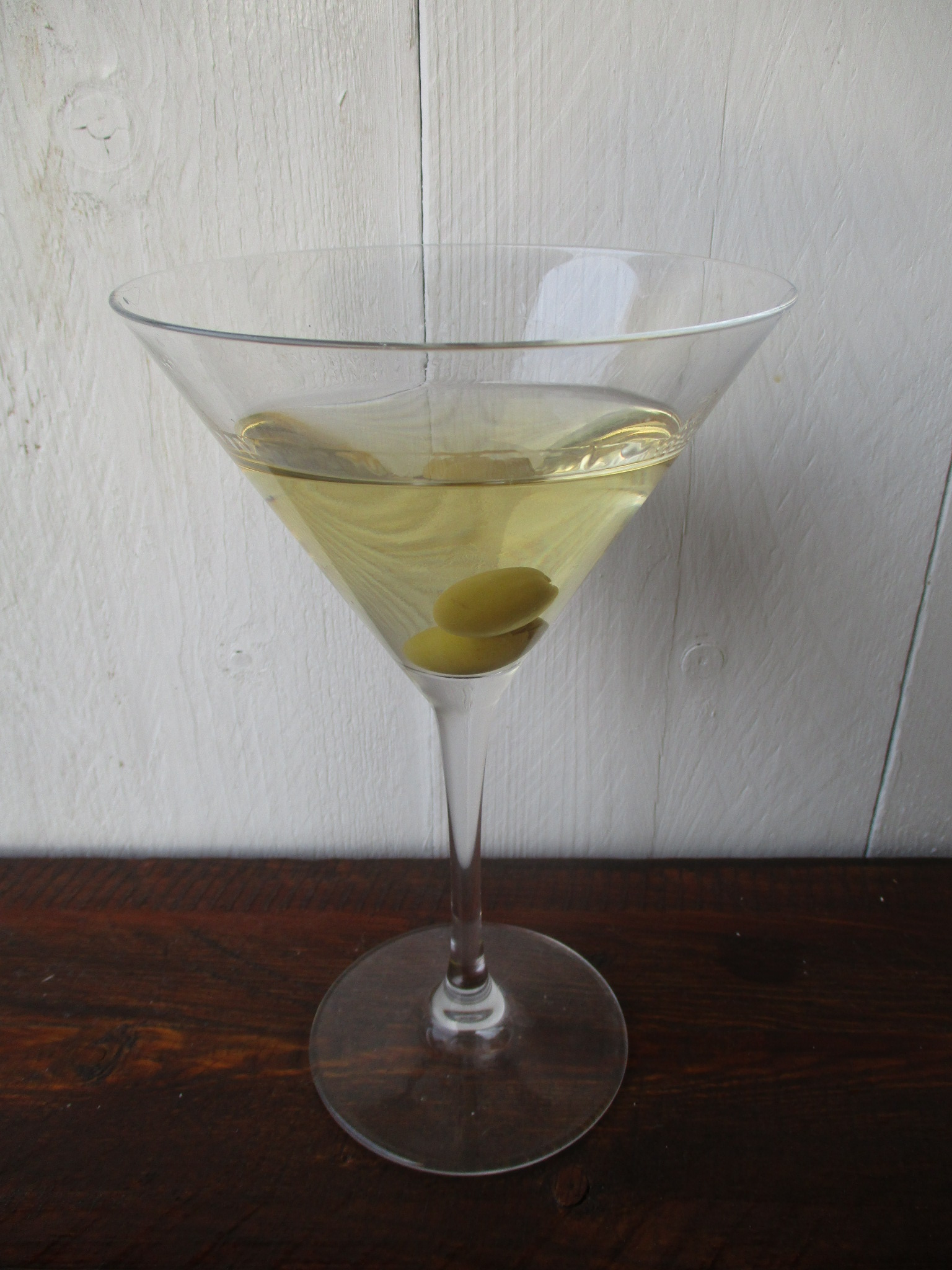
Martini
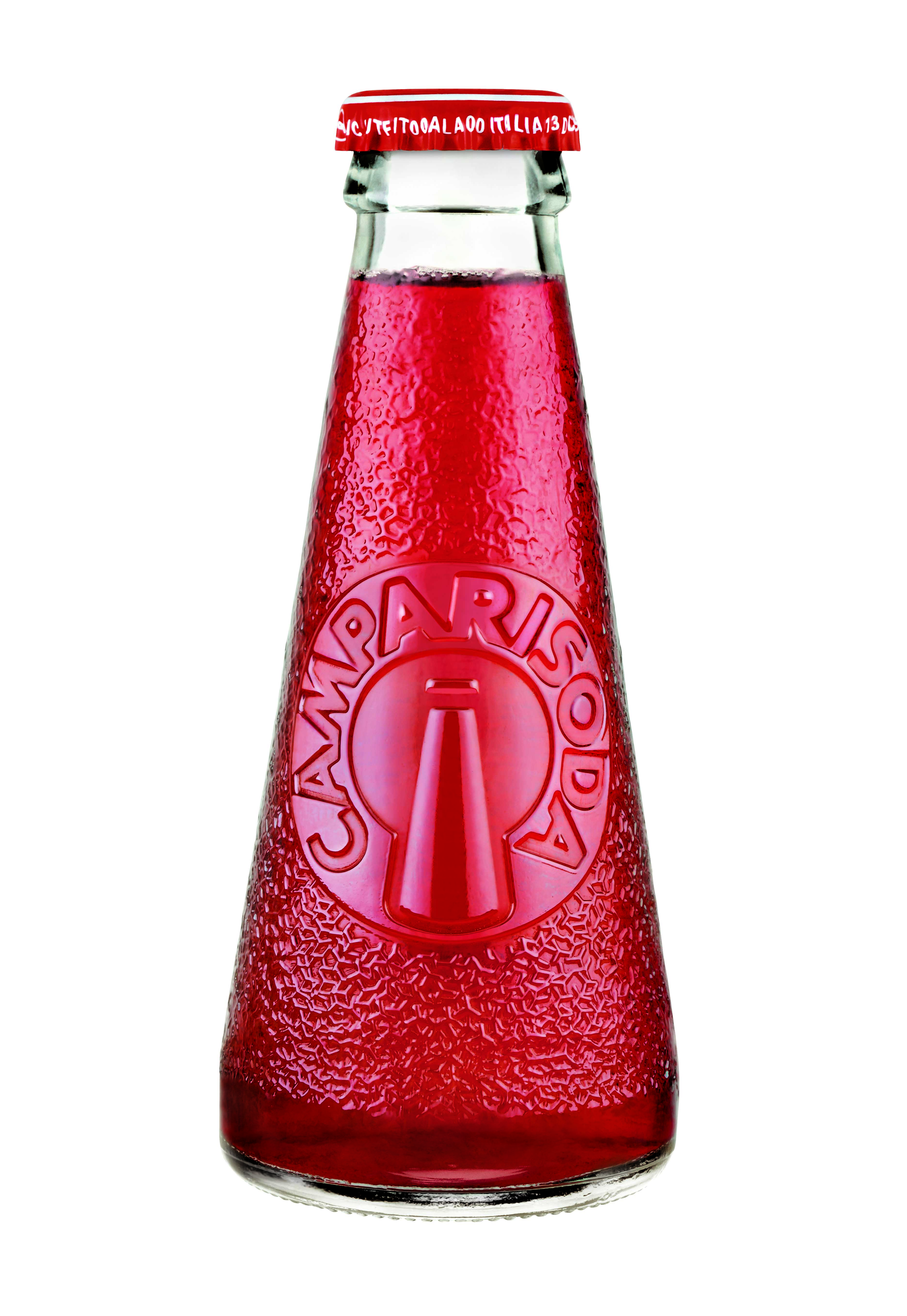
Campari Soda
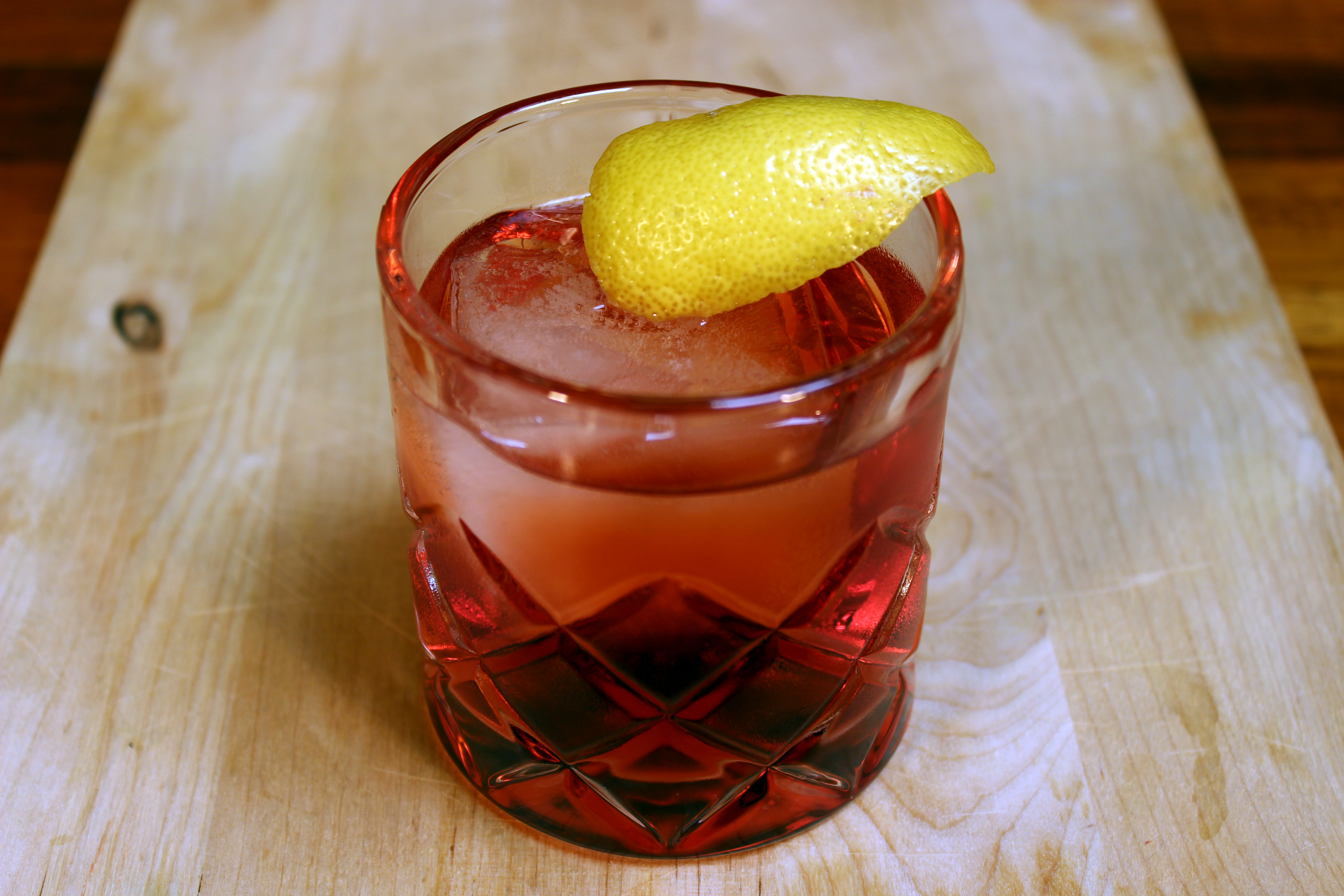
Negroni
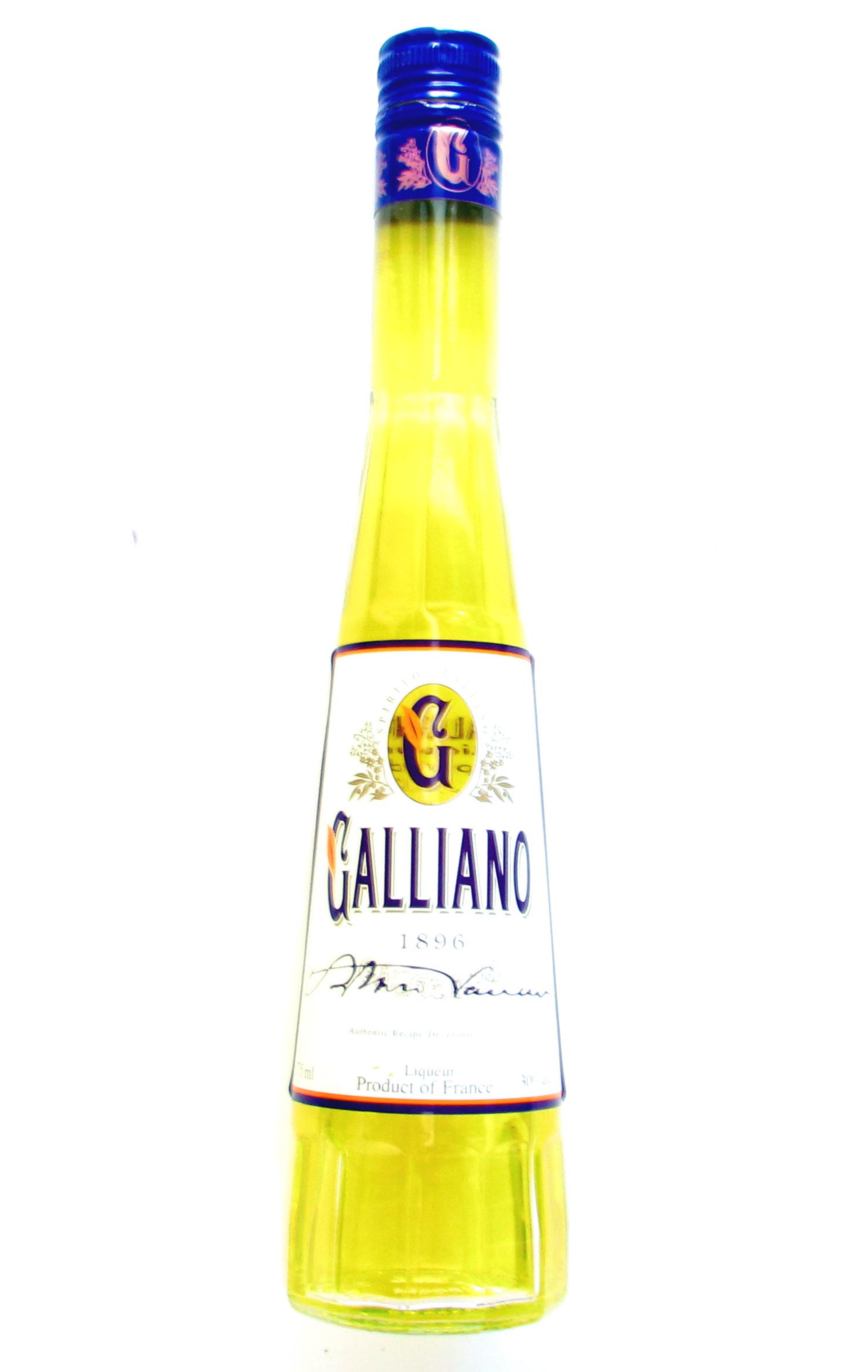
Galliano
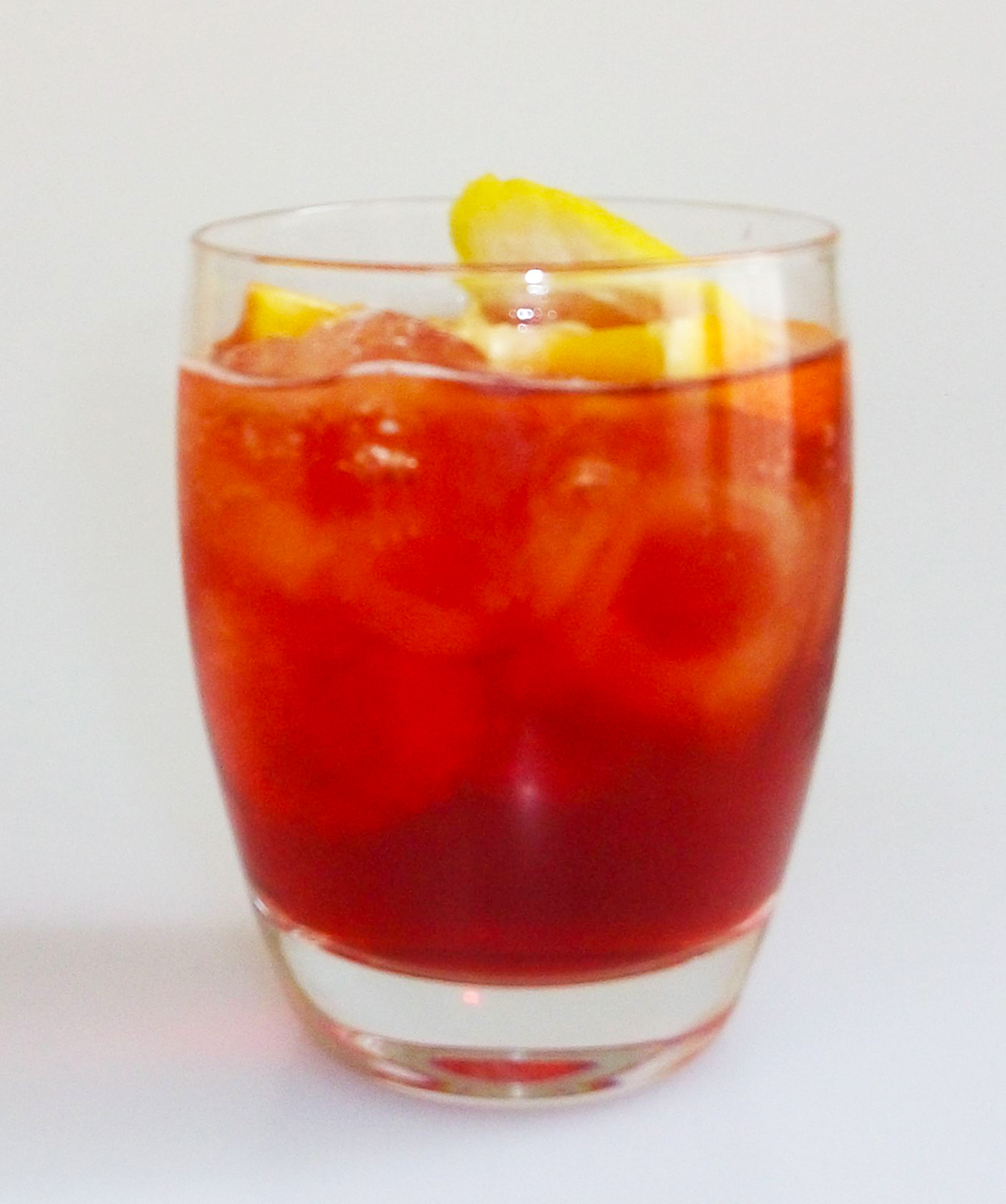
Americano

## Diversités régionales
L'Italie est un pays d'une grande diversité. Son long littoral méditerranéen abrite un paysage de plaines fertiles, de montagnes couvertes de forêts et de rochers arides. Depuis la pointe sud jusqu'aux régions alpines du nord, le climat varie considérablement et, avec lui, les cultures locales : le riz, le maïs, le jambon, sont des produits septentrionaux, tandis qu'olives, blé et tomates abondent dans la partie méridionale.

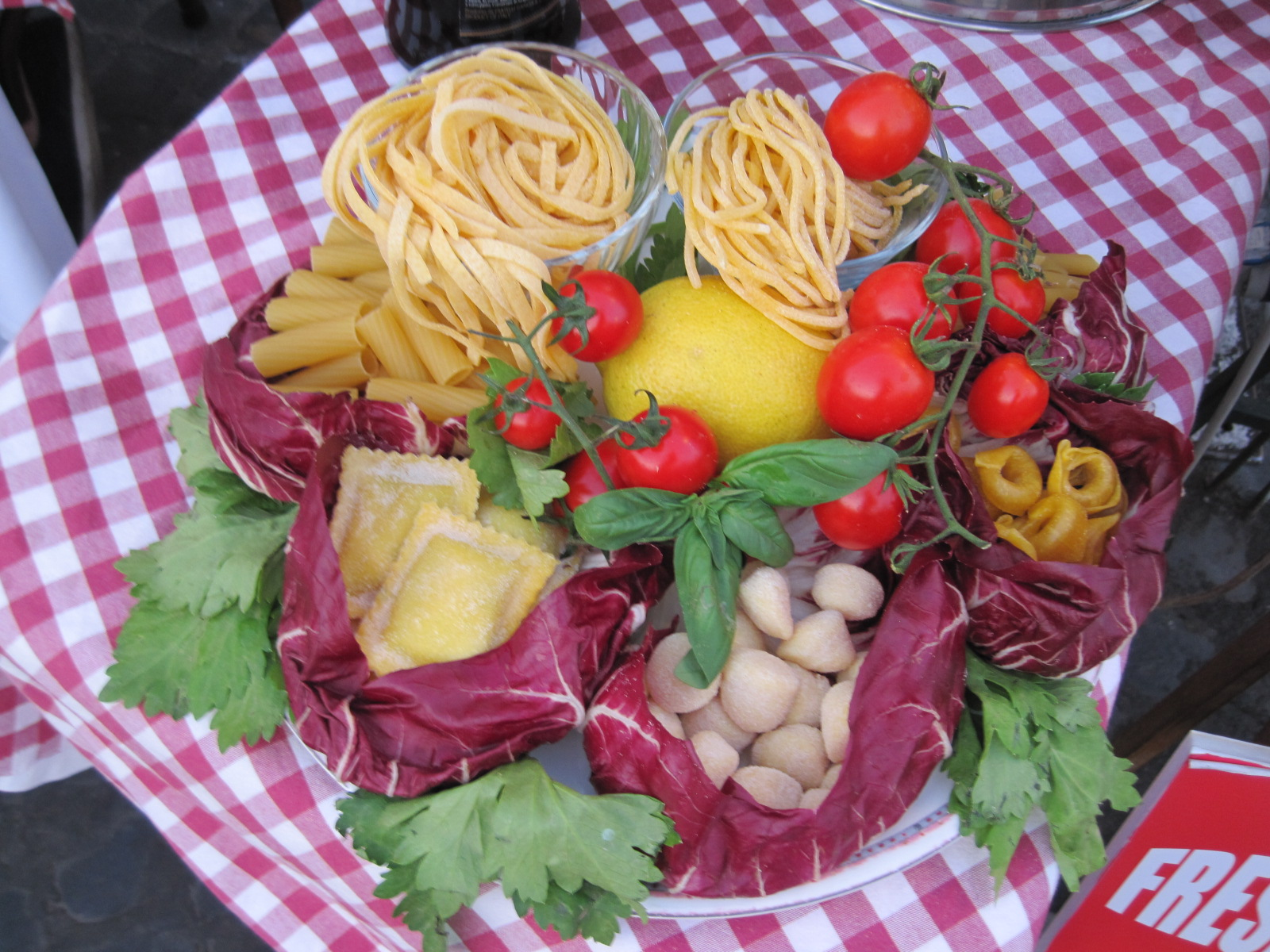
Quelques pâtes fraiches italiennes

C'est en 1861 seulement que les nombreux royaumes, états et duchés (période appelée le Risorgimento), ont été unifiés en une seule nation. Chaque région a donc conservé ses propres caractéristiques culturelles que l'on retrouve dans les pratiques culinaires d'aujourd'hui. Les plats traditionnels sont au centre de l'identité de chaque région. Cela s'explique par la façon dont les recettes sont transmises : enseignées oralement, de génération en génération, rarement consignées dans les livres de cuisine, elles sont perpétuées au sein des familles durant des années, ne subissant pratiquement aucun changement au fil du temps[réf. nécessaire].
C'est une cuisine très variée, en grande partie grâce à ses influences régionales, allant de la polenta, originaire du nord de l'Italie, de la pizza à Naples, jusqu'au couscous de Trapani, en Sicile. Les vins italiens et les fromages italiens sont essentiels, soit à la préparation de plats, soit à leur consommation. Cela va du Chianti au Valpolicella, et du Parmigiano Reggiano au Pecorino.

### Abruzzes

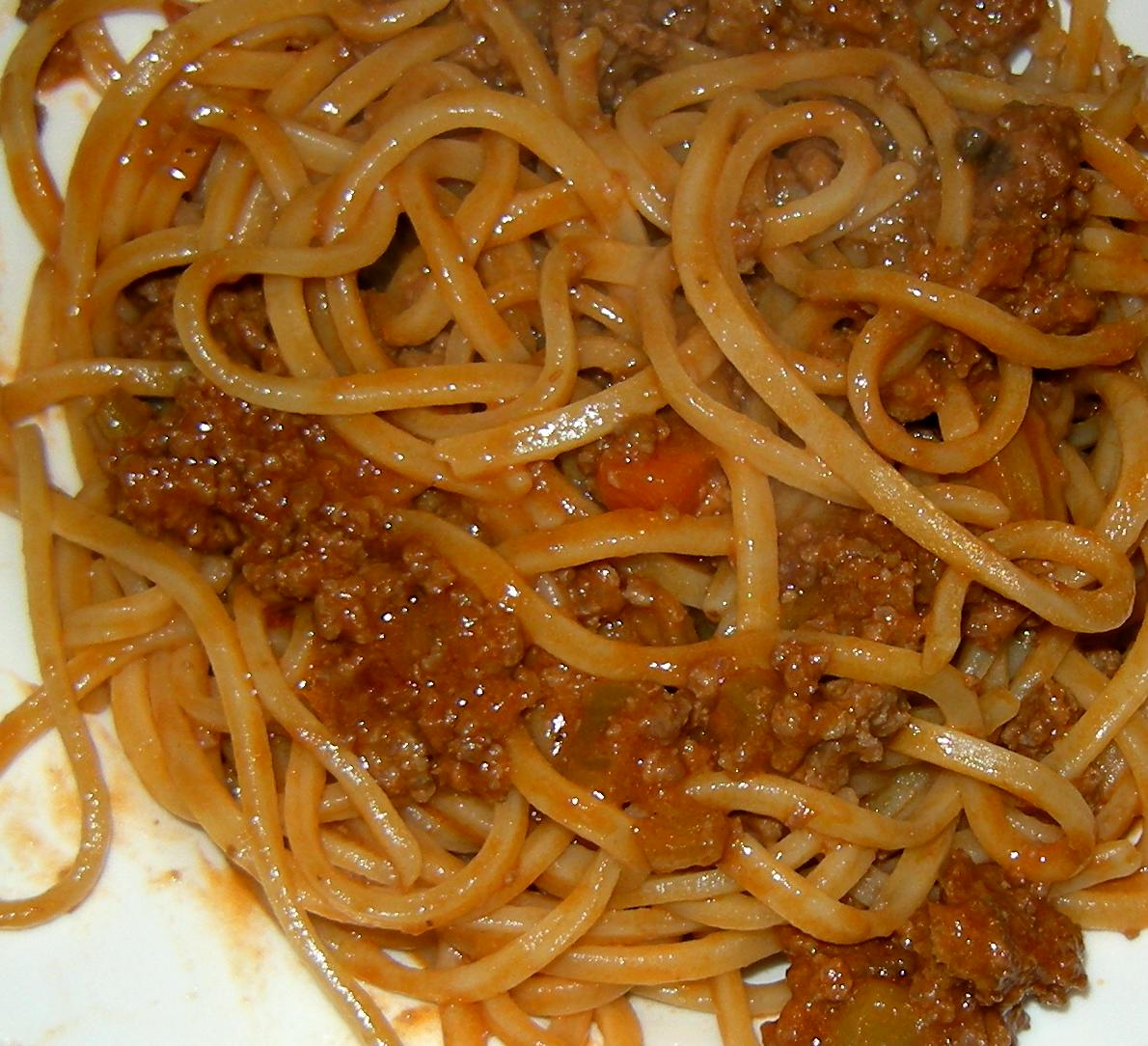
Maccheroni à la chitarra.

La cuisine abruzzaise s'appuie sur la cuisine pastorale, montagnarde et côtière des Abruzzes. Les aliments de base de la cuisine comprennent le pain, les pâtes, la viande, le fromage et le vin. L'isolement qui caractérise la région depuis des décennies a assuré l'indépendance de sa tradition culinaire par rapport à celles des régions voisines. La cuisine locale a été largement appréciée dans une enquête de 2013 auprès des touristes étrangers.

### Basilicate

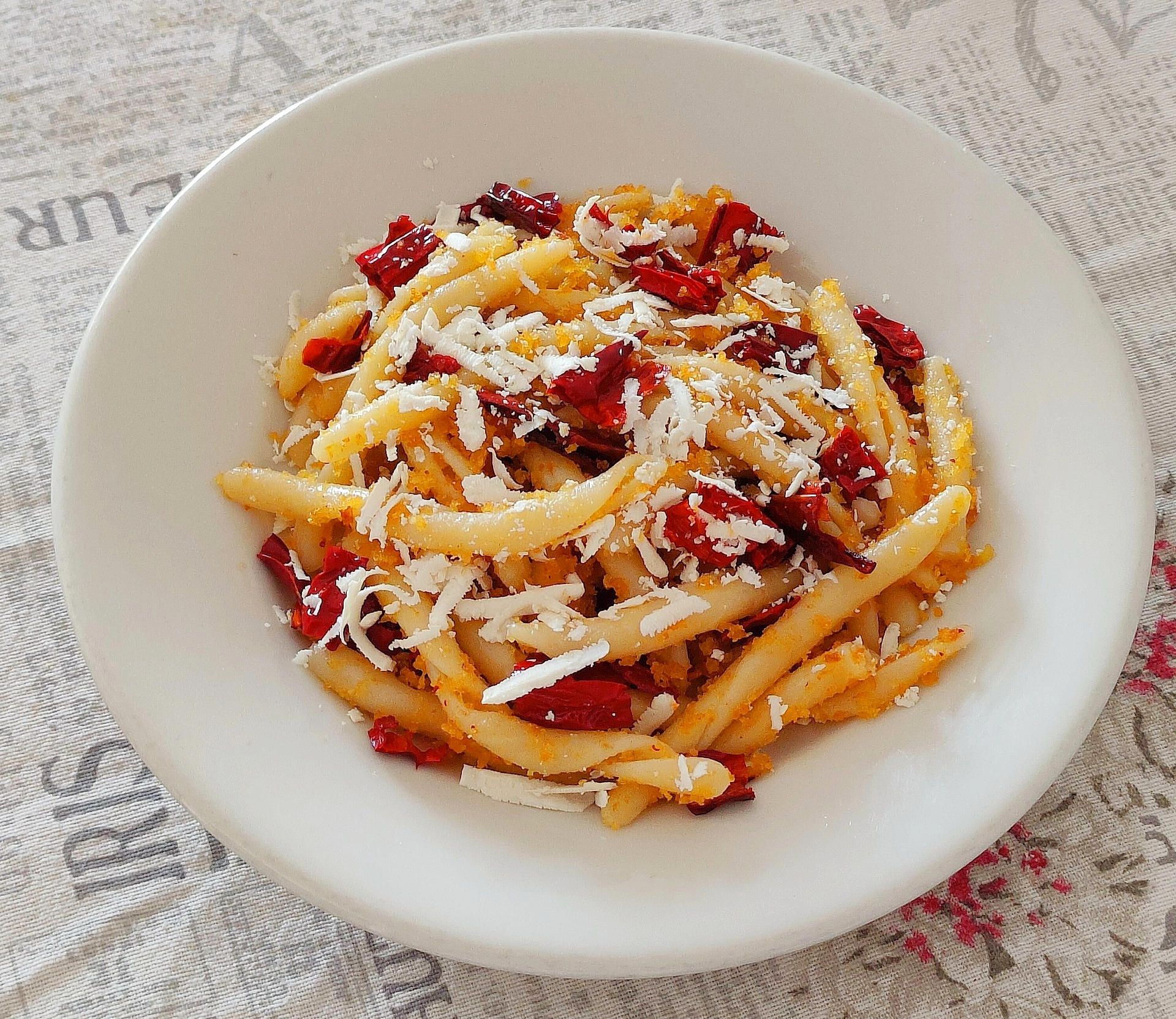
Pasta con i peperoni cruschi.

La cuisine de la Basilicate est humble et profondément ancrée dans les traditions rurales. La viande est largement utilisée, en particulier le porc, le sanglier et l'agneau. La région est connue pour sa saucisse de porc, appelée lucanica, dont le nom dérive de la Lucanie, une ancienne région qui comprenait presque toute la Basilicate.
Le peperone crusco, une variété de poivron sec et croquant, est un ingrédient symbolique de la cuisine locale, connu comme « l'or rouge de la Basilicate ». C'est consommé comme snack ou comme ingrédient principal de plusieurs recettes régionales.
Parmi les plats traditionnels, il y a la pasta con i peperoni cruschi, plat de pâtes avec peperone crusco, mie frite et cacioricotta ; le tumacë me tulë, plat de pâtes avec tomate, anchois, noix concassées et mie ; la rafanata, une sorte d'omelette au four avec raifort et pommes de terre ; la ciaudedda, un ragoût fait d'artichauts, pommes de terre, fèves et pancetta ; et le baccalà alla lucana, un des rares plats de poisson de la région. Les desserts comprennent le tarallo dolce, glacé de sucre et parfumé à l'anis et les calzoncelli, pâtisseries frites remplies d'une crème de marrons et chocolat.
La Basilicate est aussi connu pour le vin Aglianico del Vulture et pour les eaux minérales qui sont largement vendues en Italie.

### Campanie

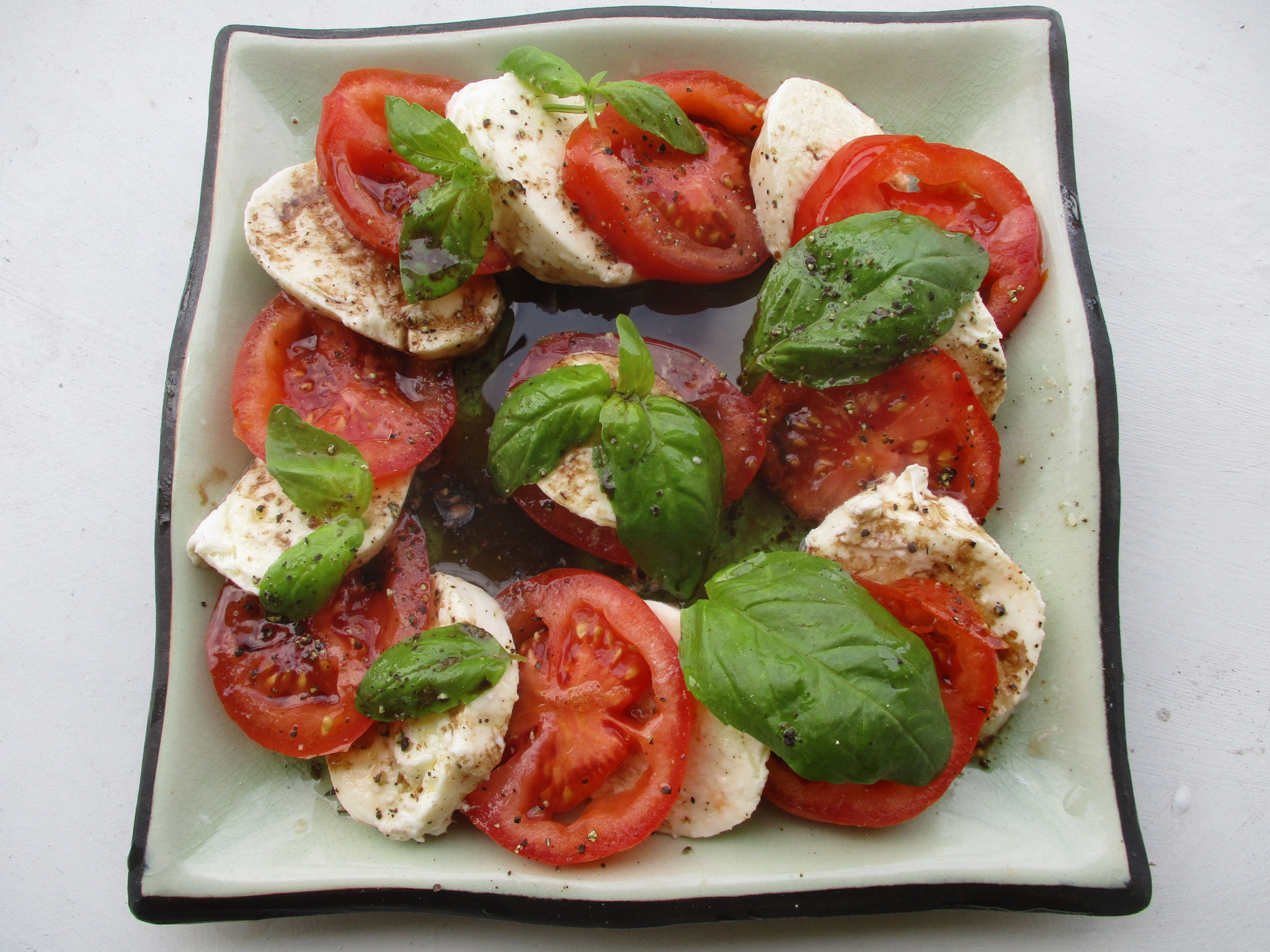
Salade caprese, avec tomate, mozzarella et basilic.

La cuisine napolitaine est réputée pour être l'une des meilleures d’Italie. De nature gourmande, les Napolitains ont su miser sur une cuisine savoureuse et généreuse, élaborée à partir de produits simples mais qui comble les palais les plus exigeants. Les bienfaits de la diète méditerranéenne, à la base de la gastronomie de la Campanie, ne sont plus à prouver. Pauvre en graisses animales au profit des graisses végétales, elle est riche en légumes et pauvre en viande, notamment les viandes rouges (cette diète consiste à ne manger de la viande rouge qu'une fois par mois et de la viande blanche qu'une fois par semaine). Les plats à base de poisson occupent une place importante : la population utilise toutes les espèces qui foisonnent dans le golfe.
Mangiafoglie, « mange-feuilles », c'est ainsi qu'on désignait les Napolitains autrefois. On les surnommait ainsi pour l'habitude qu'ils avaient de consommer énormément de légumes, surtout des légumes verts, avec beaucoup de feuilles, notamment les brocolis.
Au début du XVIe siècle, pour des raisons encore inconnues, peut-être historiques, agricoles, sociologiques, ou encore économiques, les Napolitains se sont mis à consommer et à fabriquer des pâtes. À l'époque, les pâtes étaient considérées comme une spécialité sicilienne. En effet, les Siciliens fabriquaient des pâtes mais le peuple n'avait pas les moyens de se les offrir. Ainsi, au XVIe siècle dans la région de Naples, à Amalfi, à Gragnano, à Torre Annunziata, à Torre del Greco, beaucoup de petites fabriques de pâtes (pastificio) virent le jour. La prolifération de ces fabriques a été favorisée par un microclimat spécifique, permettant le séchage rapide des pâtes, ainsi que par l'énorme quantité de blé dur produite dans cette région. Ainsi donc, les pâtes se démocratisent, mais les Napolitains ne mangent pas les pâtes comme les aristocrates : contrairement à eux, ils les consomment al dente et ils les mélangent à des légumes, à un peu de viande et à un peu de poisson.
Il faut attendre le XVIIIe siècle, pour que le duc Ippolito Cavalcanti, un grand nom de la gastronomie napolitaine, explique dans ses livres, destinés à l'aristocratie et à la bourgeoisie montante, que les pâtes doivent se manger comme le font le peuple napolitain : « vertes », « pas mûres » (c'est-à-dire al dente) car, écrit-il, « c'est ainsi qu'elles sont le plus digestes ! ». De plus, il préconise de les mélanger à des légumes, à de la viande, à du poisson, à l'instar du peuple napolitain. Il faudra attendre le début du XIXe siècle pour que cette pratique culinaire se répande dans toute la péninsule italienne et parmi tous les Italiens ayant émigré dans le monde entier.

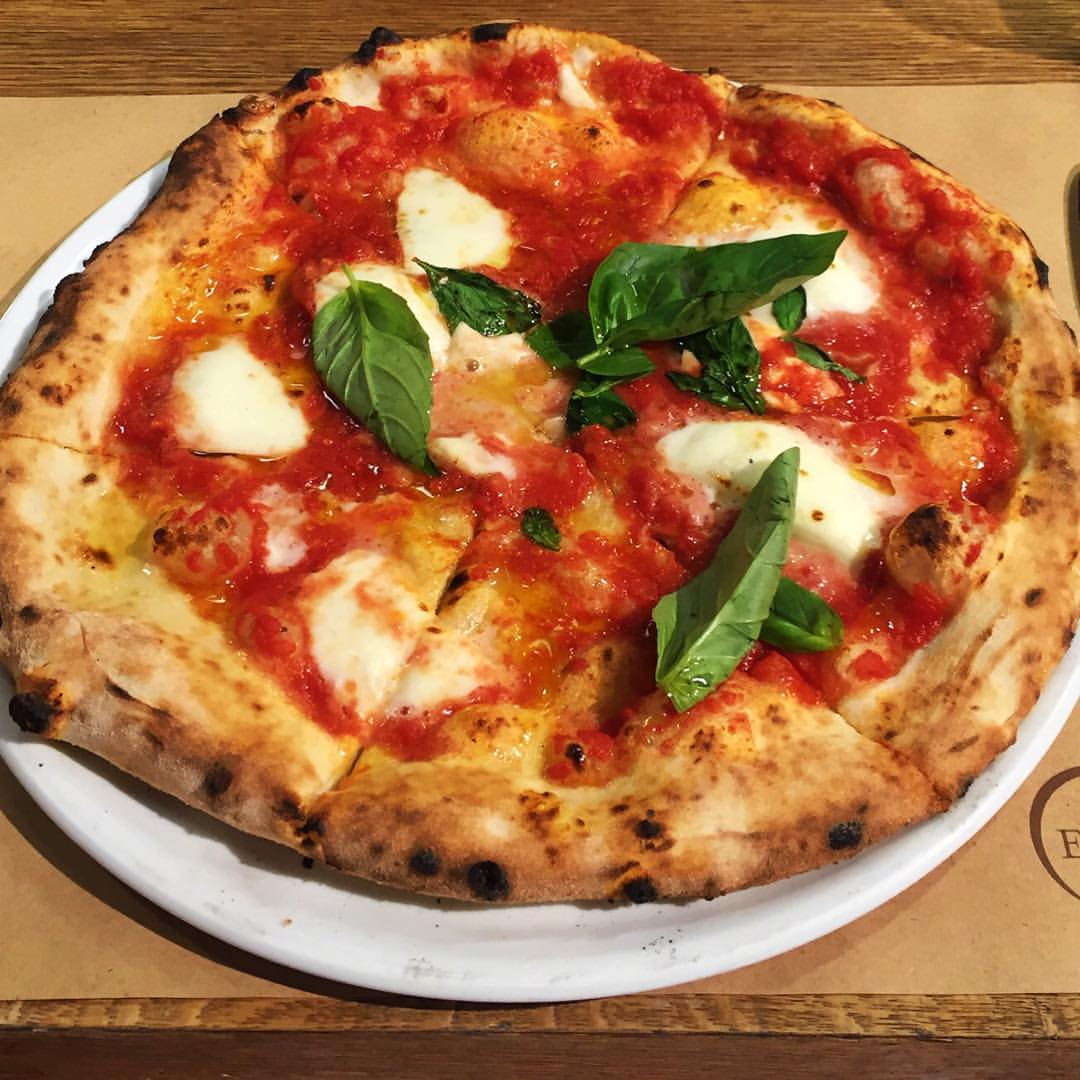
Pizza Margherita, originaire de Naples, aux couleurs du drapeau italien

On a coutume de penser que les couleurs du drapeau italien se retrouvent sur la pizza, la margherita en est l’incarnation parfaite : du vert pour le basilic, du blanc pour la mozzarella, du rouge pour la sauce tomate. Si la carte des pizzas à Naples n’est pas plus forcément plus longue que celle que l’on peut trouver dans les pizzerias en dehors de l’Italie, procédé et « savoir-faire » sont tout autres. La pizza du commerce est préparée sous les yeux des clients par un pizzaïolo et saisie quelques minutes seulement dans un four à bois.
À Naples, également, s'élabore la pizza soufflée vesuvio, qui n’est pas forcément servie ailleurs dans le pays. La Campanie est connue, par ailleurs, pour sa mozzarella di bufala (dont la saveur n’a rien à voir avec celle des mozzarellas de l'industrie agroalimentaire internationale) élaborée à partir de lait de bufflonne. À Sorrente, située dans la baie de Naples, on savoure la liqueur de citron, le limoncello et, éventuellement sa crema (crème de limoncello). Naples est la capitale de l’expresso. Au titre des spécialités napolitaines, la sfogliatella, pâtisserie fourrée à la ricotta (recuite de petit-lait), aux raisins secs et aromatisée au zeste d’orange. L’un de ces feuilletés, la sfogliatella riccia, est strié et croustillant, l’autre, le frolla, fait de pâte sablée, est plus mou et s’effrite facilement.
Un menu napolitain peut commencer par une belle mozzarella in carrozza (mozzarella fondante, parfumée à l'origan et panée), obligatoirement des anchois, et continuer avec une entrée à choisir entre spaghetti alla puttanesca (sauce à base d'anchois, câpres et olives), ou avec les clovisses (palourdes), ou bien des maccheroni au ragoût napolitain, dont la préparation requiert plusieurs heures et en fait ainsi un digne antagoniste du ragoût à la sauce bolognaise. Comme plat principal, l’impepata di cozze (moules à l'ail et au poivre), ou bien les rougets en papillote. Ensuite, un  fromage affiné. À Naples, le choix se porte sur la scamorza (fromage du type mozzarella au goût légèrement fumé) et le caciocavallo (de forme rectangulaire).

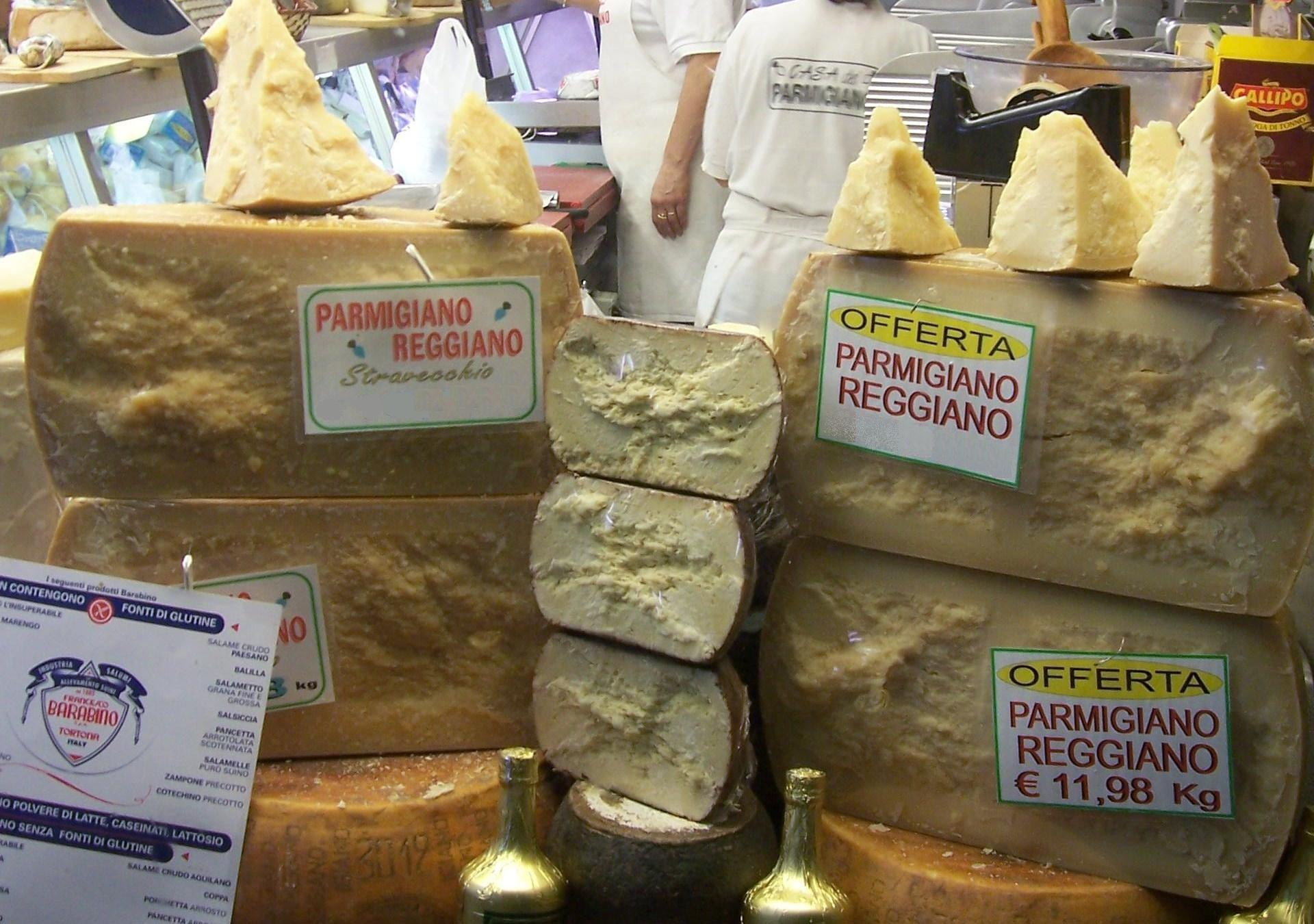
Parmigiano Reggiano dans une fromagerie à Gênes.

### Émilie-Romagne
La cuisine romagnole d'Émilie-Romagne a un patrimoine considérable, avec des racines historiques profondes, qui se répartit de façon homogène sur tout le territoire. Les plats typiques sont, notamment, la sauce bolognaise, la charcuterie (mortadelle), le jambon de Parme, et le Parmigiano Reggiano produit dans les fabriques artisanales de la région de Parme. Autre spécialité culinaire régionale : le vinaigre balsamique de Modène.

### Latium et Rome

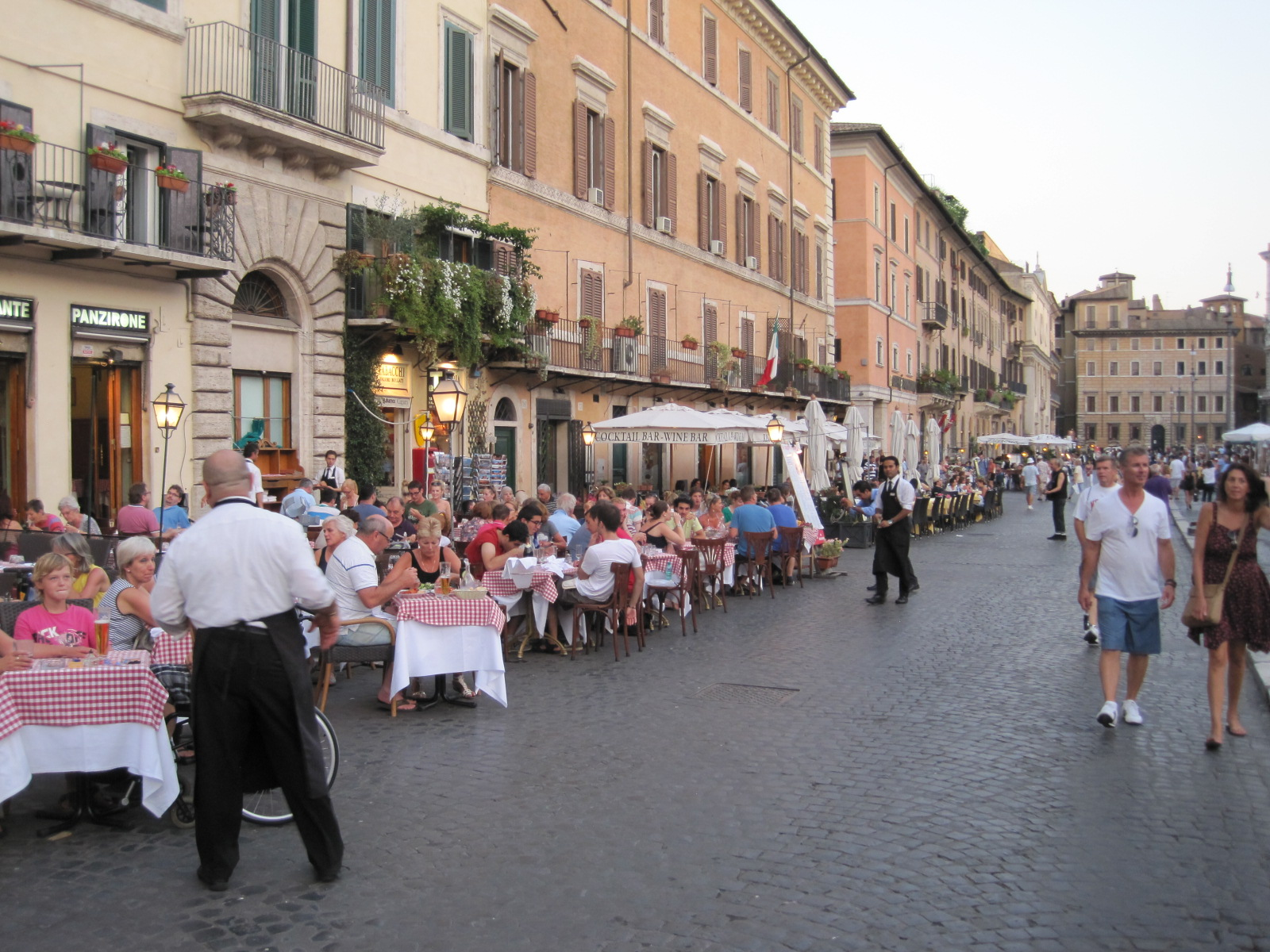
Restaurants de la piazza Navona de Rome

La cuisine romaine est simple, saine, nutritive et savoureuse. Elle est très variée : spécialités à base de pâtes, de viande, d’abats et de poissons et quantité de recettes à base de légumes. C’est une cuisine qui respecte les saisons, proche de la nature et du terroir. Les Romains respectent la tradition culinaire qui impose les gnocchis le jeudi, la morue le vendredi, et les tripes le samedi. La cuisine du Latium est représentée en grande partie par la cuisine romaine, dans laquelle sont réunies toutes les spécialités des traditions culinaires de la région, devenant ainsi un riche et savoureux résumé d’une gastronomie variée, dans laquelle apparaissent les apports des zones voisines et des autres communautés, la première étant la communauté juive qui a des racines historiques anciennes.
La Ville Éternelle a toujours connu un mélange des aliments venant d'autres lieux, depuis que les légions romaines ont commencé à recueillir des recettes et ingrédients et, dans certains cas, les cuisiniers des contrées les plus lointaines de l'Empire romain. En tant que capitale de la nation, Rome a tiré son inspiration culinaire de toutes les régions du nord et du sud, avec une préférence pour les régions proches du Latium. Rome est connue pour ses gelati (crèmes glacées), ses maritozzi (brioches aux raisins secs), ses bignè (choux à la crème), le gâteau de fruits et de noix au rhum, appelé pan giallo, et un flan imbibé d'une liqueur sirupeuse et appelé zuppa inglese ; ce n'est pas, comme son nom l'indique à tort, une soupe anglaise.

### Ligurie

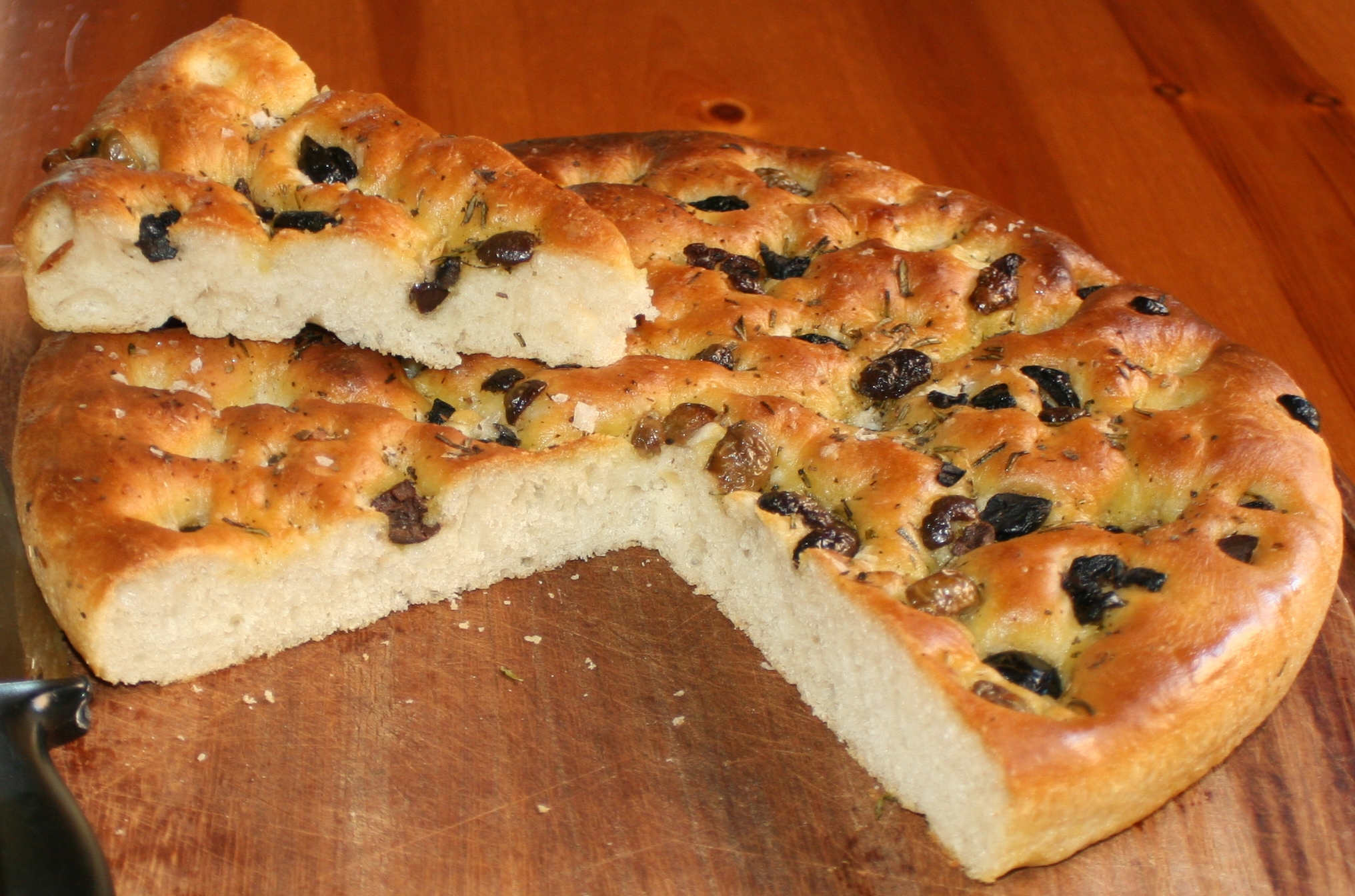
Focaccia aux olives.

La cuisine de Ligurie est influencée par la proximité de la mer Méditerranée, les Alpes et les Apennins et la proximité de la France facilite l'échange de spécialités. La Ligurie est une des plus petites région d'Italie, mais possède une forte densité de population et la cuisine est considérée comme très « économique ». Par sa position en bord de mer, le climat est doux et humide de sorte que de nombreuses plantes communes comme bourrache, blettes, épinards servent de remplissages dans les tartes, les pâte feuilletée (tortelli). Les légumes sont mélangés entre-autres avec du fromage, des œufs, noix de pin, pistaches. Le basilic est le plus utilisé parmi les plantes aromatiques, la préparation la plus célèbre est le « pesto alla genovese. » Le port et la ville de Gênes ont une forte incidence pour la diffusion de la cuisine ligure à travers le monde.
La cuisine ligure est à base de fruits de mer avec les poissons et fruits de mer prélevés dans la mer de Ligurie. Parmi les poissons figurent majoritairement les sardines, les anchois, le maquereau, les aiguillettes et parmi les crustacés, les crevettes et les homards.

### Lombardie

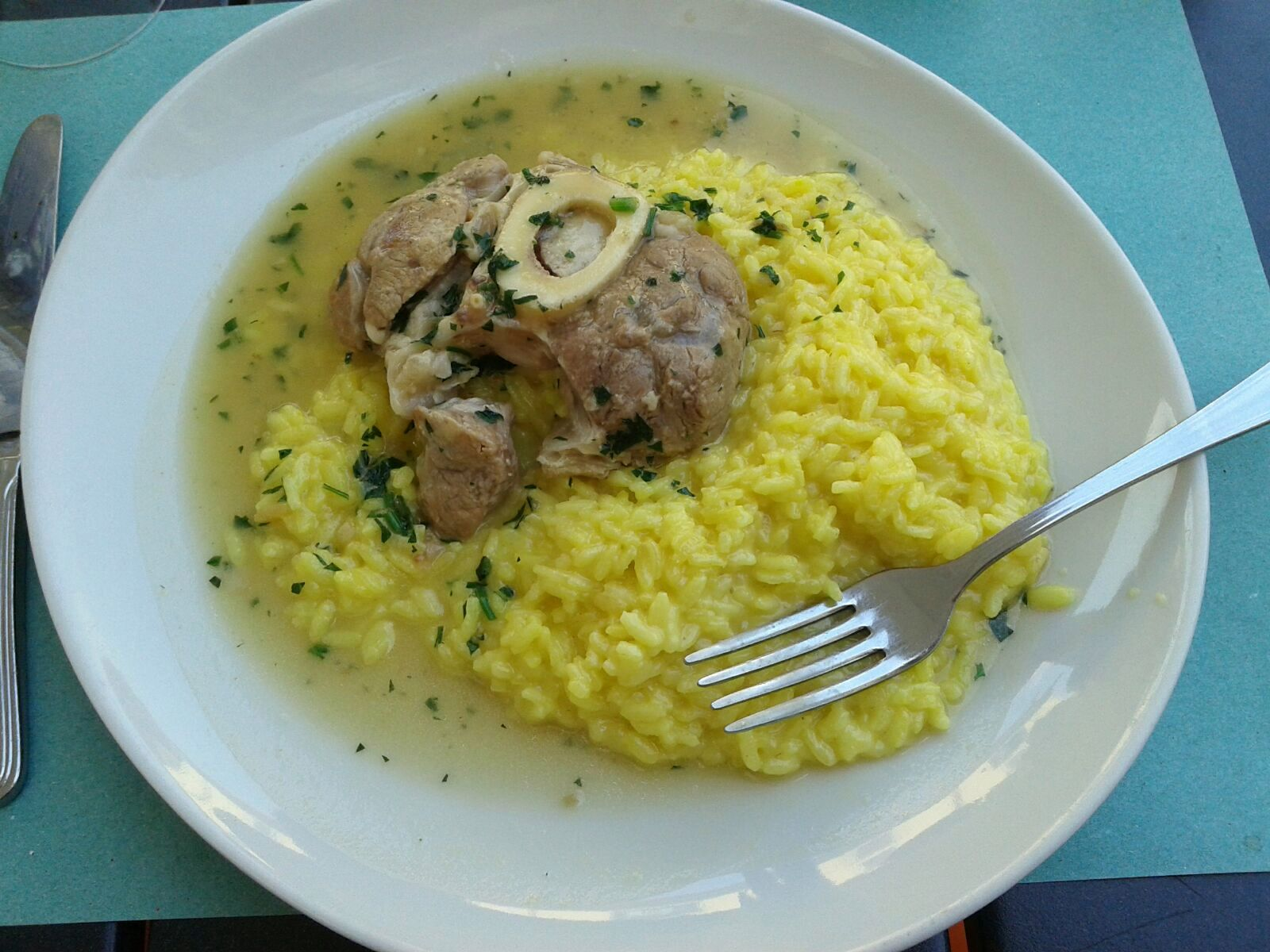
Ossobuco et risotto à la milanaise.

La tradition culinaire privilégie les plats à base de riz, maïs, beurre, porc ou lard et bœuf, elle détonne du reste de l'Italie en délaissant souvent les pâtes. Dans la métropole de Milan, on peut trouver souvent du risotto à la milanaise (safrané et à la moelle de bœuf), de l'escalope à la milanaise, de l'osso buco, du cassoeula, panettone, michetta, Salame Milano, Cacciatore (un petit salami). Du côté de Crémone, la mostarda di frutta (un des condiments accompagnant le bollito misto) et le Torrone de Crémone. Tandis qu'à Bergame et à Brescia les plats de viande sont souvent accompagnés de polenta en contorno. On y trouvera également les casoncelli (casonsei), le dessert polenta e osei ( à ne pas confondre avec la version polenta e osei salée) et le donizetti Spriss (variante du Spritz vénitien).

### Piémont
La cuisine piémontaise a bâti une bonne partie de sa renommée sur la qualité des produits locaux, dont elle est redevable à la configuration géographique multiforme de la région et de ses plaines, à ses lacs, à ses collines et à ses montagnes. Parmi ses spécialités, il y a les hors-d'œuvre, le beurre qui est largement utilisé, les légumes crus, le sanato (veau du Piémont âgé de quelques mois, nourri uniquement de lait) et les truffes. Dans la tradition culinaire du Piémont est aussi très important le chocolat puisqu'il fut introduit très tôt de l'Amérique avec le mariage Charles-Emmanuel Ier, prince de Piémont avec Catherine d'Espagne en 1585. Au XVIIIe siècle à Turin fut produit le premier chocolat sous forme de barre avec une machine hydraulique (le brevet fut acheté par Caffarel) et au début du XIXe siècle se développe la premier industrie chocolatière italienne.
Le mouvement international Slow Food, créé par Carlo Petrini, cherche à préserver la cuisine régionale de qualité, ainsi que les plantes, les semences, les animaux domestiques et les techniques agricoles qui lui sont associés.

### Pouilles

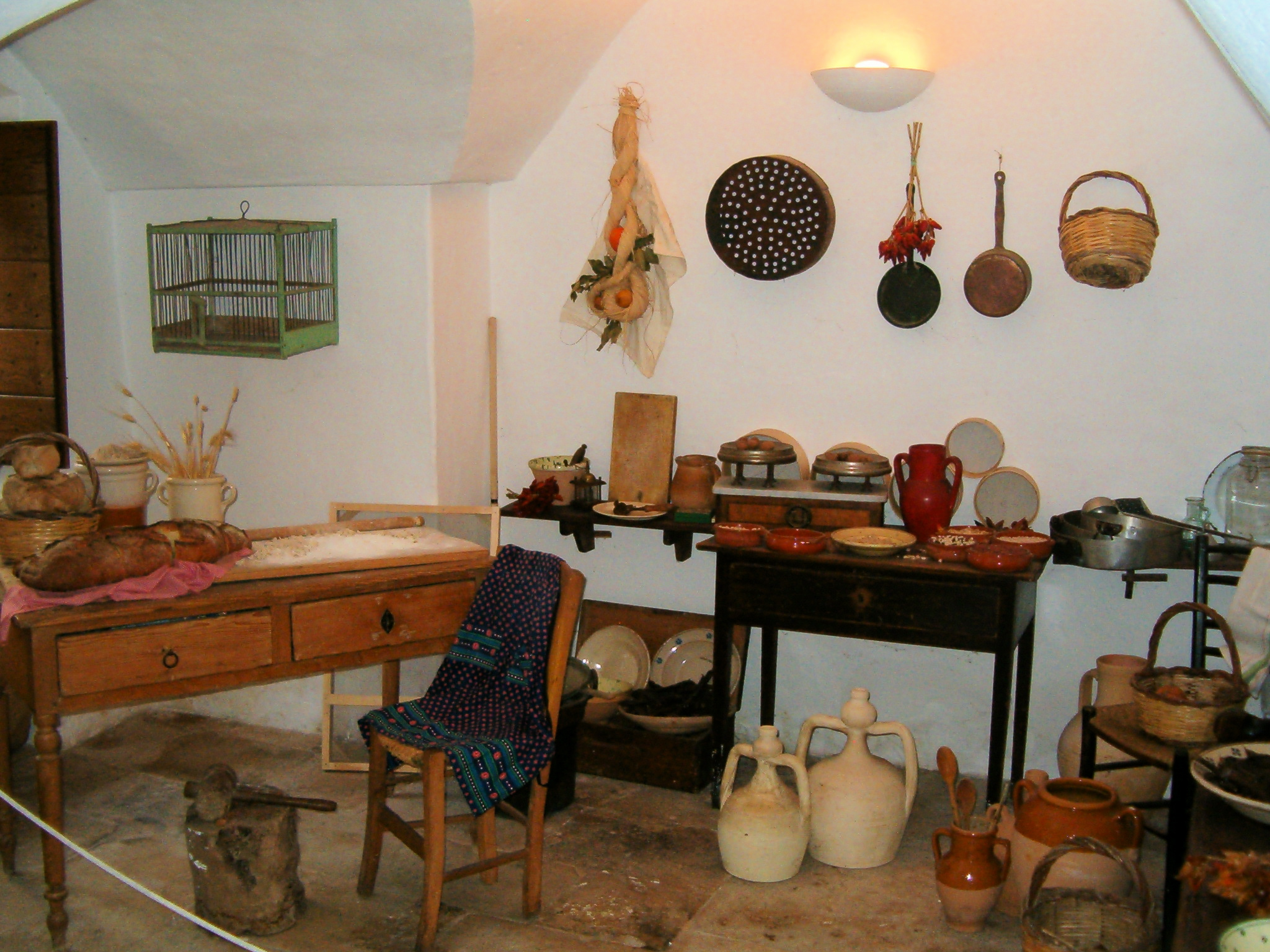
Cuisine traditionnelle des Pouilles, à Alberobello.

La cuisine des Pouilles est surtout caractérisée par l'accent mis sur les produits frais, à la fois terrestres et maritimes, et le fait que tous les ingrédients sont précisément destinés à renforcer les saveurs et à ne pas modifier la base des produits utilisés. Elle fait partie du régime méditerranéen qui en a fait sa base. Par conséquent, vous trouverez tous les légumes de saison, chou vert, navet, poivrons, aubergines, artichauts, toutes les légumineuses, pois, fèves, lentilles, haricots, tous les produits de la mer, en particulier de l'Adriatique (ces derniers ont une caractéristique particulière qui les distingue[Laquelle ?]). En outre, les recettes varient d'une province à l'autre, et parfois de ville en ville, si bien que les recettes dans les provinces de Bari, Brindisi et Tarente, situées près de la mer Adriatique, ne sont pas les mêmes que dans la province de Foggia, plus accidentée, et de Lecce, la Florence du sud.
Il existe de nombreuses recettes qui font que cette cuisine, qui a aussi une caractéristique qui la distingue des autres, propose des plats différents en fonction des saisons, de sorte que pendant le printemps et l'été, la préférence est donnée aux légumes et au poisson, ainsi qu'aux pâtes faites maison, servies avec différentes sauces, seules ou combinées avec des légumes ou du poisson. Les fêtes catholiques ont aussi une influence sur la cuisine des Pouilles : les cartellate au miel ou au vino cotto pour Noël, les pettole ou les pizze fritte pour les fêtes de fin d'année, le grano cotto, à base de blé et de fruits d'automne pour la Toussaint, les taralli pour Pâques.
Le plat le plus typique sont les orecchiette à la sauce de viande de cheval, la recette est maintenant largement répandue dans tous les livres de cuisine, mais ils sont moins connus que les orecchiette avec des feuilles de navet, la chicorée avec la purée aux haricots, et ceux qui relient la zone de la Méditerranée, tels que les cavatelli aux moules ou le riz au four.

### Sardaigne

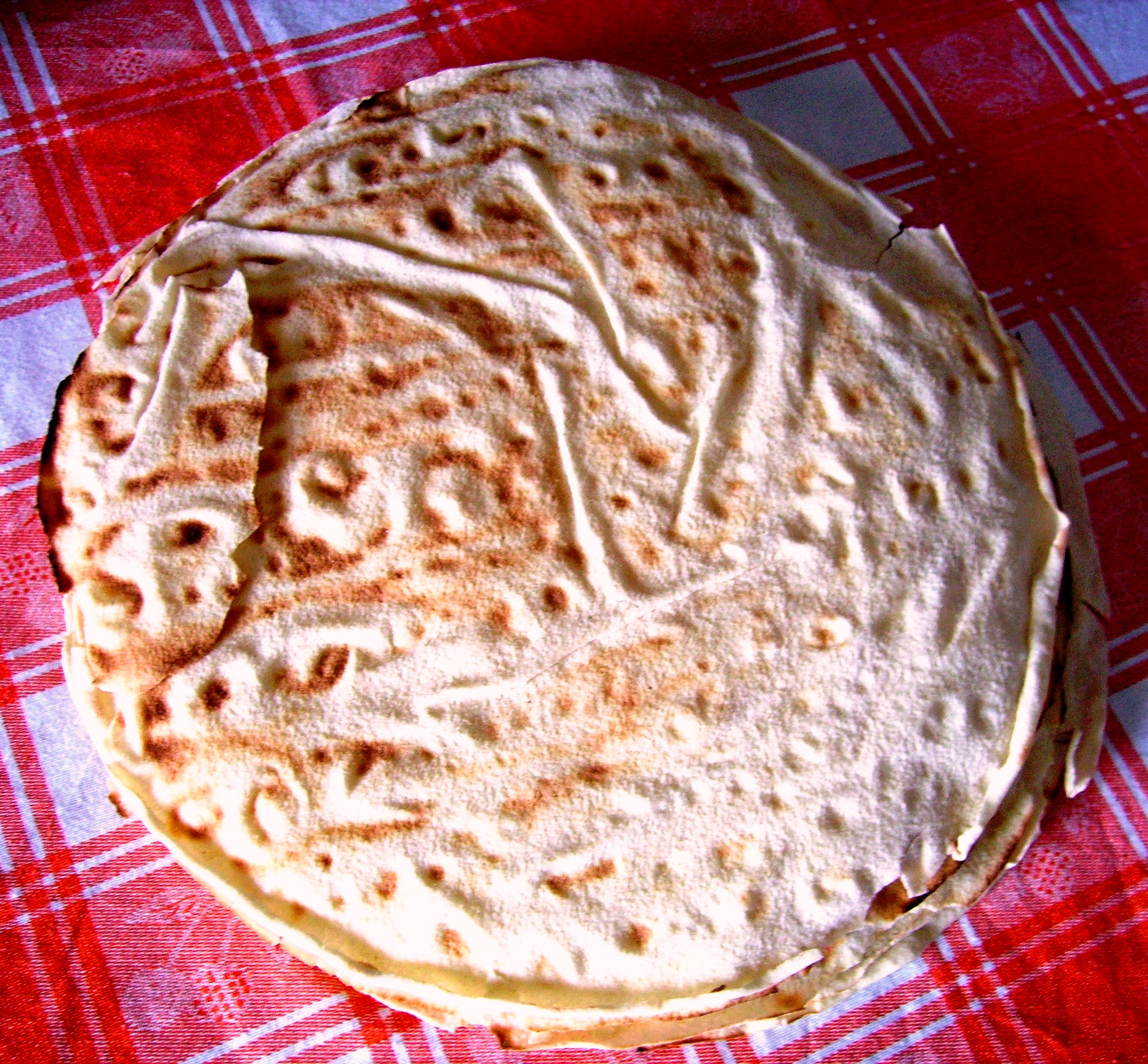
Pain sarde, pane carasau.

La cuisine de la Sardaigne est basée sur la diète méditerranéenne, donc les fruits de mer et les fromages sont très utilisés dans la préparation des plats. Le pecorino sarde est mondialement connu, fait avec du lait entier de brebis et conservant les arômes des herbes broutées non polluées. Il a une forme cylindrique et dépasse rarement les 3 kg. C'est un excellent fromage de table, bien que sa polyvalence permette aussi de le déguster rôti ou râpé. Sans oublier la ricotta, au goût très doux, qui est souvent mélangée à d'autres aliments goûteux (sucre, épinards…). Elle fait partie des ingrédients de très nombreuses préparations sardes et italiennes.
La cuisine a une forte influence du temps de la république de Gênes et est fortement basée sur la pêche, notamment le thon rouge, le cœur de thon, le musciame (filet de poisson séché), sans parler du cascà, un couscous de son avec des légumes, originaire du peuple tabarchin, il tabarchino (dialecte parlé en Sardaigne). Le golfe d'Orosei est la porte d'entrée de la Barbagia, dans le cœur de l'île, où la cuisine provient d'une tradition antique pastorale et rurale, notamment pour le stufato de mouton, le pain, le pain pane carasau et ses variantes, le guttiau (chauffé au four avec de l'huile d'olive et du sel). Le pain carasau est un pain unique, en forme de disque mince très croquant, obtenu par la double cuisson dans le four.
D'autres types de pain existent, le civraxiu pistoccu (une grosse miche de pain débitée en tranches), ainsi que le sas coghoneddas, le pain lentu et le pain d’ottieri. Tous préparés de différentes façons, ils accompagnent la table sarde, et font partie d'une tradition séculaire dans cette région.

### Sicile

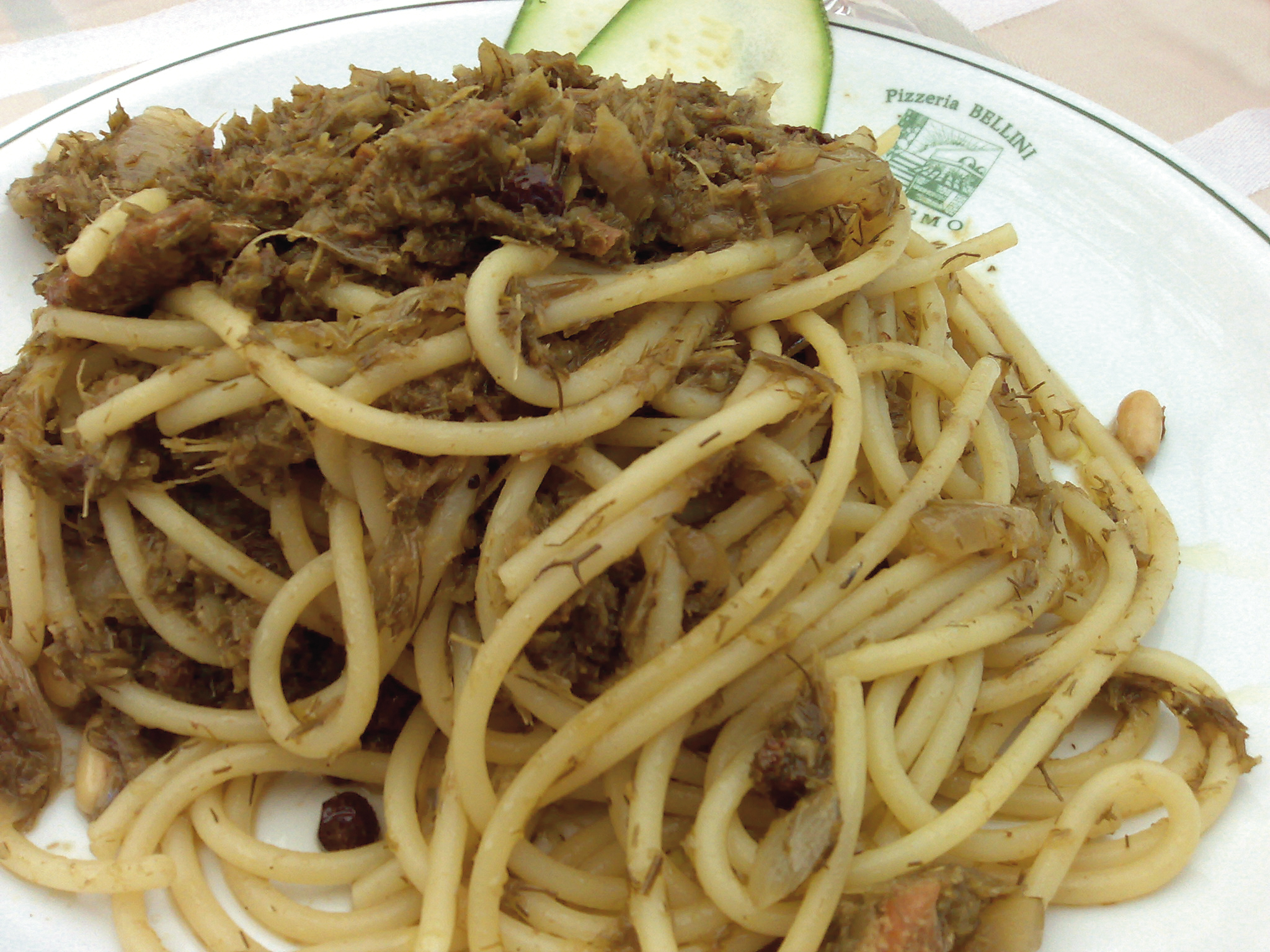
Pasta con le sarde.

La cuisine sicilienne est étroitement liée à la fois aux événements historiques et culturels en Sicile, ainsi qu'à la vie religieuse et spirituelle de l'île. Au cours des siècles, différentes civilisations, qui se sont succédé dans cette île — Élymes, Puniques, Grecs, Romains, Byzantins, Arabes, Normands, Français et Espagnols (voir : chronologie Sicile) —, ont laissé d'importantes traces de leur passage et la cuisine sicilienne en est ressortie colorée, épicée, fastueuse et étroitement liée aux vicissitudes historiques, culturelles et religieuses de tous ces peuples.
De la civilisation grecque, il reste surtout la cuisson en grillade, l'utilisation de l'origan, des olives et l'utilisation diffuse de légumes comme l'aubergine, la reine de la cuisine sicilienne. Les Arabes, peuple d'agriculteurs, introduisirent en Sicile la culture de la canne à sucre, du riz et des agrumes. L'influence arabe se retrouve principalement dans la pâtisserie. La cassate, un dessert typique de Sicile, doit son nom au mot arabe quasar (« casserole »), qui indique le moule rond que l'on utilise pour la préparer. Le terme « massepain » dérive également de l'arabe martaban.
La culture culinaire régionale est complexe et variée ; en effet, toutes les cultures qui se sont installées en Sicile dans les deux derniers millénaires ont contribué à cette diversité. Les habitudes alimentaires délicates de la Magna Grecia Monsù (Grande-Grèce), les chefs français des familles nobles, les influences arabes, les abats cuits dans la rue venant des origines juives, l'ensemble contribue à la cuisine variée et raffinée de la Sicile. Dans la cuisine sicilienne, on utilise uniquement l'huile d'olive extra vierge, à la fois pour la cuisson et l'assaisonnement. Le beurre est très peu utilisé, le suif est utilisé uniquement pour adoucir la pâte pour les confiseries.
Les principaux ingrédients sont principalement les légumes, les produits de la pêche (poissons, mollusques et crustacés). La viande est rarement utilisée, et principalement sous forme d'abats. Le poisson est traditionnellement présent dans les restaurants siciliens, servi frais, parfumé à l'huile d'olive, ail, câpres, olives, chapelure et orange. Les plats sont complétés par les herbes qui poussent en abondance : basilic, persil, feuilles de menthe, laurier sauce, origan, romarin, sauge, oignons sauvages, graines de fenouil et fenouil, noix de pin, raisins secs, mie de pain muddica, zeste d'orange, jus de citron… Les câpres, l'ail et les oignons sont aussi souvent présents dans les préparations culinaires. Les amandes, les noisettes et les pistaches sont très utilisées, tant dans la préparation de friandises et de boissons que pour le riz et les pâtes.
Au milieu du repas se placent les pâtes, ou un plat de haricots (fèves fraîches, haricots secs, lentilles, orge, pois chiches). Dans la province de Trapani, San Vito lo Capo, se déguste le couscous au poisson, préparé avec de la semoule de blé dur. Le pain est principalement utilisé pour accompagner tous les repas, et consommé frais. Sur l'île, il existe de nombreuses variétés de pain, souvent parsemé de graines de sésame (connu sous le nom « pointe », ou giuggiulena). Le pain se trouve dans de nombreux rituels sacrés.
L'île produit enfin différentes variétés de fromage (vache et brebis), elle a également une tradition viticole forte, avec vingt-huit variétés de raisin, vingt et un vins DOC et sept millions d'hectolitres de vin produits chaque année. Ainsi que des gâteaux (frits, cuits au four, puddings), souvent avec des fruits et des noix. Souvent liées à des rites religieux, les douceurs siciliennes sont très présentes. Sont principalement utilisés la ricotta, le miel, mais aussi le chocolat de Modica artisanal, pour la célèbre et exclusive torta setteveli. Les glaces sont des éléments importants de la vie quotidienne en Sicile, et sont déclinées de façons différentes : c'est en Sicile qu'a été inventée au XVIIe siècle la production moderne de la crème glacée.

### Toscane

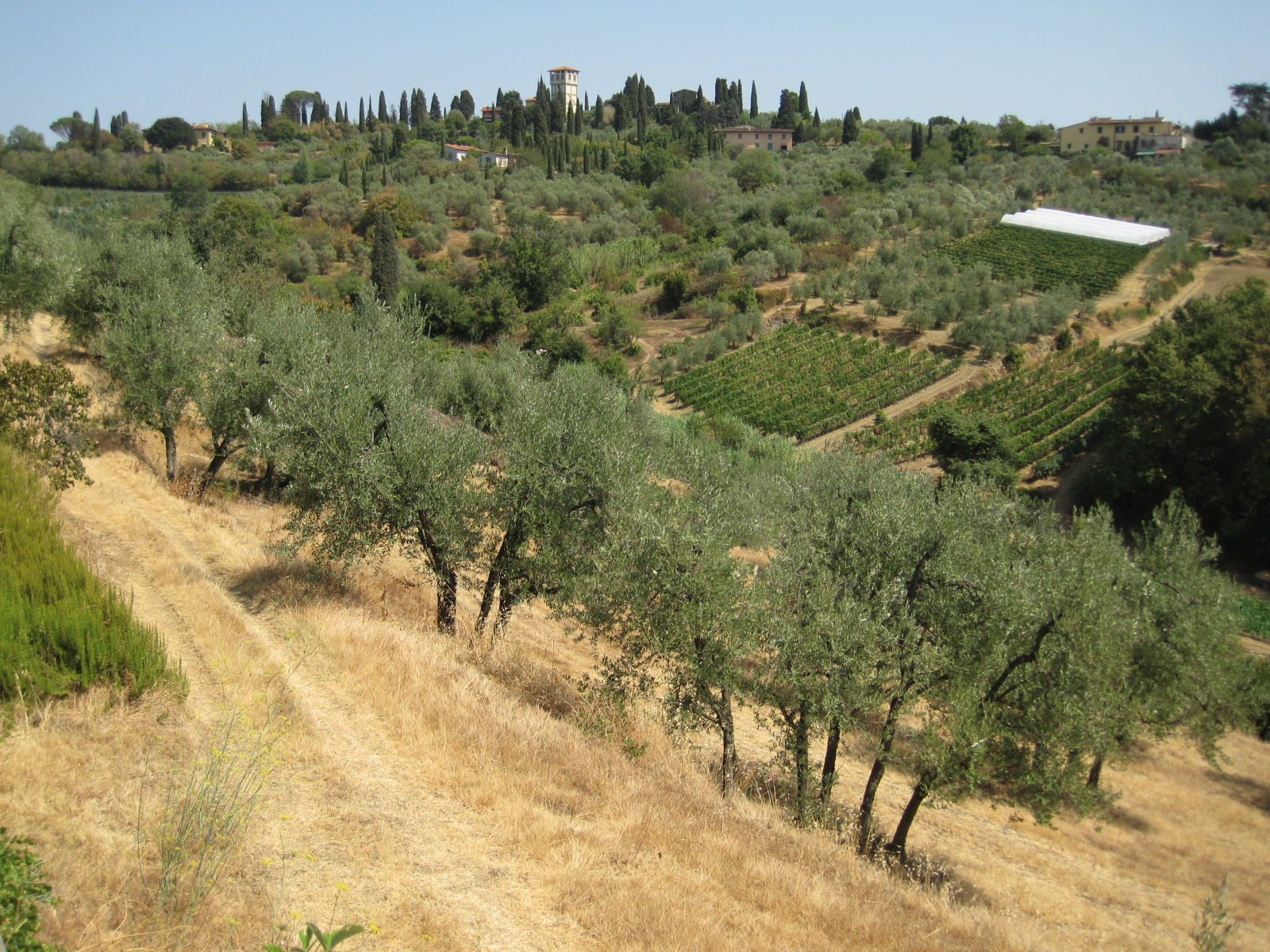
Oliveraie de Florence en Toscane

La cuisine toscane, expression du régime méditerranéen, est une cuisine essentiellement pauvre, basée sur des plats inventés avec les produits du jardin potager et des bois, et accompagnés de viandes provenant de l'élevage local, d'huile d'olive extra vierge uniquement. Les plats riches sont cependant présents, où l'on retrouve la truffe blanche dont la Toscane regorge, ou encore ceux qui prennent leurs origines dans les traditions nobles et dans lesquels on utilise moules, crevettes et poissons, que l’on trouve toujours très frais sur la côte. En Toscane, la cuisine représente toujours néanmoins une culture populaire, qui fait du Toscan un gourmet, toujours désireux d’unir au goût de la nourriture et de la boisson celui du bien-être à table.[réf. nécessaire]

### Vénétie

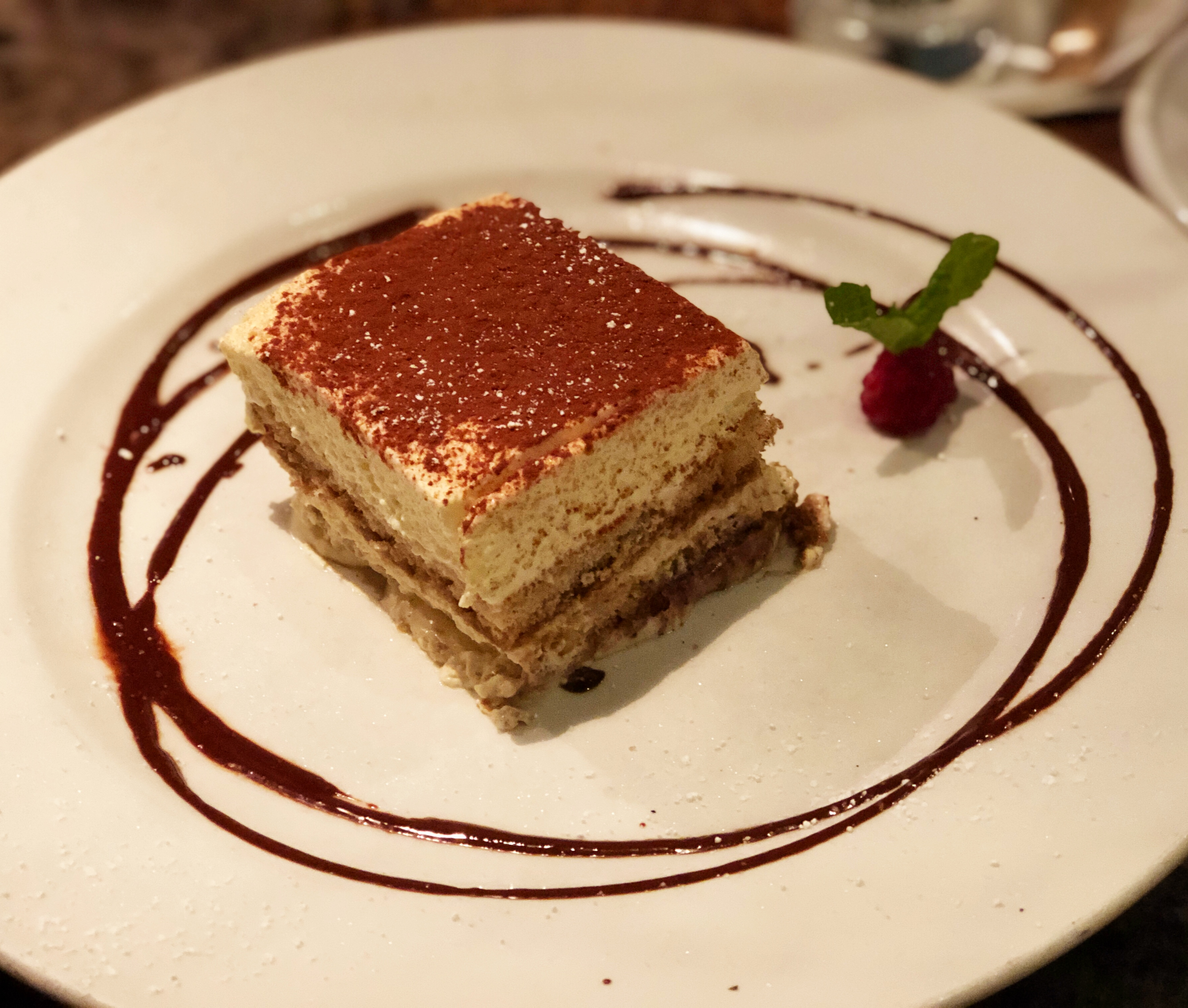
Présentation du tiramisu sur une assiette à dessert.

Dans la tradition culinaire de Venise, la Sérénissime, et dans la variété des produits qui la composent, se lisent l'histoire des marchands qui y vinrent, ou en partirent, pour faire commerce, du nord de l'Europe jusqu'à l'Extrême-Orient. Parmi les plats emblématiques, il y a la polenta e oseleti (polenta et oiseaux), et des plats rustiques comme le risi e bisi (riz et petits pois) ou la pasta e fasoi ou pasta e fagioli (pâtes aux haricots).
Outre les poissons de la lagune, le baccalà mantecato, préparation culinaire à base de morue, s'apprécie, ainsi que les moeche fritte, sortes de petits crabes, pêchés autour de l'Île de Burano. Les moecanti (les spécialistes des moeche parmi les pêcheurs de Venise) les capturent à la période de leur mue et, après un tri selon leur sexe, les moèche sont conservés quelques jours dans des viviers afin de les débarrasser complètement de leur carapace.

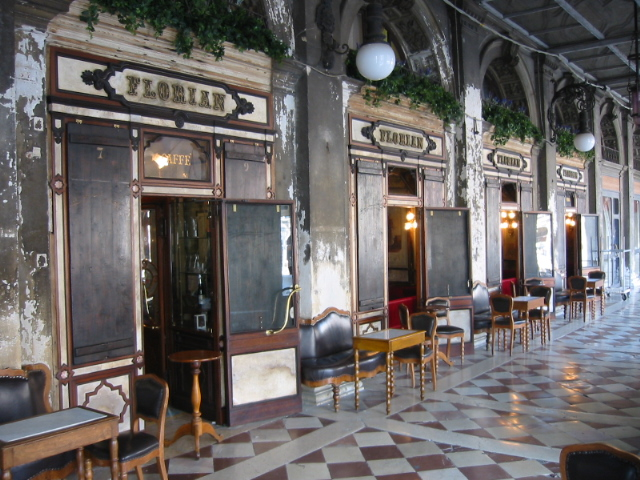
Caffè Florian de la place Saint-Marc de Venise

Rituel aussi de la culture gastronomique vénitienne : andar per bacari, ou andar per cicheti, qui signifie prendre l'apéritif dans d'anciennes tavernes (bacari), où les Vénitiens, dans une atmosphère de convivialité, grignotent des cicchetti, sorte de tapas locaux, à base de poisson servi sous forme de petit sandwich composé de pain ou de tranches de polenta.
Le Caffè Florian, bien connu de Carlo Goldoni, des frères Carlo et Gasparo Gozzi, et même du goulu Giacomo Casanova, est un café vénitien connu pour ses chocolats et ses petits gâteaux comme les bussolài buranei, surtout consommés pendant le carnaval.[réf. nécessaire]

## Patrimoine culturel immatériel
La diète méditerranéenne (« ensemble de savoir-faire, connaissances, pratiques et traditions », qui concerne l'Espagne, la Grèce, l'Italie et le Maroc), a été inscrite le 16 novembre 2010 sur la liste représentative du patrimoine culturel immatériel de l'UNESCO.

## Reconnaissance internationale
Selon un sondage Zoover, conduit en 2010 sur 16 sites internationaux (Europe et États-Unis), avec 10 501 répondants, avec 25 % des suffrages la cuisine italienne est la plus appréciée en Europe. Les utilisateurs pouvaient voter entre les cuisines nationales suivantes : anglaise, allemande, suédoise, polonaise, française, grecque, néerlandaise, turque, portugaise, belge, autrichienne, espagnole et italienne.
Des nouveaux sondages effectué par Zoover en 2012 avec 27,7 % des suffrages et par YouGov en 2017 avec le 84% des suffrages, confirme cette tendance où la cuisine italienne est la plus appréciée au monde,,.
En 2024, selon les analyses de la plateforme Taste-Atlas (qui se baseraient sur diverses revues et votes en ligne), c'est l'Italie qui possède la cuisine la plus remarquable à l’échelle mondiale,.

## Menu typique
Un menu italien traditionnel se compose généralement de :
- Aperitivo : composé d'une boisson, généralement un verre de vin, un cocktail ou un spritz, accompagné de stuzzichini ou de charcuteries. Les jeunes s'en servent comme motif de réunion dans un bar ou une enoteca avant le diner ;
- Antipasti : entrées ;
- Primo : premier plat, en général ce sont des pâtes :
  - Pâtes (pasta) sous toutes leurs formes, longues (le standard est alors les spaghetti et les tagliatelles, avec des dérivés de grosseur variable, portant différents noms) ou courtes (le standard est alors les penne, les rigatoni ou les gnocchis), ou plates (les lasagnes, généralement cuites au four), ou même farcies (les raviolis, les cannelloni ou les tortellini) ;
  - Riz, cuisiné en risotto ;
  - Gnocchis, petites boulettes de pomme de terre ou de semoule de blé ;
  - Potages, avec différents types de pâtes, farcies ou non, cuites dans un bouillon ; ou soupe minestrone avec pâtes très courtes, ou riz, ou bien sans aucun des deux ;
- Secondo, plat de résistance, de viande ou de poisson, servi avec un contorno (garniture de légumes, cuits ou en salade) ;
- Formaggio, fromages ;
- Dolce, dessert, soit un gâteau, soit des fruits (frutta) ou bien les deux ensemble (les fruits en dernier) ;
- Caffè espresso (expresso) et/ou liquore (liqueur), comme la grappa, l'amaro, le limoncello.

## Fromages
Le pays connait une riche industrie fromagère, dont la transformation laitière la plus symbolique est probablement la mozzarella. À base de laits de vache, de bufflonne, de chèvre ou de brebis, on en recense ainsi près de trois cents types, dont certaines sont commercialement préservées via le label de l'Union européenne Appellation d'origine protégée (AOP) (Denominazione di origine protetta (DOP) en italien).

## Vins

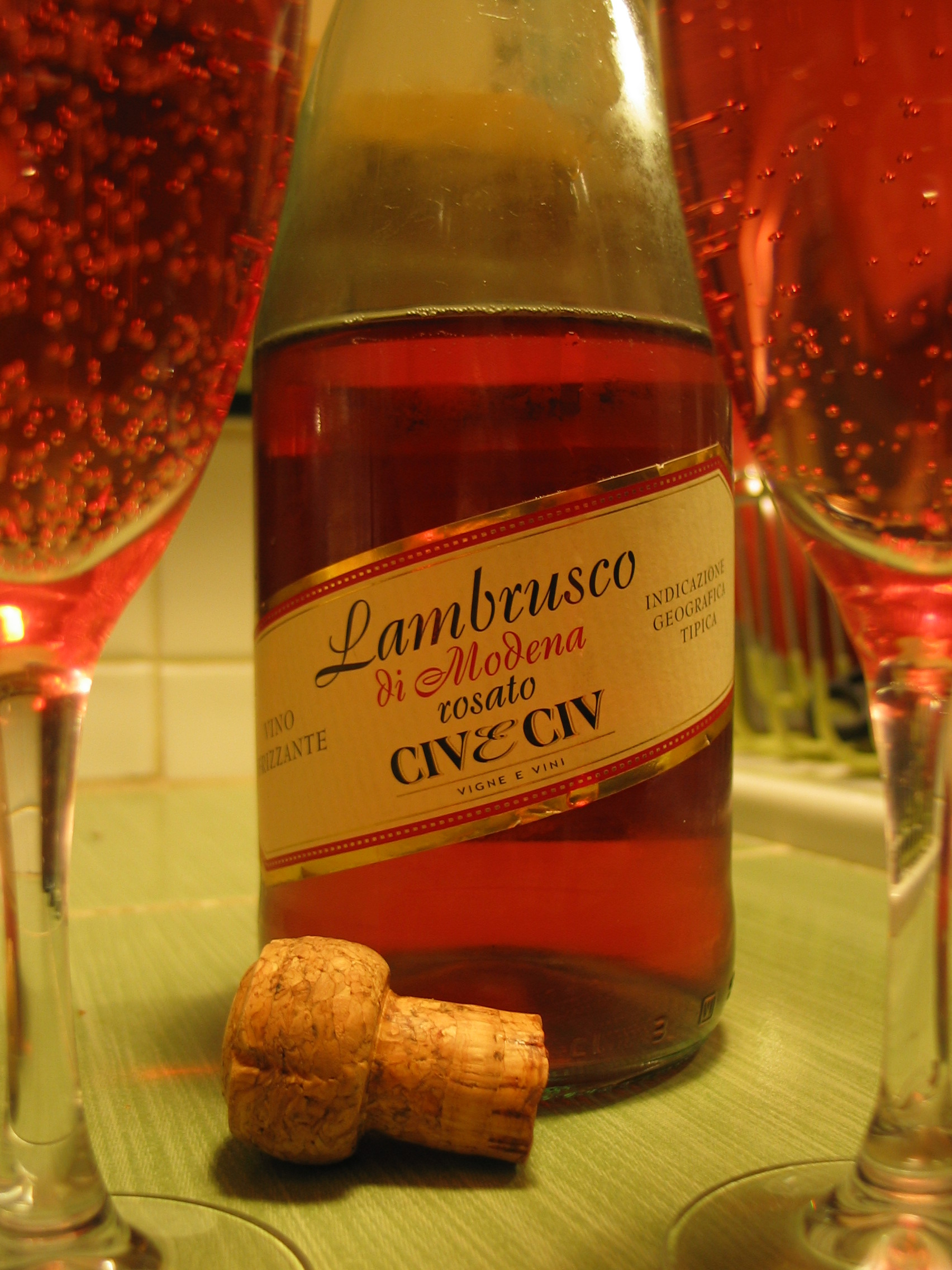
Lambrusco rosé.

L'Italie est le premier pays producteur de vin dans le monde en 2019 et le premier exportateur mondial de vin. Seulement environ un quart de ce vin est mis en bouteilles pour la vente individuelle. Les deux tiers du vin sont utilisés pour le mélange en France et en Allemagne. Il y a vingt régions viticoles distinctes.
Les vignobles produisent des vins de très haute qualité. Pour promouvoir cette approche, le gouvernement italien a adopté la Denominazione di Origine Controllata (DOC), la loi de 1963, faite pour réglementer le lieu d'origine, la qualité, la méthode de production et le type de raisins. La désignation Indicazione Geografica Tipica (IGT) est une appellation moins restrictive pour un diplôme de fabrication de vin, au niveau DOC. En 1980, le gouvernement a créé la Denominazione di Origine e Controllata e Garantita (DOCG), réservée pour les meilleurs vins.

## Café

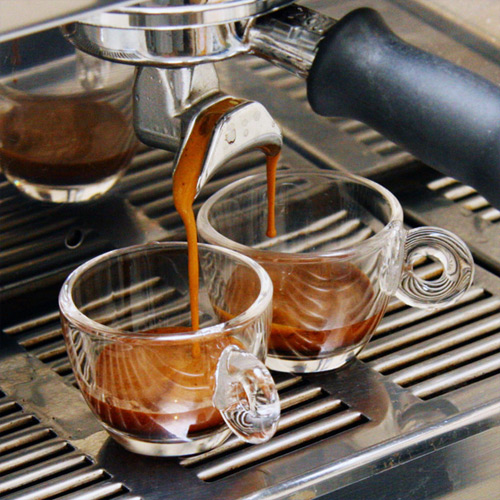
Expresso (ou espresso) de machine à expresso

Le café italien est réputé pour son goût particulier et pour les différentes textures qu’il peut prendre. Il est également connu sous le nom d'expresso (espresso en italien) ; il est fait à partir d'un mélange de graines de café, souvent en provenance du Brésil. L’espresso en grains a une couleur de moyenne à foncée dans le Nord, et devient plus sombre vers le Sud. Une idée fausse commune est que l'expresso a plus de caféine que le café. La torréfaction extrait plus de caféine. La machine à expresso est inventée à Turin, en 1884, par Angelo Moriondo.

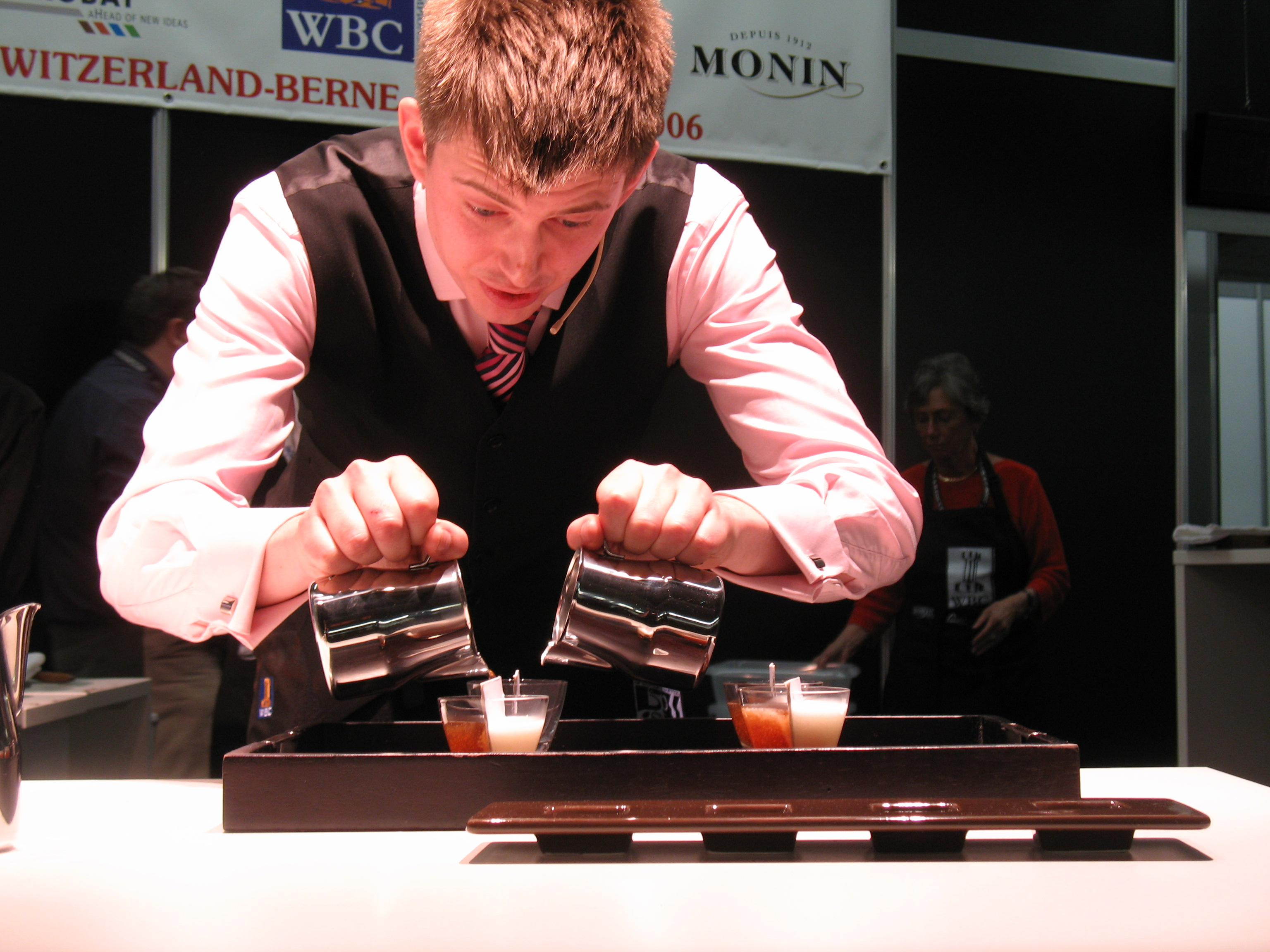
Championnat du monde de barista.

Le café italien étant plus apprécié servi fort, ils ont inventé un substitut au café filtre : la cafetière italienne. C’est durant l’année 1895 que l’on voit apparaître la première cafetière à pression de vapeur, appelée cafetière italienne (ou Moka). L’eau est ici portée à ébullition (+100 °C) au niveau du socle-récipient. La vapeur créée pousse l'eau en la remontant par le tube plongeur, au travers du café et du filtre de métal, puis se condense pour laisser infuser le café au niveau du récipient supérieur. Il existe une variante à ce système, avec la cafetière napolitaine, appelée la napoletana, que l’on retourne dès que l’eau est à la bonne température. Le procédé utilisé alors diffère de l’infusion, c’est la lixiviation.
L'expresso est habituellement servi dans une demi-tasse. Le caffè latte macchiato est surmonté d'un peu de lait cuit à la vapeur ou avec de la mousse, le ristretto est fait avec moins d'eau et est plus fort, le cappuccino est mélangé ou recouvert de vapeur, principalement de mousse de lait. Le cappuccino est généralement considéré comme une boisson du petit déjeuner, et le caffè corretto est agrémenté de quelques gouttes de liqueur, habituellement de la grappa ou de la sambuca. Le bicerin est également un café italien, de Turin. Il s'agit d'un mélange de cappucino et chocolat chaud traditionnel, avec un petit peu de lait. Il est assez épais, et souvent agrémenté de crème fouettée ou de mousse de chocolat en poudre, avec une pincée de sucre ajoutée sur le dessus.

## Gelato

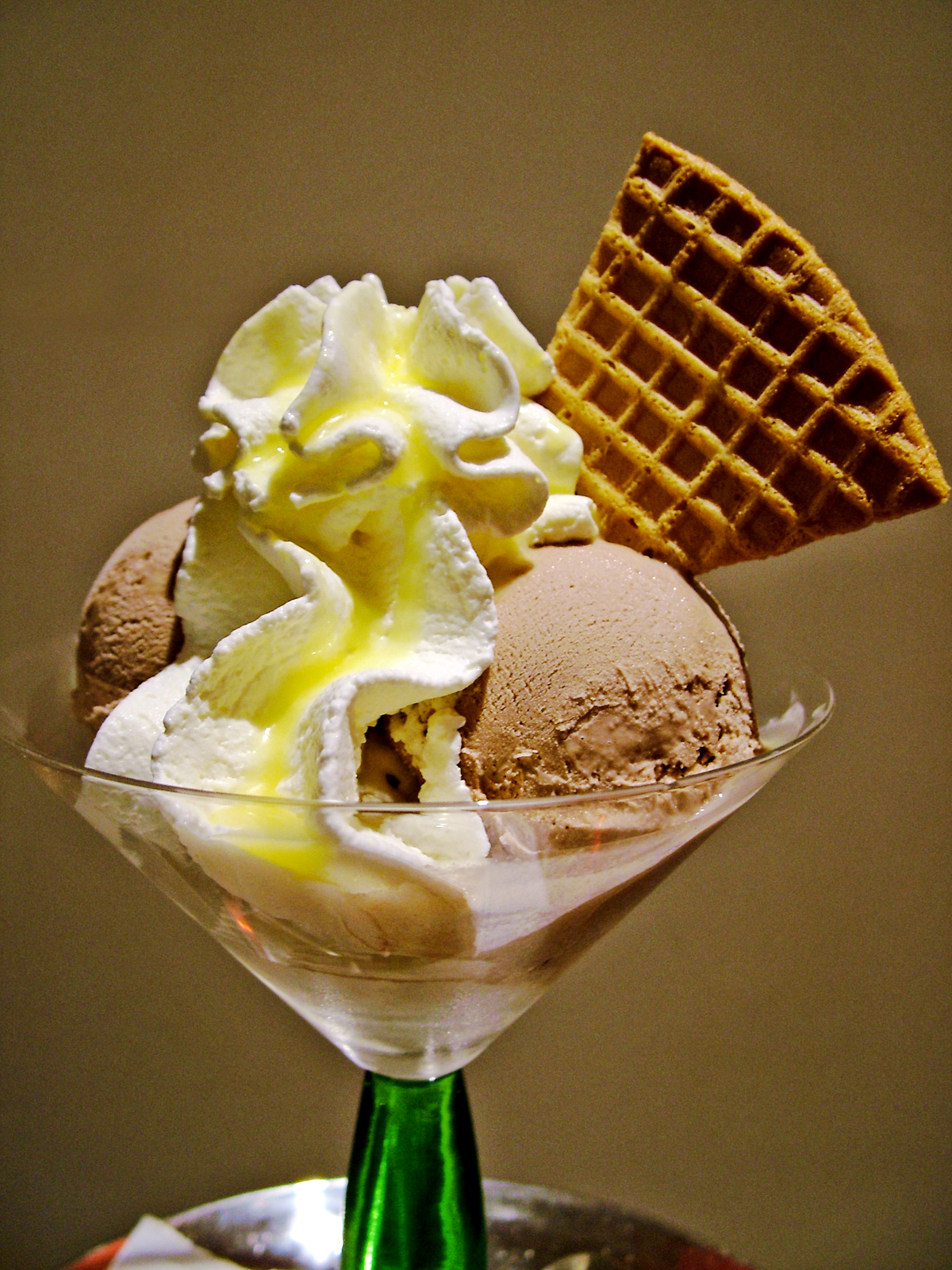
Coupe de crème glacée gelato.

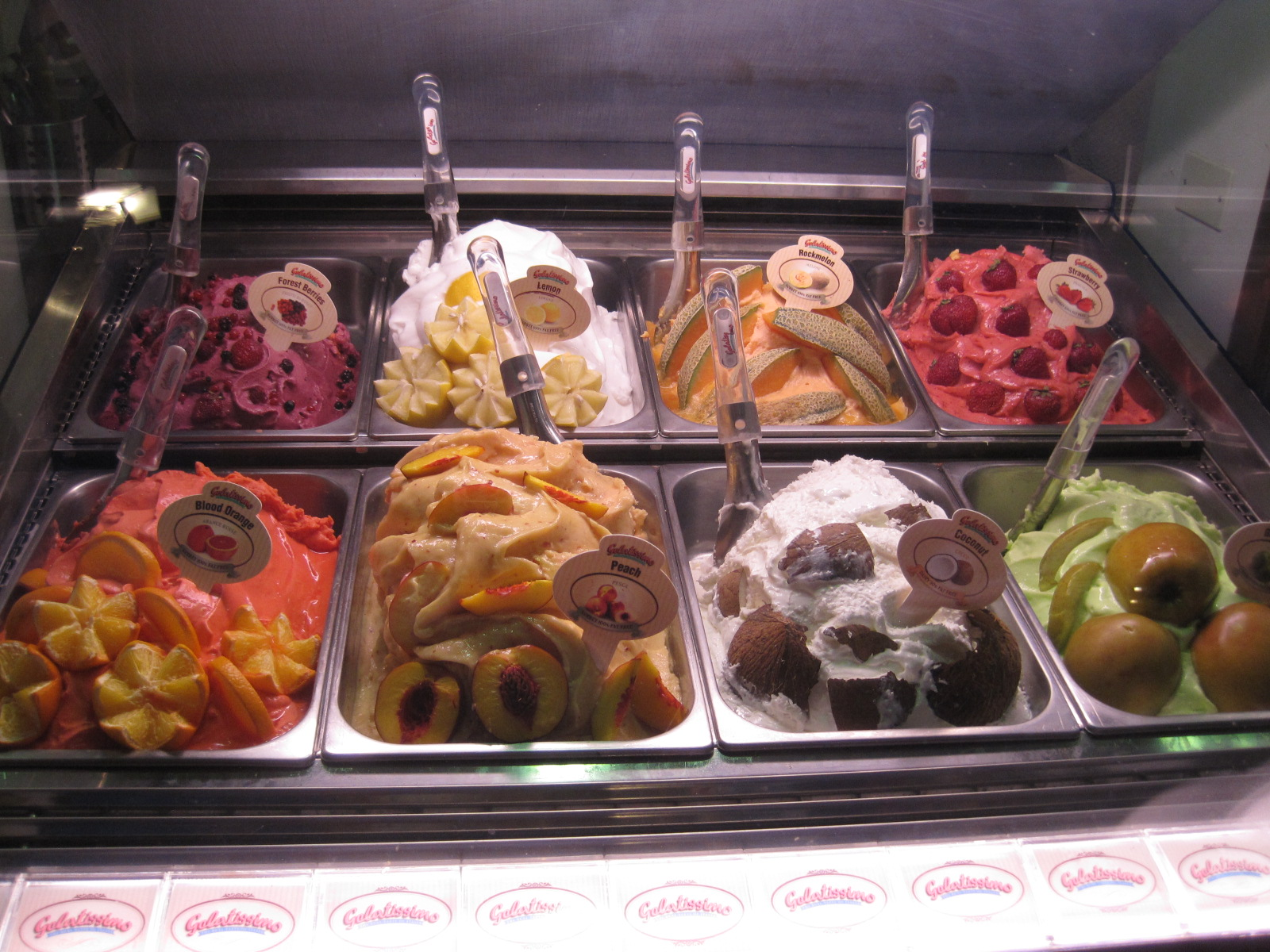
Gelato du commerce

L'histoire de la glace, ou gelato en italien, trouve son origine dans les desserts glacés servis dans la Rome antique et l'Égypte. Plus tard, le gelato est apparu au cours de banquets à la cour des Médicis, à Florence. En fait, c'est l'architecte florentin, Bernardo Buontalenti, qui aurait inventé la crème glacée en 1565 ; il présenta sa recette et ses techniques novatrices de réfrigération à Catherine de Médicis. C'est en 1686 que le Sicilien, Francesco Procopio, perfectionna et modernisa la crème glacée. La popularité du gelato s'étendit dans toutes les couches sociales dans les années 1920-1930, et c'est dans la ville italienne de Varèse que la charrette à glace mobile a été développée.
Les gelateria (établissements spécialisés dans la fabrication et la vente de glace) sont une institution en Italie, ils sont présents dans toute la botte italienne.

## Établissements culinaires italiens
En Italie, chaque type d'établissement culinaire a un rôle bien défini par la tradition et s'y tient (tableau basé sur l'ouvrage Lonely Planet, de Bruce Evans) :
| Enseigne       | Description |
| -------------- | --- |
| Agriturismo    | Ferme agricole offrant un hébergement et des repas (ces derniers étant souvent réservés aux seuls hôtes). Est indiquée par une marque vert et or, représentant un couteau et une fourchette.                                                                                               |
| Bar            | Semblable au caffè. Ici, on peut trouver des alcools comme la grappa et le vin, mais aussi café et croissants le matin. Le bar est très prisé pour l'aperitivo en fin de journée, avant le repas du soir (la cena).                                                                        |
| Birreria       | Brasserie. On en trouve dans le nord du pays. |
| Caffè          | Établissement servant diverses sortes de café, et souvent des boissons au chocolat, ainsi que des jus de fruits et des pains sucrés. Parfois, on y trouve également des brioches, des panini, des tramezzini (sandwiches) et des spuntini (p. ex. des olives ou des morceaux de frittata). |
| Enoteca        | Wine bar (œnothèque). Se trouve dans les régions où le vin est produit ; on y offre également des dégustations de vins, accompagnées d'échantillons de produits locaux. |
| Frasca/locanda | Producteur de vin, principalement dans le Frioul, qui ouvre les portes de ses caves pour faire découvrir ses crus. |
| Gelateria      | Établissement présent dans toute l'Italie, spécialisé dans la fabrication et la vente des fameux gelati (glaces italiennes). |
| Osteria        | Restaurant plutôt simple offrant un choix de plats de la région. |
| Paninoteca     | Magasin vendant des pains et des sandwiches. |
| Pizzeria       | Soit un restaurant, soit un point de vente à emporter. En Italie, les pizzerias produisent encore souvent de manière traditionnelle. |
| Polenteria     | Dont la spécialité est la polenta et que l'on trouve en nombre limité dans le nord du pays. |
| Ristorante     | Restaurant se déclinant dans autant de styles que dans les autres pays. |
| Spaghetteria   | Originaire de Naples, elle se spécialise dans tous les types de pâtes. |
| Tavola calda   | Établissement qui offre de la restauration rapide et souvent limitée à des plats pré-cuisinés. Signifie « table chaude ». |
| Trattoria      | Restaurant de type simple et familial, proposant des menus locaux dans une ambiance typique. |

## Notes et curiosités historiques

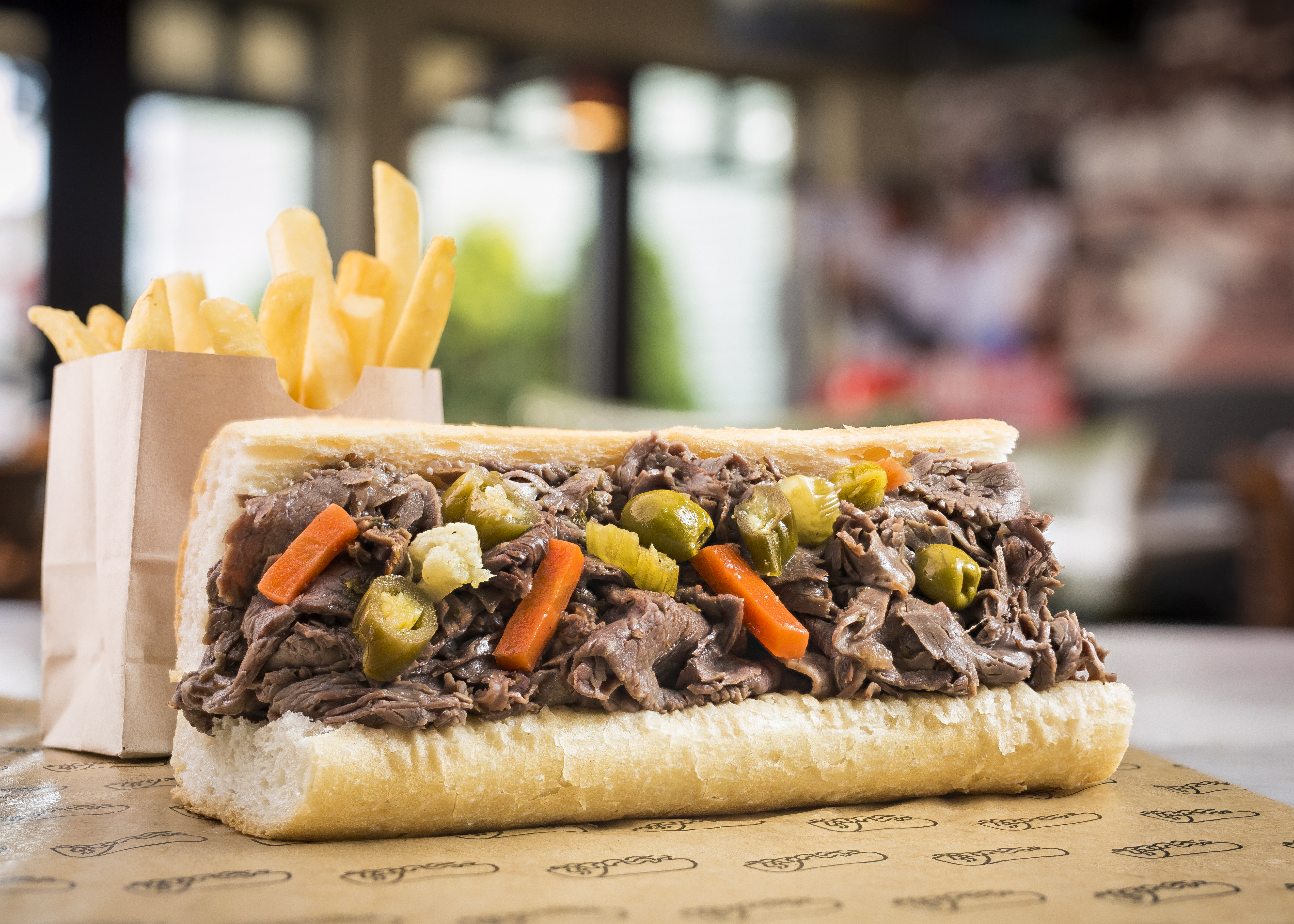
Sandwich italien au bœuf
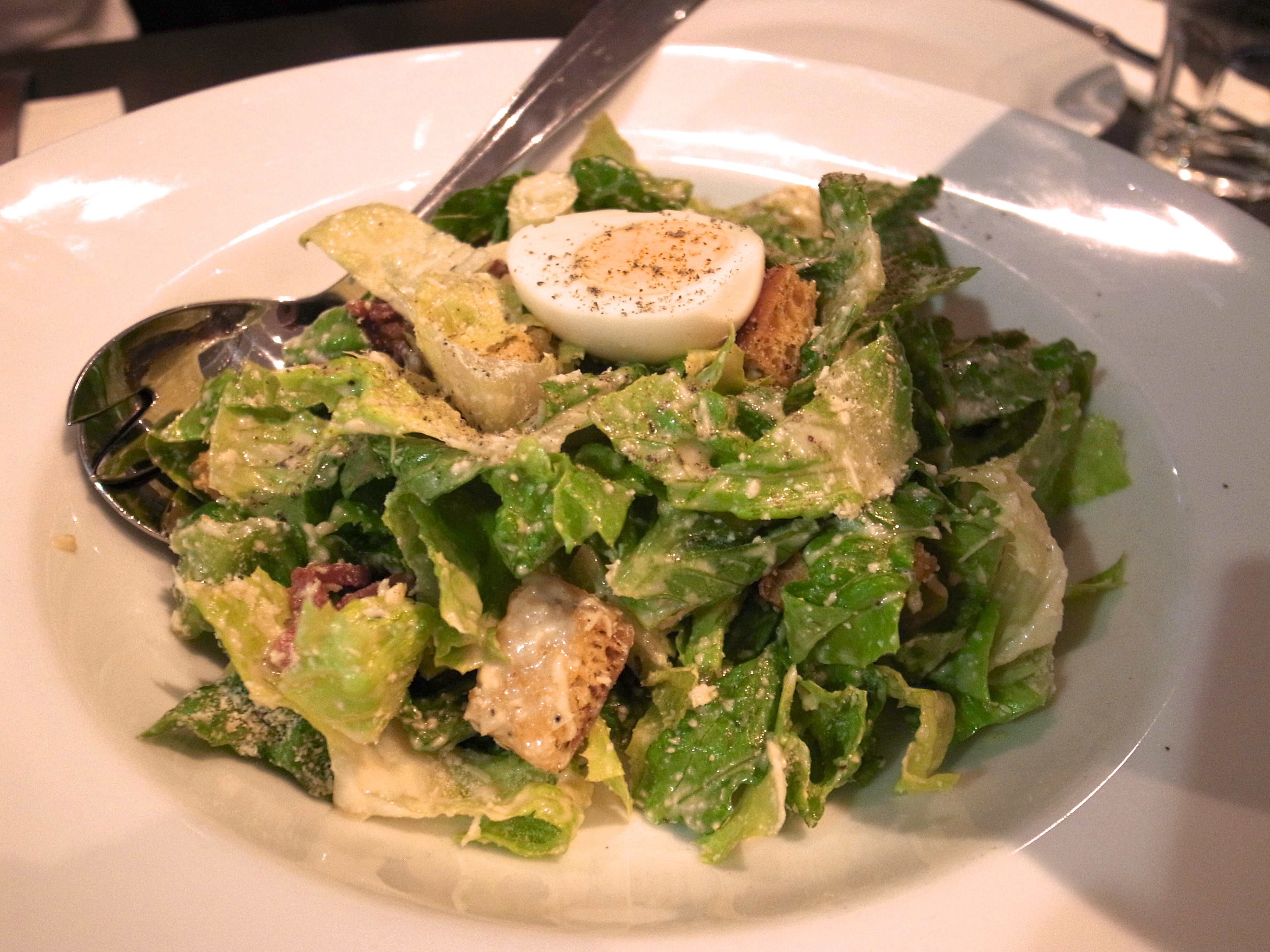
Salade César
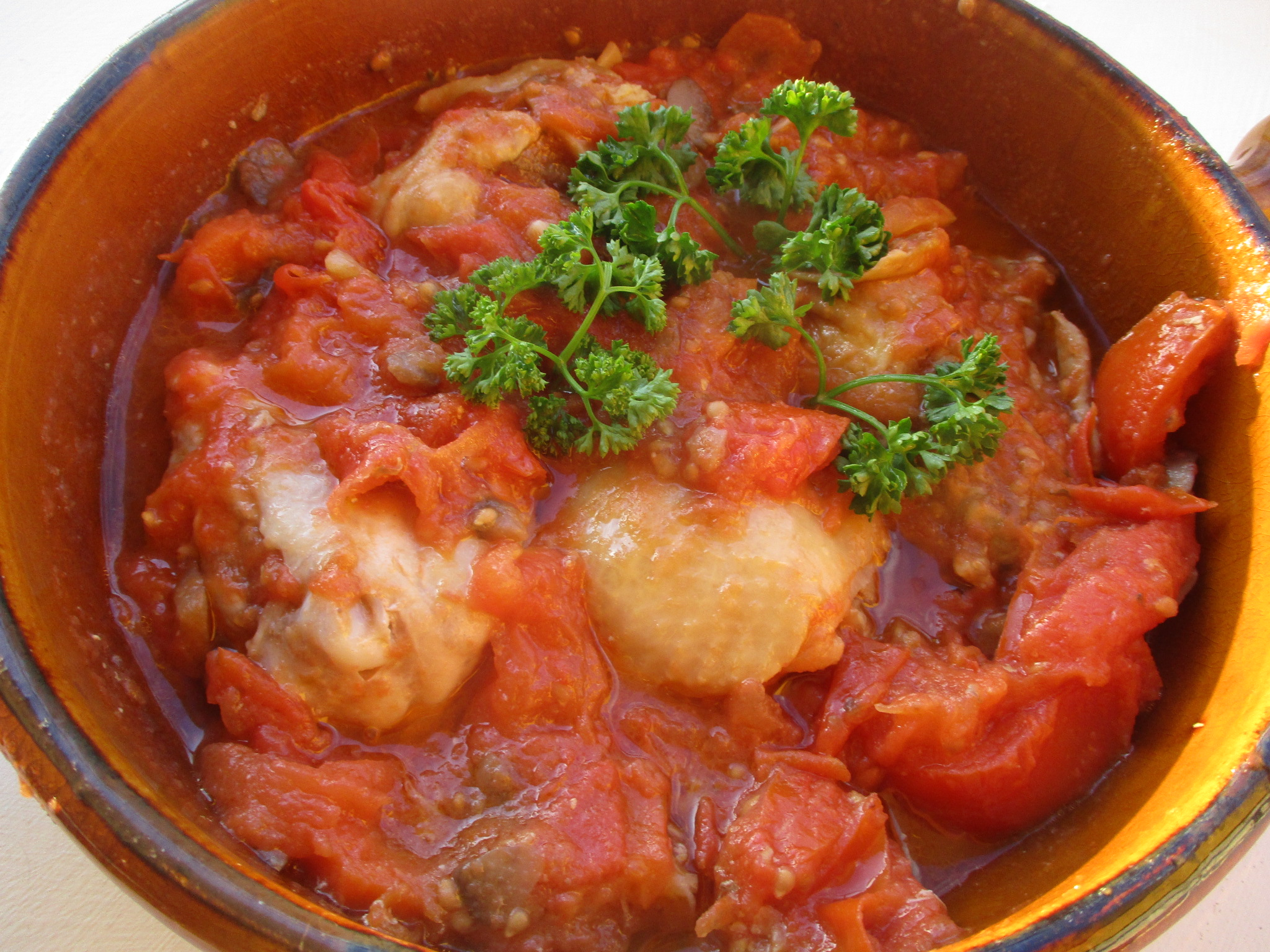
Poulet Marengo
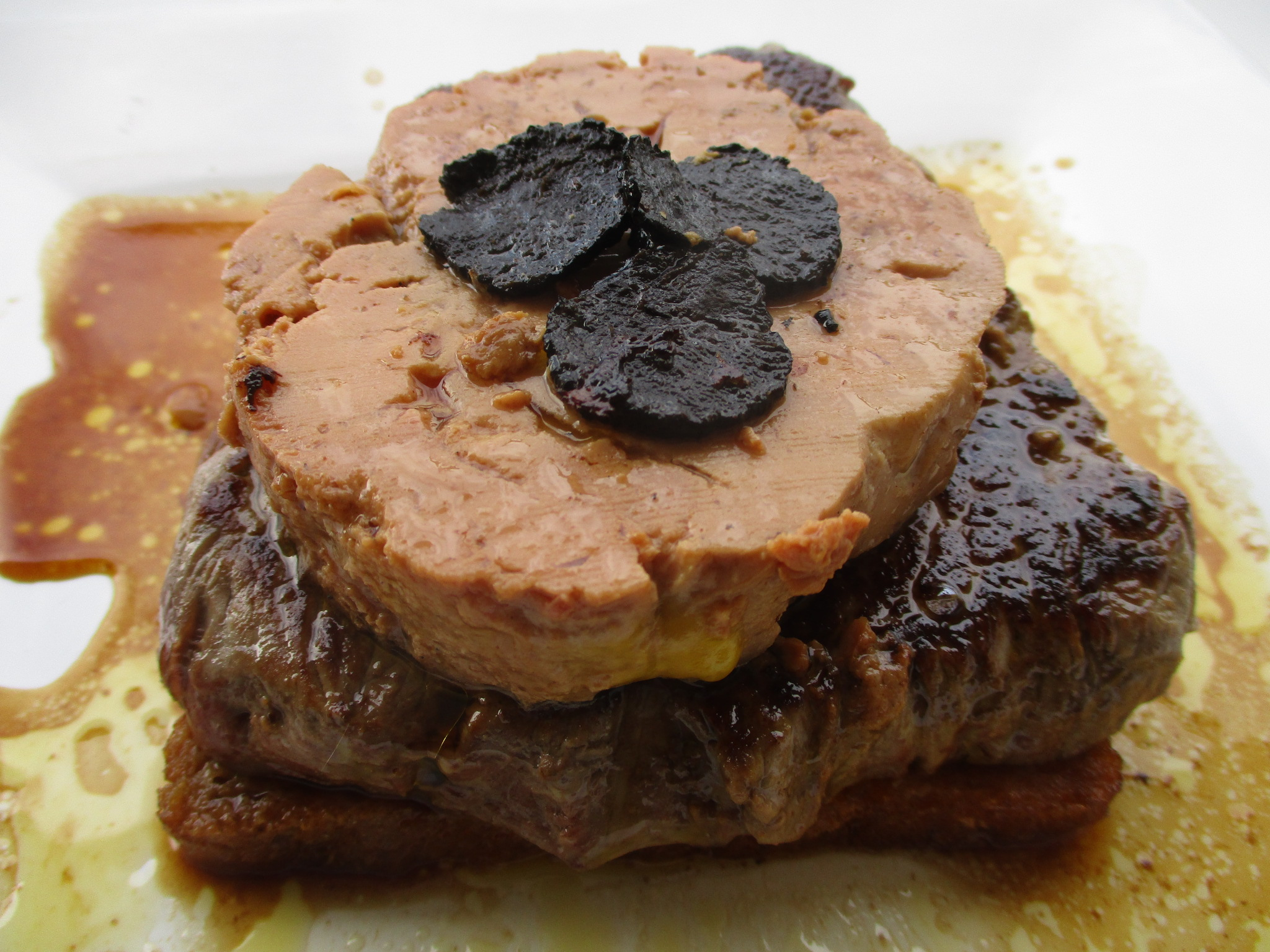
Tournedos Rossini
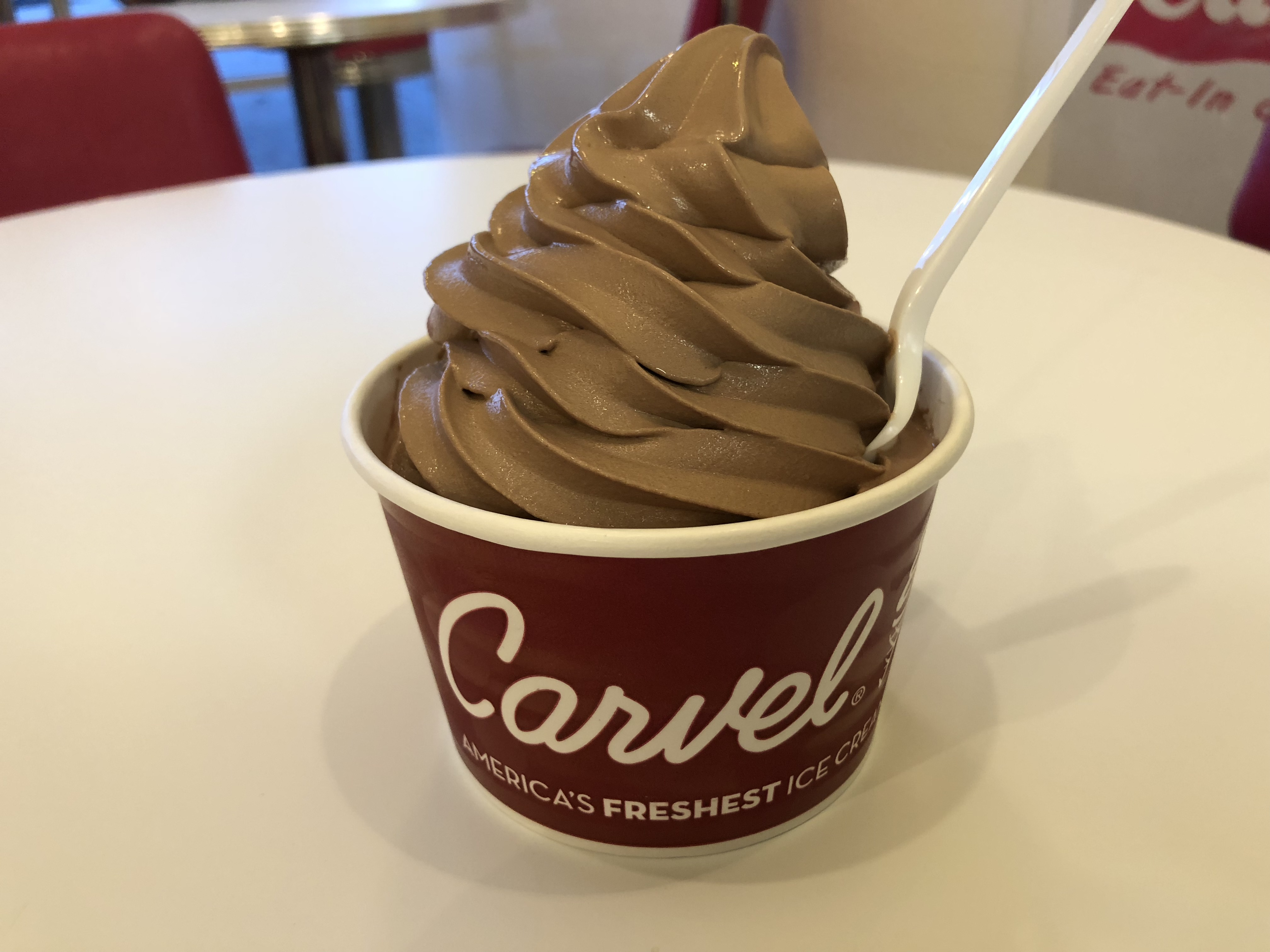
Glace à l'italienne